# Edad Contemporánea

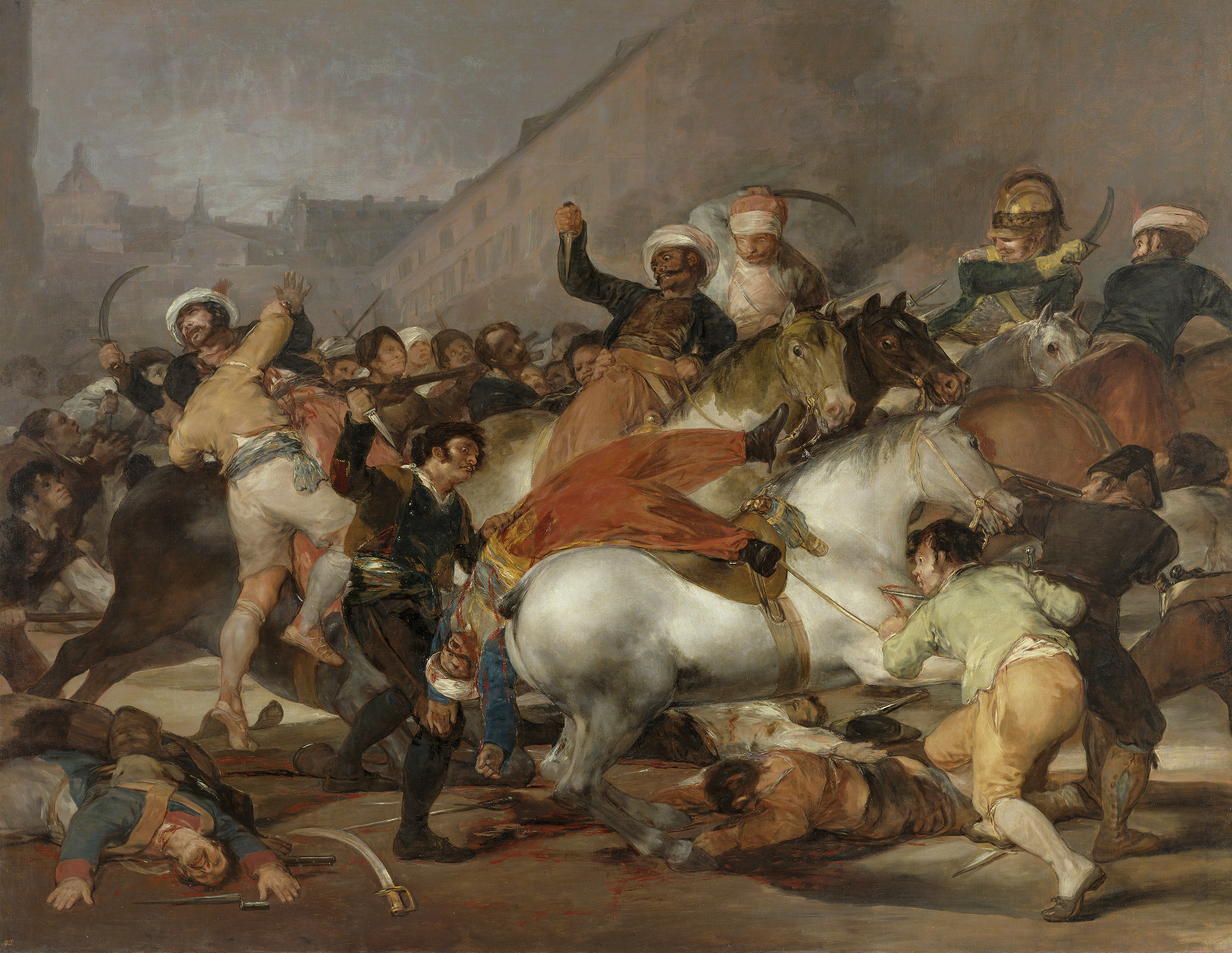
La carga de los mamelucos pintado por Francisco de Goya en 1814, representa un episodio del levantamiento del 2 de mayo de 1808 en Madrid. Los pueblos europeos, convertidos en protagonistas de su propia historia y a los que se les había proclamado sujetos de la soberanía, no acogieron favorablemente la «imposición de la libertad» que suponía la extensión de los ideales revolucionarios franceses mediante la ocupación militar del ejército napoleónico. Más adelante, en toda la extensión de la Edad Contemporánea, la base popular de los movimientos sociales y políticos no implicaba su orientación progresista, sino que penduló de un extremo a otro del espectro político.

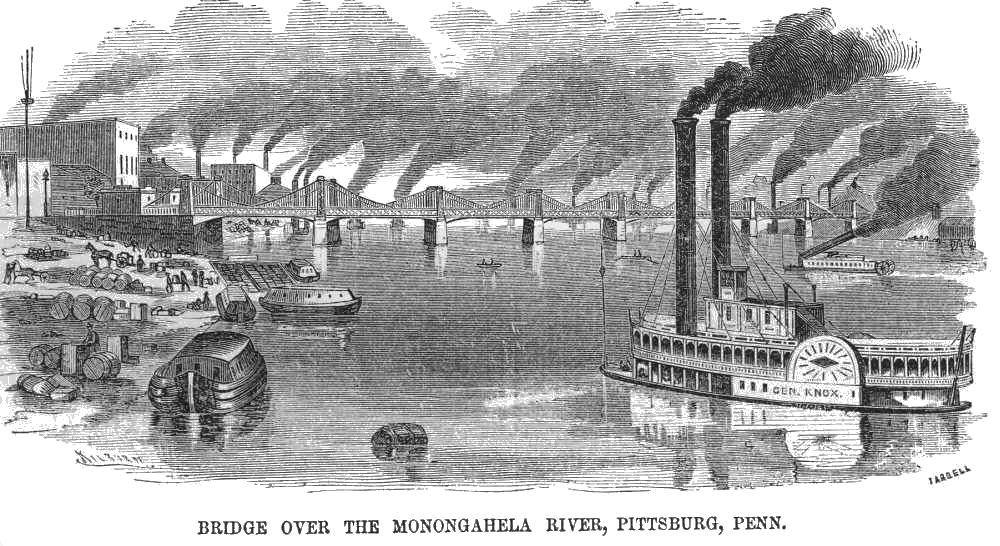
Pittsburgh en 1857. La Edad Contemporánea generó un nuevo tipo de paisaje industrial y urbano de gran impacto en la naturaleza y en las condiciones de vida. La revolución de los transportes y de las comunicaciones permitió que la unidad de la economía-mundo lograda en la Edad Moderna se aproximara más aún al acortar el tiempo de los desplazamientos y aumentar su regularidad.

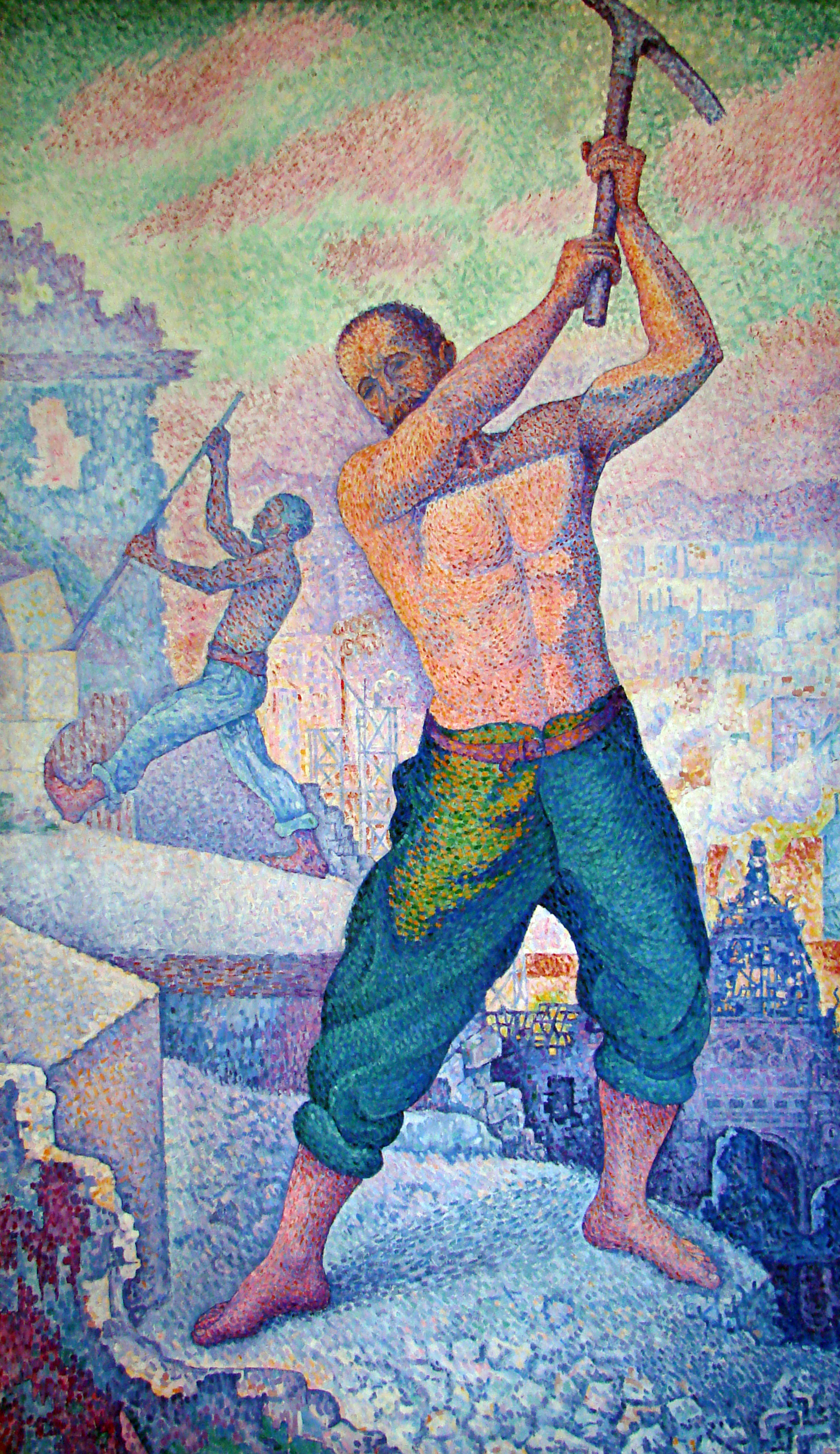
Le Démolisseur pintado por Paul Signac en 1897. Además de ser una obra estéticamente vanguardista (técnica del puntillismo), la elección consciente de un protagonista anónimo y su tratamiento visual heroico conducen a su lectura alegórica: las masas derriban el orden antiguo antes de construir el nuevo.

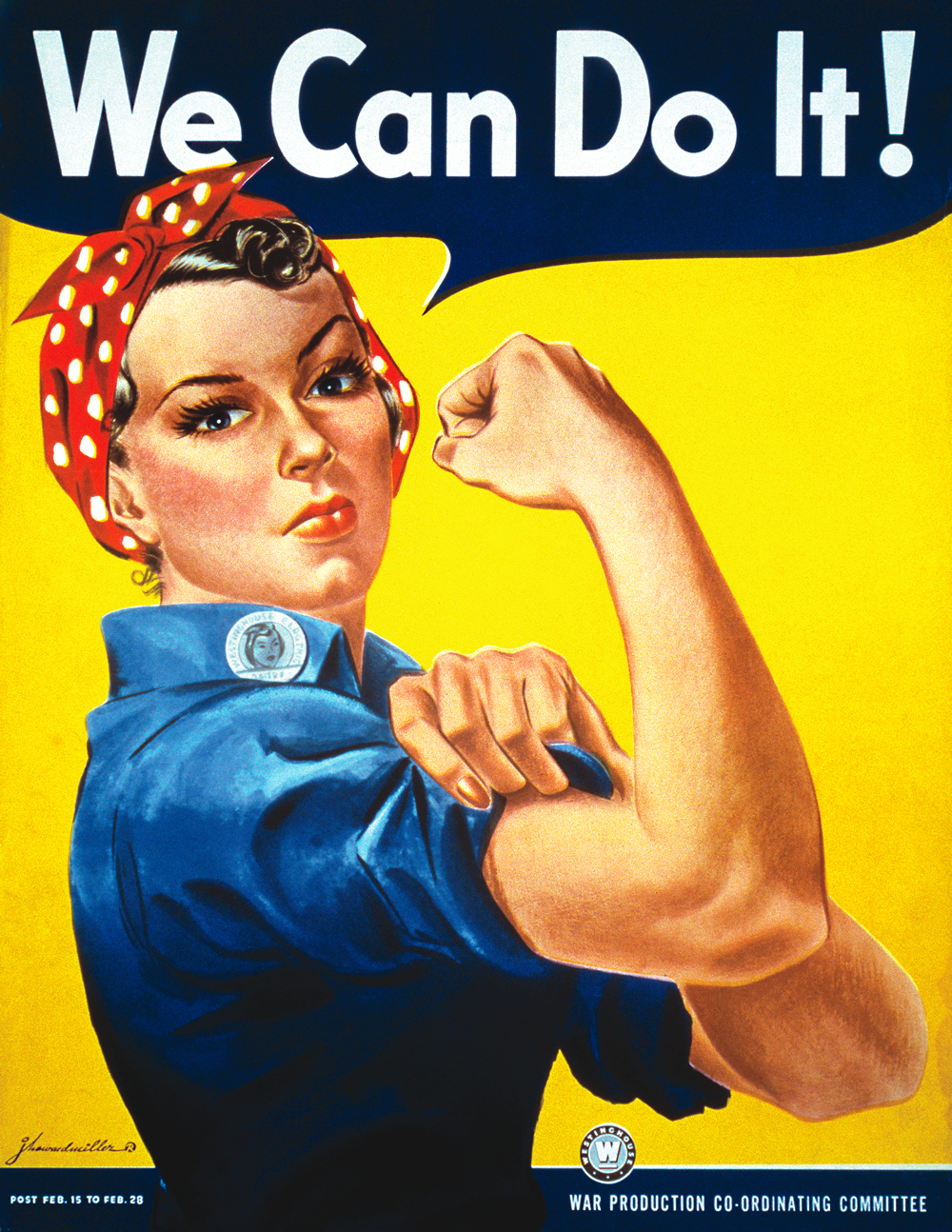
We Can Do It! (en inglés: ¡Podemos hacerlo!), fue un cartel de propaganda de 1942 (durante la Segunda Guerra Mundial) que estimula el esfuerzo bélico mediante el trabajo de la mujer, un paso decisivo en su emancipación.

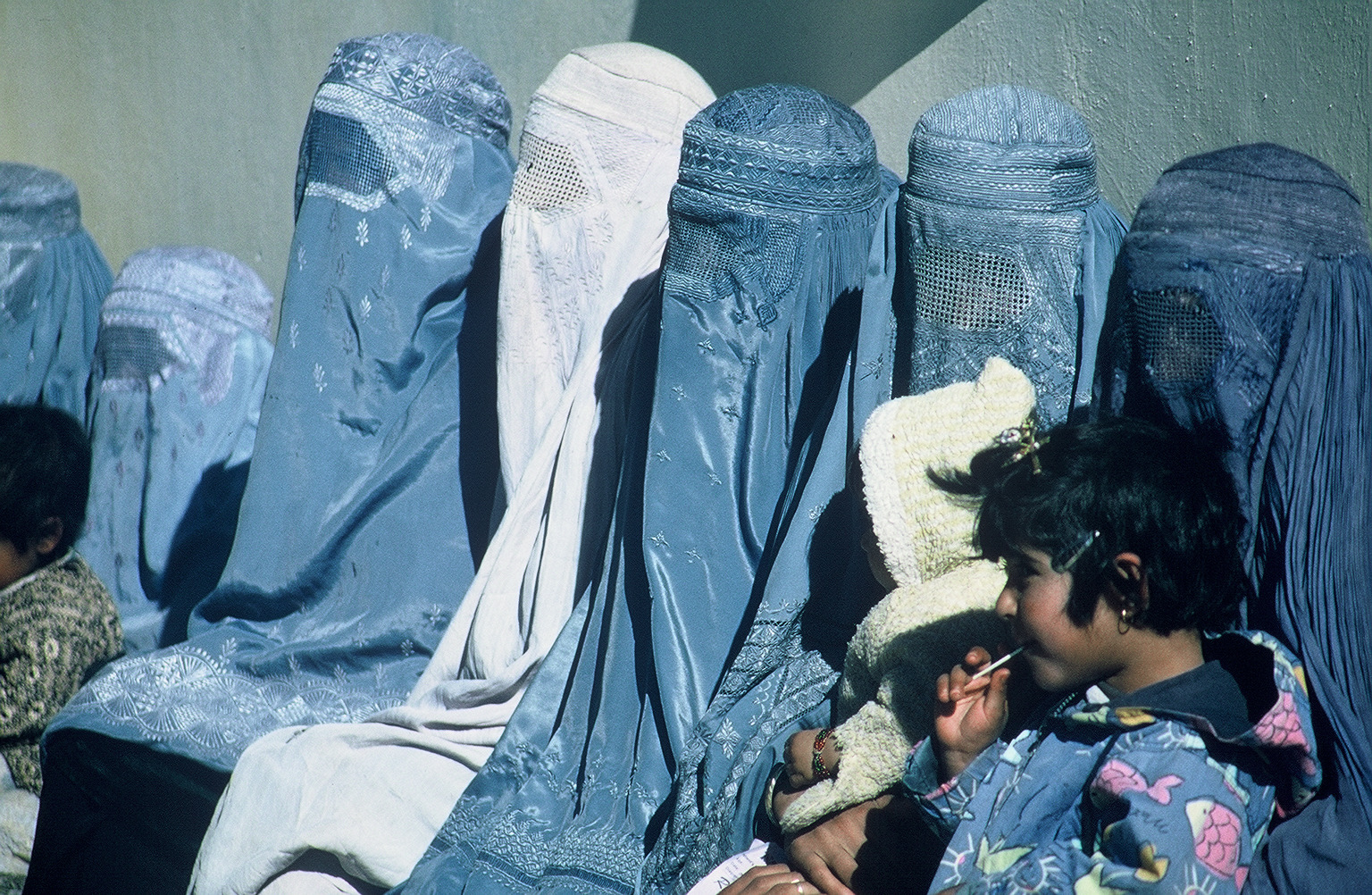
Mujeres de Afganistán en 2003, usando el burka, el velo tradicional que se intento eliminar durante la república socialista (durante la cual se inició la guerra civil); sin embargo, no lo lograron por la re-islamización durante el régimen de los talibanes entre 1996 y 2001 y nuevamente durante el nuevo régimen desde 2021, y sigue siendo en la actualidad una de las piedras de toque con mayor valor mediático para la intervención internacional en la guerra librada entre 2001 y 2021.

La Edad Contemporánea es el nombre con el que se designa al periodo histórico comprendido entre la Revolución francesa (1789) y la actualidad. Comprende, si se considera su inicio en la Revolución francesa, un total de 236 años, entre 1789 y el presente. En este período, la humanidad experimentó una transición demográfica, concluida para las sociedades más avanzadas (el llamado primer mundo) y aún en curso para la mayor parte (los países subdesarrollados y los países recientemente industrializados), que ha llevado su crecimiento más allá de los límites que le imponía históricamente la naturaleza, consiguiendo la generalización del consumo de todo tipo de productos, servicios y recursos naturales que han elevado para una gran parte de los seres humanos su nivel de vida de una forma antes insospechada, pero que han agudizado las desigualdades sociales y espaciales y dejan planteadas para el futuro próximo graves incertidumbres medioambientales.
Los acontecimientos de esta época se han visto marcados por transformaciones aceleradas en la economía, la sociedad y la tecnología que han merecido el nombre de Revolución Industrial, al tiempo que se destruía la sociedad preindustrial y se construía una sociedad de clases presidida por una burguesía que contempló el declive de sus antagonistas tradicionales (los privilegiados) y el nacimiento y desarrollo de uno nuevo (el movimiento obrero), en nombre del cual se plantearon distintas alternativas al capitalismo. Más espectaculares fueron incluso las transformaciones políticas e ideológicas (Revolución liberal, nacionalismo, totalitarismos); así como las mutaciones del mapa político mundial y las mayores guerras conocidas por la humanidad.
La ciencia y la cultura entran en un periodo de extraordinario desarrollo y fecundidad; mientras que el arte contemporáneo y la literatura contemporánea (liberados por el romanticismo de las sujeciones académicas y abiertos a un público y un mercado cada vez más amplios) se han visto sometidos al impacto de los nuevos medios de comunicación de masas (tanto los escritos como los audiovisuales), lo que les provocó una verdadera crisis de identidad que comenzó con el impresionismo y las vanguardias y aún no se ha superado.
En cada uno de los planos principales del devenir histórico (económico, social y político), puede cuestionarse si la Edad Contemporánea es una superación de las fuerzas rectoras de la modernidad o más bien significa el periodo en que triunfan y alcanzan todo su potencial de desarrollo las fuerzas económicas y sociales que durante la Edad Moderna se iban gestando lentamente: el capitalismo y la burguesía; y las entidades políticas que lo hacían de forma paralela: la nación y el Estado.
En el siglo XIX, estos elementos confluyeron para conformar la formación social histórica del estado liberal europeo clásico, surgido tras la crisis del Antiguo Régimen. El Antiguo Régimen había sido socavado ideológicamente por el ataque intelectual de la Ilustración (L'Encyclopédie, 1751) a todo lo que no se justifique a las luces de la razón por mucho que se sustente en la tradición, como los privilegios contrarios a la igualdad (la de condiciones jurídicas, no la económico-social) o la economía moral contraria a la libertad (la de mercado, la propugnada por Adam Smith -La riqueza de las naciones, 1776). Pero, a pesar de lo espectacular de las revoluciones y de lo inspirador de sus ideales de libertad, igualdad y fraternidad (con la muy significativa adición del término propiedad), un observador perspicaz como Lampedusa pudo entenderlas como la necesidad de que algo cambie para que todo siga igual: el Nuevo Régimen fue regido por una clase dirigente (no homogénea, sino de composición muy variada) que, junto con la vieja aristocracia incluyó por primera vez a la pujante burguesía responsable de la acumulación de capital. Esta, tras su acceso al poder, pasó de revolucionaria a conservadora, consciente de la precariedad de su situación en la cúspide de una pirámide cuya base era la gran masa de proletarios, compartimentada por las fronteras de unos estados nacionales de dimensiones compatibles con mercados nacionales que a su vez controlaban un espacio exterior disponible para su expansión colonial.
En el siglo XX este equilibrio inestable se fue descomponiendo, en ocasiones mediante violentos cataclismos (comenzando por los terribles años de la Primera Guerra Mundial, 1914-1918), y en otros planos mediante cambios paulatinos (por ejemplo, la promoción económica, social y política de la mujer). Por una parte, en los países más desarrollados, el surgimiento de una poderosa clase media, en buena parte gracias al desarrollo del estado del bienestar o estado social (se entienda este como concesión pactista al desafío de las expresiones más radicales del movimiento obrero, o como convicción propia del reformismo social) tendió a llenar el abismo predicho por Marx y que debería llevar al inevitable enfrentamiento entre la burguesía y el proletariado. Por la otra, el capitalismo fue duramente combatido, aunque con éxito bastante limitado, por sus enemigos de clase, enfrentados entre sí: el anarquismo y el socialismo (dividido a su vez entre el comunismo y la socialdemocracia). En el campo de la ciencia económica, los presupuestos del liberalismo clásico fueron superados (economía neoclásica, keynesianismo -incentivos al consumo e inversiones públicas para frente a la incapacidad del mercado libre para responder a la crisis de 1929- o teoría de juegos -estrategias de cooperación frente al individualismo de la mano invisible-). La democracia liberal fue sometida durante el período de entreguerras al doble desafío de los totalitarismos estalinista y fascista (sobre todo por el expansionismo de la Alemania nazi, que llevó a la Segunda Guerra Mundial).
En cuanto a los estados nacionales, tras la primavera de los pueblos (denominación que se dio a la revolución de 1848) y el periodo presidido por la unificación alemana e italiana (1848-1871), pasaron a ser el actor predominante en las relaciones internacionales, en un proceso que se generalizó con la caída de los grandes imperios multinacionales (español desde 1808 hasta 1976, portugués desde 1821 hasta 1975; ruso, alemán, austrohúngaro y turco en 1918, tras su hundimiento en la Primera Guerra Mundial) y la de los imperios coloniales (británico, francés, neerlandés y belga tras la Segunda). Si bien numerosas naciones accedieron a la independencia durante los siglos XIX y XX, no siempre resultaron viables, y muchos se sumieron en terribles conflictos civiles, religiosos o tribales, a veces provocados por la arbitraria fijación de las fronteras, que reprodujeron las de los anteriores imperios coloniales. En cualquier caso, los estados nacionales, después de la Segunda Guerra Mundial, devinieron en actores cada vez menos relevantes en el mapa político, sustituidos por la política de bloques encabezados por los Estados Unidos y la Unión Soviética. La integración supranacional de Europa (Unión Europea) no se ha reproducido con éxito en otras zonas del mundo, mientras que las organizaciones internacionales, especialmente la ONU, dependen para su funcionamiento de la poco constante voluntad de sus componentes.
La desaparición del bloque comunista ha dado paso al mundo actual del siglo XXI, en que las fuerzas rectoras tradicionales presencian el doble desafío que suponen tanto la tendencia a la globalización como el surgimiento o resurgimiento de todo tipo de identidades, personales o individuales, colectivas o grupales, muchas veces competitivas entre sí (religiosas, sexuales, de edad, nacionales, culturales, étnicas, estéticas, educativas, deportivas, o generadas por una actitud -pacifismo, ecologismo, altermundialismo- o por cualquier tipo de condición, incluso las problemáticas -minusvalías, disfunciones, pautas de consumo-). Particularmente, el consumo define de una forma tan importante la imagen que de sí mismos se hacen individuos y grupos que el término sociedad de consumo ha pasado a ser sinónimo de sociedad contemporánea.

## Modernidad: ruptura y continuidad

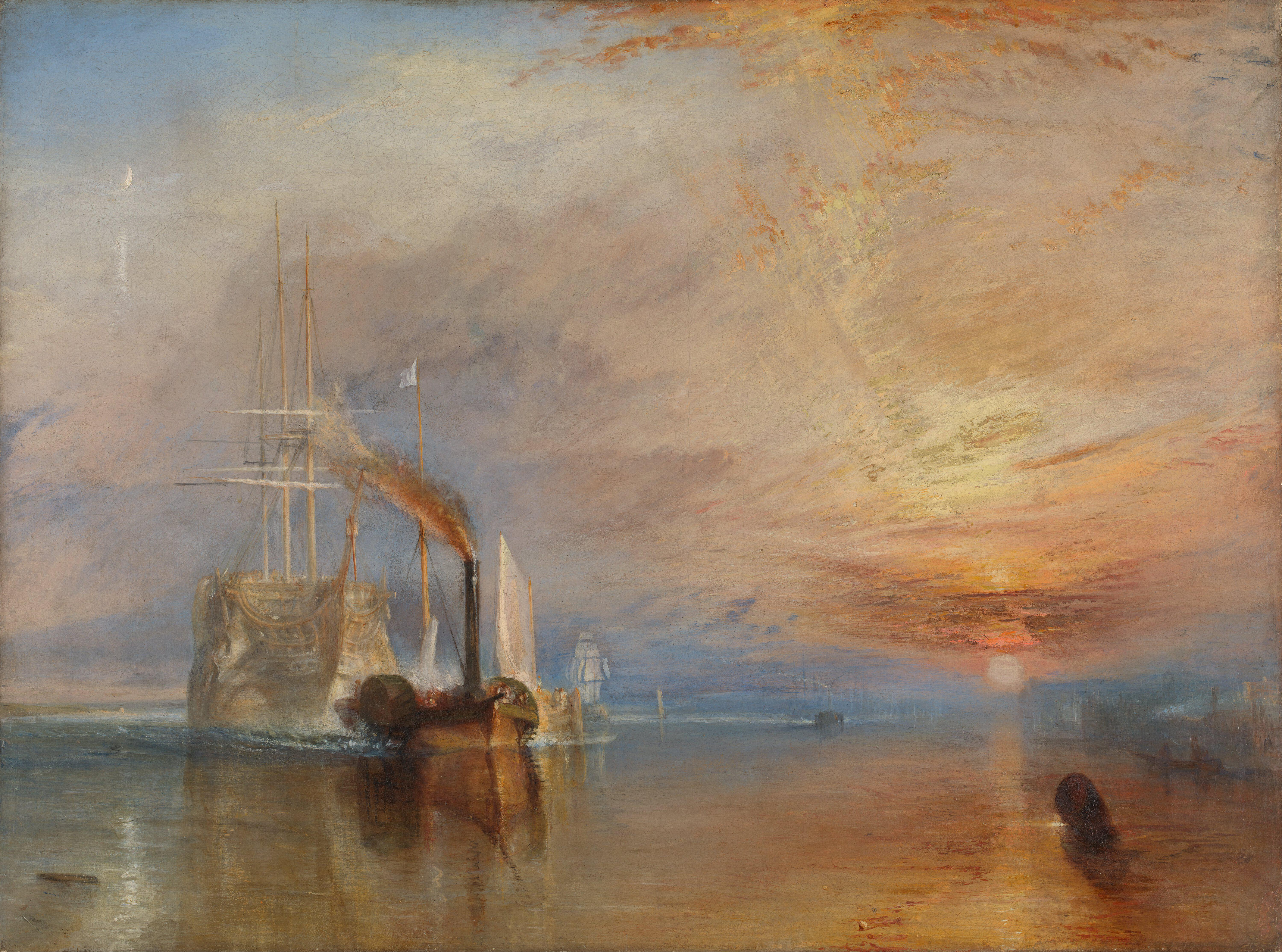
Un pequeño y sucio, pero eficaz barco de vapor conduce al desguace al buque de guerra Téméraire. Sus años de gloria han pasado. (Cuadro de J. M. W. Turner).

La denominación «Edad Contemporánea» es un añadido reciente a la tradicional periodización histórica de Cristóbal Celarius, que utilizaba una división tripartita en Edad Antigua, Edad Media y Edad Moderna; y se debe al fuerte impacto que las transformaciones posteriores a la Revolución francesa tuvieron en la historiografía europea continental (específicamente la francesa, española y portuguesa), que les impulsó a proponer un nombre diferente para lo que entendían como estructuras antagónicas: las del Antiguo Régimen anterior y las del Nuevo Régimen posterior. Sin embargo, esa discontinuidad no parece tan marcada para el resto de los historiadores, como los anglosajones que prefieren utilizar el término Later o Late Modern Times o Age («Últimos Tiempos Modernos», «Edad Moderna Tardía» o «Edad Moderna Posterior»), contrastándolo con el término Early Modern Times o Age («Tempranos Tiempos Modernos», «Edad Moderna Temprana» o «Edad Moderna Anterior») ya que siguen usando la periodización de Celarius; mientras que restringen el uso de Contemporary Age para el siglo XX, especialmente para su segunda mitad.
La cuestión de si hubo más continuidad o más ruptura entre la Edad Moderna y la Contemporánea depende, por tanto, de la perspectiva. Si se define la modernidad como el desarrollo de una cosmovisión con rasgos derivados de los valores del antropocentrismo frente a los del teocentrismo medieval (concepciones del mundo centradas en el hombre o en Dios, respectivamente): idea de progreso social, de libertad individual, de conocimiento a través de la investigación científica, etc.; entonces es claro que la Edad Contemporánea es una continuación e intensificación de todos estos conceptos. Su origen estuvo en la Europa Occidental de finales del siglo XV y comienzos del XVI, donde surgió el Humanismo, el Renacimiento y la Reforma Protestante; y se acentuaron durante la denominada crisis de la conciencia europea de finales del siglo XVII, que incluyó la Revolución Científica y preludió a la Ilustración. Las revoluciones de finales del XVIII y comienzos del XIX pueden entenderse como la culminación de las tendencias iniciadas en el período precedente. La confianza en el ser humano y en el progreso científico y tecnológico se plasmó a partir de entonces en una filosofía muy característica: el positivismo; y en los diversos planteamientos religiosos que van del secularismo al agnosticismo, al ateísmo o al anticlericalismo. Sus manifestaciones ideológicas fueron muy dispares, desde el nacionalismo hasta el marxismo pasando por el darwinismo social y los totalitarismos de signo opuesto; aunque las formulaciones políticas y económicas del liberalismo fueron las dominantes, incluyendo notablemente la doctrina de los derechos humanos que, desarrollada a partir de elementos anteriores, dio forma a la democracia contemporánea y se fue extendiendo (como predijo un notable estudio de Alexis de Tocqueville -La democracia en América, 1835-) hasta llegar a ser el ideal más universalmente aceptado de forma de gobierno, con notables excepciones.
Sin embargo, fue la evidencia del triunfo de las fuerzas de la modernidad lo que hizo que precisamente en la Edad Contemporánea se desarrollara un discurso paralelo de crítica a la modernidad, que en su vertiente más radical desembocó en el nihilismo. Es posible seguir el hilo de esta crítica a la modernidad en el romanticismo y su búsqueda de las raíces históricas de los pueblos; en la filosofía de Arthur Schopenhauer, Friedrich Nietzsche y posteriores movimientos (irracionalismo, vitalismo, existencialismo, Escuela de Fráncfort); en los rasgos más experimentales del arte contemporáneo y la literatura contemporánea que, no obstante, reivindican para sí la condición de literatura o arte moderno (expresionismo, surrealismo, teatro del absurdo); en concepciones teóricas como la postmodernidad; y en la violenta resistencia que, tanto desde el movimiento obrero como desde posturas radicalmente conservadoras, se opuso a la gran transformación de economía y sociedad. Superar el ideal ilustrado de progreso y confianza optimista en las capacidades del ser humano, implicaba una noción progresista y de confianza en la capacidad del ser humano que efectúa esa crítica, por lo que esas «superaciones de la modernidad» fueron de hecho nuevas variantes del discurso moderno.

## La «Era de la Revolución» (1776-1848)
En los años finales del siglo XVIII y los primeros del siglo XIX se derrumba el Antiguo Régimen de una forma que fue percibida por los contemporáneos como una aceleración del ritmo temporal de la historia, que trajo cambios trascendentales conseguidos tras vencer de forma violenta la oposición de las fuerzas interesadas en mantener el pasado: todos ellos requisitos para poder hablar de una revolución, y de lo que para Eric Hobsbawm es La Era de la Revolución. Suele hablarse de tres planos en el mismo proceso revolucionario: el económico, caracterizado por el triunfo del capitalismo industrial que supera la fase mercantilista y acaba con el predominio del sector primario (Revolución industrial); el social, caracterizado por el triunfo de la burguesía y su concepto de sociedad de clases basada en el mérito y la ética del trabajo, frente a la sociedad estamental dominada por los privilegiados desde el nacimiento (Revolución burguesa); y el político e ideológico, por el que se sustituyen las monarquías absolutas por sistemas representativos, con constituciones, parlamentos y división de poderes, justificados por la ideología liberal (Revolución liberal).

### Revolución industrial

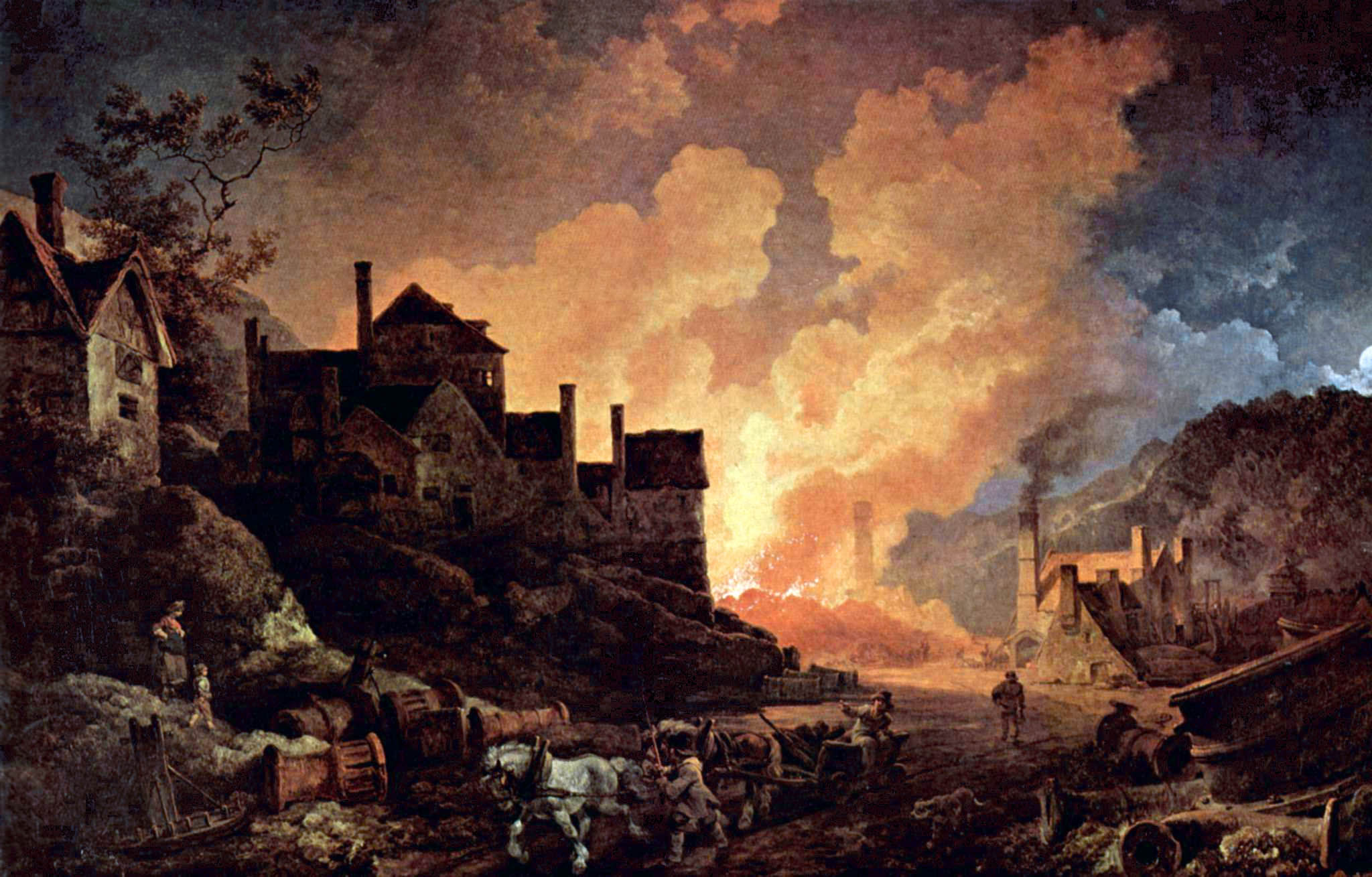
Coalbrookdale de noche (Philipp Jakob Loutherbourg, 1801). La actividad incesante y la multiplicación de las nuevas instalaciones industriales, y sus repercusiones en todos los ámbitos, transformaron irreversiblemente la naturaleza y la sociedad.

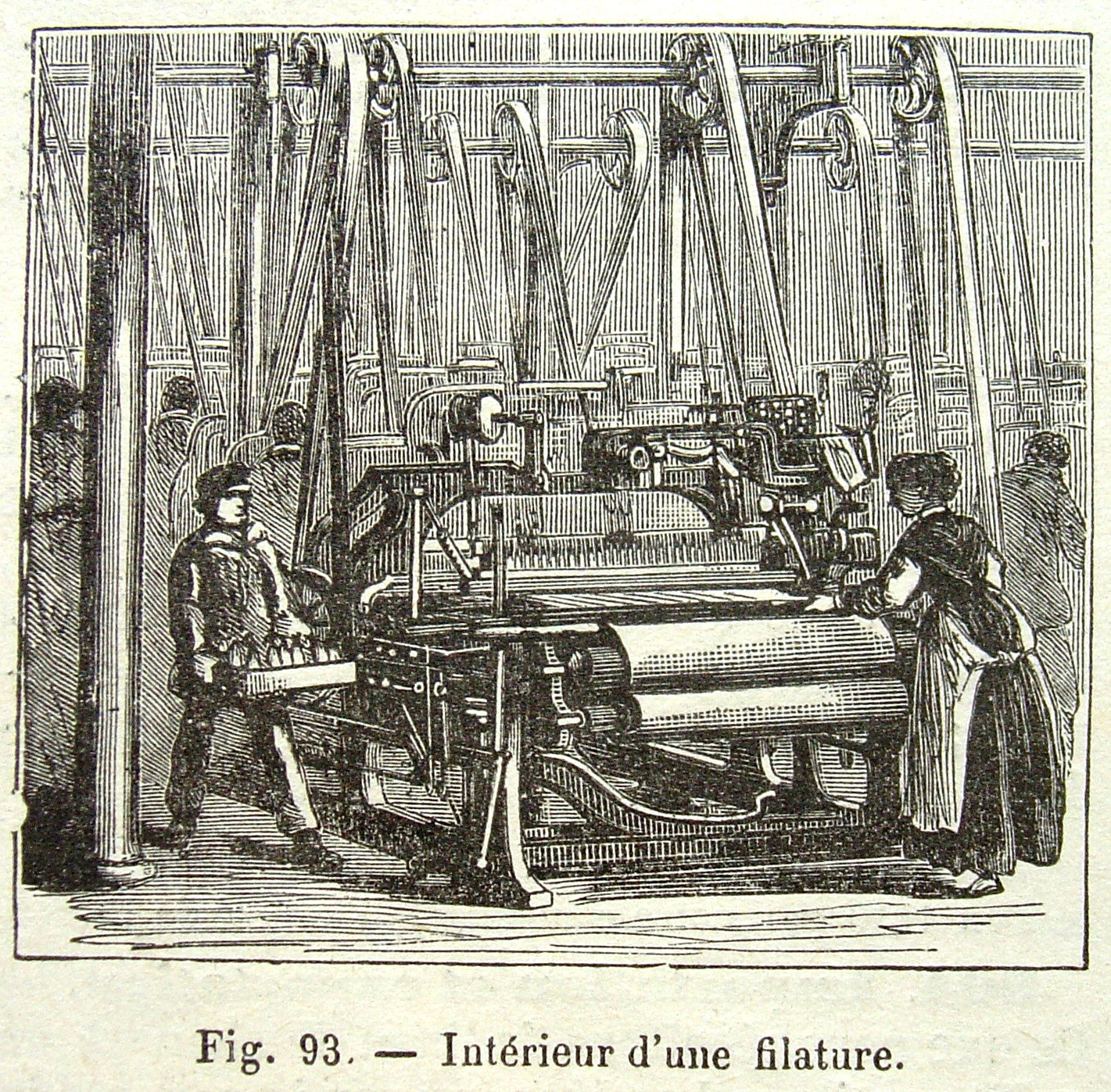
Máquina de hilados en una fábrica francesa del.

La Revolución industrial es la segunda de las transformaciones productivas verdaderamente decisivas que ha sufrido la humanidad, siendo la primera la Revolución Neolítica que transformó la humanidad paleolítica cazadora y recolectora en el mundo de aldeas agrícolas y tribus ganaderas que caracterizó desde entonces los siguientes milenios de prehistoria e historia.
La transformación de la sociedad preindustrial agropecuaria y rural en una sociedad industrial y urbana se inició propiamente con una nueva y decisiva transformación del mundo agrario, la llamada revolución agrícola que aumentó de forma importante los bajísimos rendimientos propios de la agricultura tradicional gracias a mejoras técnicas como la rotación de cultivos, la introducción de abonos y nuevos productos (especialmente la introducción en Europa de dos plantas americanas: el maíz y la papa). En todos los periodos anteriores, tanto en los imperios hidráulicos (Egipto, Mesopotamia, India o China antiguas), como en la Grecia y Roma esclavistas o la Europa feudal y del Antiguo Régimen, incluso en las sociedades más involucradas en las transformaciones del capitalismo comercial del moderno sistema mundial, era necesario que la gran mayoría de la fuerza de trabajo produjera alimentos, quedando una exigua minoría para la vida urbana y el escaso trabajo industrial, a un nivel tecnológico artesanal, con altos costes de producción. A partir de entonces, empieza a ser posible que los sustanciales excedentes agrícolas alimenten a una población creciente (inicio de la transición demográfica, por la disminución de la mortalidad y el mantenimiento de la natalidad en niveles altos) que está disponible para el trabajo industrial, primero en las propias casas de los campesinos (domestic system, putting-out system) y enseguida en grandes complejos fabriles (factory system) que permiten la división del trabajo que conduce al imparable proceso de especialización, tecnificación y mecanización. La mano de obra se proletariza al perder su sabiduría artesanal en beneficio de una máquina que realiza rápida e incansablemente el trabajo descompuesto en movimientos sencillos y repetitivos, en un proceso que llevará a la producción en serie y, más adelante (en el siglo XX, durante la Segunda revolución industrial), al fordismo, el taylorismo y la cadena de montaje. Si el producto es menos bello y deshumanizado (crítica de los partidarios del mundo preindustrial, como John Ruskin y William Morris), no es menos útil y sobre todo, es mucho más beneficioso para el empresario que lo consigue lanzar al mercado. Los costos de producción disminuyeron ostensiblemente, en parte porque al fabricarse de manera más rápida se invertía menos tiempo en su elaboración, y en parte porque las propias materias primas, al ser también explotadas por medios industriales, bajaron su coste. La estandarización de la producción reemplazó la exclusividad y escasez de los productos antiguos por la abundancia y el anonimato de los productos nuevos, todos iguales unos a otros.
La Revolución industrial iniciada en Inglaterra a mediados del siglo XVIII se extendió sucesivamente al resto del mundo mediante la difusión tecnológica (transferencia tecnológica), primero a Europa Noroccidental y después, en lo que se denominó Segunda revolución industrial (finales del siglo XIX), al resto de los posteriormente denominados países desarrollados (especialmente y con gran rapidez a Alemania, Estados Unidos y Japón; pero también, más lentamente, a Europa Meridional y a Europa Oriental). A finales del siglo XX, en el contexto de la denominada Tercera revolución industrial, los NIC o nuevos países industrializados (especialmente China) iniciaron un rápido crecimiento industrial. No obstante, la influencia de la revolución industrial, desde su mismo inicio se extendió al resto del mundo mucho antes de que se produjera la industrialización de cada uno de los países, dado el decisivo impacto que tuvo la posibilidad de adquirir grandes cantidades de productos industriales cada vez más baratos y diversificados. El mundo se dividió entre los que producían bienes manufacturados y los que tenían que conformarse con intercambiarlos por las materias primas, que no aportaban prácticamente valor añadido al lugar del que se extraían: las colonias y neocolonias (África, Asia y América Latina, tanto antes como después de los procesos de independencia de los siglos XIX y XX).

#### Motivos por los cuales la Revolución industrial surgió en Inglaterra
La Revolución industrial se originó en Inglaterra a causa de diversos factores, cuya elucidación es uno de los temas historiográficos más trascendentes.
Como factores técnicos, era uno de los países con mayor disponibilidad de las materias primas esenciales, sobre todo el carbón, mineral indispensable para alimentar la máquina de vapor que fue el gran motor de la Revolución industrial temprana, así como los altos hornos de la siderurgia, sector principal desde mediados del siglo XIX. Su ventaja frente a la madera, el combustible tradicional, no es tanto su poder calorífico como la mera posibilidad en la continuidad de suministro (la madera, a pesar de ser fuente renovable, está limitada por la deforestación; mientras que el carbón, combustible fósil y por tanto no renovable, solo lo está por el agotamiento de las reservas, cuya extensión se amplía con el precio y las posibilidades técnicas de extracción).
Como factores ideológicos, políticos y sociales, la sociedad inglesa había atravesado la llamada crisis del siglo XVII de una manera particular: mientras la Europa Meridional y Oriental se refeudalizaba y establecía monarquías absolutas, la guerra civil inglesa (1642-1651) y la posterior revolución gloriosa (1688) determinaron el establecimiento de una monarquía parlamentaria (definida ideológicamente por el liberalismo de John Locke) basada en la división de poderes, la libertad individual y un nivel de seguridad jurídica que proporcionaba suficientes garantías para el empresario privado; muchos de ellos surgidos de entre activas minorías de disidentes religiosos que en otras naciones no se hubieran consentido (la tesis de Max Weber vincula explícitamente La ética protestante y el espíritu del capitalismo). Síntoma importante fue el espectacular desarrollo del sistema de patentes industriales.
Como factor geoestratégico, durante el siglo XVIII Inglaterra (que tras las firmas del Acta de Unión con Escocia en 1707 y del Acta de Unión con Irlanda en 1800, después de la derrota de la rebelión irlandesa de 1798, consiguieron la unión con Escocia e Irlanda, formando el Reino Unido de Gran Bretaña e Irlanda) construyó una flota naval que la convirtió (desde el tratado de Utrecht, 1714, y de forma indiscutible desde la batalla de Trafalgar, 1805) en una verdadera talasocracia dueña de los mares y de un extensísimo imperio colonial. A pesar de la pérdida de las Trece Colonias, emancipadas en la guerra de Independencia de Estados Unidos (1776-1781), controlaba, entre otros, los territorios del subcontinente indio, fuente importante de materias primas para su industria, destacadamente el algodón que alimentaba la industria textil, así como mercado cautivo para los productos de la metrópolis. La canción patriótica Rule Britannia (1740) explícitamente indicaba: rule the waves (gobierna las olas).

#### La máquina de vapor, el carbón, el algodón y el hierro

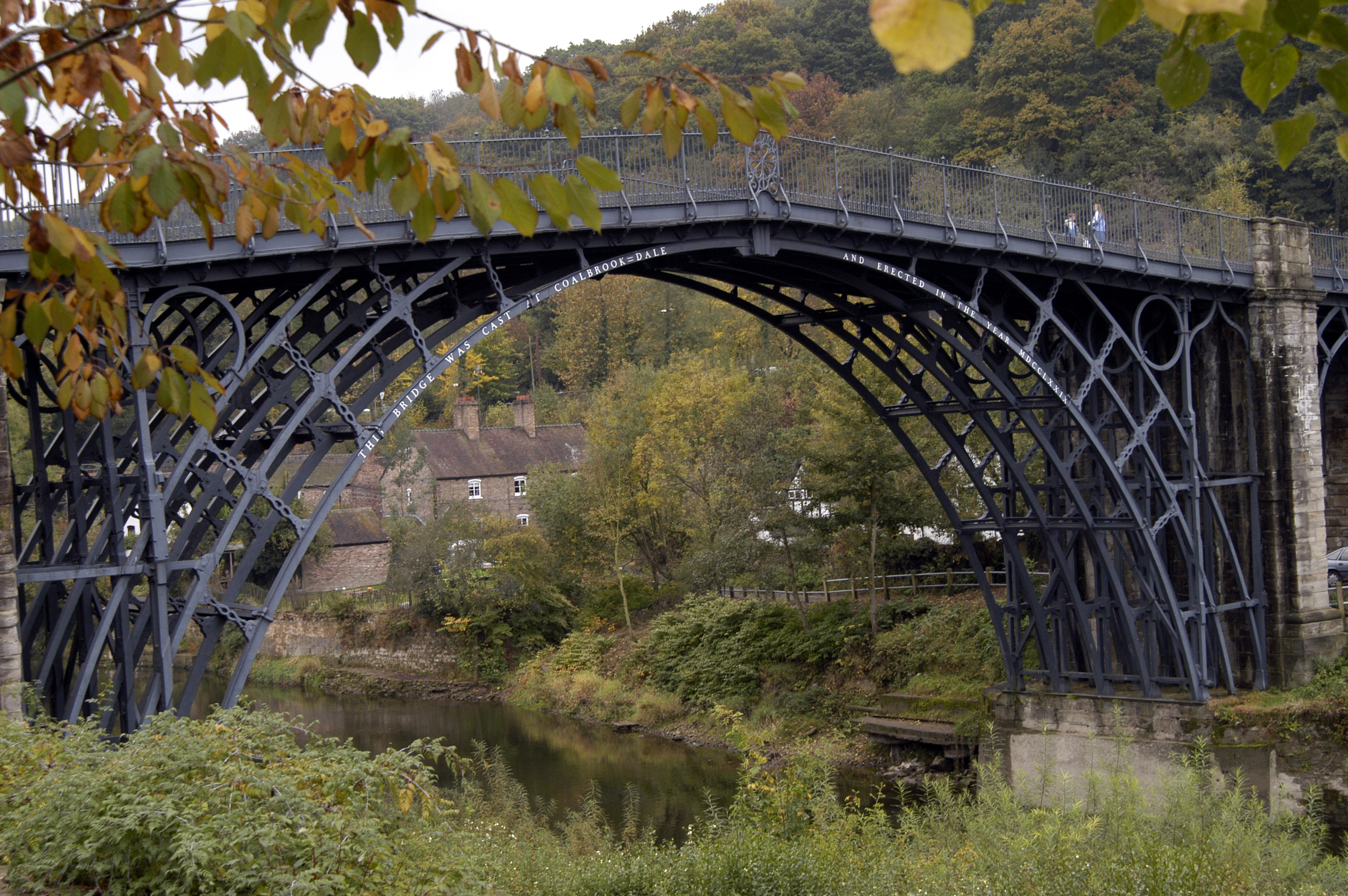
The Iron Bridge - el puente de Hierro en Shropshire, (Inglaterra) - se convirtió en una de las estructuras más importantes de la Revolución industrial al mostrar el uso que se le podía dar al hierro.

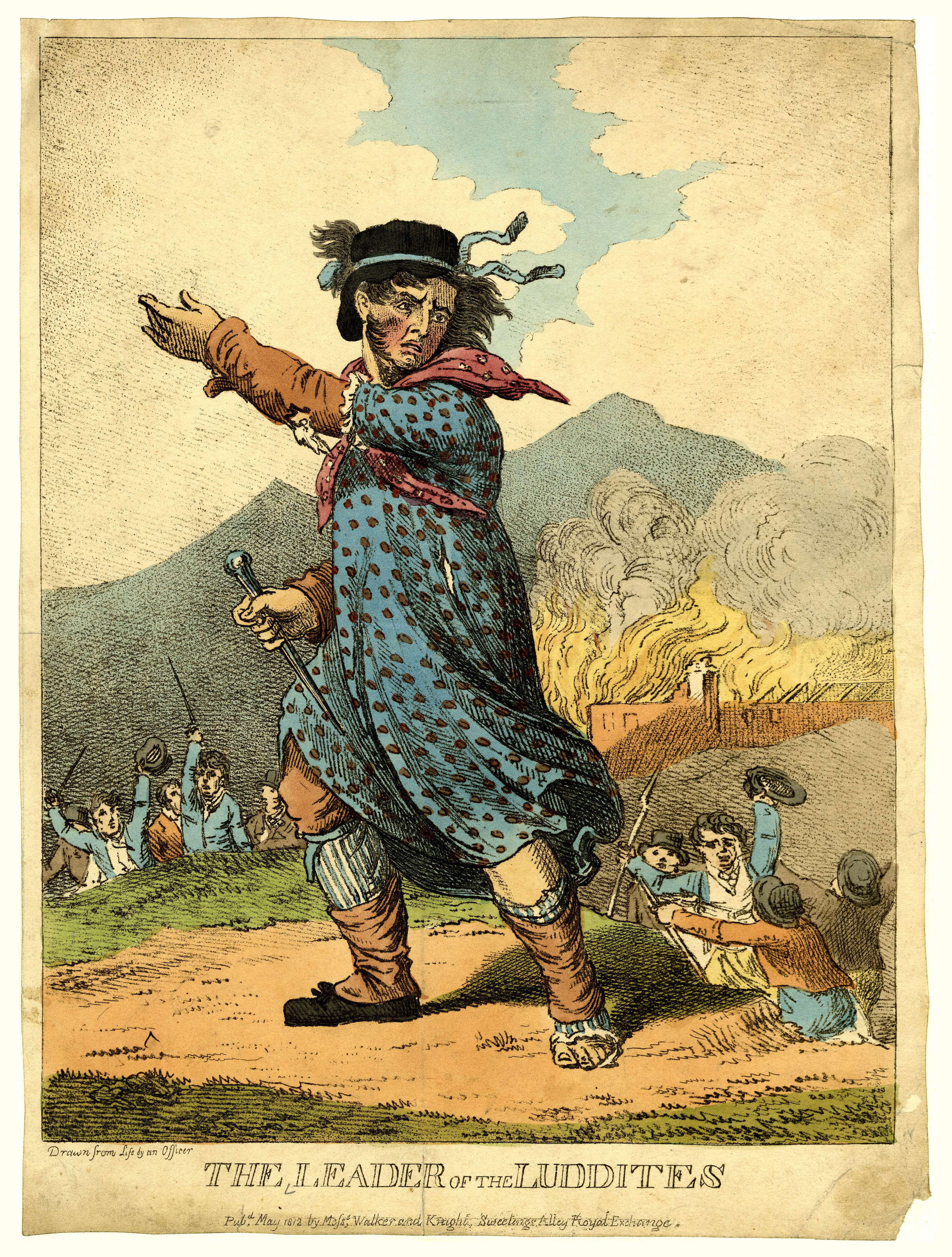
El líder de los ludditas. Al fondo, una fábrica incendiada. Ilustración de 1812.

La experimentación de la caldera de vapor era una práctica antigua (el griego Herón de Alejandría) que se reanudó en el siglo XVI (los españoles Blasco de Garay y Jerónimo de Ayanz) y que a finales del siglo XVII había producido resultados alentadores, aunque aún no aprovechados tecnológicamente (Denis Papin y Thomas Savery). En 1705 Thomas Newcomen había desarrollado una máquina de vapor suficientemente eficaz para extraer el agua de las minas inundadas. Tras sucesivas mejoras, en 1782 James Watt incorporó un sistema de retroalimentación que aumentaba decisivamente su eficiencia, lo que posibilitó su aplicación a otros campos. Primero a la industria textil, que había ido desarrollando previamente una revolución textil aplicada a los hilos y tejidos de algodón con la lanzadera volante (John Kay, 1733) y la hiladora mecánica (spinning Jenny de James Hargreaves -1764-, hiladora hidráulica de Richard Arkwright -1769, movida con energía hidráulica, aplicada en Cromford Mill desde 1771- y la mula de hilar de Samuel Crompton, 1779); y que estaba madura para la aplicación del vapor al telar mecánico (power loom de Edmund Cartwright, 1784) y otras innovaciones demandadas por los cuellos de botella a los que se forzaba a los subsectores sucesivamente afectados, poniendo a la industria textil inglesa a la cabeza de la producción mundial de telas. Luego a los transportes: el barco de vapor (Robert Fulton, 1807) y posteriormente el ferrocarril (George Stephenson, 1829), cuyo desarrollo se vio obstaculizado por los recelos sociales que suscitaba; pero que permitió extraer toda la potencialidad a las vías férreas de uso minero y tracción animal y humana que se venían utilizando extensivamente con el hierro de Coalbrookdale fundido con coque (Abraham Darby I, 1709; puente de Hierro, 1781). El vapor, el carbón y el hierro se aplicaron a todos los procesos productivos susceptibles de mecanización. El invento de Watt había representado el salto decisivo hacia la industrialización, e Inglaterra, la primera en hacerlo, se convirtió en el taller del mundo.

#### Oposición a los cambios

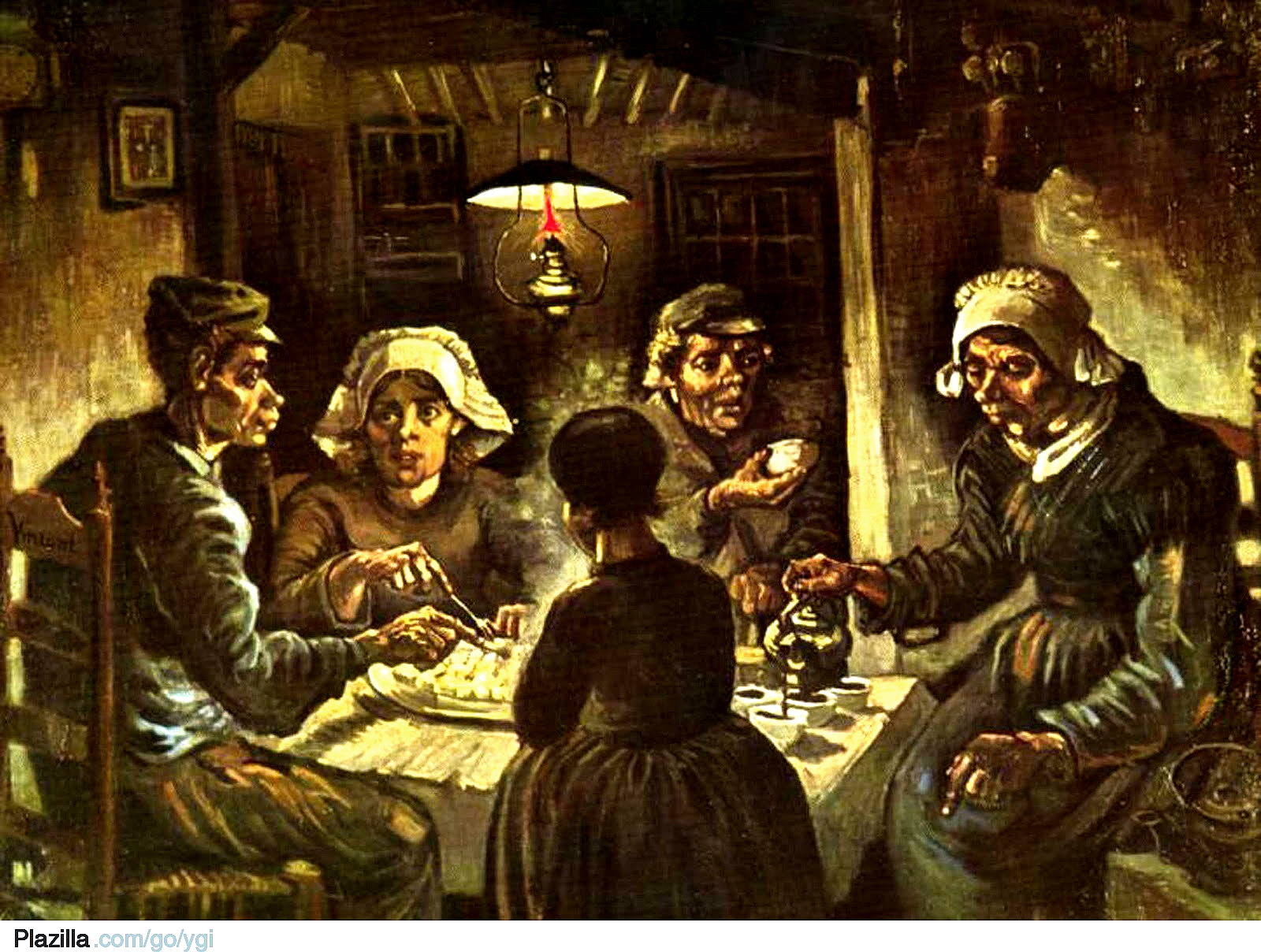
Los comedores de patatas (Vincent van Gogh, 1885). La papa se convirtió en un alimento casi único en muchas zonas, con lo que su ausencia producía espantosas hambrunas, como la hambruna de Irlanda de 1845-1849, que además originó una emigración masiva.

Estas novedades no siempre fueron bien acogidas. La sustitución del trabajo humano por máquinas condenaba a los trabajadores de la artesanía tradicional al desempleo si no se adaptaban a las nuevas condiciones laborales o la pérdida del control del proceso productivo si lo hacían. La resistencia contra ello condujo en algunos casos a la destrucción física de las nuevas industrias mecanizadas (ludismo). Los nuevos empresarios, liberados de las restricciones gremiales, consiguieron la ilegalización de cualquier forma de asociación de defensa de los intereses laborales, dejando únicamente en el contrato individual y el mercado libre la negociación de las condiciones de trabajo y salario. Simétricamente, tampoco se consentía la asociación de empresarios, por atentar contra el principio de libre competencia, fuente de toda prosperidad según el triunfante liberalismo económico de Adam Smith (La riqueza de las naciones, 1776). El debate historiográfico sobre si la industrialización fue un proceso más o menos perjudicial para las condiciones de vida de las clases bajas ha sido uno de los más activos, y no está resuelto. No disminuyeron los puestos de trabajo, por el contrario, aumentaron, haciendo necesaria la llegada a los masificados barrios obreros del norte de Inglaterra (Mánchester, Liverpool) de masas de emigrantes del campo (de donde eran expulsados por las poor laws -leyes de pobres- y las enclosures -cercamientos-). Por el contrario, la liberalización del precio de los alimentos básicos tuvo que esperar a mediados del siglo XIX para la abolición de las Corn Laws (leyes de granos, vigentes entre 1815 y 1846) que defendían los intereses proteccionistas de los terratenientes británicos, desproporcionadamente representados en el Parlamento y combatidos por el grupo de presión del capitalismo manchesteriano. La rebaja en el nivel salarial (que David Ricardo justificó como expresión de una necesidad económica, la ley de bronce), los horarios prolongados en trabajos insalubres y la degradación social generalizada, condujeron al pauperismo (las durísimas condiciones sociales fueron retratadas en las novelas de la época, como Los miserables de Víctor Hugo, u Oliver Twist de Charles Dickens); al tiempo que también creaban las condiciones para el surgimiento de una conciencia de clase y el inicio del movimiento obrero. También tuvieron expresión política en las revoluciones de 1830 y 1848, burguesas en su calificación social, pero con un fuerte protagonismo obrero, en particular en Francia; así como el cartismo británico.

#### Revolución demográfica
Otras predicciones, las de Thomas Malthus (Ensayo sobre el principio de la población, 1798), advertían de forma pesimista de la imposibilidad de mantener el inusitado crecimiento de población que estaba experimentando Inglaterra, la primera en sufrir las transformaciones propias de la transición del antiguo al nuevo régimen demográfico. A medida que se industrializaban, otras naciones se incorporaron al mismo proceso, que implicaba la disminución de la mortalidad (se habían mitigado sustancialmente dos de las principales causas de la mortalidad catastrófica -hambrunas y epidemias-) mientras se mantenían altas las tasas de natalidad (ni se disponía de métodos anticonceptivos eficaces ni se habían generado las transformaciones sociales que en el futuro harían deseable a las familias una disminución del número de hijos).
Uno de los efectos de todos estos cambios, así como una válvula de escape de la presión social, fue el incremento de la emigración, la llamada explosión blanca (por ser la fase de la revolución demográfica protagonizada por Europa y otras zonas de población predominantemente europea). Campesinos arruinados y obreros sin nada que perder, se veían incentivados a abandonar Europa y tentar suerte en las colonias de poblamiento (Canadá o Australia para los ingleses, Argelia para los franceses) o en las naciones independientes receptoras de inmigrantes (como Estados Unidos o Argentina); también miembros de las clases altas se incorporaban como élite dirigente en colonias de explotación (como la India, el sudeste asiático o el África subsahariana). Explícitamente los defensores del imperialismo británico, como Cecil Rhodes, veían en la inmigración a las colonias la solución a los problemas sociales y una forma de evitar la lucha de clases. De una forma similar lo interpretaron los teóricos marxistas, como Lenin y Hobson. Una de las mayores emigraciones nacionales se produjo después de la gran hambruna irlandesa de 1845-1849, que despobló la isla, tanto por la mortalidad como por el masivo trasvase de población, que convirtió ciudades enteras de la costa este de Estados Unidos en ghettos irlandeses (donde sufrían la discriminación de los dominantes WASP, cuyas siglas significan blancos anglosajones protestantes en español). Otras oleadas posteriores fueron protagonizados por inmigrantes nórdicos, alemanes, italianos y de Europa Oriental (sobre todo las salidas masivas, a finales del siglo XIX y comienzos del siglo XX, de los judíos sometidos a los pogromos).

### Revoluciones liberales

#### Contexto social, político e ideológico

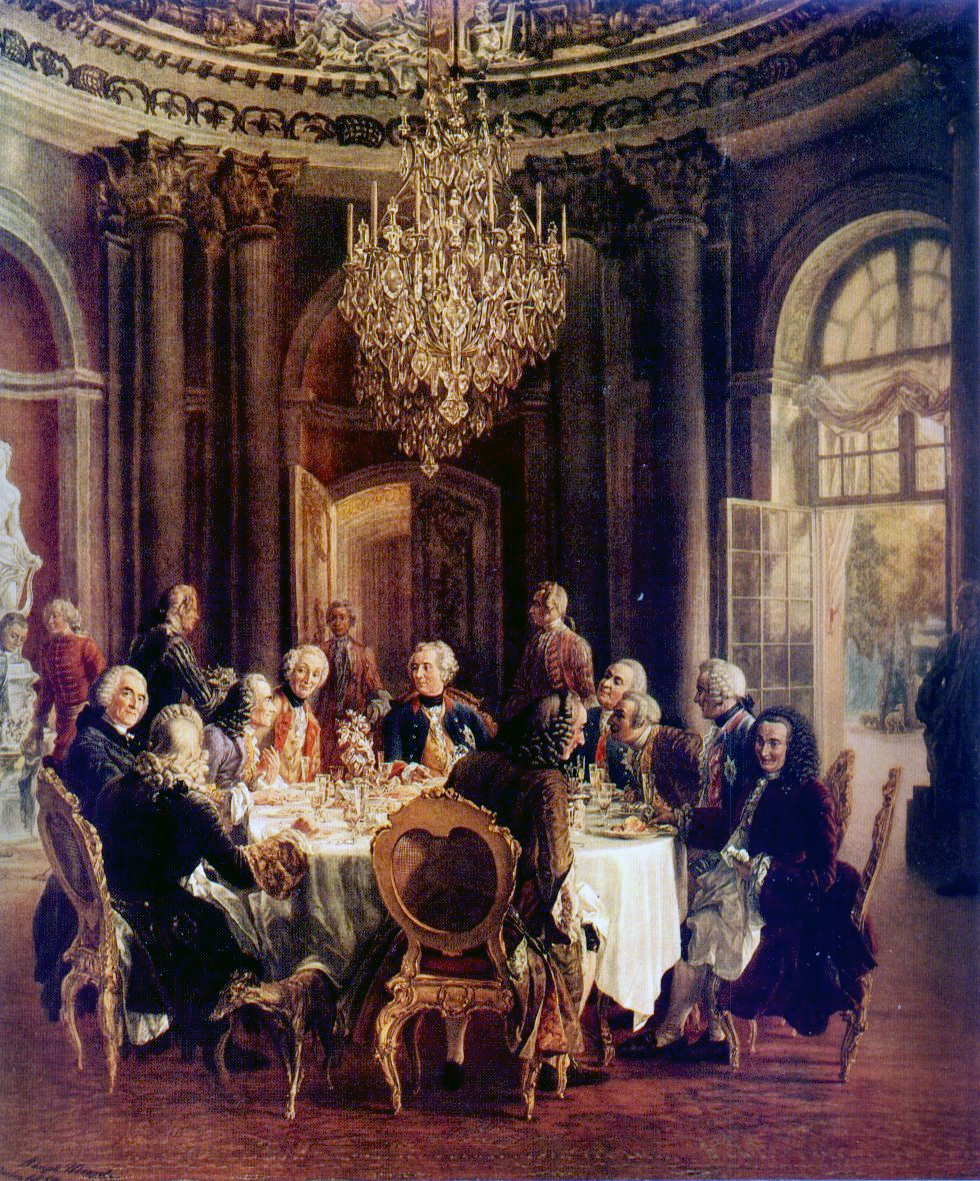
Voltaire en la corte de Federico II de Prusia, de Adolph von Menzel (reconstrucción historicista, de hacia 1850; el hecho representado sucedió cien años antes).

Antes incluso de que las transformaciones ligadas a la revolución industrial inglesa afectasen de forma notable a otros países, el poder económico creciente de la burguesía chocaba en las sociedades de Antiguo Régimen (casi todas las demás europeas, a excepción del Reino Unido y los Países Bajos) con los privilegios de los dos estamentos privilegiados que conservaban sus prerrogativas medievales (clero y nobleza). La monarquía absoluta, como su precedente la monarquía autoritaria, ya había empezado a prescindir de los aristócratas para el gobierno, llamando como ministros a miembros de la baja nobleza, letrados e incluso gentes de la burguesía, como por ejemplo Jean-Baptiste Colbert, el ministro de finanzas de Luis XIV. La crisis del Antiguo Régimen que se gesta durante el siglo XVIII fue haciendo a los burgueses cobrar conciencia de su propio poder, y encontraron expresión ideológica en los ideales de la Ilustración, divulgados notablemente con L'Encyclopédie (1751-1772). Con mayor o menor profundidad, varios monarcas absolutos adoptaron algunas ideas del reformismo ilustrado (José II de Austria, Federico II de Prusia, Carlos III de España), los llamados déspotas ilustrados a quienes se atribuyen distintas variantes de la expresión todo por el pueblo, pero sin el pueblo. Lo insuficiente de estas tibias reformas quedaba evidenciado cada vez que se mitigaban, postergaban o rechazaban las más radicales, que afectaban a aspectos estructurales del sistema económico y social (desamortización, desvinculación, libertad de mercado, supresión de fueros, privilegios, gremios, monopolios y aduanas interiores, igualdad legal); mientras que las intocables cuestiones políticas, que implicarían el cuestionamiento de la misma esencia del absolutismo, raramente se planteaban más allá de ejercicios teóricos. La resistencia de las estructuras del Antiguo Régimen solamente podía vencerse con movimientos revolucionarios de base popular, que en los territorios coloniales se expresaron en guerras de independencia.
En la ideología de estas revoluciones jugaron un papel importante dos nociones filosóficas y jurídicas íntimamente vinculadas: la teoría de los derechos humanos y el constitucionalismo. La idea de que existen ciertos derechos inherentes a los seres humanos es antigua (Cicerón o la escolástica), pero se asociaba al orden supramundano. Los ilustrados (John Locke o Jean-Jacques Rousseau) defendieron la idea de que dichos derechos humanos son inherentes a todos los seres humanos por igual, por el mero hecho de ser seres racionales, y por ende ni son concesiones del Estado, ni se derivan de ninguna condición religiosa (como la de ser «hijos de Dios»). La secularización de la política no implicaba necesariamente el agnosticismo o el ateísmo de los ilustrados, muchos de los cuales eran sinceros cristianos, mientras otros se identificaban con las posturas panteístas próximas a la masonería. El principio de tolerancia religiosa fue defendido con vehemencia y compromiso personal por Voltaire, cuyo alejamiento de la Iglesia católica le hizo ser el personaje más polémico de la época.
Estos derechos son «derechos naturales», se conciben como anteriores a la ley del Estado por oposición a los «derechos positivos» consagrados por los distintos ordenamientos jurídicos. Los «derechos del hombre» son recogidos en una Constitución («derechos constitucionales») pero no creados por ella. Las constituciones o las declaraciones de derechos explícitamente declaran que tales derechos pertenecen al hombre con carácter universal, y no en virtud de ningún hecho propio o ajeno, o por una condición particular (nacionalidad, lugar o familia de nacimiento, religión, etc.).
Atribuyendo al Estado la inevitable tendencia a arrollar estos derechos (por la corrupción inherente al ejercicio del poder), los ilustrados concibieron garantizar la libertad individual limitándolo mediante una «Constitución Política», prefiriendo el imperio de la ley al gobierno del rey. Aunque podían diferir sobre sus preferencias en cuanto a la definición del sistema político, desde la mayor autoridad del rey hasta el principio de separación de poderes (Montesquieu, El espíritu de las leyes, 1748) y, en su extremo, el principio de voluntad general, soberanía nacional y soberanía popular (Jean Jacques Rousseau, El contrato social, 1762), entendían que debía regirse por una Ley Suprema que atendiera a las exigencias de la razón y que proporcionara más felicidad pública (o más bien permitiera la búsqueda de la felicidad individual de cada individuo). Tal constitución, en su interpretación más radical, debía ser generada por el pueblo y no por la monarquía o el gobernante, ya que se trata de una expresión de la soberanía que reside en la nación y en los ciudadanos (no en el monarca, como predicaban los defensores del absolutismo desde el siglo XVII: Thomas Hobbes o Jacques-Bénigne Bossuet). Para garantizar el equilibrio de los poderes, el poder judicial habría de ser independiente, y el legislativo ejercido por un parlamento que represente a la nación y sea elegido por el pueblo, o al menos en su nombre, por un cuerpo electoral cuya representatividad podía entenderse más o menos amplia o restringida. Estas formulaciones, basadas en la práctica del parlamentarismo británico posterior a la Gloriosa Revolución de 1688, se convirtieron en el cuerpo doctrinal del liberalismo político.
Fue trascendental la influencia que sobre los teóricos políticos de la Ilustración tuvo ese ejemplo, reconocido en los escritos de Voltaire o Montesquieu. También la Constitución de los Estados Unidos de América (1787), está fuertemente imbuida en la tradición jurídica consuetudinaria británica. La opción por una constitución escrita en vez de consuetudinaria se explica tanto por la influencia de la ideología de la Ilustración en los constituyentes americanos como por el hecho de que el proceso jurídico británico se había producido en el lapso de unos 600 años, mientras que su equivalente estadounidense se produjo en apenas una década. El texto escrito se hizo indispensable para crear todo un nuevo sistema político desde la nada, al contrario del caso británico, que había evolucionado con sucesivas adiciones y decantado con en el paso de los siglos. Se plasmaba en el prestigio de varios textos legales (algunos medievales, como la Carta Magna de 1215, otros modernos como el Bill of Rights de 1689), la jurisprudencia de tribunales con jueces independientes y jurados y los usos políticos, que implicaban un equilibrio de poderes entre Corona y Parlamento (elegido por circunscripciones desiguales y sufragio restringido), frente al que el Gobierno de su Majestad respondía. Las primeras constituciones escritas en Europa fueron la polaca (3 de mayo de 1791) y la francesa (3 de septiembre de 1791). No obstante, el primer documento legal moderno de su tipo (más bien un ejercicio teórico y utopista que no se aplicó) fue el Proyecto de Constitución para Córcega que Jean Jacques Rousseau redactó para la efímera República Corsa (1755-1769). Las primeras españolas aparecieron como consecuencia de la Guerra Peninsular: la redactada en Bayona por los afrancesados (8 de julio de 1808) y la elaborada por sus rivales del bando patriota en las Cortes de Cádiz (12 de marzo de 1812 llamada popularmente Pepa), tomada como modelo por otras en Europa. En Hispanoamérica las primeras constituciones fueron creadas entre 1811 y 1812, como consecuencia del movimiento juntista, que fue la primera fase del movimiento independentista hispanoamericano provocando las guerras coloniales. El Congreso de Angostura, con la inspiración de Simón Bolívar, redactó la Constitución de Cúcuta (o de la Gran Colombia que incluía las actuales Colombia, Ecuador, Panamá y Venezuela) en 1819 y que el Congreso de Cúcuta terminaría proclamando de forma oficial en 1821. Todos estos movimientos formarían parte de lo que se conocería como revoluciones atlánticas o ciclo atlántico.

#### Independencia de los Estados Unidos
The tree of liberty must be refreshed from time to time with the blood of patriots and tyrants
El árbol de la libertad debe ser regado de vez en cuando con sangre de patriotas y tiranos.
Thomas Jefferson, 1787.

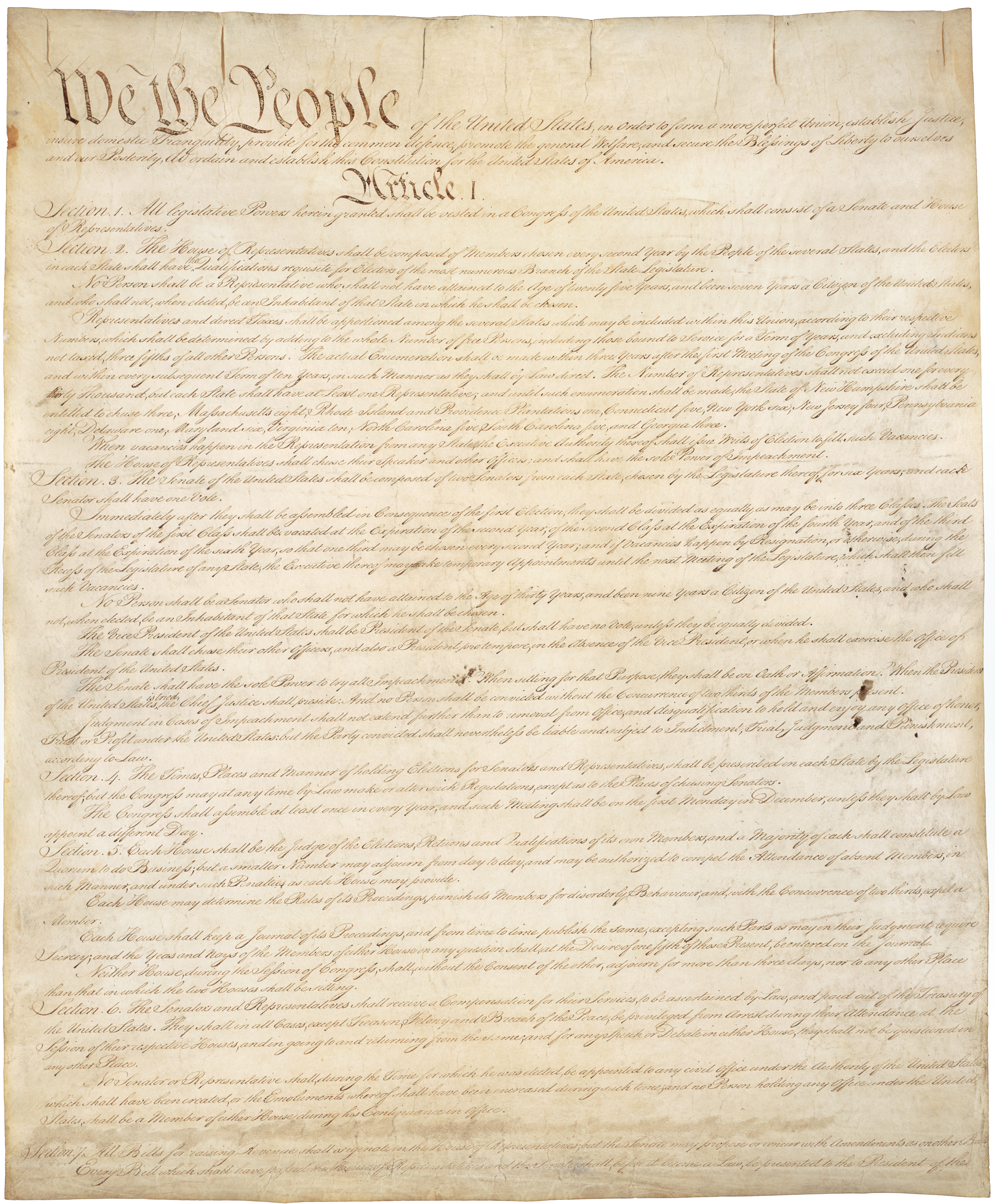
La primera página de la Constitución de los Estados Unidos de América (17 de septiembre de 1787) comienza con el célebre We the People («Nosotros, el Pueblo»), que define el sujeto de la soberanía. El precedente inmediato había sido, además de la Declaración de Independencia, la Declaración de Derechos de Virginia (12 de junio de 1776). En los diez años siguientes, las primeras enmiendas conformaron lo que se denominó Carta de Derechos (1789). Desde entonces ha sido profusamente enmendada.

Los ingleses se habían instalado en las Trece Colonias de la costa noroccidental americana desde el siglo XVII. Durante la gran guerra colonial entre Reino Unido y Francia (1756-1763), y que fue correlato americano de la guerra de los Siete Años europea, los colonos estadounidenses cobraron conciencia de hasta qué punto sus intereses eran divergentes de los de la metrópolis (imposibilidad de recibir un trato equilibrado, o de ascender en el ejército), así como de los límites de la capacidad de esta y de su propio poder. En los años siguientes, ante apremiantes necesidades fiscales, se intentó incrementar la extracción de recursos de las colonias imponiendo tasas sin ningún tipo de control local ni representación en su discusión, tales como la Ley del azúcar y la Ley del sello. Tras el enfriamiento progresivo de relaciones, los colonos y los casacas rojas (tropas británicas llamadas así por el color de su uniforme) tuvieron las primeras refriegas en incidentes menores cuya importancia se magnificaba convirtiéndolos en simbólicos (masacre de Boston, 1770; motín del té, 1773; batallas de Lexington y Concord, 1775). En 1776, en un Congreso Continental reunido en la ciudad de Filadelfia, representantes enviados por los parlamentos locales de las Trece Colonias proclamaron la independencia. La guerra, liderada por George Washington en el lado colonial, que recibió el apoyo internacional de Francia y España, terminó con la completa derrota de los británicos en la batalla de Yorktown (1781). En el Tratado de París de 1783 se reconoció por el Imperio británico la independencia de los Estados Unidos.
Durante los primeros años hubo dudas entre los padres fundadores sobre si las Trece Colonias seguirían cada una su camino como otras tantas naciones independientes, o si formarían una única nación. En un nuevo congreso celebrado otra vez en Filadelfia (1787), acordaron finalmente una solución intermedia, conformando un estado federal con una compleja repartición de funciones entre la Federación y los Estados miembros, bajo el mandato de una única carta fundamental: la Constitución de 1787. La Federación, denominada Estados Unidos de América, se inspiró para su creación y para la redacción de su carta magna (sobre todo de las numerosas enmiendas que hubo que añadir progresivamente a los siete artículos iniciales) en los principios fundamentales promovidos por la Ilustración, además de en la práctica política del autogobierno local experimentado durante más de un siglo, e incluso en el ejemplo de un peculiar sistema político indígena americano (la Confederación Iroquesa). El sistema político se basó en un fuerte individualismo y en el respeto a los derechos humanos (aunque en su cultura política se expresaron como derechos civiles), entre los que destacaban las mayores garantías nunca existentes en ningún ordenamiento jurídico anterior a la neutralidad del estado en cuestiones propias de la vida privada y al respeto a las libertades públicas (conciencia, expresión, prensa, reunión y participación política, posesión de armas) y concretamente a la propiedad privada como vehículo para la búsqueda de la felicidad (Life, liberty and the pursuit of happiness). La construcción de la democracia, en muchas de sus implicaciones, como el sufragio universal, no fue de rápida consecución, especialmente en cuanto a los problemas de la esclavitud, que diferenciaba a los estados del norte y el sur; y la relación con las naciones indígenas, por cuyos territorios se expandieron. Las nociones de república e independencia pasaron a ser dos referentes simbólicos de la nueva nación, y durante mucho tiempo, características casi exclusivas frente al resto del mundo.

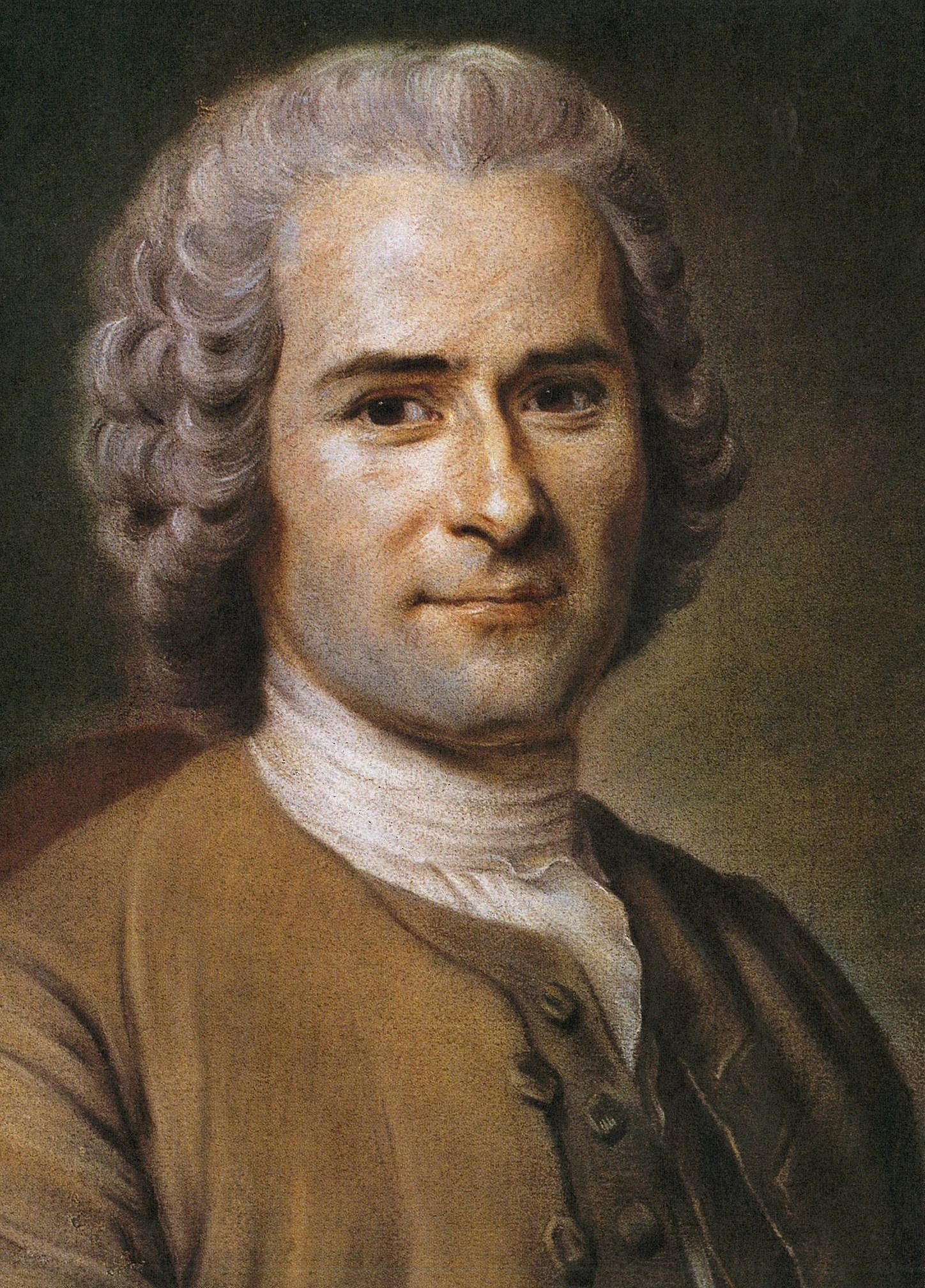
Jean-Jacques Rousseau (Quentin de la Tour, 1753) es el padre intelectual de las revoluciones de finales del siglo XVIII. Ve en la sociedad corrupta del Antiguo Régimen menos valores que en el buen salvaje (avanzado en su Discours sur les Sciences et les Arts -«Discurso sobre las ciencias y las artes»- y popularizado con la novela Emilio). Su doctrina de Contrato social, basado en ese concepto de bondad natural del hombre, llevará a la búsqueda de la soberanía nacional, y más adelante, de la democracia, pero también está en el origen intelectual del estado uniformador y totalitario de las dictaduras del siglo XX.
Declaración de Independencia de John Trumbull, 1817.[28] Presentación al Congreso Continental por la comisión de los «cinco hombres» de la propuesta de Declaración de Independencia de los Estados Unidos (4 de julio de 1776). Aparecen entre otros Thomas Jefferson, Benjamin Franklin, John Adams y James Wilson. En este texto se aplicaron los valores de la Ilustración a la construcción del primer sistema político contemporáneo. La recepción de esta experiencia en Europa, principalmente en Francia, fue una mezcla de simpatía y paternalismo: el mito del buen salvaje contribuyó a ello, y también la habilidad diplomática del propio Franklin, embajador en París. Los estadounidenses se presentaron a sí mismos como resistentes a la tiranía, con referencias neoclásicas a la antigua República Romana, de la que se verán herederos de allí en adelante (Nueva Roma)
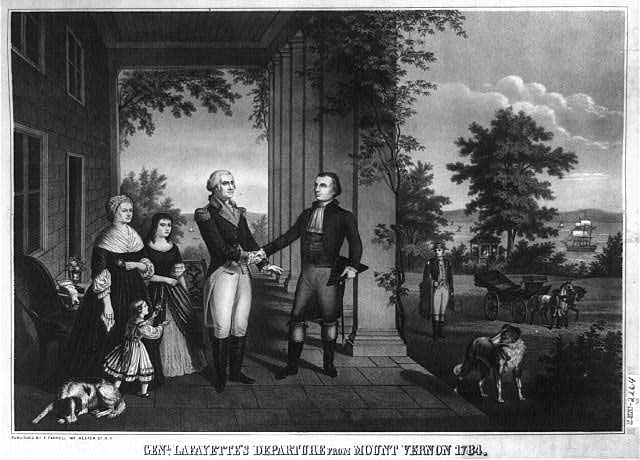
El general y primer presidente George Washington despide al noble francés y también general Gilbert de La Fayette (1784). Al frente de tropas de la monarquía francesa había apoyado la independencia de las Trece Colonias frente a Inglaterra, al igual que hicieron el gobernador español de Luisiana Bernardo de Gálvez y Madrid y el militar francés Jean-Baptiste Donatien de Vimeur de Rochambeau, en un ajuste de cuentas de la anterior Guerra de los Siete Años. La Fayette, influido por su experiencia americana, fue partidario de las reformas moderadas y de una monarquía constitucional durante los posteriores acontecimientos revolucionarios en Francia.
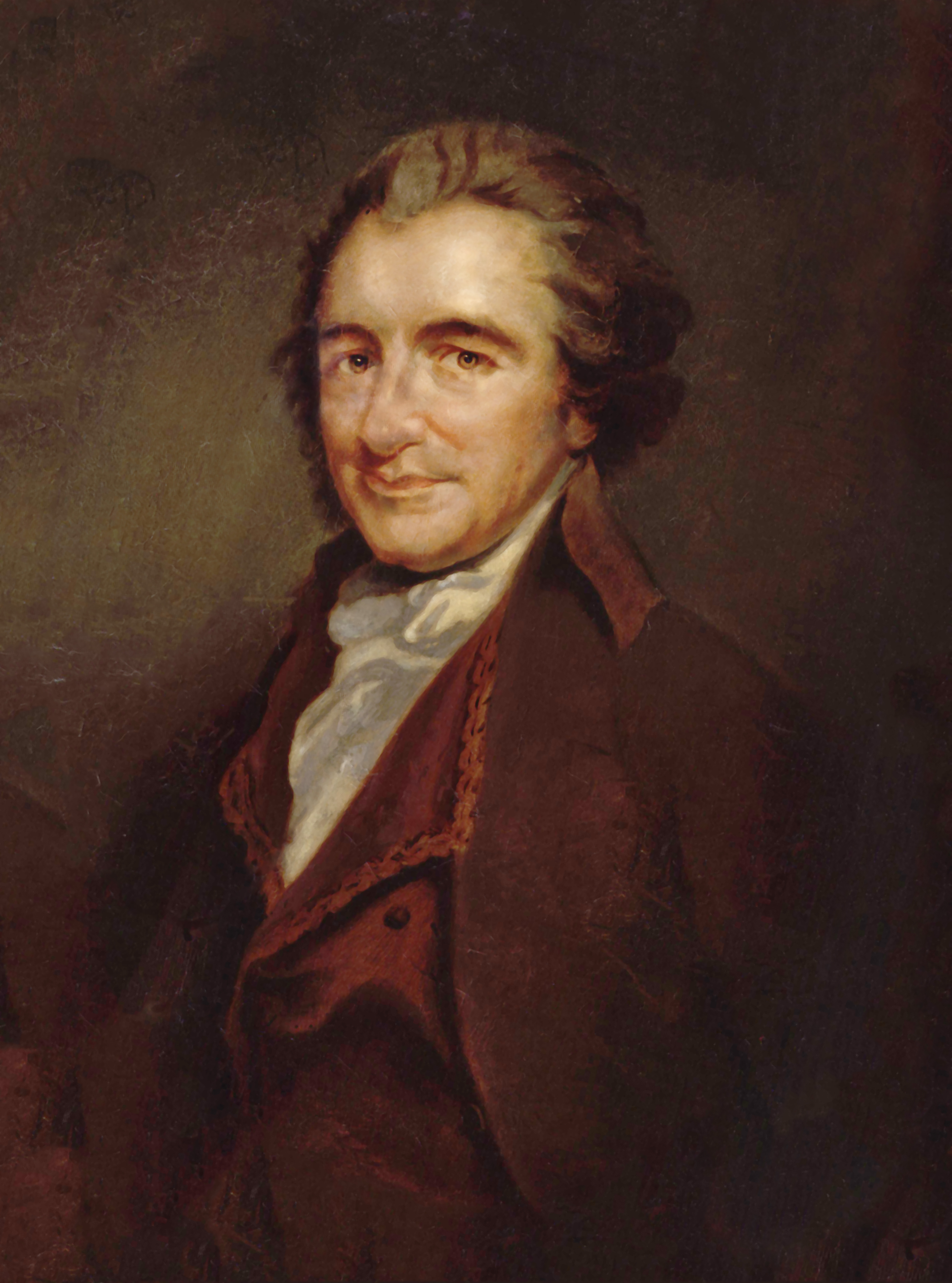
El británico Thomas Paine tuvo una trayectoria vital ligada a las revoluciones americana y francesa. Expulsado de Inglaterra, también tuvo problemas con el periodo de El Terror, y acabó su vida en suelo norteamericano. Fue autor de tres importantes libros: el liberal Common Sense (El sentido común) donde defiende la independencia de Estados Unidos, el polemista The Rights of Man (Los derechos del hombre) respondiendo al ataque a los excesos revolucionarios de Francia de Edmund Burke (quien, por el contrario, había defendido la americana, aunque con argumentos más conservadores que los radicales de Paine); y el anticlerical y volteriano The Age of Reason (La edad de la razón).

#### Revolución francesa e Imperio napoleónico
Qu'est-ce que le tiers état? Tout. Qu'a-t-il été jusqu'à présent dans l’ordre politique? Rien. Que demande-t-il? À y devenir quelque chose.
¿Qué es el tercer estado? Todo. ¿Qué ha sido hasta el presente en el orden político? Nada. ¿Qué demanda? Llegar a ser algo.
Emmanuel Joseph Sieyès, ¿Qué es el tercer estado?, 1789.

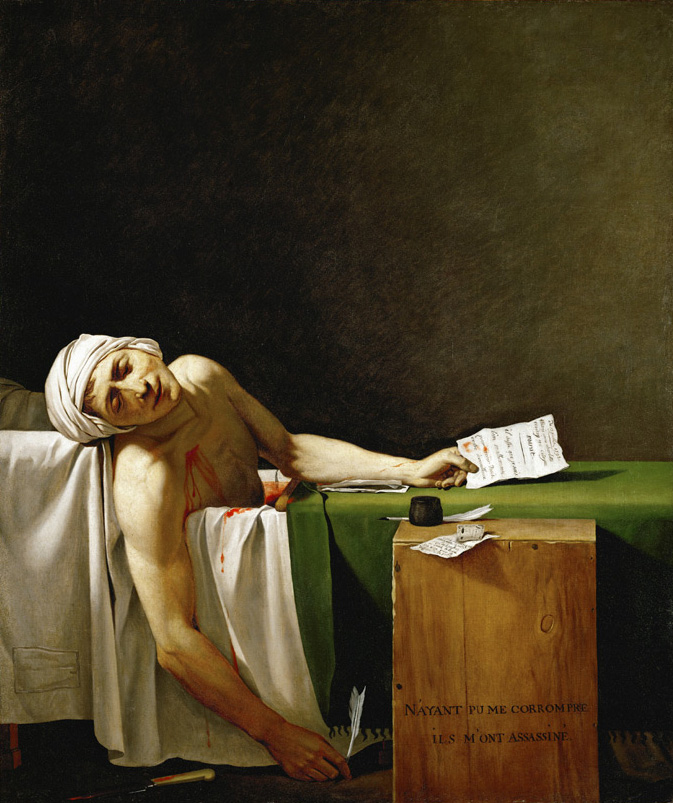
Muerte de Marat, por Jacques-Louis David. La mayor parte de los personajes de la Revolución francesa tuvieron trágicos finales.

Francia había apoyado activamente a las Trece Colonias contra el Reino Unido, con tropas comandadas por el marqués de La Fayette; pero aunque la intervención fue exitosa militarmente, le costó cara a la monarquía francesa, y no solo en términos monetarios. Sumada a la deuda cuyos intereses ya se llevaban la mayor parte del presupuesto, y en medio de una crisis económica, llevó a la monarquía al borde de la quiebra financiera. Las deposiciones sucesivas de Charles Alexandre de Calonne, Anne Robert Jacques Turgot y Jacques Necker, los ministros que proponían reformas más profundas, hicieron al gobierno de Luis XVI y María Antonieta aún más impopular. El rey, sin apoyo entre la aristocracia que controlaba las instituciones (negativa de la Asamblea de notables de 1787), aceptó como mejor salida convocar a los Estados Generales, parlamento de origen medieval en el que estaban representados los tres estamentos, y que no se reunía desde hacía más de cien años. Durante la elección de los diputados, se habían de redactar cuadernos de quejas, peticiones que representaban el pulso de la opinión de cada parte del país. Siguiendo el argumentario ilustrado, las del Tercer Estado (el pueblo llano o los no privilegiados, cuyo portavoz era la burguesía urbana) pedían que los estamentos privilegiados (clero y nobleza) pagaran impuestos como el resto de los súbditos de la Corona francesa, entre otras profundas transformaciones sociales, económicas y políticas. Una vez reunidos, no hubo acuerdo sobre el sistema de votación (el tradicional, por brazos, daba un voto a cada uno, mientras que el individual favorecía al Tercer Estado, que había obtenido previamente la convocatoria de un número mayor de estos). Finalmente, los diputados del Tercer Estado, a los que se sumaron un buen número de nobles y eclesiásticos próximos ideológicamente a ellos, se reunió por separado para formar una autodenominada Asamblea Nacional.
El 14 de julio de 1789 el pueblo de París, en un movimiento espontáneo, tomó la fortaleza de La Bastilla, símbolo de la autoridad real. El rey, sorprendido por los acontecimientos, hizo concesiones a los revolucionarios, que tras la Declaración de Derechos del Hombre y del Ciudadano y la eliminación de las cargas feudales, en lo relativo a la forma de gobierno solo aspiraban a establecer una monarquía limitada como la británica, pero con una Constitución escrita. La Constitución de 1791 confería el poder a una Asamblea Legislativa que quedó en manos de los más radicales (los miembros de la Constituyente aceptaron no poder ser reelegidos) y profundizó las transformaciones revolucionarias. Tras el intento de fuga del rey, este quedó prisionero, y en 1792 la Francia revolucionaria tubo de rechazar la invasión de una coalición de potencias europeas, decididas a aplastar el movimiento revolucionario antes de que el ejemplo se contagiase a sus territorios. La eficacia del ejército revolucionario, motivado por el patriotismo (La Marsellesa, La patrie en danger -La patria en peligro-, Levée en masse -Leva en masa-) y la defensa de lo conquistado por el pueblo, frente a los desmotivados ejércitos mercenarios, cuyos oficiales no lo eran por mérito, sino por nobleza, demostró ser suficiente para la victoria. En el interior, la revuelta del 10 de agosto de 1792, protagonizada por los sans culottes (la plebe urbana de París) forzó a la Asamblea a sustituir al rey por un Consejo provisional y convocar elecciones por sufragio universal a una Convención Nacional, que dominaron los jacobinos. Su política de supresión de toda oposición, llamado posteriormente El Terror (1793-1795), eliminó físicamente a la oposición contrarrevolucionaria (muy fuerte en algunas zonas, representada en las Guerras de Vendée y de los Chaunes) así como a los elementos revolucionarios más moderados (girondinos), mientras los que pudieron huir (nobles y clérigos refractarios, que no habían aceptado jurar la constitución civil del clero) salían al exilio. Se estableció un régimen político republicano, que transformó incluso el calendario, establecía un sistema de precios y salarios máximos (ley del máximum general) y controlaba todos los aspectos de la vida pública mediante el Comité de Salud Pública dirigido por Maximilien Robespierre. El número de ejecuciones, por el igualitario método de la guillotina fue muy alto, e incluyó al rey y a la reina, a los girondinos (como Jacques Pierre Brissot y Nicolas de Condorcet), así como a varios de los propios jacobinos, como Georges-Jacques Danton, y a un gran científico, Antoine Lavoisier (en ocasión de su condena, se dijo: la revolución no necesita sabios). Un golpe de Estado (conocido como reacción thermidoriana, por el nombre en el nuevo calendario del mes en que se produjo) acabó físicamente con Robespierre y su régimen e instauró un sistema mucho más moderado: el Directorio (1795-1799).

##### Modelo de proceso revolucionario
La Revolución francesa asentó así un modelo de proceso revolucionario dividido en fases: iniciada con una revuelta de los privilegiados, pasa por una fase moderada y una fase radical o exaltada para acabar con una reacción que propicia la plasmación de un poder personal. Las expresiones, comunes en la historiografía, destacan por su similitud con las fases en que se dividió la Revolución rusa. Georges Lefebvre señala tres fases en la primera parte de la revolución: aristocrática, burguesa y popular. Para Karl Marx (en su estudio comparativo que tituló El 18 Brumario de Luis Bonaparte), el proceso de la revolución de 1789 fue ascendente, mientras que el de la de 1848 fue descendente.
Para Hannah Arendt, mientras que la Independencia de los Estados Unidos sería un modelo de revolución política, y de ahí su continuidad, la Revolución francesa sería un modelo de revolución social, y de ahí su fracaso, como el de las revoluciones que siguen su modelo (especialmente la rusa); pues (como planteaba ya Alexis de Tocqueville) los logros políticos de la libertad y la democracia solamente se consolidan cuando son el resultado de procesos sociales y económicos anteriores, y no cuando se plantean como requisitos previos para conseguir estos.
La analogía entre los periodos de la historia de Roma (Monarquía-República-Imperio) y los mucho más efímeros de la Revolución de 1789 (repetidos en la evolución posterior de la historia de Estados Unidos) no dejó de ser tenida en cuenta por los propios contemporáneos, que no solo se inspiraban en la antigüedad grecorromana para el arte neoclásico, sino también para su sistema político y sus símbolos (gorro frigio, fasces, águila romana, etc.).

##### Napoleón Bonaparte
En ese contexto se inició la carrera de Napoleón Bonaparte, un militar proveniente de una familia de provincias que nunca hubiera conseguido ascender en el ejército de la monarquía, y que se convirtió en un héroe popular por sus campañas en Italia y en Egipto y Siria. En 1799 se sumó al golpe de Estado del 18 de brumario (nombrado por la fecha en que se llevó a cabo el golpe según el calendario republicano francés) que derribó al Directorio e instauró el Consulado, del que fue nombrado primer cónsul para, en 1804, proclamarse Emperador de los franceses (no de Francia, en una sutil diferenciación con el régimen monárquico que pretendía mantener los ideales republicanos y de la revolución). En sus años en el poder (hasta 1814, y luego el breve periodo de los cien días de 1815), Napoleón consiguió dejar un extenso legado. Consciente de que no podía retomar el Derecho del Antiguo Régimen, pero sumergido en el marasmo de la atropellada y caótica legislación revolucionaria, dio la orden de compendiar todo ese legado jurídico en cuerpos legales manejables. Nació así el Código Civil de Francia o Código Napoleónico, inspiración para todos los demás estados liberales, y que contribuyó a propagar la Revolución en cuanto superestructura jurídica que expresaba la sociedad burguesa-capitalista. Le siguieron después un Código de Comercio, un Código Penal y un Código de Instrucción Criminal, este último antecedente del derecho procesal moderno. Emprendió una serie de reformas administrativas y tributarias, que eliminaron privilegios y fueros territoriales a favor de una nación unitaria y centralizada, que concebía como un Estado de Derecho (en sus propias palabras: el hombre más poderoso de Francia es el juez de instrucción). Para sustituir a la antigua nobleza creó la Legión de Honor, la más alta distinción del Estado, que reconocía no el privilegio de cuna o la riqueza, sino el mérito personal. Su círculo de confianza, compuesto por parientes como sus hermanos José o Jerónimo, y generales como Joaquín Murat o Carlos XIV Juan de Berbadotte, terminaron ocupando tronos europeos. Frente a la descristianización emprendida en El Terror, aprovechó la sumisión del papado para la firma de un Concordato que ponía el clero bajo control estatal, pero garantizaba la continuidad del catolicismo como religión de Francia, pretendiendo simbolizar con ello la reconciliación de los franceses. El régimen político, jurídico e institucional napoleónico, reconducción en un sentido autoritario de los ideales revolucionarios de 1789, se transformó en modelo para muchos otros por todo el mundo.

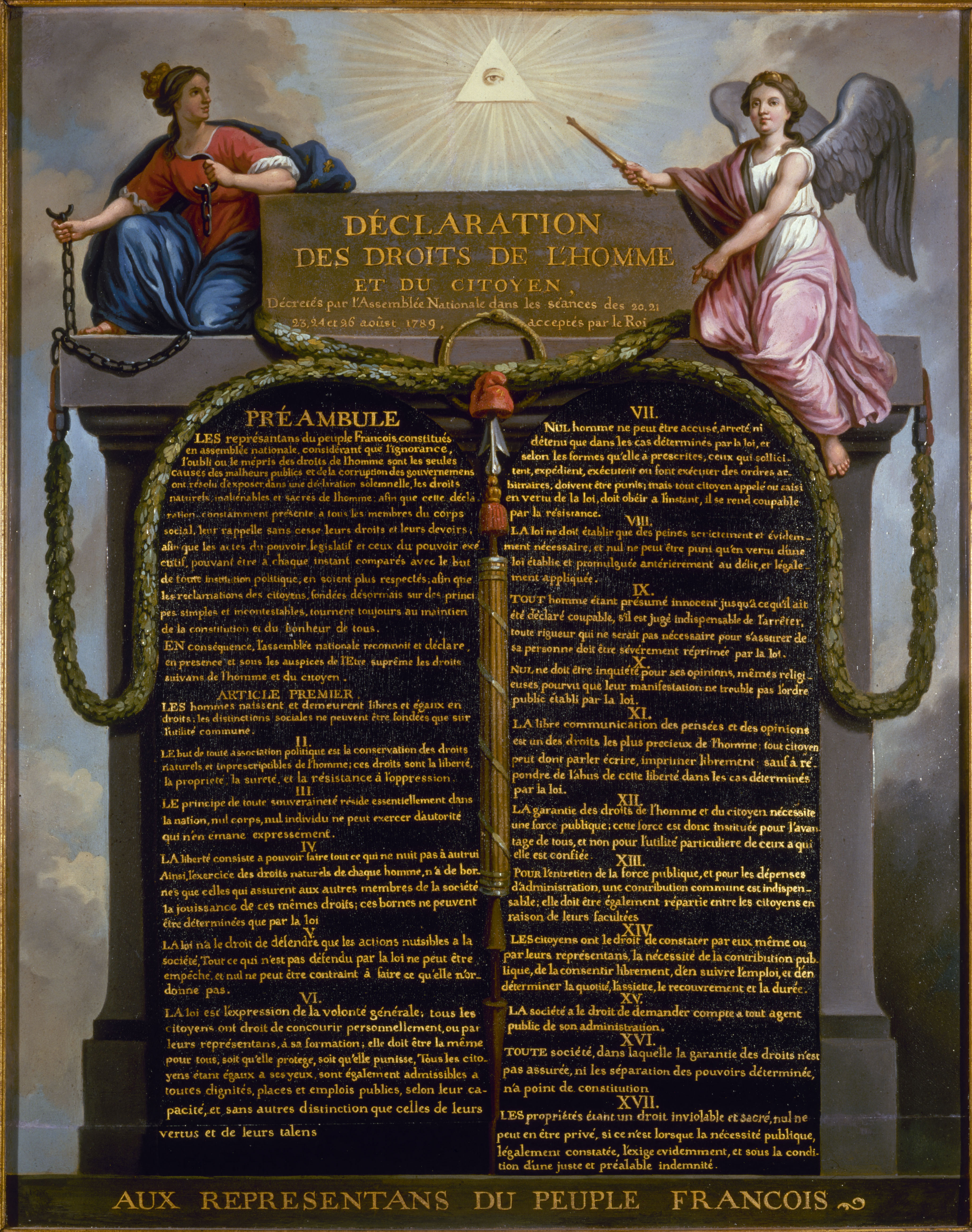
Declaración de los Derechos del Hombre y del Ciudadano, 26 de agosto de 1789. Con una voluntad universalista e ilustrada, supuso una invitación a la extensión de las ideas revolucionarias a las demás naciones.
Ejecución de Luis XVI, 21 de enero de 1793. La ejecución por su pueblo de un rey que según todo el ideario político de su tiempo, tenía poderes absolutos, causó un impacto enorme, ya con todas las monarquías europeas solidarizaron en guerra contra la Revolución.
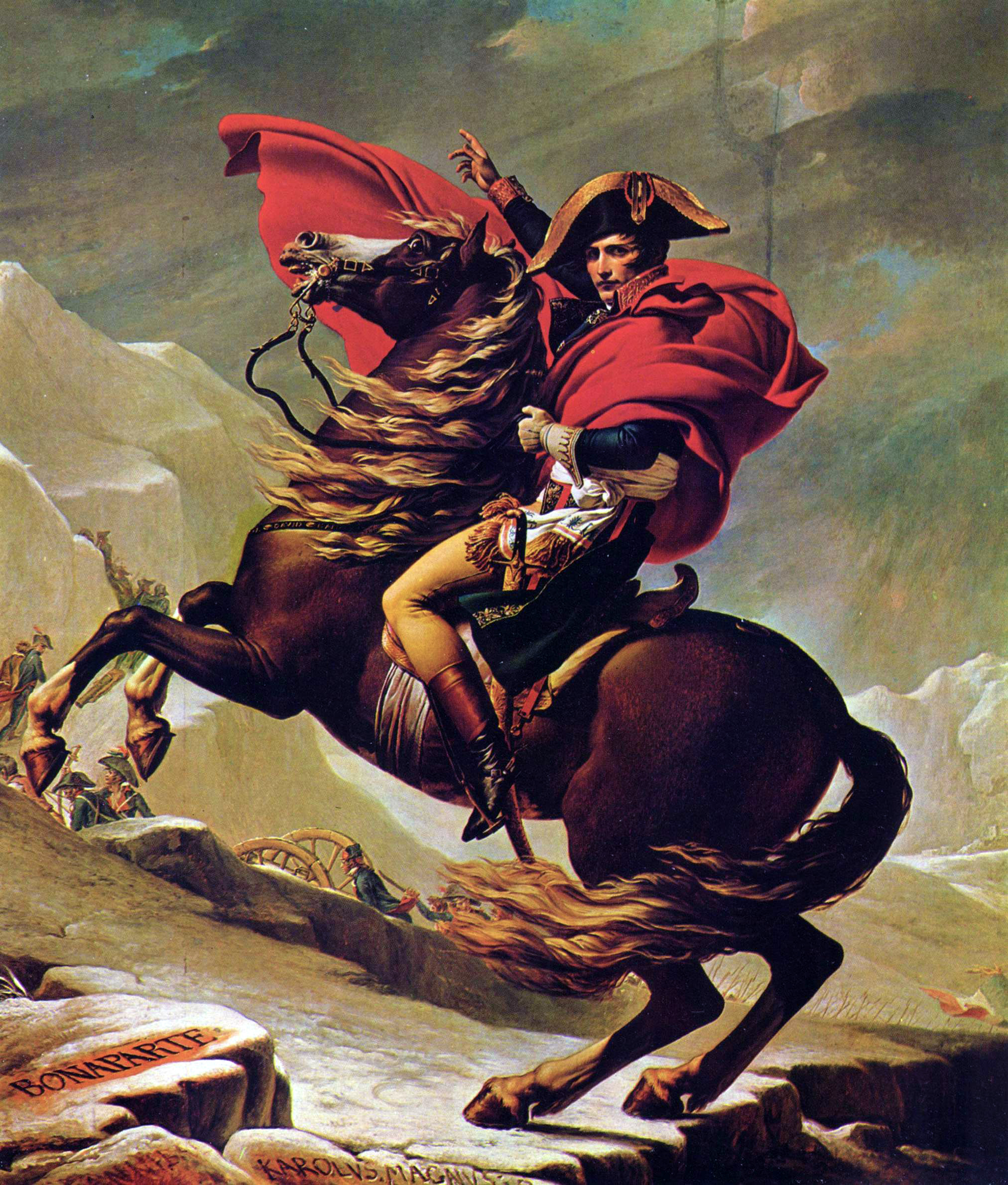
Napoleón cruzando los Alpes de Jacques-Louis David, 1801. Hijo de la Revolución, de ideario igualitarista (se dice que ponía en la mochila de cada soldado el bastón de mariscal), plasmó los ideales revolucionarios en una nueva institucionalidad política, administrativa y jurídica.
El tres de mayo de 1808 en Madrid, por Francisco de Goya, 1814. La lucha entre las fuerzas napoleónicas y los defensores del Antiguo Régimen obligó a los pueblos europeos a tomar partido no solo militar, sino también ideológico, e ingresar así a la Edad Contemporánea.

##### Rebelión de esclavos en Haití

Toussaint-Louverture, líder de la revolución haitiana, la única basada en la rebelión de los esclavos negros.

Con una represión cada vez mayor hacia los mulatos y negros en la colonia francesa de Saint-Domingue, empezó a darse las primeras insurrecciones entre 1748 y 1790. El 14 de agosto de 1791, se celebró la ceremonia de Bois Caïman, organizada por el sacerdote vudú Dutty Boukman, que termina con la orden de levantarse de forma organizada. Esto provocó que pocos días después comenzaran una sangrienta masacre en el norte de la isla. A la muerte de Boukman en noviembre del mismo año, se da la abolición de la esclavitud en 1792 por Léger-Félicité Sonthonax, en parte debido a la búsqueda de aliados para combatir contra las tropas españolas y británicas.
Con la llegada del general Toussaint Louverture al mando de un puñado de soldados, logró retener a las tropas británicas e invadir la parte española de la isla, consiguiendo el poder de la colonia. Esto llevó a que Napoleón enviara a 20.000 efectivos encabezados por Charles Leclerc a restablecer su dominio en la isla (1801). Toussaint respondió a la reconquista francesa con la quema de tierra y empezando una guerra de guerrillas. En 1802, el revolucionario le ofrece su capitulación con la condición de quedar libre y de que sus tropas se integraran en el Ejército francés. Leclerc logra capturar a Toussaint y lo envía a Francia para ser aprisionado. Pese a que este fue capturado, Jean-Jacques Dessalines dirigió la rebelión, iniciando una ofensiva que termina con la decisiva batalla de Vertières (1803), cuya victoria termina con la proclamación de la independencia del país (1804), proclamándose como el Imperio de Haití y declarando a Dessalines como Jacques I de Haití.

#### Independencia hispanoamericana

En color azul, los territorios independizados; en rojo, los recuperados.

Durante el siglo XVIII, la América colonial española logró estabilizarse tras un período de descontrol externo y autogobierno interno. El Reformismo borbónico que desde Carlos III fueron relajando el monopolio comercial de Cádiz en beneficio de otros puertos peninsulares o de países neutrales (Decretos de libertad de comercio con las colonias americanas, 1765, 1778 y 1797), no fueron consideradas suficientemente atractivas. Otras propuestas más radicales, que pretendían una reestructuración del sistema virreinal dotando a los virreinatos americanos de cierto grado de autonomía, no fueron tenidos en cuenta por las estructuras de poder de la monarquía. La independencia no se inició a partir de rebeliones indigenistas, como la promovida por Túpac Amaru II en Perú (1780-1782). 
El desencadenante del proceso fue la invasión napoleónica, la cesión del trono español, el cautiverio de Fernando VII y la guerra de Independencia española (1808). Napoleón Bonaparte envió emisarios a Hispanoamérica para exigir el reconocimiento de su hermano José I Bonaparte como rey de España después de las Abdicaciones de Bayona. Las autoridades locales se negaron a someterse, por razones tanto externas como internas. Externamente era evidente la debilidad de la posición francesa en ese continente (fracasos de Napoleón en retener la Luisiana, vendida a Estados Unidos en 1803, y Haití, independizado en 1804) frente a la más efectiva presencia británica (invasiones inglesas en el Río de la Plata, 1806-1807) que gracias a su predominio naval y económico, y a su apoyo político a las nuevas repúblicas, terminó convirtiéndose en la potencia neocolonial de toda la zona, y de hecho el principal beneficiario de la disgregación del Imperio español. Internamente existía la presión de una movilización popular muy similar a la que simultáneamente estaba produciéndose en la Península, a la que se añadía en este caso el sentimiento independentista (primero minoritario pero cada vez más extendido entre los criollos). El movimiento juntista, en nombre del rey cautivo o invocando el poder nacional soberano (en consonancia con la ideología liberal) organizó Juntas de Gobierno convocadas en cada capital de gobernación o virreinato, aprovechando la ocasión para introducir reformas económicas, incluyendo la libertad de comercio o la libertad de vientres. Las Juntas hispanoamericanas no tuvieron una integración, como sí las peninsulares, en las nuevas instituciones que se formaron en Cádiz (Regencia y Cortes de Cádiz), y las autoridades enviadas por estas para restablecer la normalidad institucional en América no fueron recibidas con normalidad. Los elementos más fidelistas o realistas se enfrentaron a los juntistas, mediante maniobras políticas (arresto del virrey José de Iturrigaray en México) o incluso abiertamente y por mano militar (enfrentamiento entre Francisco de Miranda y Domingo de Monteverde en Venezuela o José Gervasio Artigas y Francisco Javier de Elío en la Banda Oriental), sobre todo tras la victoria del bando patriota en la guerra de Independencia española, que trajo como consecuencia la reposición en el trono de Fernando VII (1814). En consonancia con la política de restauración absolutista emprendida en la Península, se inició una movilización militar para abatir el movimiento insurgente de las colonias, cada vez más emancipadas de hecho. Los patriotas hispanoamericanos quedaron definitivamente abocados a luchar inequívocamente por la independencia, al ser evidente que tanto la libertad política como la económica estaba vinculada a ella y no podría conseguirse como concesión del gobierno absolutista de Fernando VII. Se formaron ejércitos, y en campañas militares de varios años, los caudillos libertadores consiguieron acabar con la presencia española en el continente, muy debilitada y no eficazmente renovada (el cuerpo expedicionario reunido en Cádiz en 1820 no embarcó a su destino, sino que se utilizó por el militar liberal Rafael de Riego para forzar al rey a someterse a la Constitución durante el llamado trienio liberal). La independencia hispanoamericana fue así, a la vez, tanto una de las principales consecuencias como una de las principales causas de la crisis final del Antiguo Régimen en España.
La Revolución de Mayo (1810) derrocó al último virrey en las actuales Argentina y Uruguay (que se unió a la revolución con el Grito de Asencio, 1811), y en plena guerra, se declara independiente (1816). Más tarde y a pesar de no tener el apoyo del gobierno de Buenos Aires, José de San Martín invadió Chile a través de los Andes (1817), y desde allí, con el apoyo del gobierno de Bernardo O'Higgins y del militar británico Thomas Cochrane, se embarcó rumbo a Perú (1820), conectándose con las fuerzas dirigidas por Simón Bolívar. Bolívar había desarrollado previamente exitosas campañas (batallas de Carabobo, 1814 y Boyacá, 1819) por la zona que pasó a denominarse Gran Colombia (conformadas por las actuales Venezuela, Colombia, Ecuador y Panamá); aunque no logró el triunfo decisivo hasta que uno de sus lugartenientes, el Mariscal José de Sucre derrotó al último bastión realista enclavado en la zona de Perú y Bolivia (denominada así en su honor) en las batallas de Pichincha (1822) y Ayacucho (1824). Paralelamente, en México se desarrolló un movimiento revolucionario propio, que con el debatido Grito de Dolores (1810), desencadenó levantamientos armados dirigidos por José María Morelos y Vicente Guerrero que llevó a la proclamación de la independencia por Agustín de Iturbide, nombrado Emperador (1821), título derivado de la posibilidad, ofrecida a Fernando VII y rechazada por este, de restablecer la monarquía española en América del Norte de una manera pactada, con un título imperial y sin competencias efectivas. También San Martín había propuesto una solución semejante (cuyo título hubiera derivado en un descendiente inca con la propuesta rioplatense del Plan del Inca), a la que renunció ante la radical oposición de Bolívar, firme partidario del republicanismo y de la total desvinculación de cualquier lazo con España (Entrevista de Guayaquil, 26 de julio de 1822).
A pesar de los ideales panamericanos de Simón Bolívar, que aspiraba a reunir a todas las repúblicas a semejanza de las Trece Colonias, estas no solo no se reunieron, sino que siguieron disgregándose. La Gran Colombia se disolvió en 1830 por la separación de Venezuela y Ecuador, quedando formado la República de la Nueva Granada. Por su parte Uruguay, provincia oriental de las Provincias Unidas del Río de la Plata y provincia Cisplatina durante la ocupación luso-brasileña, se independizó de su núcleo central, Argentina y del Imperio del Brasil en 1828 (Convención Preliminar de Paz), quedando consolidado en 1830. La independencia de Bolivia lo desvinculó tanto de Argentina, que previamente había aceptado la no incorporación de Potosí, que estaba prevista, y de Perú al declararse la República de Bolívar (1825). Años después, en un intento por crear una Confederación Perú-Boliviana (1836-1839), terminó con su derrota militar a manos de las tropas chilenas y de los restauradores peruanos, provocando la disolución de la confederación. Las Provincias Unidas del Centro de América (independizadas pacíficamente de España en 1821, anexadas a México en 1822) se independizaron del Primer Imperio mexicano al transformarse este en república (1823) para formar la República Federal de Centroamérica, que a su vez se disolvió en las actuales Costa Rica, El Salvador, Honduras, Guatemala y Nicaragua entre 1838 y 1840, años después de la guerra civil de 1826-1829. El Haití Español (actual República Dominicana), independizado en 1821 y que pretendía quedar incorporada a la Gran Colombia, terminó anexada por fuerzas haitianas en 1822, independizándose de Haití en 1844. Paraguay, que había iniciado su andadura independiente en 1811 sin oposición efectiva tras fracasar el intento rioplatense de incorporarlo (Tratado confederal entre las juntas de Asunción y Buenos Aires, 1811), permaneció ajeno a esas unificaciones y divisiones, al igual que Chile.
El republicanismo hispanoamericano no construyó opciones políticas democráticas, y la igualdad se veía (en términos similares a los de Tocqueville) como una amenaza al equilibrio social de una ciudadanía en precaria construcción. Las luchas internas entre federalistas y centralistas caracterizaron las primeras décadas del siglo XIX, seguidas por las que dividieron a liberales y conservadores.

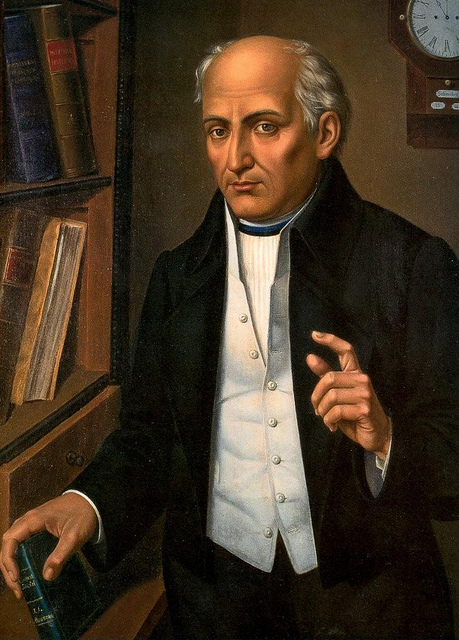
El cura Hidalgo, precursor de la independencia de México.
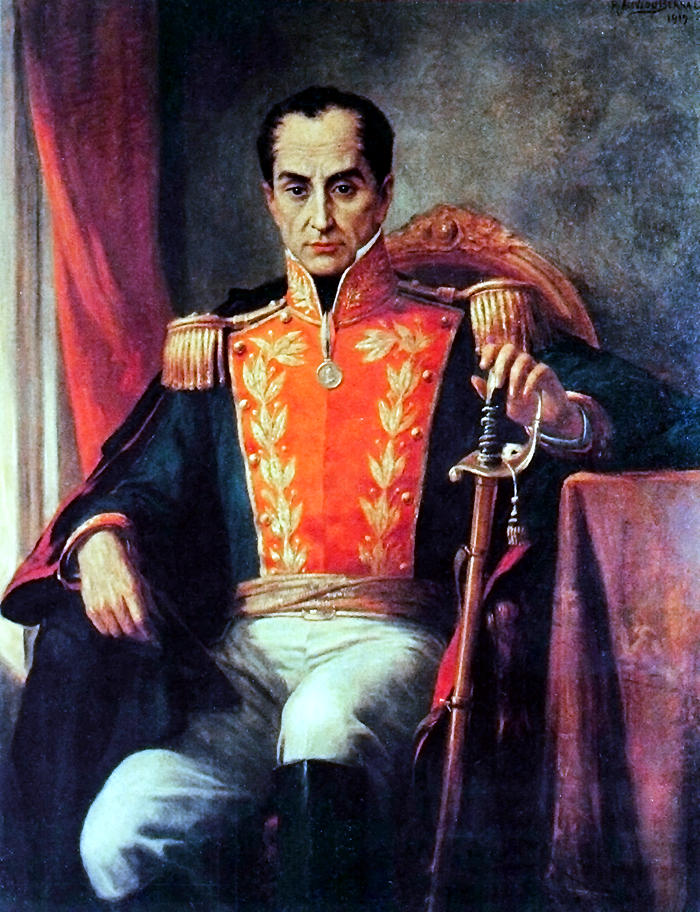
Simón Bolívar, el más decisivo de los libertadores en Hispanoamérica.
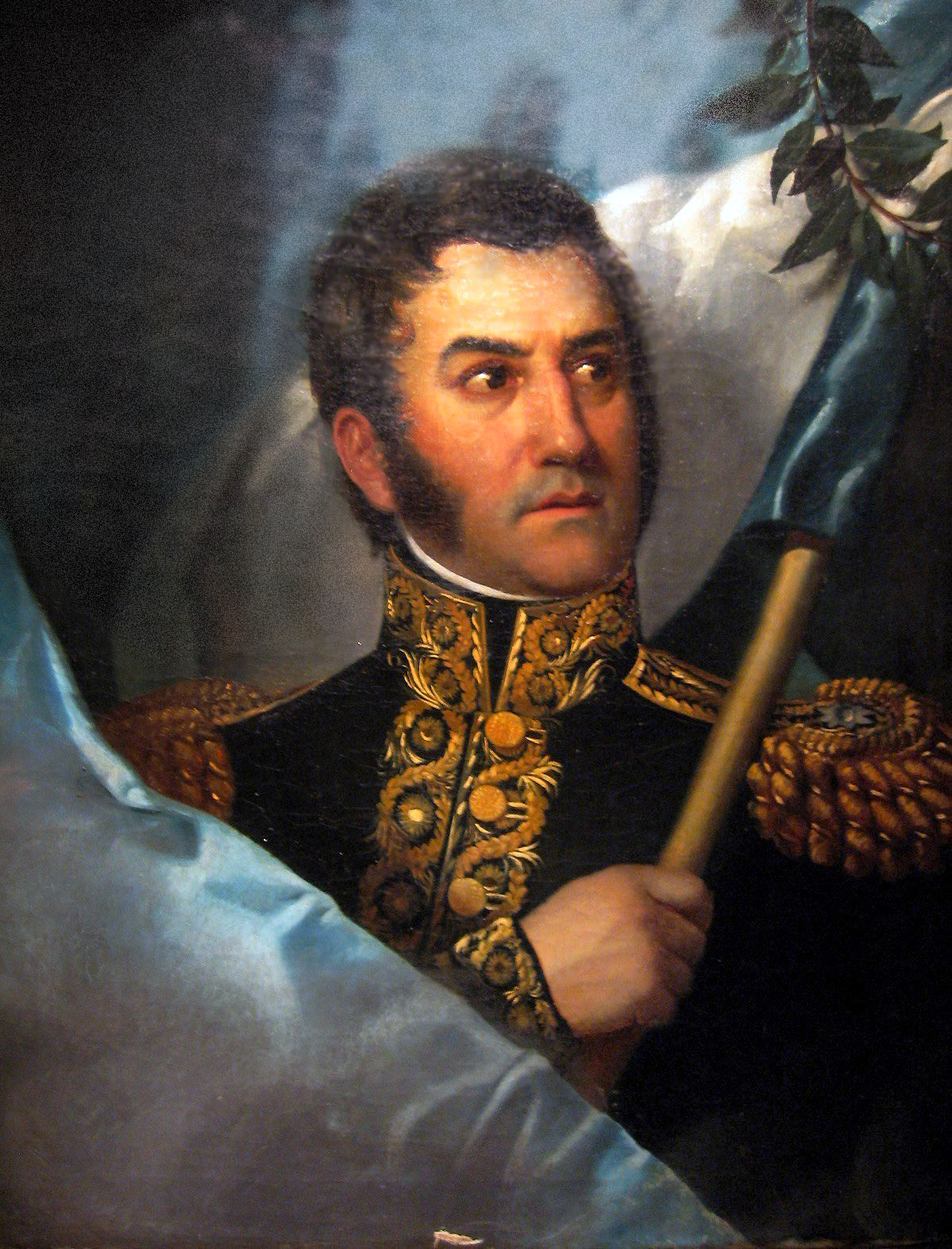
José de San Martín, desde Argentina ejerció un papel de similar importancia.

#### Brasil: de colonia a Imperio independiente
Después del exilio de la Corte portuguesa por la invasión de las tropas francesas dirigidas por Napoleón I (1807), estableciéndose en Río de Janeiro, Juan VI, en reemplazo de su madre incapacita María I, decidió elevar a Brasil de colonia a reino (1808), formándose el Reino Unido de Portugal, Brasil y Algarve (1815).
En 1820, cuando estalla la Revolución liberal en Portugal, las Cortes portuguesas obligan a la familia real portuguesa a regresar a Lisboa. Sin embargo, antes de salir, el rey Juan VI nombra a su hijo mayor, Pedro de Alcántara Bragança, conocido como Pedro IV, como príncipe regente de Brasil (1821). Las Cortes portuguesas intentaron transformar a Brasil en una colonia una vez más, privándolo de los derechos que poseía desde 1808, provocando el rechazo de los brasileños. El principal líder de la oficial portuguesa, el general Jorge Avilés, obligó al príncipe a renunciar pero este se rehusó por su posición a favor de la causa brasileña. Después de la decisión de Pedro a desafiar a las Cortes, cerca de dos mil hombres dirigidos por el mismísimo Jorge Avilés se amotinaron antes de centrarse en el Monte Castelo, que pronto fue rodeado por 10 000 brasileños armados, dirigidos por la Guardia Real de la Policía. Los liberales radicales se mantuvieron activos: por iniciativa de Joaquim Gonçalves Ledo, fue dirigida una representación a Pedro para exponerle la conveniencia de convocar a una Asamblea Constituyente. El príncipe decretó su convocatoria el 13 de junio de 1822. La presión popular llevaría la convocatoria adelante. José Bonifácio resistió a la idea de convocar a la Constituyente, pero fue obligado a aceptarla. Intentó desacreditarla, proponiendo elecciones directas, lo que acabó prevaleciendo contra de la voluntad de los liberales radicales, que defendían la elección indirecta. Después de esto, José Bonifácio fue nombrado ministro de Asuntos Exteriores del Reino. Bonifácio estableció una relación amistosa con Pedro, que comenzó a considerar al experimentado estadista como su mayor aliado.
Pedro partió a São Paulo para asegurarse la lealtad de la provincia a la causa brasileña. Llegó a su capital el 25 de agosto y permaneció allí hasta el 5 de septiembre. Cuando regresó a Río de Janeiro el 7 de septiembre, recibió dos cartas, una de José Bonifácio, que aconsejaba a Don Pedro a romper con la metrópoli, y otra de su esposa, María Leopoldina, que apoyaba la proclamación de independencia. El príncipe se enteró de que las Cortes habían anulado todos los actos del gabinete y retirado el poder restante que todavía tenía. Pedro se volvió hacia sus compañeros y con la frase de «¡Independencia o muerte!» (evento conocido como Grito de Ipiranga), rompió los lazos políticos con Portugal. El 12 de octubre de 1822, en el Campo de Santana, el príncipe Pedro fue proclamado como Pedro I, emperador constitucional y Defensor Perpetuo de Brasil. Asimismo, fue el inicio del reinado de Pedro y del Imperio de Brasil.
Consolidado el proceso en la región sudeste de Brasil, la independencia de las otras regiones de la América portuguesa fue conquistada con relativa rapidez. Contribuyó a este apoyo diplomático y financiero de Gran Bretaña. Sin un ejército y sin una Armada, se hizo necesario reclutar mercenarios y oficiales extranjeros. Así se ahogó la fortaleza portuguesa en las provincias de Bahía, Maranhão, Piauí y Pará. El proceso militar se completó en 1823, dejando adelante la negociación diplomática del reconocimiento de la independencia de las monarquías europeas. Brasil negoció con Gran Bretaña y accedió a pagar una indemnización de 2 millones de libras esterlinas a Portugal en un acuerdo conocido como el Tratado de Río de Janeiro. Y así la independencia brasileña se mantuvo definitivamente.

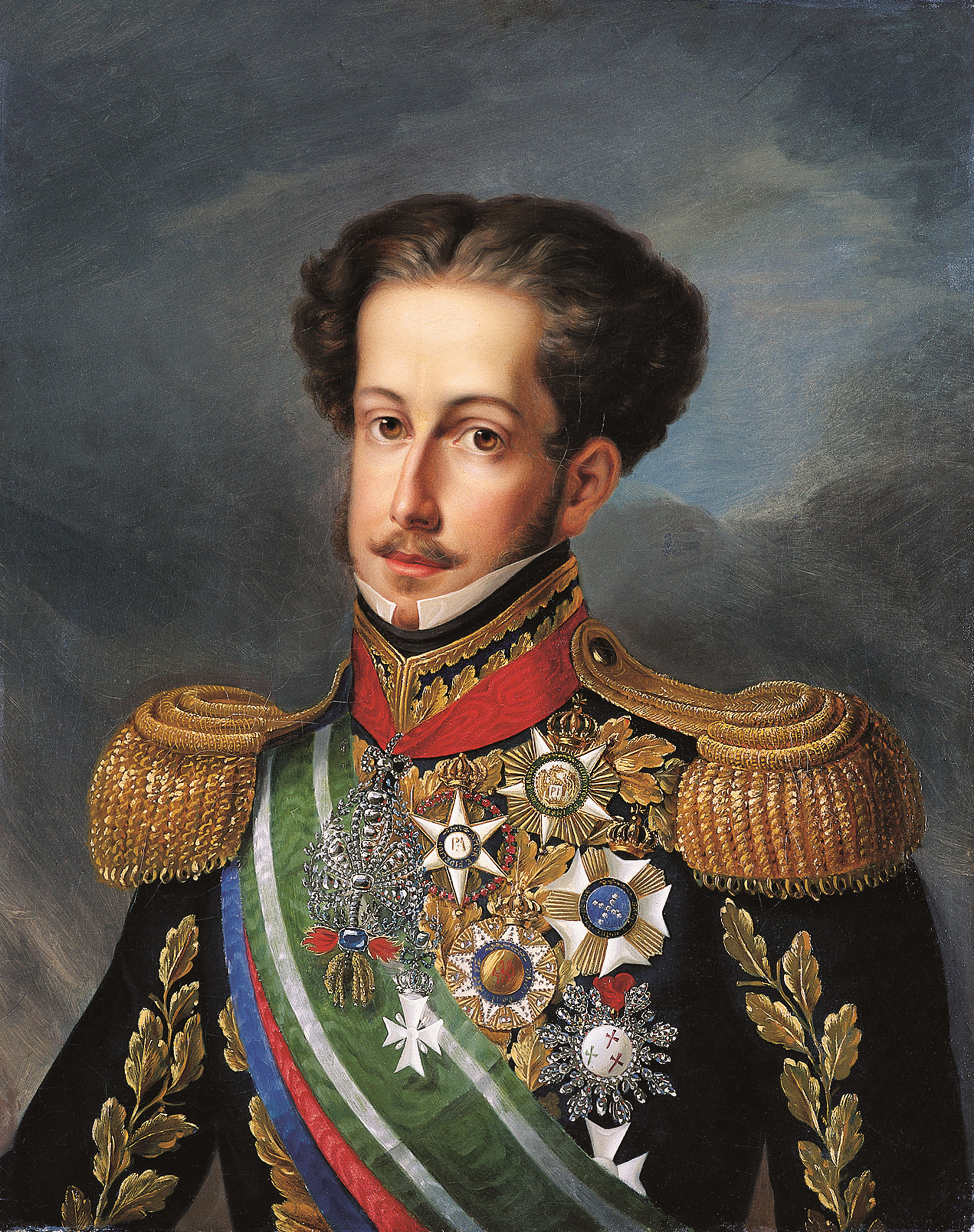
Pedro I, primer emperador del Imperio de Brasil.
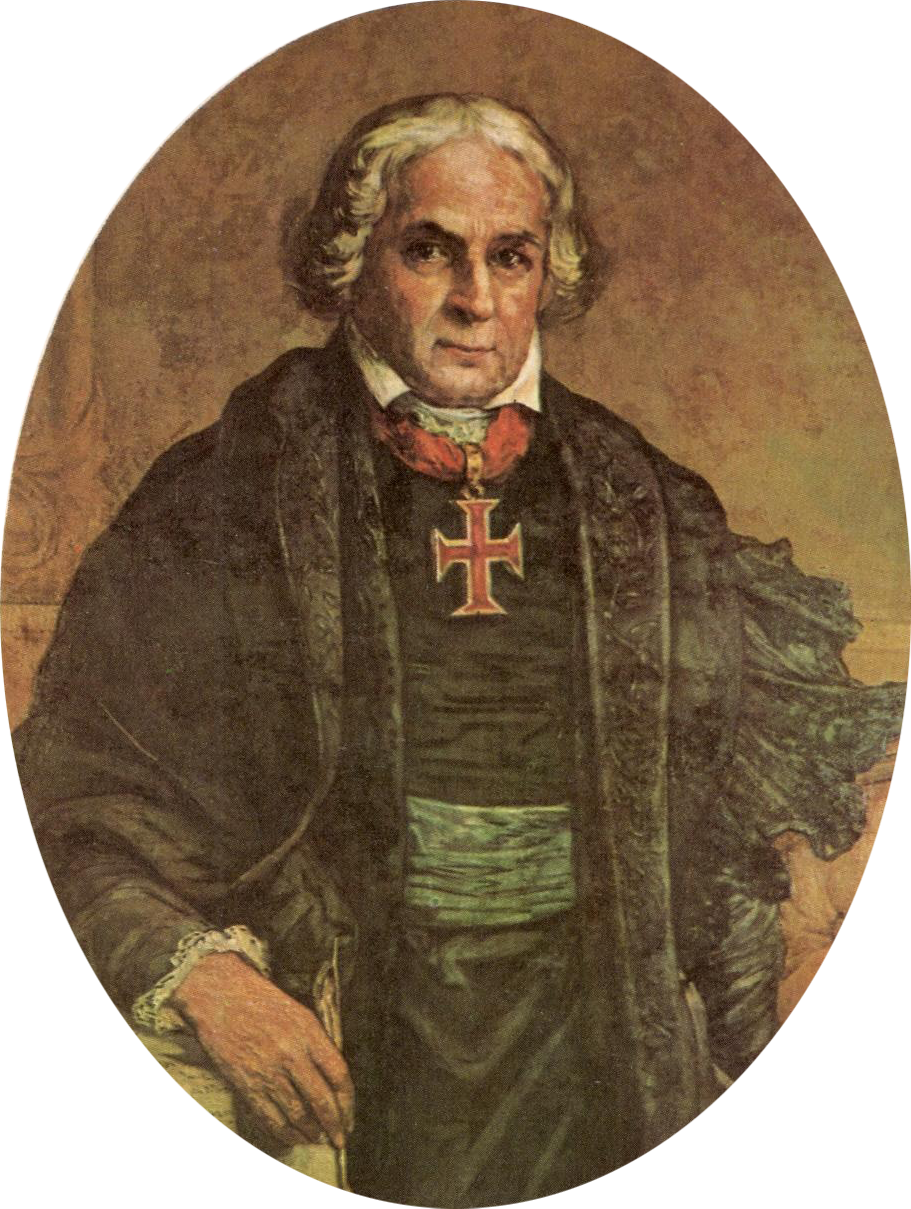
José Bonifácio, una de las figuras más importantes durante el proceso de independencia brasileña.

#### Otros movimientos y ciclos revolucionarios
La denominada era de las revoluciones extendió el ejemplo estadounidense y francés. En algunos casos, de forma simultánea a estas y con mayor o menor éxito, como ocurrió en algunas ciudades autónomas de Europa (Lieja en 1791, por ejemplo). En la primera mitad del siglo XIX se han determinado una serie de ciclos revolucionarios, denominados por el año de inicio (1820, 1830 y 1848).

##### Revolución de 1820
La Revolución de 1820 o ciclo mediterráneo se inició en España (la sublevación o pronunciamiento de Rafael de Riego frente al cuerpo expedicionario que iba a embarcarse para América, 1 de enero de 1820) y se extendió, por un lado a Portugal, que en las llamadas Guerras Liberales -revolución de Oporto-, el 24 de agosto de 1820 se obliga al gobierno portugués a regresar de Brasil en una guerra civil en la que, al contrario que en el caso de la independencia hispanoamericana, fue en la metrópoli donde los elementos más liberales controlaron la situación en perjuicio de la rama más tradicionalista de la dinastía; y por otro a Italia donde sociedades secretas, como los carbonarios, inician levantamientos nacionalistas contra las monarquías austríaca en el norte y borbónica en el sur, proponiendo la española Constitución de Cádiz como texto aplicable para sí mismos. De un modo menos vinculado, también se sitúa cronológicamente próxima la sublevación de los griegos iniciada en 1821, que se emanciparon del Imperio otomano en 1829 con el decisivo apoyo de las potencias europeas (principalmente Francia, Inglaterra y Rusia), proclamando el Estado Griego. Significativamente fueron las mismas potencias (con la excepción de Inglaterra y la adición de Austria y Prusia) quienes protagonizaron activamente la contrarrevolución para sofocar conjuntamente, mediante la Santa Alianza los brotes revolucionarios que podían amenazar la continuidad de las monarquías absolutas, y lo siguieron haciendo hasta 1848.

##### Revolución de 1830
La revolución de 1830, iniciada con las tres gloriosas jornadas de París en que las barricadas llevan al trono a Luis Felipe de Orleans, se extiende por el continente europeo con la independencia de Bélgica y movimientos de menor éxito en Alemania, Italia y Polonia. En Inglaterra, en cambio, el inicio del movimiento cartista opta por la estrategia reformista, que con sucesivas ampliaciones de la base electoral consiguió aumentar lentamente la representatividad del sistema político, aunque el sufragio universal masculino no se logró hasta el siglo XX. El doctrinarismo fue la ideología que exprese esa moderación del liberalismo.

##### Revolución de 1848. La «primavera de los pueblos» y el nacionalismo
La era de la revolución se cerrará con la revolución de 1848 o primavera de los pueblos. Fue la más generalizada por todo el continente (iniciada también en París y difundida por Italia y toda Europa Central con una velocidad pasmosa, solo explicable por la revolución de los transportes y las comunicaciones), e inicialmente la más exitosa (en pocos meses cayeron la mayor parte de los gobiernos afectados). Pero, en realidad, estos movimientos revolucionarios no condujeron a la formación de regímenes de carácter radical o democrático que lograran suficiente continuidad, y en la totalidad de los casos la situación política se recondujo en poco tiempo hacia la moderación. En el caso de Francia, una insurrección logró derrocar a la monarquía reinante, dando paso a la Segunda República, que duraría hasta el golpe de Estado de 1851, del que se instauraría el Segundo Imperio con Napoleón III (1852-1870); mientras que en Italia, después del estallido de la primera guerra de la Independencia Italiana, dio paso al comienzo de la unificación del país, que no culminaría hasta 1870; por otro lado en Alemania la revolución duró hasta 1849, y pese a su fracaso parcial, fue el precedente directo de la eventual disolución de Confederación Germánica (1866), del que abrió el debate sobre como llevar a cabo el proceso de unificación alemana (cuestión alemana).
A partir de este momento clave, localizado a mediados del siglo XIX y que Eric Hobsbawm denomina la era del capital, las fuerzas históricas cambian de tendencia: la burguesía pasa de revolucionaria a conservadora y el movimiento obrero comienza a organizarse; aunque sin duda los más capaces de movilizar a las poblaciones serán los movimientos nacionalistas.

##### Revoluciones fuera de Europa
Fuera del mundo occidental, aunque no puede hablarse de movimientos revolucionarios desencadenados por causas socioeconómicas similares (revolución burguesa), sí se suele a veces utilizar el término revoluciones para designar a uno u otro de los diferentes movimientos occidentalizadores o modernizadores que se implantaron con mayor o menor éxito en uno u otro país, y que estaban inspirados de un modo más o menos lejano en la idea de progreso, la Ilustración o alguna referencia más o menos explícita a alguno de los ideales de 1789. Generalmente, en ausencia de base social, fueron promovidos desde el poder o círculos próximos a él, y explícitamente condenaban lo que de desorden o desestabilización pudiera tener el término revolucionario: Era Meiji en Japón (1868), la fallida Rebelión de los cipayos en India (1857), los denominados Jóvenes Otomanos y Jóvenes Turcos en el Imperio otomano (1871 y 1908), rebeliones como la Taiping (1850) y de los bóxers (1900-1901) demostró el descontento social que más tarde desencadenó el levantamiento de Wuchang en 1911 que abolió el Imperio chino (Revolución de Xinhai), distintas iniciativas de reforma del Imperio ruso (como la abolición de la servidumbre de 1861) etc.; y que llegaron cronológicamente hasta la Primera Guerra Mundial.

### Reacción contra la Ilustración: el Romanticismo

La libertad guiando al pueblo, por Eugène Delacroix (1833).

El Romanticismo es la superación de la razón como método de conocimiento, en beneficio de la intuición y el sentimiento compartido (endopatía). En lugar de al individuo sujeto de derechos universales, concibe a las personas singulares, vinculadas en comunidades naturales: los pueblos (concepto cultural propio del romanticismo alemán -volk, pueblo, y volkgeist, espíritu del pueblo-) y las naciones (tal como la entendían los liberales franceses, la comunidad política basada en la voluntad). Si la Ilustración entendía que la reunión de los hombres origina la sociedad, el romanticismo invierte los términos, negando la existencia de un hombre en estado de naturaleza. Románticos son tanto el tradicionalismo reaccionario como el nacionalismo revolucionario. Los primeros (Louis de Bonald, Joseph de Maistre) conciben el pueblo como una realidad histórica, anclada en el pasado y cuyos miembros vivos no pueden decidir su destino ni arrogarse derechos que no tienen, como tomar decisiones contra sus instituciones, costumbres y valores. Los segundos (Giuseppe Mazzini) se atreven a cambiar el mundo y remover fronteras seculares con tal de que incluyan a individuos de un único pueblo, que deberá ser soberano, independiente de cualquier autoridad que no emane de él mismo y libre para decidir su destino.
El prerromanticismo había surgido en la segunda mitad del siglo XVIII (Las desventuras del joven Werther de Goethe, o la novela gótica de Horace Walpole), coincidiendo con el predominio del neoclasicismo, de modo que aunque uno es reacción contra el otro, hay quien afirma que son dos fases de un mismo movimiento intelectual. La revolución se identificó con las virtudes heroicas de la Antigüedad clásica expresadas pictóricamente en el neoclasicismo de Jacques-Louis David (Juramento de los Horacios, retratos de Napoleón).
La literatura del Romanticismo se llenó de tipos literarios atormentados por las pasiones, en lucha constante contra una sociedad que se niega a dar libertad al individuo. Los ingleses Lord Byron, Percy Shelley y Mary Shelley representaron el ideal romántico no solo en la literatura, sino en su tempestuosa vida y temprana muerte. Otros autores románticos fueron el francés Victor Hugo (que provocó en el estreno de Hernani una verdadera batalla campal entre los románticos y los clásicos), el ruso Aleksandr Pushkin, el italiano Alessandro Manzoni, el español Mariano José de Larra o el estadounidense Edgar Allan Poe. La exploración de las antiguas tradiciones populares (el folklore), produjo recopilaciones de cuentos como la de los Hermanos Grimm, o la versión definitiva del ciclo mitológico de Finlandia en el moderno Kalevala copilado por Elias Lönnrot.
Nacida de la evolución sombría de la última etapa de Francisco de Goya, la pintura romántica se inauguró en Francia con el escándalo de La balsa de la Medusa (Théodore Géricault, 1822), debido no solo a su técnica, sino porque fue interpretada como una metáfora del hundimiento de Francia bajo el gobierno de Carlos X. La libertad guiando al pueblo, de Eugène Delacroix proporcionó el emblema icónico de la revolución. La música romántica, a partir de las últimas obras de Ludwig van Beethoven, se encuentra en Héctor Berlioz, Nicolás Paganini, Fryderyk Chopin o Robert Schumann, que superaron las convenciones del clasicismo musical con mayores libertades compositivas y acentuando los efectos musicales sobre la forma. Giuseppe Verdi o Richard Wagner aprovecharon las enormes posibilidades de la música, y sobre todo de la ópera como espectáculo total, para mover las emociones colectivas con el nacionalismo musical.
El idealismo racionalista e ilustrado del criticismo kantiano se verá conducido al romanticismo por el denominado idealismo alemán de Fichte, Schelling y Hegel (quien identificará el espíritu absoluto con el Estado prusiano). Su expresión en el derecho fue la Escuela histórica del Derecho de Friedrich Karl von Savigny, quien propugnaba la necesidad de encontrar el verdadero Derecho Alemán, expurgando el a su juicio extranjero e intruso Derecho Romano.

### Equilibrio europeo
El equilibrio europeo buscado desde el Tratado de Westfalia (1648) hasta el Tratado de Utrecht (1714) caracterizó las relaciones internacionales del siglo XVIII; superada la época de las hegemonías española (1521-1648) y francesa (1648-1714). Mientras Inglaterra consolidaba su supremacía naval (que la permitió adquirir una red de enclaves estratégicos en islas y puertos seguros en todos los océanos, además de su gradual penetración territorial en la India), en el continente europeo, del que prefería orgullosamente desentenderse cuando le era posible, procuraba mantener el equilibrio entre los posibles bloques de potencias que amenazaran con imponerse sobre los demás. El más obvio, formado por España, Francia y los reinos italianos de la casa de Borbón (vinculados por los Pactos de Familia), no siempre fue efectivo. En Europa Central, la rivalidad entre Austria y Prusia las neutralizó mutuamente; mientras que el ascenso del Imperio ruso benefició a ambas en los denominados repartos de Polonia. El Imperio otomano, tras el fracaso del segundo sitio de Viena (1683), dejó de ser una amenaza para Europa Central y a lo largo del siglo XVIII pasó a convertirse en una potencia declinante (el hombre enfermo de Europa), que perdía paulatinamente el control efectivo sobre sus provincias periféricas.
Los conflictos más destacados que se produjeron en el continente europeo fueron la guerra de Sucesión Austriaca, la guerra de Sucesión Polaca y la guerra de los Siete Años (1756-1763). En las colonias de ultramar, las guerras o las paces en Europa solo representaban un lejano marco para una competencia constante, que solo en algunos casos encontró cauces diplomáticos restringidos y temporales (acuerdos entre España y Portugal sobre el territorio de Misiones).

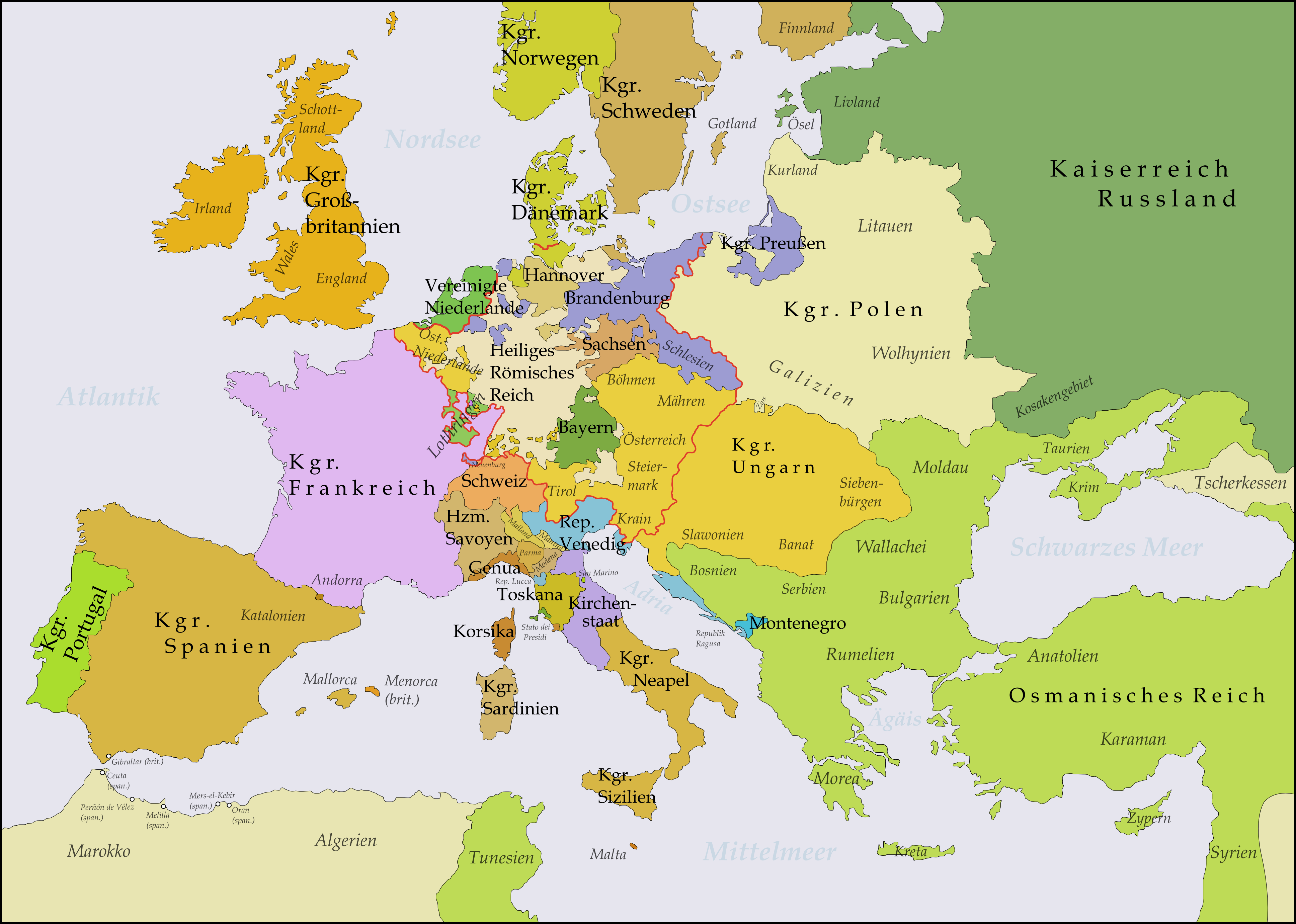
1748, la Europa del equilibrio posterior al Tratado de Utrecht.
1812, la Europa del bloqueo continental, máxima expansión del Imperio napoleónico.

#### Guerras revolucionarias y guerras napoleónicas
La Revolución francesa fue vista por las monarquías (tanto absolutas como parlamentarias) como un foco contagioso a extirpar, sobre todo tras el intento de fuga de Luis XVI (1791) y la llegada de los emigrados que huían de El Terror. El manifiesto de Brunswick (1792) desencadenó las guerras revolucionarias: hasta 1815, siete coaliciones fueron sucesivamente derrotadas por el ejército revolucionario francés, que impuso una nueva forma de hacer la guerra: la guerra total, basada en la movilización nacional de ingentes masas de hombres estimulados por el patriotismo que se desplazaban velozmente; y en la imposición de bloqueos comerciales. Inicialmente Francia se limitó a defenderse, pero tras la batalla de Valmy (1792) pasó decididamente a utilizar la guerra como un instrumento de expansión ideológica revolucionaria frente a la reacción.
El ascenso de Napoleón Bonaparte desequilibró de forma definitiva el statu quo continental en beneficio de una clara hegemonía francesa. En una década de guerras, desde la campaña de Italia (1796-1797, 1799-1800) hasta la formación de la Confederación del Rhin (1806), conquistó todos los pequeños burgos, señoríos y reinos sobrevivientes en Alemania e Italia, y derrotó decisivamente a Austria (batalla de Austerlitz, 1805), que pasa a ser aliada, como lo era ya España desde el Tratado de San Ildefonso (1796). Simultáneamente, la batalla de Trafalgar impidió el control hispano-francés de los mares, necesario para la invasión a Inglaterra, que no pudo producirse ante la derrota contra la flota de Horacio Nelson. En 1807 se llegó a un acuerdo con Rusia (Tratado de Tilsit) en lo que podía entenderse como un precedente de reparto de Europa en dos esferas de influencia. Napoleón intentó destruir económicamente a Inglaterra con el bloqueo continental, para impedir que los productos de la Revolución industrial accedieran al continente; pero los puntos débiles del proyecto estaban uno en cada extremo de Europa: Portugal (opuesta desde el comienzo) y Rusia (que reabrió sus puertos en 1810). La invasión franco-española de Portugal se convirtió en una prolongada ocupación militar en España (guerra de Independencia española o Guerra Peninsular, 1808-1814) con un alto coste. La campaña de Rusia de 1812 fue todavía más desastrosa pues, aunque se ocupó Moscú en la batalla de Borodinó, las imposibilidad de mantener las líneas de abastecimiento y el incendio posterior de Moscú obligaron a una retirada en penosísimas condiciones y jalonada de derrotas (batalla de Leipzig, 1813) que condujeron a la abdicación del Emperador, que aceptó retirarse a la Isla de Elba (Tratado de Fontainebleau, 1814) mientras el trono de Francia era ocupado por Luis XVIII, hermano del rey guillotinado en 1793.

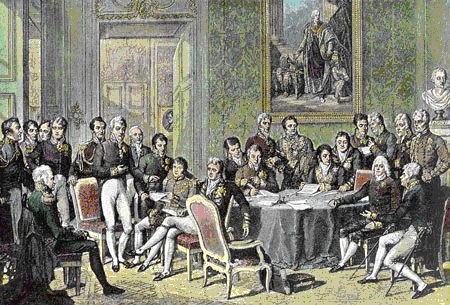
Negociaciones del Congreso de Viena (Jean-Baptiste Isabey, 1819).

#### Congreso de Viena
El equilibrio europeo se procuró restablecer con criterios legitimistas en el Congreso de Viena (1815), reponiendo a los monarcas de las casas tradicionales en sus tronos, aunque el statu quo anterior a 1789 nunca se recuperó. Incluso la vuelta de los Borbones al trono de París se vio amenazada durante los Cien Días de 1815 en que Napoleón retomó el mando e intentó desafiar de nuevo a las potencias coaligadas en la batalla de Waterloo, que supuso su derrota final y su confinamiento en la isla de Santa Elena. El recelo hacia Francia se pretendió conjurar con el reforzamiento de estados tapón en sus fronteras: el reino de Cerdeña (germen de la unidad italiana) y el reino de Holanda (de creación napoleónica, al que se incorpora Bélgica hasta su independencia en 1830).

#### Espléndido aislamiento, Santa Alianza y Sistema Metternich
Inglaterra consolidó su predominio mundial conjugado con su política de aislamiento en temas europeos, mientras Rusia se convertía en el gendarme de Europa. El sistema Metternich, diseñado por el canciller austríaco y basado en la coincidencia de intereses de las potencias de la Santa Alianza (la católica Austria, la luterana Prusia y la ortodoxa Rusia, que invocaban a la Santísima Trinidad en el inicio de su documento fundacional), mantuvo el equilibrio continental hasta 1848, mediante la convocatoria de congresos: Congreso de Aquisgrán (1818), de Troppau (1820), de Liubliana (1821) y de Verona (1822); basados en el principio de intervención para sofocar y evitar la extensión de cualquier brote revolucionario. Inglaterra, una monarquía parlamentaria, no se sumó a la Santa Alianza, sino a una Cuádruple Alianza a la que posteriormente se adhirió Francia.

### Apertura de espacios continentales «vírgenes»
Aunque la era del imperialismo no llegó hasta el último cuarto del XIX (repartos de África y de Asia), desde comienzos de siglo XIX se produjo una presión expansiva, cuyo origen es la revolución demogáfica, sobre los espacios continentales vírgenes de la zona boreal (el Canadá británico, el Oeste estadounidense, el Oriente ruso) y austral (Colonia del Cabo, neerlandés hasta la conquista británica en 1806; Australia, parte de la cual se convirtió en una colonia penitenciaria; Nueva Zelanda, colonia británica desde la firma del Tratado de Waitangi (1840); la Patagonia argentina y chilena, la Amazonia brasileña, colombiana y peruana, etc.).
La virginidad atribuida a esos espacios, a pesar de su evidente vacío demográfico en comparación con las saturadas zonas urbanas europeas, no era en realidad un vacío humano y cultural. Los aborígenes australianos, maoríes, zulúes, xhosas, patagones, mapuches, qom, tupíes, sioux, shoshoni, apaches, lapones, buriatos, chukchis, inuit y toda una constelación de pueblos indígenas cuya relación con la tierra respondía a lógicas no solo preindustriales, sino a menudo preneolíticas, fueron ignorados en cuanto habitantes y sus posibles valores despreciados como primitivos.
En otros contextos, sobre zonas muy pobladas cuya civilización no podía ignorarse, la presión del Imperio austrohúngaro y de Rusia sobre los Balcanes otomanos y el inicio de la colonización francesa de Argelia (1830) respondía a la misma lógica. La penetración británica en la India venía ya del siglo XVIII.

#### Expansión de los Estados Unidos
Go West, young man, go West.
Ve al Oeste, muchacho, ve al Oeste.
Horace Greeley, 1833.

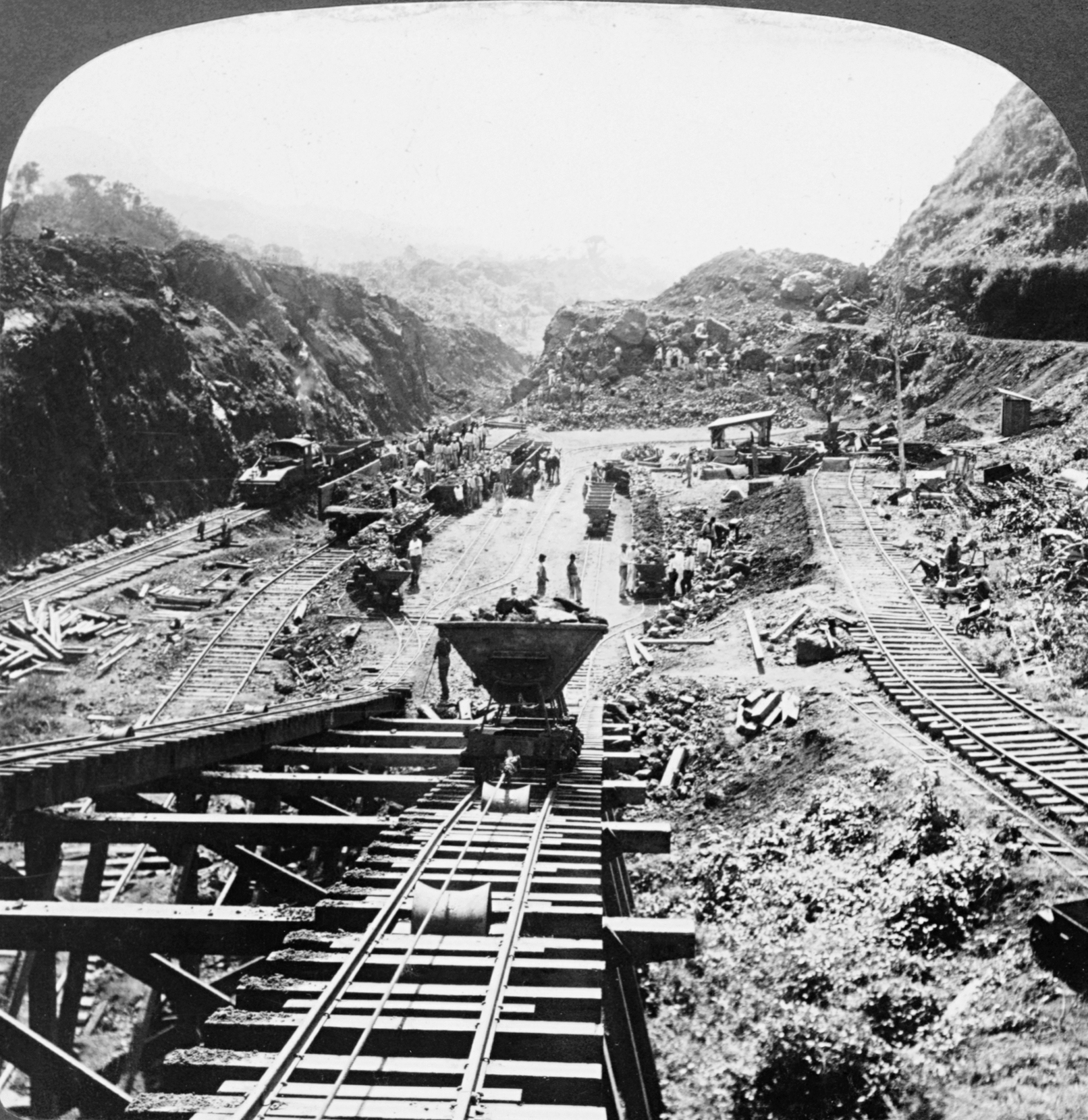
Construcción del Canal de Panamá (1907). La Zona del Canal de Panamá, donde se encontraba el canal homónimo, permaneció bajo control estadounidense desde el comienzo de su construcción, en 1903, hasta 1977, siendo entregado a Panamá en 1999.

La fortaleza de la independencia estadounidense se apoyó firmemente en su inmensidad territorial. Debido a las grandes tensiones que hubo por el bloqueo naval que los británicos emprendieron para evitar que los estadounidenses puedan comerciar con Francia y a las pretensiones estadounidenses de anexar Canadá condujo a la guerra de 1812, del que la capital Washington D. C. fue incendiada en 1814, y del que tras la firma del Tratado de Gante (1814) y la tardía batalla de Nueva Orleans (1815) condujo a la Era del Good Feeling (1815-1825) que estableció la unidad nacional. Estados Unidos habían incorporado las colonias francesa de Luisiana (Compra de Luisiana, 1803) y la española de Florida (Tratado de Adams-Onís, 1819), adquiriendo una fachada marítima hacia el sur. No obstante, su principal ampliación territorial, mediante conflictos contra México (siendo la última la invasión a este país), fueron los territorios desde Texas (independizado en 1836, incorporado en 1845) hasta California (Tratado de Guadalupe Hidalgo, 1848). Por añadidura quedaba el inmenso interior continental, que habían explorado Meriwether Lewis y William Clark en una expedición hacia la costa del Pacífico (1804-1806). La épica del Lejano Oeste fue formando una identidad nacional basada en el individualismo del colono de la frontera, que tras recorrer la pradera en carromato, levantaba su cabaña de troncos y se apropiaba de tanta tierra como pudiera cultivar y defender de los nativos americanos. La relación de estos con la tierra no tenía nada que ver con el concepto liberal de propiedad que se impuso por la colonización; privados de ella, se vieron forzados a la reclusión en reservas, no sin lucha (Guerras Indias). Otra figura mitificada fue la de los mineros que acudían a las sucesivas fiebre del oro de California (1849 -los fortyniners-) y Alaska (comprada a Rusia en 1867, y afectada por la fiebre del oro de Klondike en 1897 -descrita por Jack London en Colmillo Blanco-). La anexión de Hawái (incorporada en 1898) fue la última en el que un territorio organizado incorporado obtendría la categoría de estado (1959).
El presidente James Monroe enunció en 1823 la denominada Doctrina Monroe (América para los americanos), que promovía el aislamiento continental: ni Estados Unidos intervendría en los asuntos políticos de Europa, ni dejaría que Europa hiciera lo propio en Estados Unidos. Se entendía que el contexto, el momento clave de las guerras de independencia hispanoamericanas, incluía una suerte de extensión de la declaración a todo el continente. La doctrina Monroe, inicialmente defensiva, se acompañó posteriormente de la doctrina complementaria del Destino Manifiesto (es el destino de los Estados Unidos, decidido por Dios, llevar la libertad y la democracia al resto de las naciones del globo), en un verdadero «derecho de intervención» sobre el resto del continente, que de forma más explícita se expresó como la Big Stick Policy («Política del Gran Garrote») aplicada decididamente por Theodore Roosevelt (presidente entre 1901 y 1908, con su política de Corolario Roosevelt), especialmente en los procesos de independencia cubana y filipina (Guerra hispano-americana, 1898) y en la Independencia de Panamá, como consecuencia de la construcción del canal (1903).
El fuerte proceso de industrialización afectó de forma divergente al Norte (liberal y dinámico, receptor de grandes contingentes de emigrantes) y al Sur (conservador y elitista, basado en la agricultura esclavista). La tensión llegó a su punto álgido con la presidencia de Abraham Lincoln, y en 1861 estalló la guerra civil, en la que se impuso el Norte.
La cultura estadounidense fue conjugando la tradición occidental con los valores autóctonos del «país de frontera», entre la construcción de una épica de identidad nacional (James Fenimore Cooper, El último mohicano; Walt Whitman, Hojas de hierba), y la influencia europea (Edgar Allan Poe, Nathaniel Hawthorne).

#### Formación y expansión de los estados latinoamericanos
La libertad, como medio, el orden como base, y el progreso como fin.
Gabino Barreda, 1867.

Después de su proceso de emancipación, las jóvenes repúblicas de América Latina debieron afrontar la tarea de darse una organización propia, fracasados los grandes proyectos panamericanos (la Gran Colombia, la Confederación Perú-Boliviana). En lo político, el sello común fue la oscilación entre la inestabilidad política y el autoritarismo. En algunos casos, a imitación del Imperio napoleónico, se dieron una forma política imperial, caso del Imperio del Brasil (1822-1889) o del Imperio mexicano (1821-1823). En otros, prolongadas dictaduras, como las de Juan Manuel de Rosas en Argentina o Antonio López de Santa Anna en México. Hubo densas guerras civiles en las que se ventilaron intereses políticos locales y que doctrina política elegir para gobernar (federalismo o centralismo). Numerosas guerras tuvieron carácter territorial, alterando el trazado fronterizo entre las nuevas naciones, como la guerra del Pacífico (Perú y Bolivia contra Chile, 1879-1884) y la guerra de la Triple Alianza (Brasil, Argentina y Uruguay contra Paraguay -que acabó prácticamente desprovisto de su población masculina adulta-, 1864-1870).
A pesar de la enfática declaración de la doctrina Monroe (que Estados Unidos no estuvieron en condiciones de sostener eficazmente hasta finales del siglo XIX) hubo intentos de reconstruir la presencia imperialista europea en Latinoamérica. En 1865 España envió una expedición naval contra Chile y Perú (guerra hispano-sudamericana, 1865-1866), mientras que en 1864, y bajo pretexto de cobrarse la deuda externa de México, fue Francia la que realizó una intervención militar que impuso la entronización de un emperador títere (Maximiliano de Austria, 1864-1867). El expansionismo estadounidense frente a México ya había significado la anexión de todo sus territorios septentrionales (Texas, Nuevo México y California). Cuando los Estados Unidos estuvieron en posición de intervenir más al sur con base en su presencia en Cuba (en plena guerra de independencia, 1895-1898) y Puerto Rico, del cual derivó en la Guerra hispano-americana (1898), se convirtieron ellos mismos en la principal potencia imperialista de la región: intervención en la crisis de Panamá de 1885; ocupación militar de Cuba después de la guerra contra España (1898) hasta su plena independencia (1902); imposición a Colombia de la separación de Panamá por Theodore Roosevelt después de la guerra de los mil días, 1903; intervención en Nicaragua 1909, contra la que se levantó Augusto Sandino; apoyo a las actividades de la United Fruit Company en las denominadas repúblicas bananeras, etc.
La poderosa oligarquía de comerciantes y hacendados desarrolló una imagen de sí misma como élite ilustrada y europeizada. Fue en el siglo XIX, y no en la época colonial anterior, cuando se produjeron: la más decisiva expansión del idioma español en Hispanoamérica (Andrés Bello) y del idioma portugués en Brasil (Joaquim Machado de Assis); y el control sobre los indígenas que habitaban territorios que el Imperio español apenas nominalmente pretendía poseer (como en la Patagonia, Ocupación de la Araucanía en Chile y Conquista del Desierto en Argentina respectivamente). Esa élite, en las grandes naciones sudamericanas, también intentó llevar a cabo la industrialización, atrayendo para ello las inversiones de capitales procedentes de Europa, sobre todo de Inglaterra, verdadera potencia neocolonial durante todo el siglo XIX. El protagonismo exterior perpetuó la dependencia económica y la inclusión de la región en la división internacional del trabajo como productora de materias primas y mercado importador de productos manufacturados. Lo limitado del progreso económico no impidió la importación de los problemas de la era industrial, creando también en Latinoamérica una cuestión social que en su caso se agudizaba por la multietnicidad latinoamericana (indígena, europea y africana).
En la segunda mitad del siglo XIX, la literatura latinoamericana se ciñó a los experimentos derivados del realismo europeo, y a inicios del siglo XX, a los de las vanguardias. La reivindicación indigenista llegaría más adelante, asociándose con la izquierda política. El movimiento intelectual dominante fue el positivismo, la corriente filosófica con influencia más trascendente en la región tras la escolástica luso-hispana colonial, y que en términos políticos fue más decisiva que el propio liberalismo (Melchor Ocampo, Domingo Faustino Sarmiento, Honório Carneiro Leão, etc.).

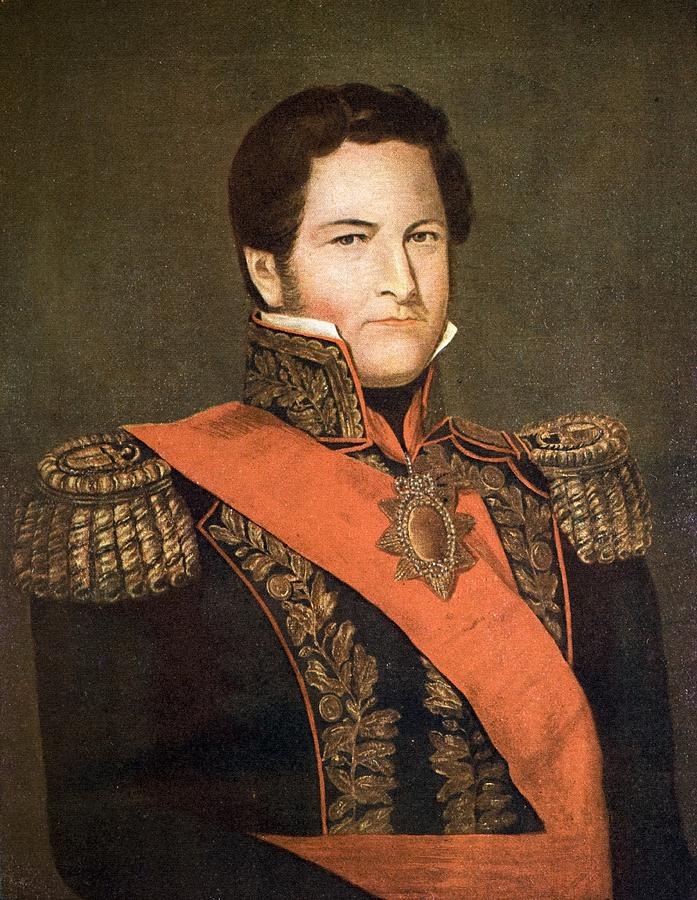
Juan Manuel de Rosas, principal dirigente de la Confederación Argentina (1835-1852).
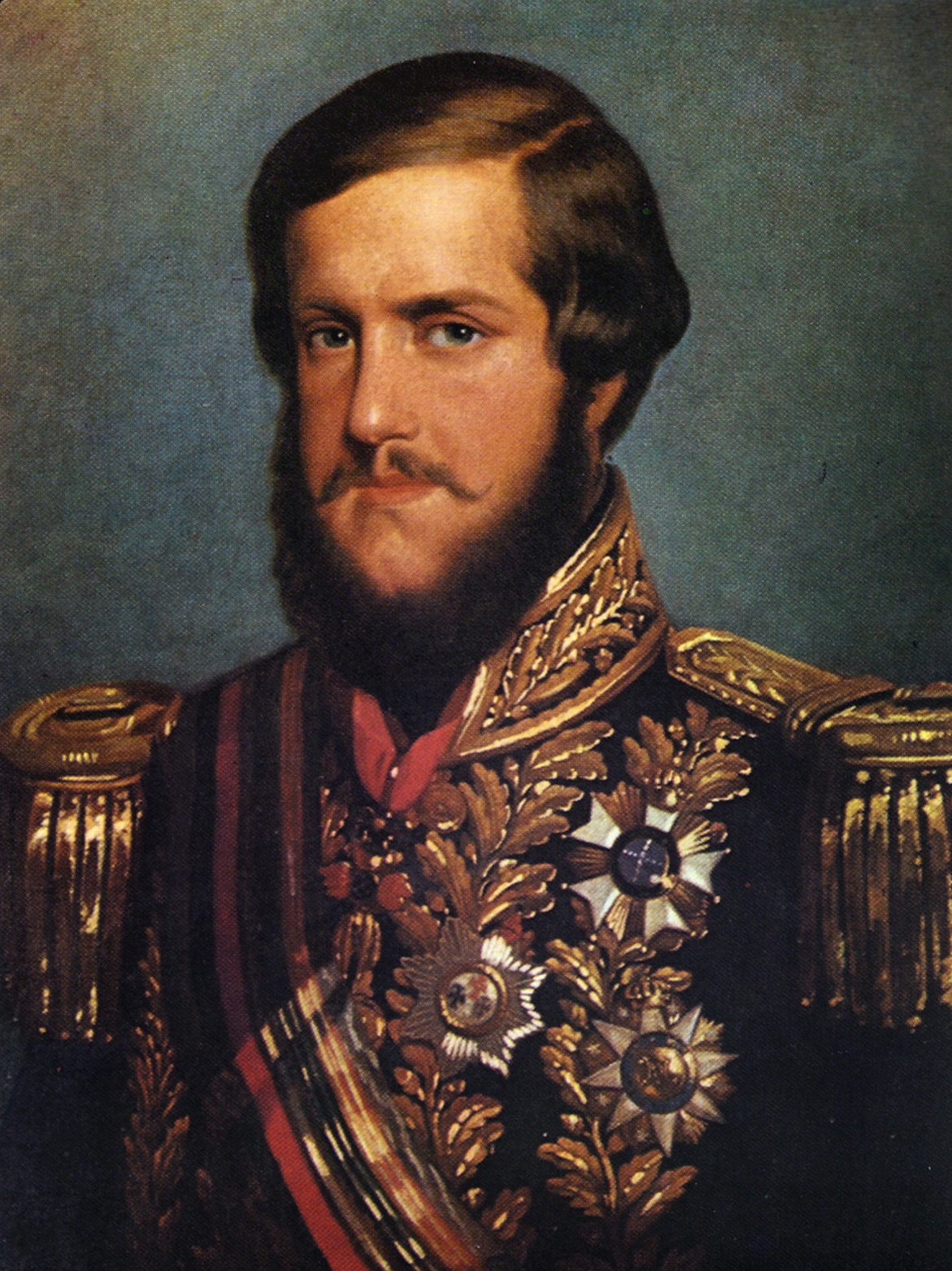
Pedro II, último emperador del Imperio del Brasil (1831-1889).
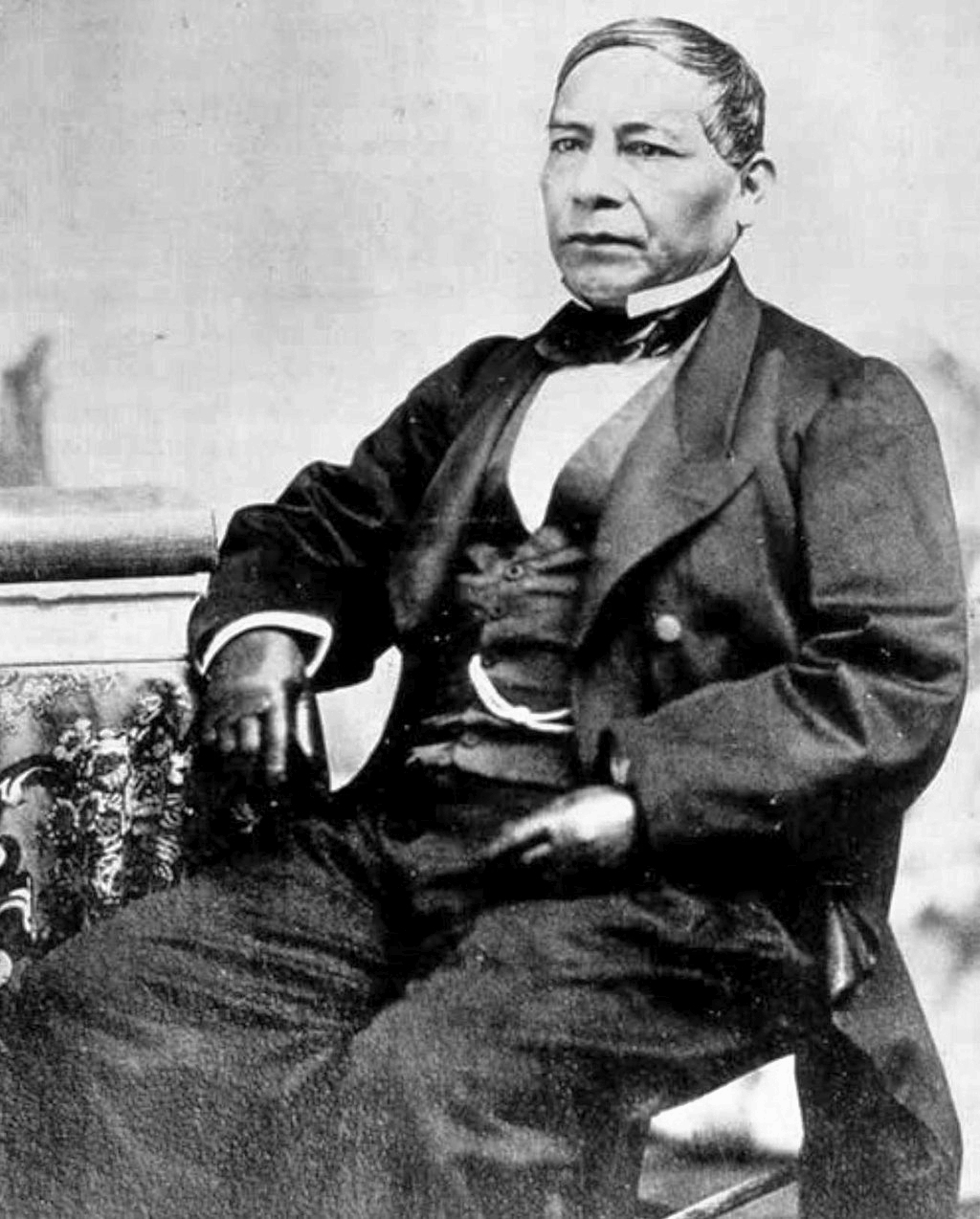
Benito Juárez, presidente de México, de tendencia radical (1867-1872).

#### Expansión de Rusia
Alejandro I, tras la derrota de Napoleón, procuró evitar toda posible nueva revolución en Europa, mientras que en su propio territorio tuvo que hacer frente a la Revuelta Decembrista (1825), fácilmente reprimida. Tanto él como Nicolás I (apodado el gendarme de Europa) se esforzaron en asentar la autocracia zarista y evitar que la modernización económica de Rusia trajera consigo cambios sociales o políticos. Alejandro II, por el contrario, emprendió una serie de reformas liberalizadoras, como la emancipación de los siervos (1861). Su política reformista, similar a los planteamientos del despotismo ilustrado del XVIII, no fue aceptada por los partidarios de transformaciones radicales (nihilismo), que optaron por la violencia mediante varios intentos de magnicidio, hasta el definitivo en 1881.
El Imperio ruso se convirtió en la potencia territorial dominante de Eurasia, expandiendo su frontera sur desde el Danubio y el Cáucaso hasta el Asia Central, la Frontera del Noroeste de la India Británica y los confines del Imperio de China; mientras que por el Pacífico norte llegaba hasta Alaska. La gran extensión de Siberia fue objeto de una discontinua colonización. A finales del siglo XIX se conectaron sus aislados núcleos con el trazado del ferrocarril transiberiano entre Moscú y Vladivostok (puerto en el Pacífico fundado en 1860 tras la anexión de Amur).
La búsqueda de salidas a mares libres de hielos (su gran debilidad geoestratégica) caracterizó la política rusa de toda la época, y lo siguió haciendo tras la Revolución soviética de 1917. En lo concerniente a los Balcanes, estos intereses territoriales se expresaron ideológicamente en el paneslavismo, con el que patrocinó los movimientos independentistas frente al Imperio otomano, un punto de fricción determinante para la estabilidad europea que se denominó Cuestión de Oriente.

### La «era victoriana» británica
La sociedad británica pasó de la era georgiana, que cubre el siglo XVIII y el primer tercio del XIX, a la era victoriana (el reinado de excepcional duración de Victoria I, 1837-1901, seguido sin solución de continuidad por la era eduardiana de su hijo, el eterno príncipe de Gales, Eduardo VII, 1901-1910). Convertida por su protagonismo en la revolución industrial en el taller del mundo, la supremacía naval hacía del Reino Unido el gendarme de los mares. Su dominio imperial era justificado con una ideología paternalista (abolición de la esclavitud, libertad de actividades para los misioneros, extensión del progreso y el conocimiento científico a través de la exploración geográfica y los beneficios del libre comercio, etc.). La extraordinaria red de correos permitió que durante su viaje en el Beagle (1831-1836), el joven naturalista Charles Darwin pudiera mantener un contacto regular bidireccional con sus familiares y profesores.
El parlamentarismo británico demostró la flexibilidad suficiente para acoger paulatinas ampliaciones del cuerpo electoral al tiempo que mantenía características tradicionales, como la aristocrática Cámara de los Lores y la desigualdad de representación territorial (ciudades industriales sin diputado frente a rotten boroughs -«burgos podridos», circunscripciones de muy pocos votantes-). El sistema mayoritario implicaba el turno en el poder de primeros ministros tory (conservadores, como Benjamin Disraeli, que representaban los intereses de la gentry o clase terrateniente) y whig (liberales, como William Gladstone, que representaban los intereses comerciales y financieros de la City); aunque lo verdaderamente característico del sistema político británico fue que en vez de polarizarse, ambos partidos convergían en lo esencial, correspondiendo muchas veces a los conservadores realizar las reformas de mayor calado. No obstante, la recepción de las demandas sociales fue muy desigual: el movimiento cartista consiguió solo parcialmente y con el tiempo ver atendidas algunas de sus reivindicaciones laborales y políticas; mientras que el movimiento autonomista irlandés vio constantemente rechazadas sus pretensiones de autogobierno, e incluso las desesperadas peticiones de ayuda durante la gran hambruna de Irlanda (1845-1849) se veían ignoradas en nombre de la libertad económica, lo que condujo a la convicción de que solo el independentismo radical conseguiría resultados.

## La «Era del Capital» y la «Era del Imperio» (1848-1914)

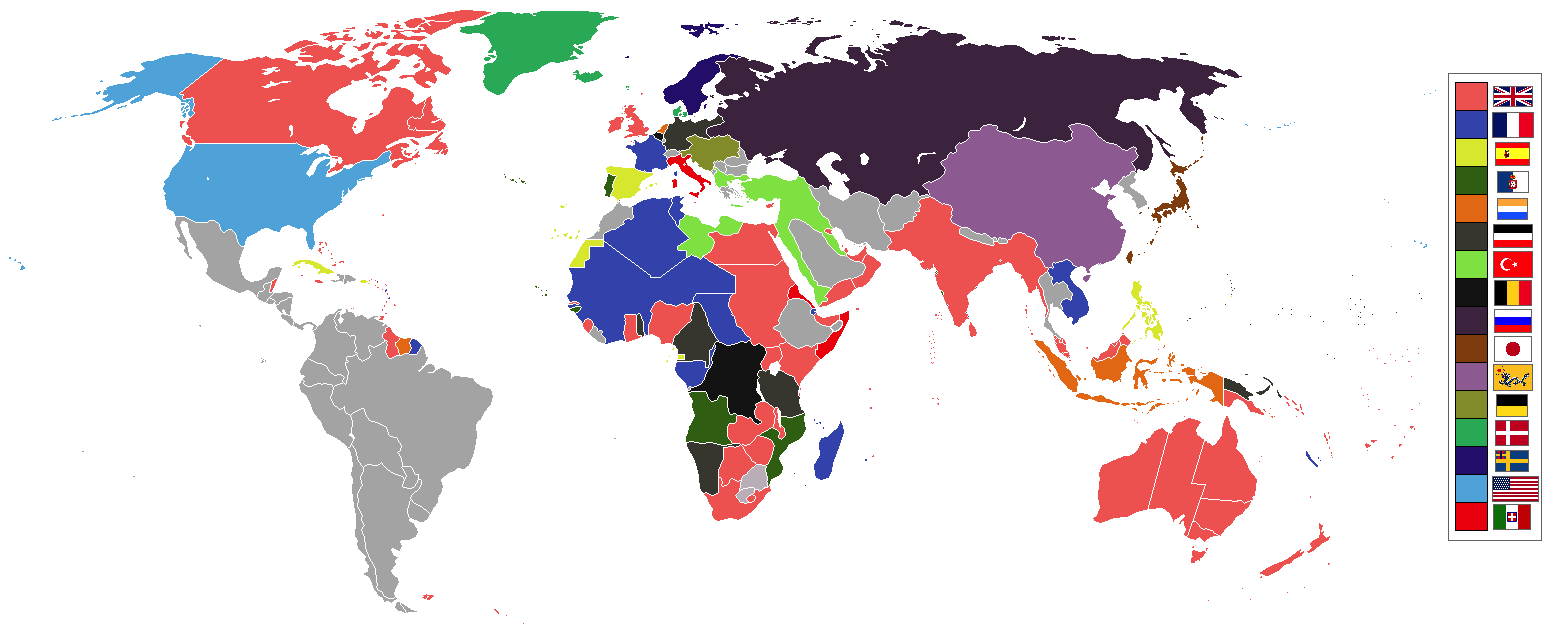
Los imperios coloniales hacia 1898.

Lenin definió al imperialismo como fase superior de desarrollo del capitalismo (1905); y John A. Hobson (1902) estudió su relación con el crecimiento demográfico y el descenso de la tasa de beneficio en los países europeos, fenómeno para el que la emigración y los imperios coloniales servía como válvula de escape para reducir tensiones sociales, cuyo estallido de otro modo hubiera sido difícilmente evitable según su estudio. La segunda mitad del siglo XIX fue sin duda la Era del Capital, no solo por eso, sino por la aparición de El Capital de Karl Marx (1867, completado póstumamente en 1885 y 1894). Las tensiones, no obstante, no dejaron de acumularse por más que las opiniones públicas de finales del siglo XIX, optimistas y despreocupadas, confiaran en el progreso indefinido (al tiempo que mostraban la proclividad de la naciente sociedad de masas a la manipulación de sus más bajas pasiones y su violencia latente -resentimiento social, lucha de clases, ultranacionalismo, antisemitismo, revanchismo, chauvinismo, jingoísmo, supremacismo blanco-). Tras el engañoso periodo de paz entre las grandes potencias que se prolongó entre 1871 y 1914 (denominado Belle Époque), la inviabilidad de la continuidad de las estructuras quedó violentamente puesta de manifiesto por el estallido de la Primera Guerra Mundial y sus trascendentales consecuencias.

### Cuestión de Oriente, levantamientos nacionalistas y Sistema Bismarck
En la segunda mitad del siglo, la Cuestión de Oriente, las unificaciones italiana y alemana y la competencia por los repartos coloniales fueron los principales motivos de conflicto internacional, que encontraron su cauce en una nueva red de alianzas y congresos conocida como sistema Bismarck.
El complejo problema internacional de los Balcanes se remontaba a la década de 1820 con la independencia griega, que se sustanció gracias al apoyo de las potencias occidentales. A partir de entonces, la delicada situación en que quedó el Imperio otomano frente a las multiétnicas poblaciones locales fomentó los expansionismos rivales ruso y austríaco. En su búsqueda del mantenimiento del statu quo (que resultaría gravemente alterado sobre todo en el caso de que Rusia consiguiera abrirse paso hasta el Mediterráneo), Inglaterra se identificó con los intereses turcos, organizando una coalición internacional en su apoyo en la guerra de Crimea (1853-1863). La situación no se estabilizó, y se repitieron periódicamente los conflictos: Guerra ruso-turca (1877-1878) y guerras de los Balcanes (1912-1913); y las mediaciones internacionales (Congreso de Berlín de 1878, que recondujo el Tratado de San Stefano, muy favorable a Rusia).
Los movimientos nacionalistas se generalizaron por toda Europa Central y Oriental, en algunos casos a partir de las organizaciones surgidas en la emigración a América, de donde surgirán sus cuadros dirigentes.
Tras de la derrota austriaca en la guerra austro-prusiana (1867), los húngaros, que previamente se habían sublevado en 1848, se encontraron en situación de exigir al Emperador el denominado Compromiso Austrohúngaro por el que se constituyó una dúplice monarquía conocida como Imperio austrohúngaro, encauzado como expresión de la tradicional visión multinacional de los Habsburgo.

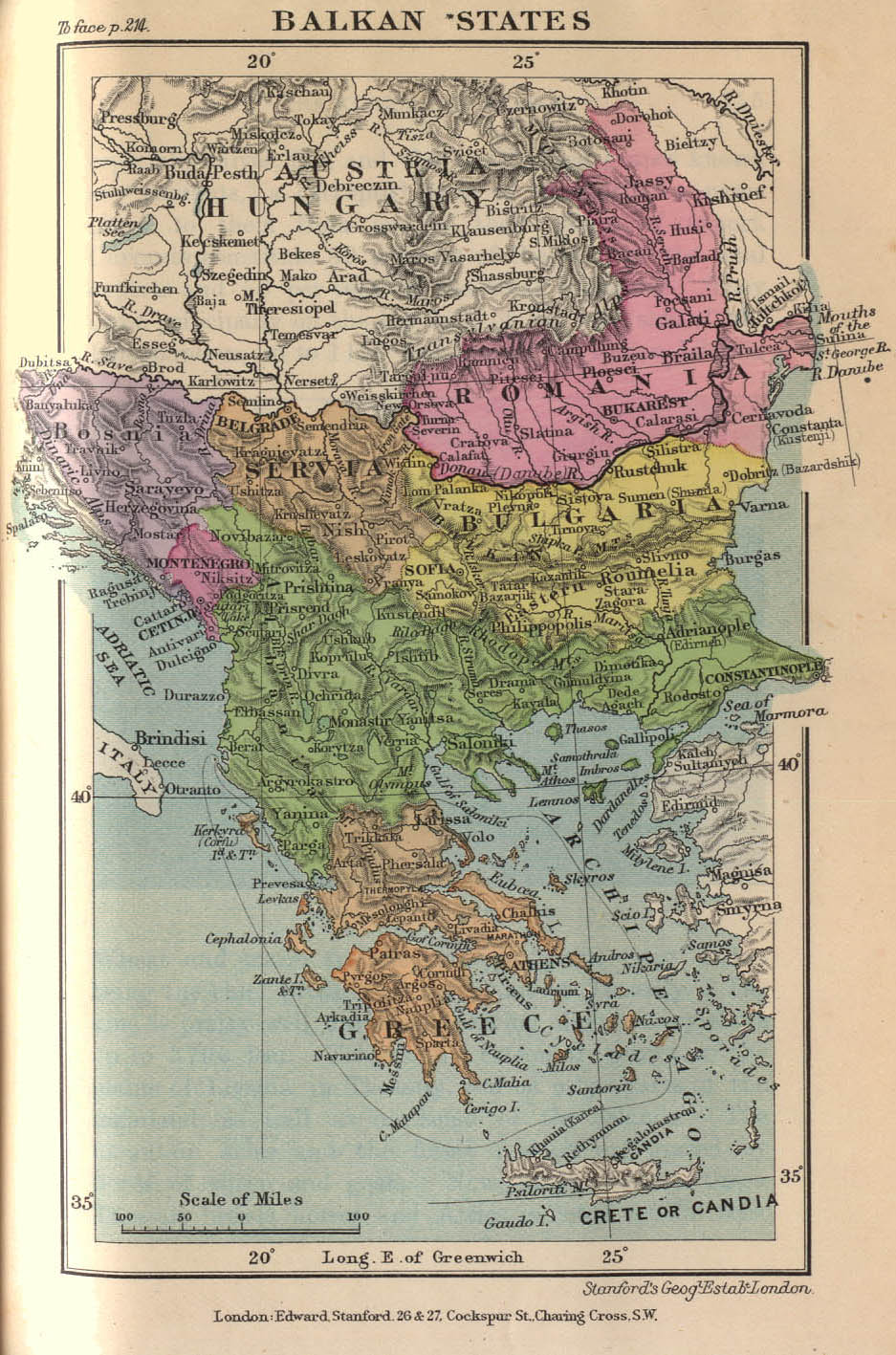
Los Balcanes en 1899. En verde los territorios aún pertenecientes al Imperio turco.
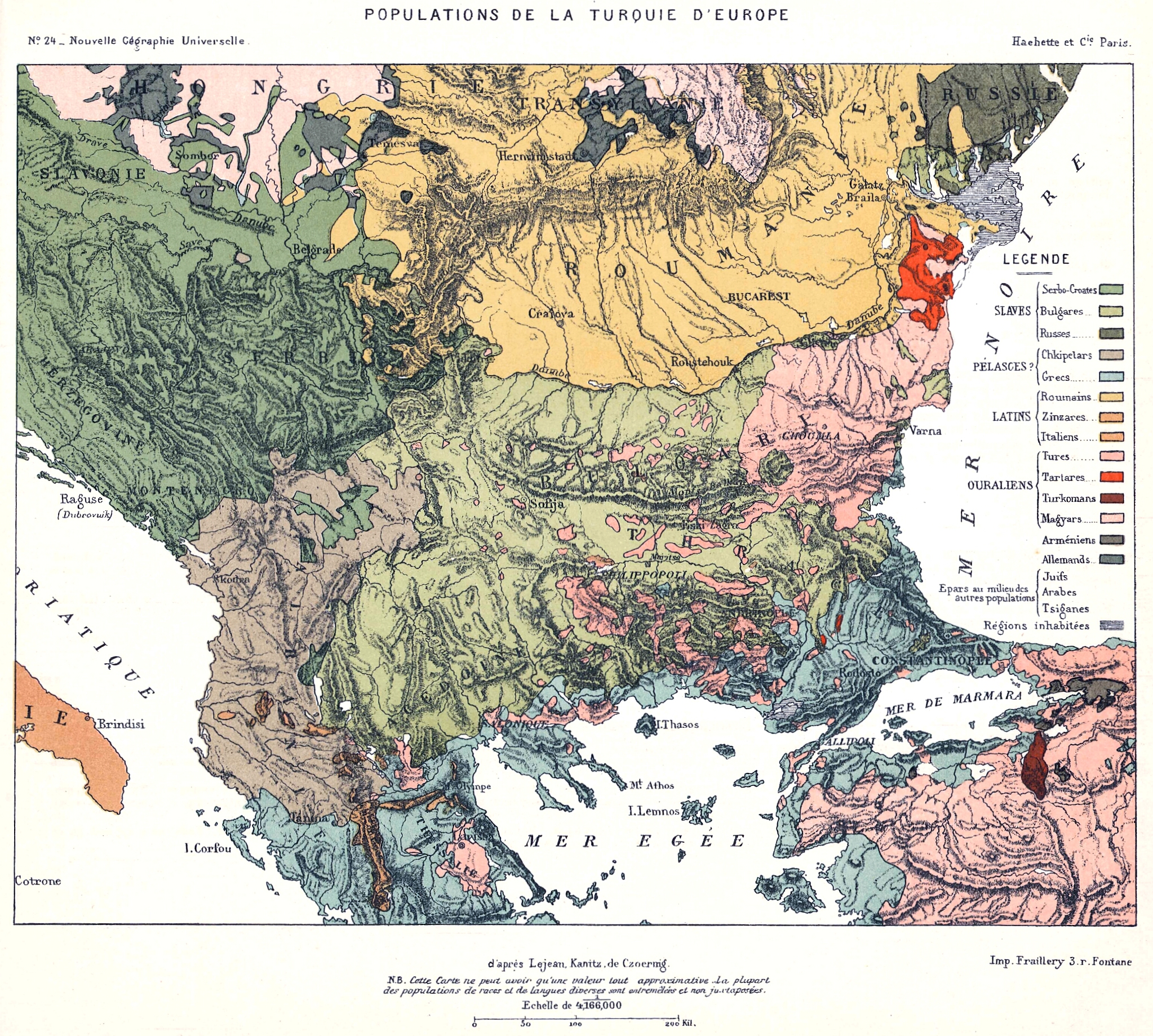
Distribución étnica del territorio europeo del Imperio turco hacia 1876.
Territorios sucesivamente incorporados al Reino de Italia. En anaranjado pálido, el Reino de Piamonte-Cerdeña, fue el núcleo a partir del cual se incorporan los territorios austriacos (en verde) de Lombardía (1859) y Véneto (1866), el Reino de Nápoles (1860, en gris), los territorios de Italia central (1860, varios colores) y por último, los Estados Pontificios en torno a Roma (1870).
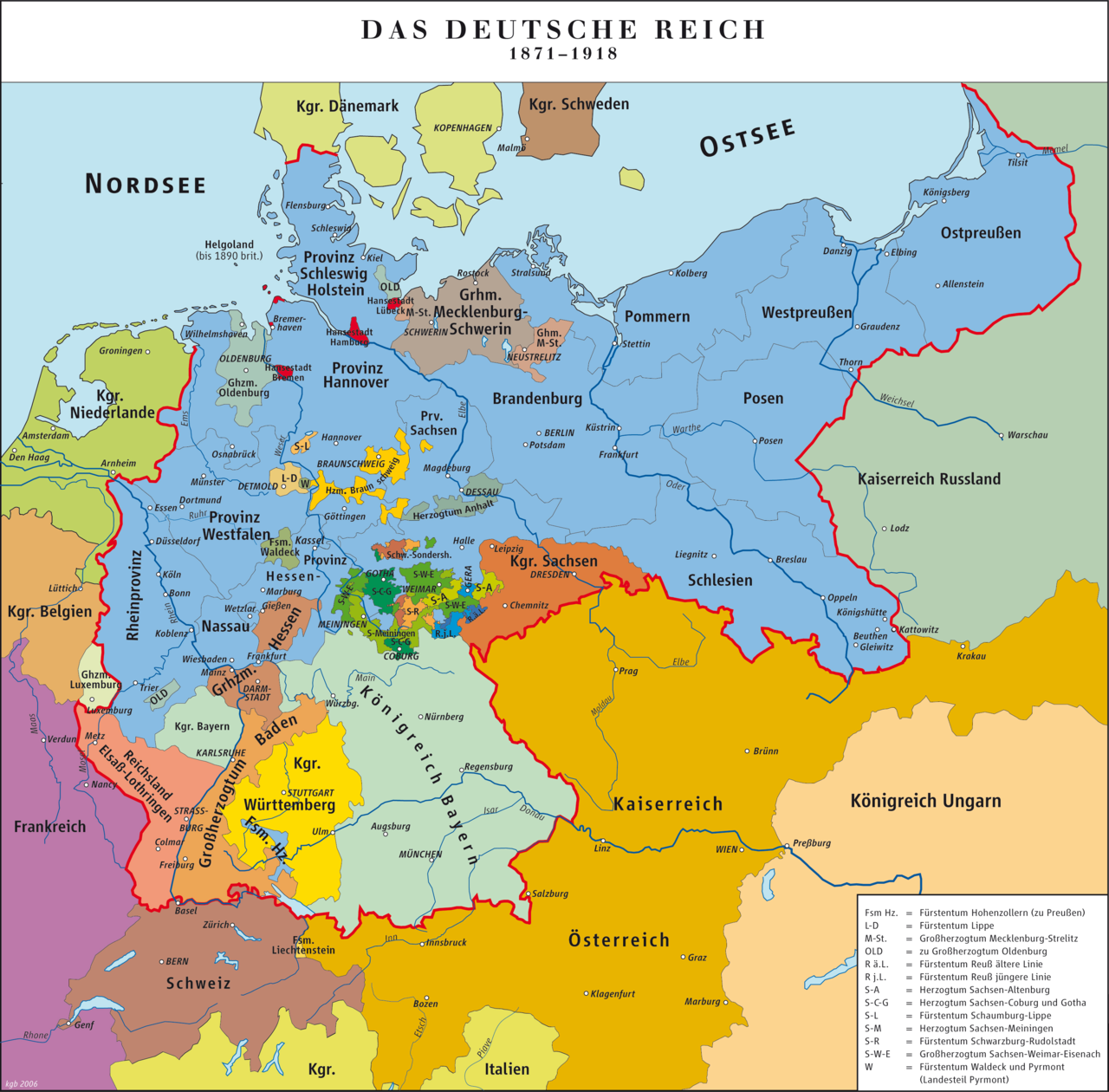
El Imperio alemán unificado de 1871. En azul, el Reino de Prusia, ya había incorporado los ducados daneses de Schleswig-Holstein (1864-66). Los distintos reinos, especialmente en el sur (Reino de Baviera) mantuvieron su personalidad. Los departamentos franceses anexionados formaron el Territorio imperial de Alsacia y Lorena.

#### Unificaciones de Alemania e Italia
Previamente, en 1864, se había iniciado una serie de guerras, cuidadosamente diseñadas desde la cancillería prusiana por Otto von Bismarck, que impuso su visión de una pequeña Alemania frente a la posibilidad alternativa: una gran Alemania que incluyera a su rival, la monarquía austriaca. La fuerte personalidad del canciller de hierro era expresión de los intereses sociales de la clase terrateniente prusiana (junkers), comprometida con el peculiar desarrollo industrializador y la unidad de mercado que se venían desarrollando desde la Zollverein (unión aduanera de 1834) y la extensión de los ferrocarriles. Con la victoria de la coalición de estados alemanes en la guerra franco-prusiana (1871) se llegó a la proclamación del Segundo Reich con el rey de Prusia Guillermo I como káiser.
En 1859 se había iniciado un diseño unificador similar para Italia desde el Reino de Piamonte-Cerdeña, en el que destacaron las iniciativas del conde de Cavour, Víctor Manuel II y el decisivo apoyo francés frente a Austria. Las románticas campañas de Giuseppe Garibaldi plantearon una dimensión popular que fue neutralizada por las élites dirigentes (la burguesía industrial y financiera del norte en la Segunda Guerra de la Independencia Italiana, 1859, y la aristocracia terrateniente del sur en la Expedición de los Mil, 1860). Para 1866, tras la Tercera Guerra de la Independencia Italiana, solo quedaba la ciudad de Roma, último reducto de los Estados Pontificios cuya continuidad quedaba garantizada por el compromiso personal de Napoleón III de Francia. La caída de este en 1870 permitió la anexión final, convirtiendo al Papa Pío IX en el prisionero del Vaticano. El papado, que había condenado al liberalismo como pecado, mantuvo esa incómoda situación (Cuestión romana) con el Reino de Italia y la Casa de Saboya (considerada la más liberal de las casas reinantes en Europa) hasta el Tratado de Letrán, negociado con la Italia fascista de Benito Mussolini en 1929.

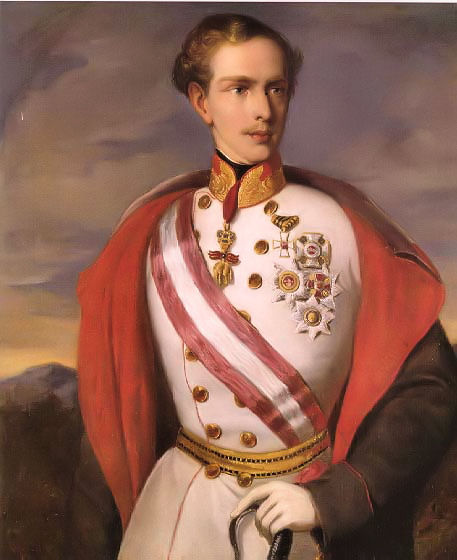
Francisco José I de Austria, heredó el imperio de los Habsburgo en el momento crítico de la revolución de 1848. Su entidad multinacional le hacía el principal obstáculo tanto para la unificación alemana como para la italiana. Logradas ambas, la vocación de la dúplice monarquía (austrohúngara) fue el control de la zona danubiana y los balcanes, frente a la descomposición del Imperio otomano y el expansionismo del ruso.
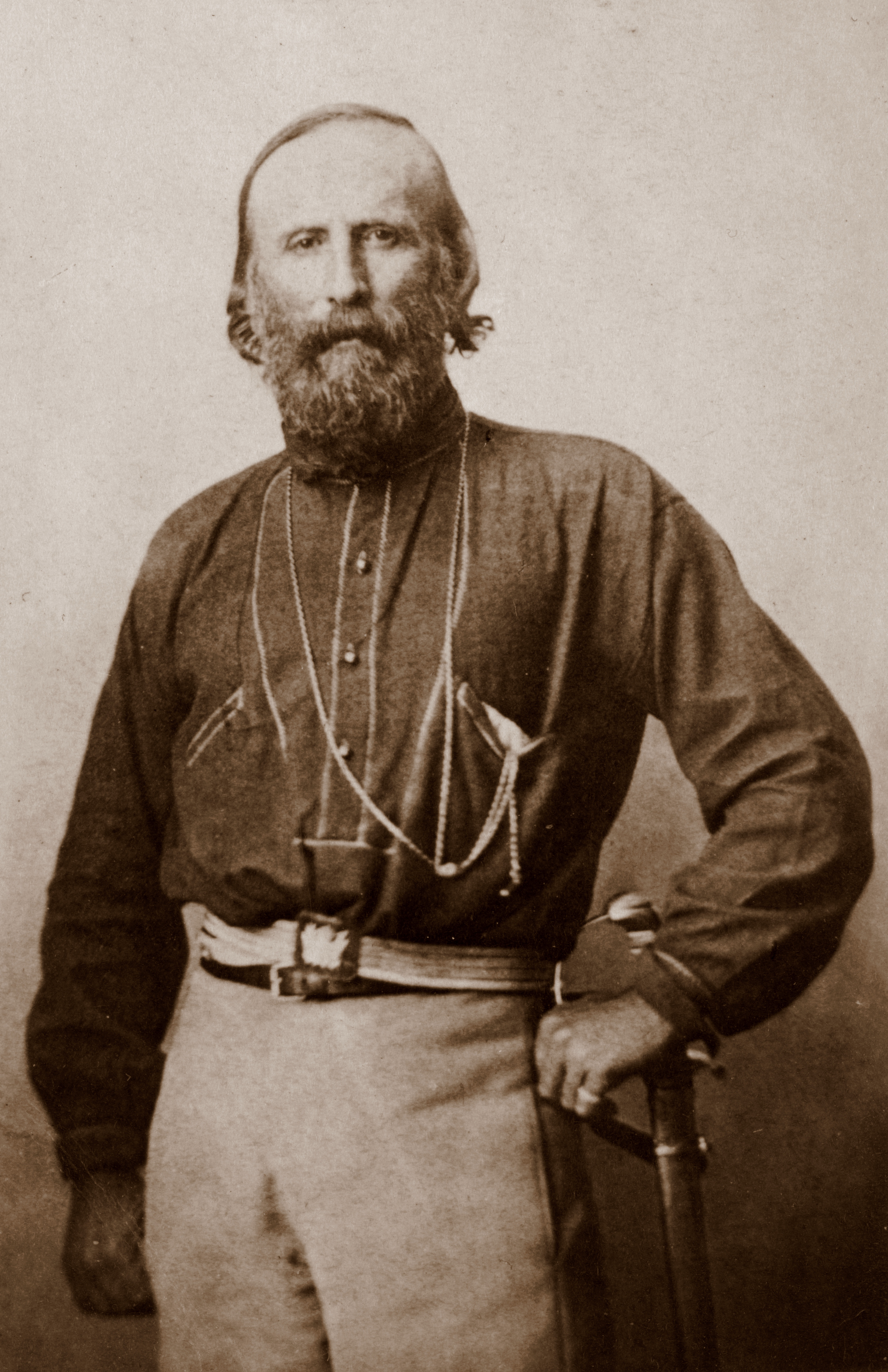
Giuseppe Garibaldi y los camisas rojas simbolizaron el sentimiento popular que llevó a la unificación italiana o risorgimento, aunque su tendencia política radical fue reconducida en beneficio de la burguesía industrial del norte y la monarquía de los Saboya.
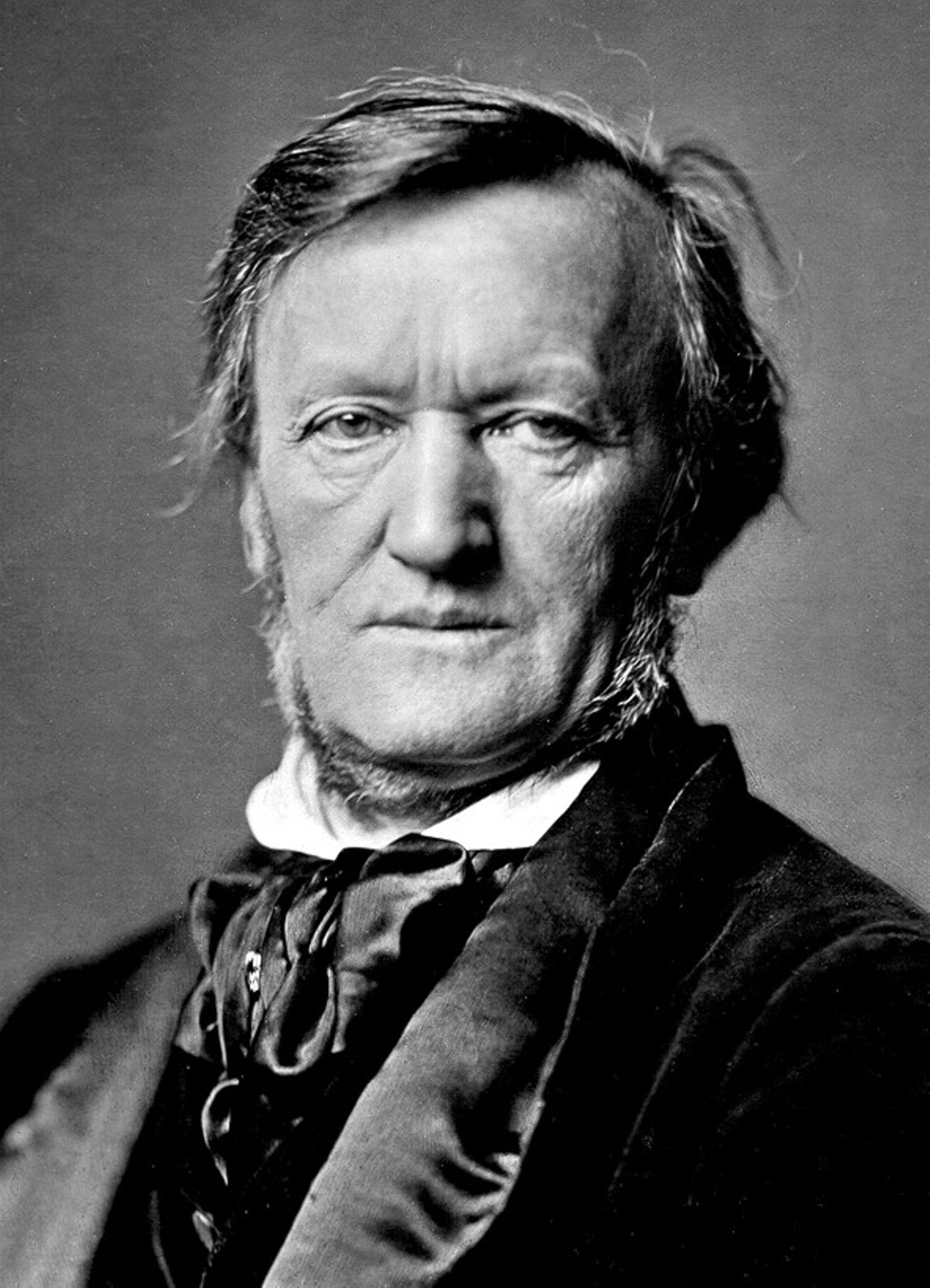
Richard Wagner representa estilísticamente el paso del romanticismo al nacionalismo musical, y un proceso ideológico y vital similar. Su tetralogía de óperas El anillo del nibelungo (1848-1878) recrea la mitología nórdica en beneficio de la construcción de la identidad nacional alemana. El mecenazgo del excéntrico rey Luis II de Baviera construyó para gloria suya el Teatro de la Ópera de Bayreuth. Todas las ciudades importantes del mundo civilizado construyeron edificios más o menos costosos, incluso en sitios tan alejados de Europa como Manaus o Iquitos (durante la fiebre del caucho, como se reflejó en la película Fitzcarraldo).
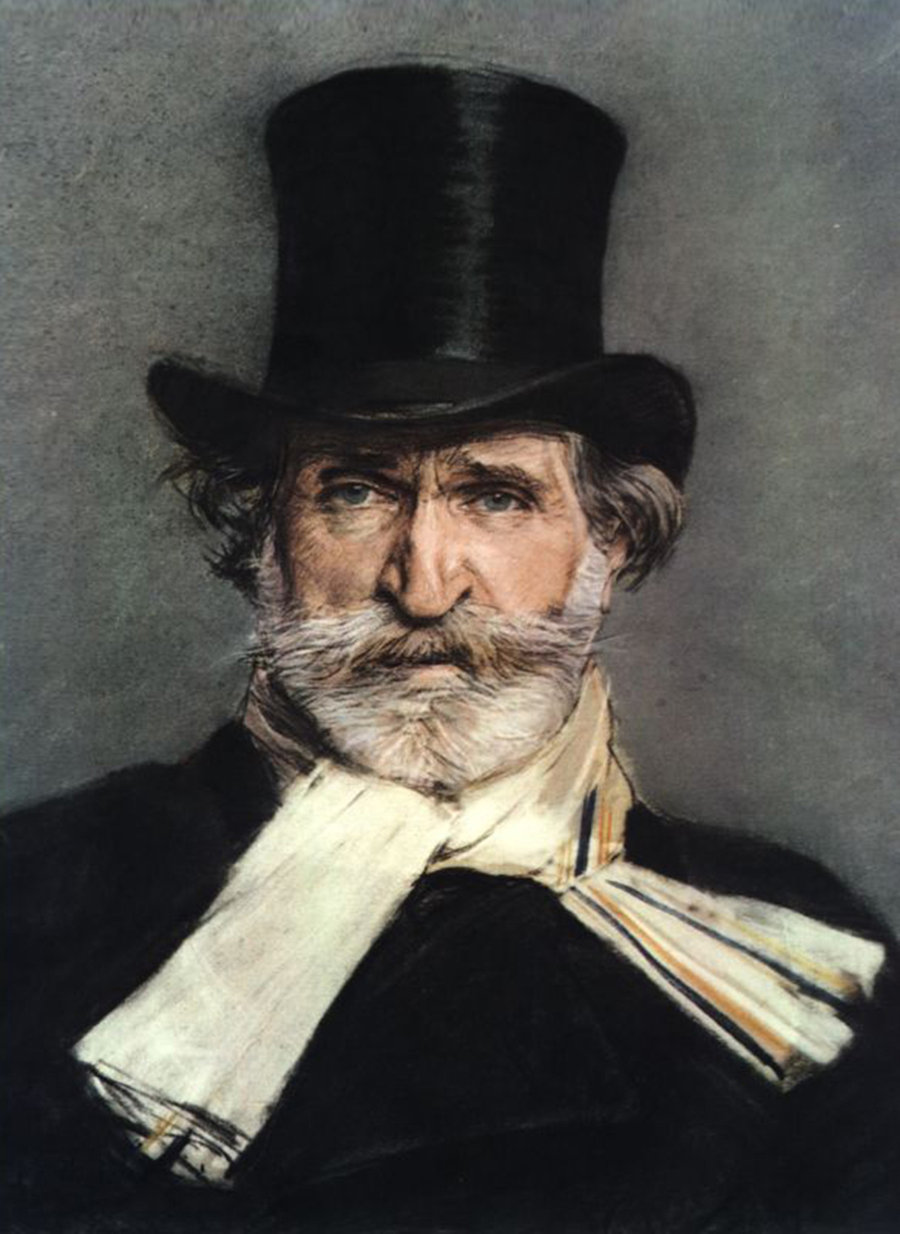
Giuseppe Verdi cumplió un papel semejante en Italia. Alguna pieza de sus óperas como el Coro de los esclavos (Va, pensiero de Nabucco, 1842) se extendió popularmente como himno revolucionario. De hecho, vitorear su propio nombre (¡Viva V.E.R.D.I.!) se utilizaba clandestinamente como acrónimo de Vittorio Emmanuele Rege di Italia.

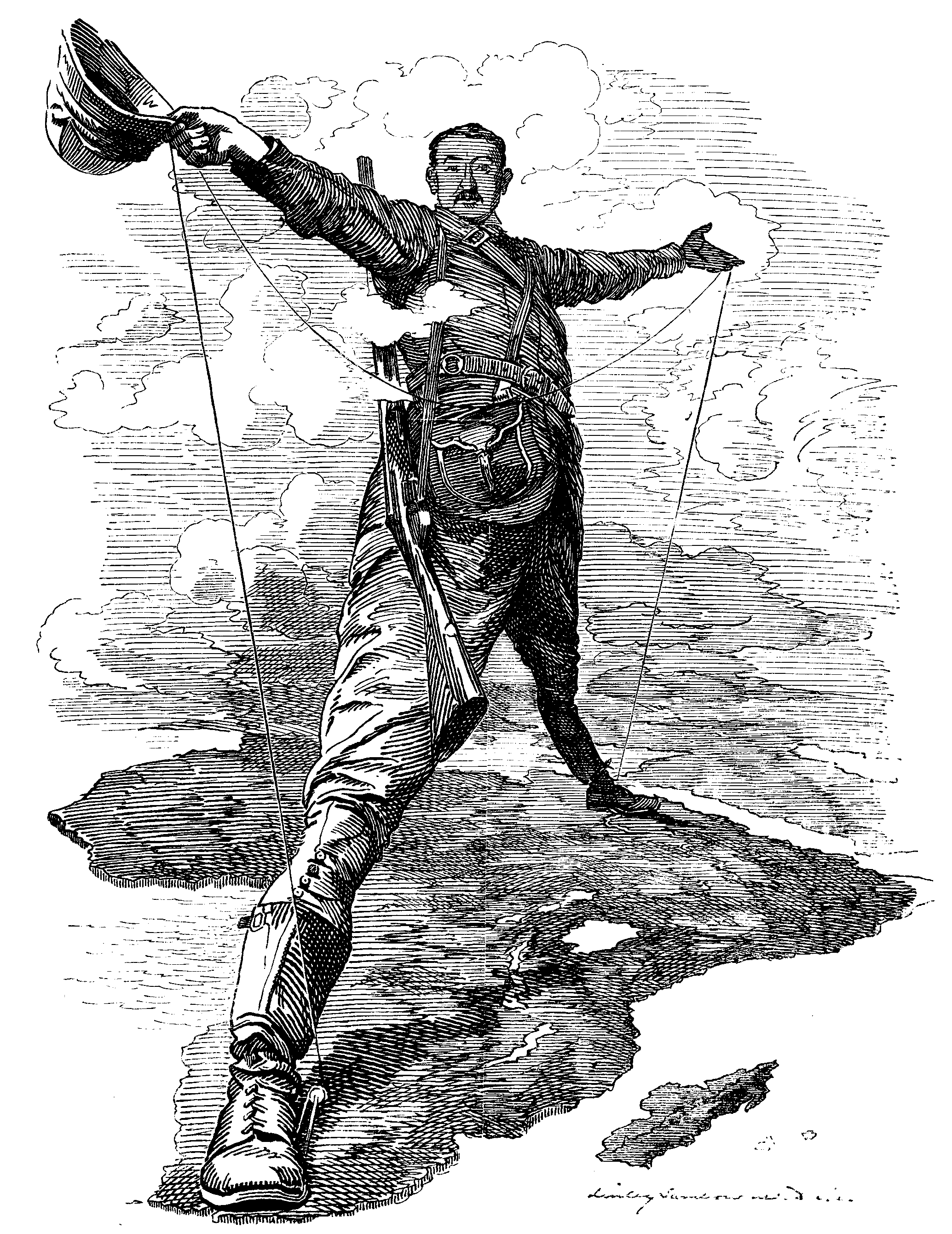
Caricatura de Cecil Rhodes, uno de los principales colonialistas británicos, como moderno coloso de Rodas, que al tiempo que asienta firmemente sus botas sobre África, ejerce de portador de la civilización en forma de hilo telegráfico y ferrocarril entre El Cabo y El Cairo, el sueño del «imperio continuo» (1892).

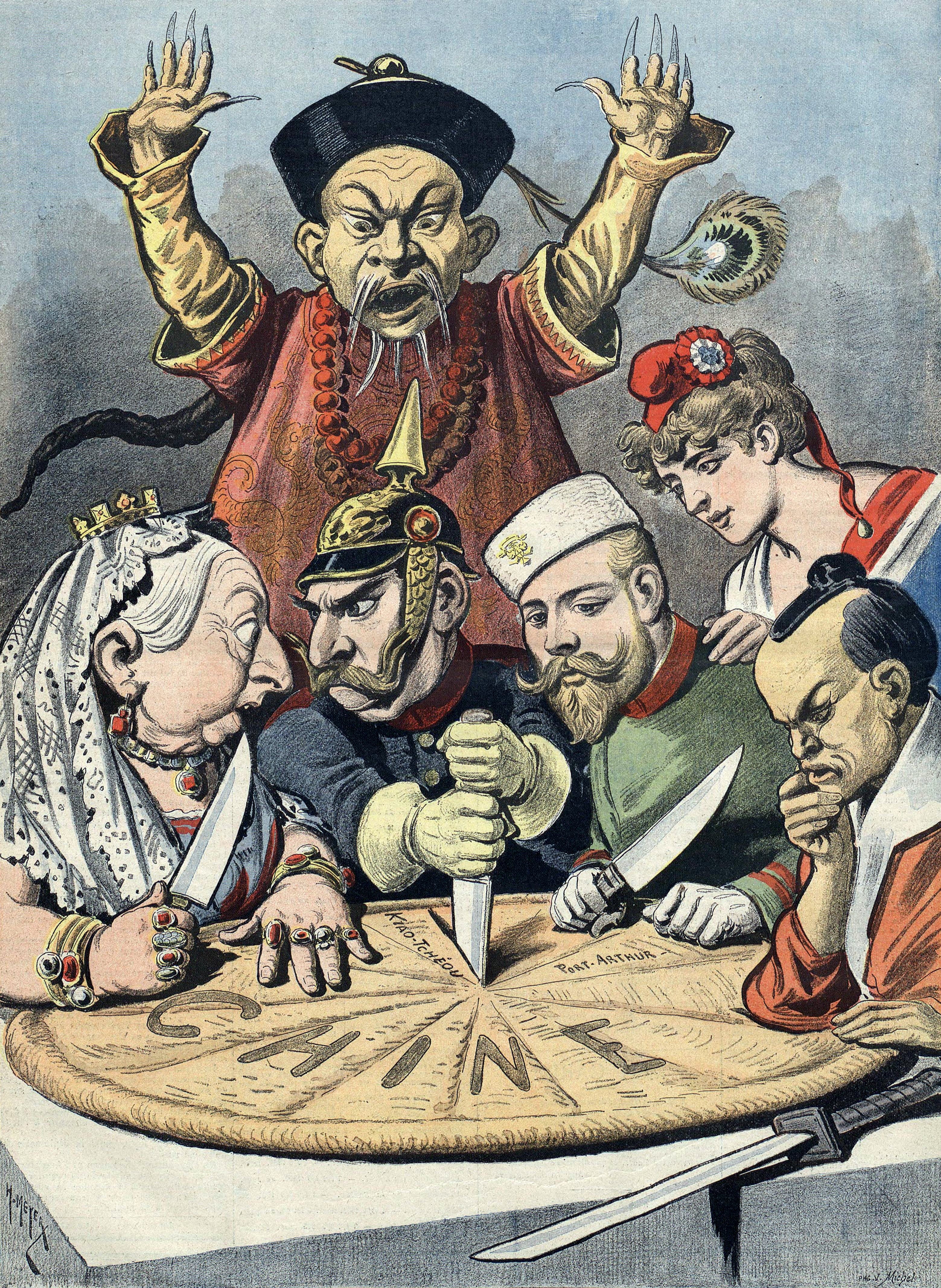
En una caricatura de finales del, la tarta de China empieza a repartirse entre la Reina Victoria de Gran Bretaña, el Káiser Guillermo II de Alemania, el Zar Nicolás II de Rusia, Marianne (personificación de Francia) y un samurái japonés.

### El reparto colonial
La Revolución industrial permitió a las naciones europeas un salto gigante en el arte de la guerra. El antiguo barco a vela fue superado por las naves impulsadas por carbón primero, y por petróleo después. A comienzos del siglo XIX los barcos a vapor eran una curiosidad; apenas medio siglo después se botaba al mar el primer acorazado (1856). El barco de hierro e impulsado por carbón se transformó en símbolo del Nuevo Imperialismo, hasta el punto que la política europea de imponerse por la vía directa del ultimátum militar pasó a ser motejada como diplomacia de cañonero. Los progresos de la guerra en tierra no fueron menores (ametralladora, pólvora sin humo, fusil de retrocarga). El sistema de reclutamiento del Antiguo Régimen fue sustituido por el servicio militar obligatorio, inspirado por el más puro sentido democrático de que todos los habitantes de la República deben contribuir a su defensa, lo que permitió a las naciones europeas poner en pie de guerra a ejércitos de literalmente millones de hombres, por primera vez.
El sistema internacional impulsaba a la creación de imperios. En los siglos XVI y XVII, a diferencia de la colonización de América, y la presencia en África y el Pacífico (limitada a bases costeras), la intervención europea en el continente asiático se había visto obstaculizada por grandes potencias que les impedían el paso (Imperio otomano, Gran Mogol de la India, Imperio chino e Imperio del Japón). En el siglo XVIII, varios de ellos manifestaban una franca declinación, y las potencias europeas más audaces se aprovecharon para obtener ventaja de ello. La penetración paulatina en la India sustituyó a los poderes locales con gobernantes de facto, manteniendo el Raj Mogol una autoridad puramente nominal, hasta su derrocamiento definitivo en 1857.
A estos vacíos geoestratégicos que las potencias coloniales se apresuraban a llenar fuera de Europa, se correspondía en el continente la gestión de un delicado equilibrio de poderes (Nuevo Imperialismo), que después del Congreso de Viena procuraba evitar la posibilidad de reconstruir la hegemonía de ninguna potencia con capacidad de abatir a todas sus rivales. Los nuevos territorios de ultramar significaban el acceso a nuevas fuentes de materias primas demandadas por el proceso industrializador.
Beneficiados por los resultados de la guerra de los Siete Años (1756-1763), que expulsó a Francia de la India y Canadá (guerra franco-india y guerras carnáticas), los británicos pudieron mantener la delantera en la carrera por un imperio mundial. A finales del siglo XIX, el Imperio británico se extendía por aproximadamente una cuarta parte de todas las tierras emergidas, incluyendo numerosas zonas de África (Kenia, Nigeria, Ghana, Egipto, Sudáfrica, Rodesia, etc.), la India, Australia, Nueva Zelanda, Canadá, Jamaica, Singapur y una fuerte influencia en China. Francia le había seguido de cerca; tras la colonización de Argelia (1830) comenzó la de Indochina y la consolidación de sus colonias ya adquiridas (Marruecos francés, Madagascar, África Occidental Francesa, África Ecuatorial Francesa, etc.). Los Países Bajos asentaron su dominio sobre Indonesia, el Caribe y Surinam después de su pérdida de influencia en África. España perdió gran parte de su imperio, conservando solo Cuba, Puerto Rico, Guam y las Filipinas (perdidas ante los Estados Unidos en la guerra hispano-americana, 1898), y solo consiguió acceder a una pequeña porción del reparto de África (Guinea Ecuatorial, el Sahara español y el Marruecos español). Portugal logró adquirir Angola y Mozambique, y retener la Guinea portuguesa, Macao y Timor después de la pérdida de sus colonias en Sudamérica. Italia y Alemania, unificadas tardíamente, no alcanzaron a generar grandes imperios coloniales, debiendo conformarse con el dominio de algunas islas en la Polinesia y algunos territorios africanos (Libia y Somalia los italianos; Camerún y Tanganika los alemanes).
África era un continente casi inexplorado por las potencias europeas, y la labor de colonización fue precedida por acuciosas empresas de exploración; a finales del siglo XIX solo subsistían Liberia, Orange, Transvaal y Abisinia como naciones independientes, cada una por razones diversas. El gran beneficiado del reparto africano fue Leopoldo II de Bélgica, que basándose en una reputación filantrópica (que en la práctica suponía las más atroces técnicas de explotación) consiguió hacerse con un imperio de grandes dimensiones en el Congo que legó al pueblo belga. Francia e Inglaterra compitieron por un imperio continuo (de costa a costa) por el que chocaron en el incidente de Fachoda (Sudán, 1898), correspondiendo a los británicos la posibilidad de construirlo tras la derrota alemana en la Primera Guerra Mundial, teniendo éxito después de superar los intentos de los nativos de pararlo en el sur de África (guerra anglo-zulú y guerras de los Bóeres).
En India hubo un masivo levantamiento popular contra la presencia británica (Rebelión de la India o Rebelión de los cipayos en 1857), que llevó a la disolución de la Compañía de las Indias Orientales y a su anexión directa a la Corona como Raj o Imperio de la India. Los intentos de penetración en Afganistán, en medio del gran juego contra los rusos por el dominio territorial de lo que se definió como área pivote de Eurasia no fueron efectivos, haciendo de Afganistán un estado tapón. Siam (actual Tailandia) también logró retener su independencia siendo un estado colchón entre el Reino Unido y Francia en el Sudeste asiático. La expansión de Birmania descencadenó las Guerras anglo-birmanas, cuyo resultado fue su anexión por parte del Imperio británico bajo el nombre de Birmania británica. En China las Guerras del Opio significó la sumisión colonial efectiva del Celeste Imperio, debilitado internamente (en buena medida, por el propio consumo del opio cuyo intento de prohibición causó la guerra, en nombre del libre comercio) así como también la pérdida territorial (Hong Kong en la primera guerra del Opio y Kowloon en la segunda guerra del Opio). En 1853 una escuadra estadounidense comandada por el comodoro Matthew Perry llegó hasta la bahía de Yedo y arrancó al Shogunato Tokugawa un tratado por el cual los japoneses se vieron forzados a abrirse al comercio internacional (Tratado de Kanagawa, 1854) que desencadenó la guerra Boshin y la posterior Restauración Meiji. En su caso, en vez de condenarles al colonialismo, significó un revulsivo nacionalista que condujo a la Era Meiji y la modernización.
Hacia finales del siglo XIX, el mundo entero era regido desde Europa o Estados Unidos. En 1885, la Conferencia de Berlín repartía el mundo entre las potencias europeas sin que los repartidos tuvieran voz ni voto.
El racismo era una postura intelectual ampliamente defendida. Se llegó a afirmar que la conquista del mundo habitado era la «sagrada misión del hombre blanco», de llevar la civilización a los salvajes. Para el europeo del siglo XIX era natural pensar que las demás razas, eran por naturaleza inferiores (supremacía blanca). Irónicamente, el darwinismo vino a proporcionar nuevos argumentos para esta postura, ya que algunos consideraron muy seriamente que el hombre blanco era la cumbre de la evolución humana. El epítome de esta ideología fue la creencia en la superioridad intrínseca de la «raza nórdica», que terminará teniendo crudas consecuencias en el siglo siguiente.

### Positivismo y «eterno progreso»

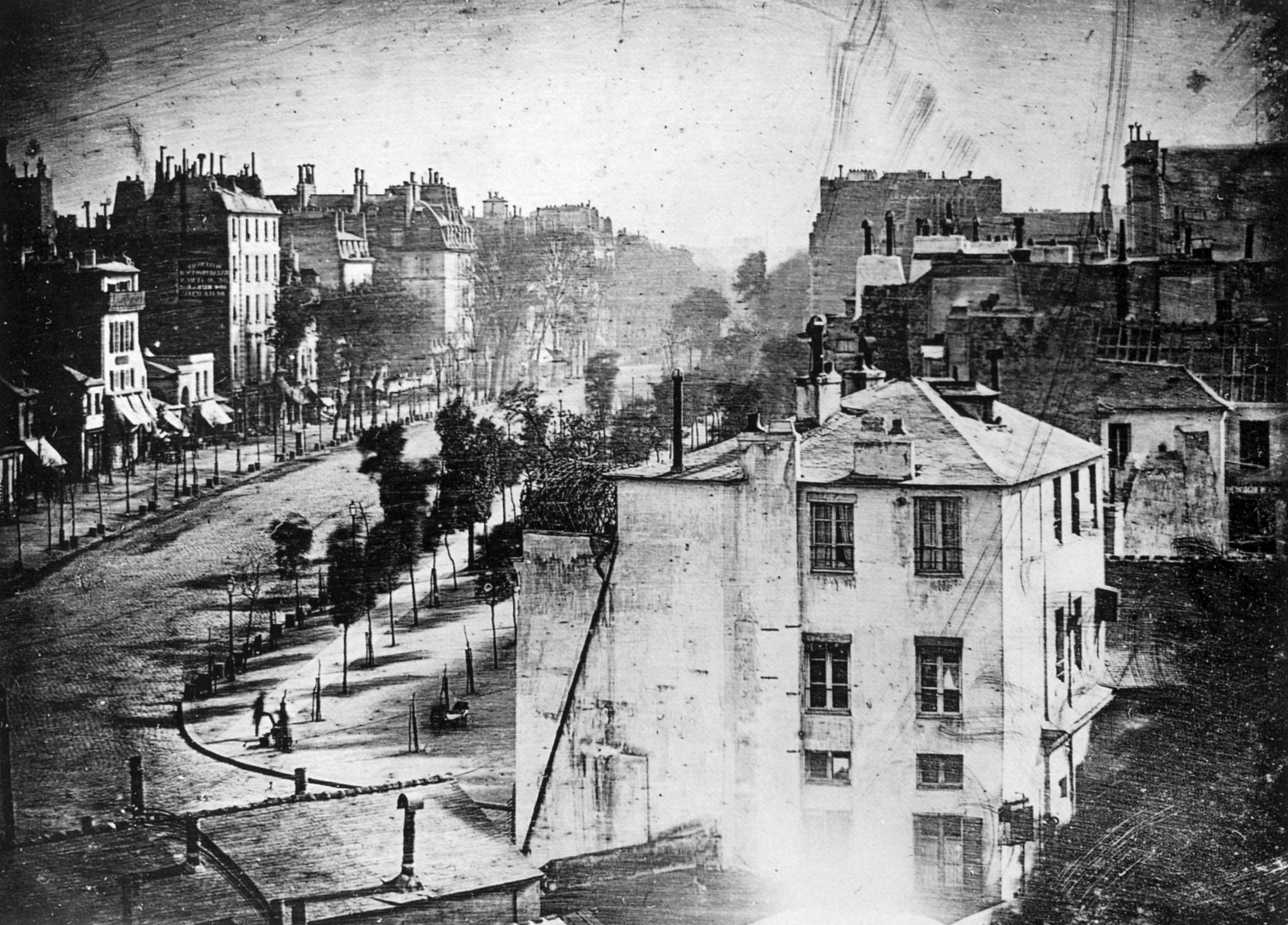
Uno de los primeros daguerrotipos (1839).

Charles Darwin caricaturizado como un mono (1871), en una de las muchas burlas a su teoría de la evolución.

Desde mediados del siglo XIX, la vida intelectual basculó nuevamente, desde la postura idealista propia del romanticismo, a una objetivista y vinculada al desarrollo científico. El éxito de las potencias imperialistas europeas al extenderse sobre el planeta llevó a la convicción de que la cultura europea era el epítome de la civilización. La ciencia y la tecnología estaban alcanzando un nivel de desarrollo y retroalimentación que posteriormente se ha definido como la interdependencia de ciencia, tecnología y sociedad. Se depositaba una inmensa fe en la ciencia. Se pensaba que el progreso de la humanidad era imparable, y que con tiempo, la ciencia resolvería todos los problemas económicos y sociales. A este dogma filosófico se le llamó positivismo (Auguste Comte, Curso de filosofía positiva, 1830-1842).
La confianza en el paradigma newtoniano se veía respondida con el descubrimiento del planeta Neptuno (1846) o la elegancia predictiva de la tabla periódica de los elementos (Dmitri Mendeléyev, 1869). Si la termodinámica debía más a la máquina de vapor que al revés, ya no se podía decir lo mismo para el convertidor Bessemer, la fotografía, el motor de explosión o las diversas aplicaciones de la electricidad. Si la vacuna de la viruela fue la afortunada aplicación de una antigua tradición rural, las vacunas de Louis Pasteur (carbunco, 1881, rabia, 1885) eran fruto de una microbiología consciente. Georges Cuvier, James Clerk Maxwell o Lord Kelvin, como muchos otros grandes científicos, fueron tan admirados públicamente como lo habían sido los artistas del Renacimiento. El testamento de Alfred Nobel (1896), fruto confesado de su mala conciencia por una vida dedicada a los explosivos (inventó la dinamita) respondió de un modo preciso a ese espíritu con la institución de los Premios Nobel, que aún siguen siendo el referente mundial de la excelencia científica.
En 1859, después de más de dos décadas de reflexión que solo se atrevió a interrumpir ante el estímulo de ser adelantado por Alfred Russel Wallace, Charles Darwin publicó El origen de las especies. Aunque las ideas evolucionistas ya estaban presentes en el debate científico (Linneo, Buffon, Lamarck), la idea de selección natural como mecanismo fue la clave de su potencia explicativa. La polémica que generó aún no ha dejado de producir consecuencias (nada tiene sentido en biología si no es a la luz de la evolución). El llamado darwinismo social, que utilizaba una lectura sesgada del evolucionismo, veía en conceptos tales como la lucha por la vida y la supervivencia del más fuerte la justificación de prejuicios disfrazados de teorías científico-sociales (Herbert Spencer).
Las primeras novelas de Julio Verne, utilizando el trasfondo del relato de aventuras, son una glorificación de la ciencia y la técnica (Viaje al centro de la Tierra, Veinte mil leguas de viaje submarino, De la Tierra a la Luna, La vuelta al mundo en ochenta días). El Verne más tardío escribió relatos mucho más sombríos, poniendo énfasis en los peligros de la ciencia incontrolada (Los quinientos millones de la Begún, La misión Barsac), al tiempo que su contemporáneo Herbert George Wells hacía algo similar (La guerra de los mundos, El hombre invisible, La isla del Doctor Moureau o La máquina del tiempo). También en el reverso del optimismo, el realismo literario y sobre todo el naturalismo reaccionaron contra los excesos sentimentales del romanticismo tardío construyendo una literatura pretendidamente científica y objetiva, que estudiaba los problemas sociales de la época (Émile Zola y su denuncia de las injusticias de la industrialización: Naná, Germinal, etc.).

### El asentamiento de la revolución liberal

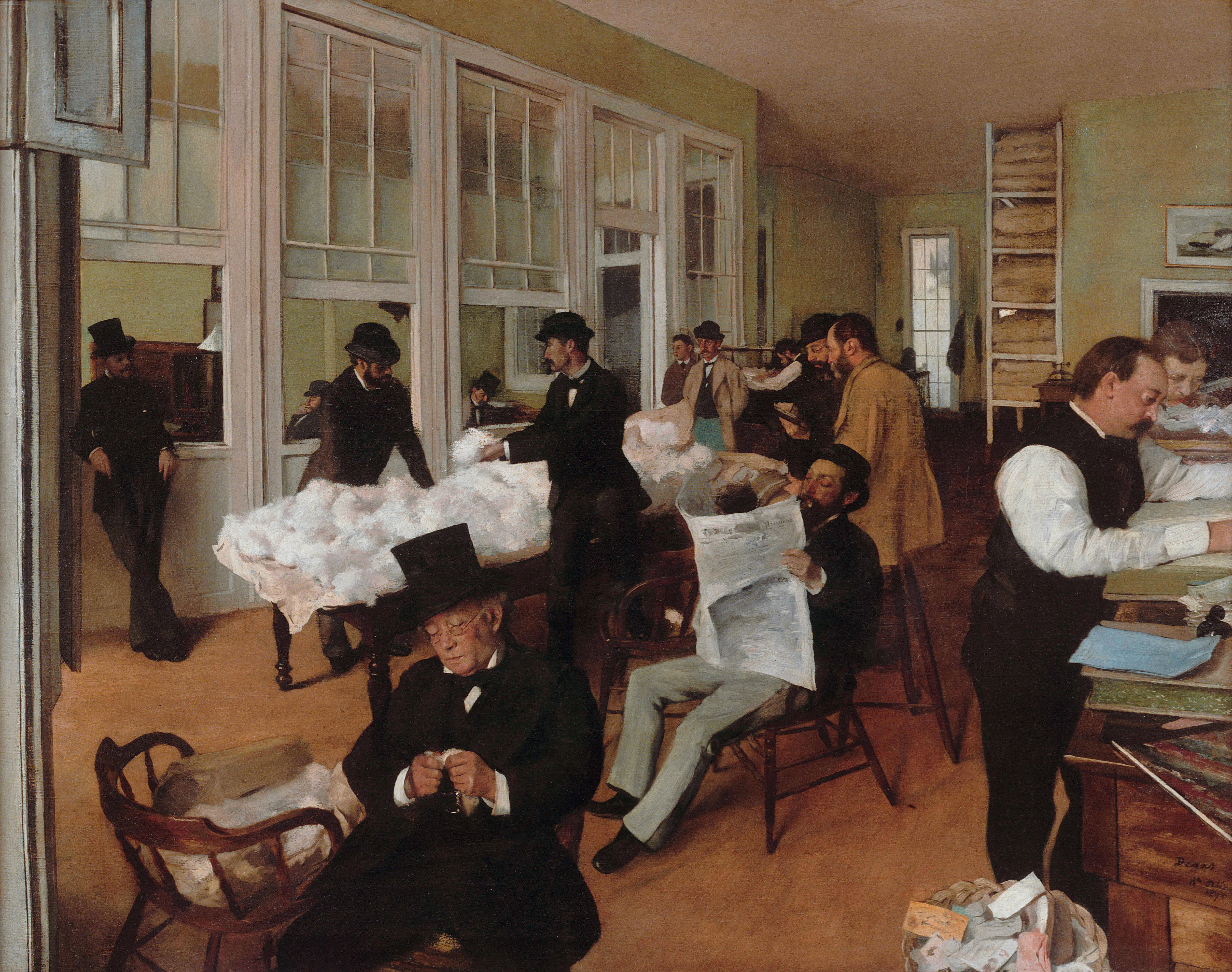
La oficina del algodón en Nueva Orleans, Edgar Degas, 1873. Ante una muestra de una de las materias primas clave de la Revolución industrial, comerciantes ataviados con las levitas, chisteras o bombines propios de la moda burgesa de mediados del (pocas generaciones antes, solo las clases bajas, los sans-culottes de la Revolución francesa, vestirían pantalones, se dejarían barba y no llevarían peluca). Examinan el género, consultan informaciones en prensa y dialogan para establecer transacciones y fijar los precios según la oferta y la demanda del mercado libre.

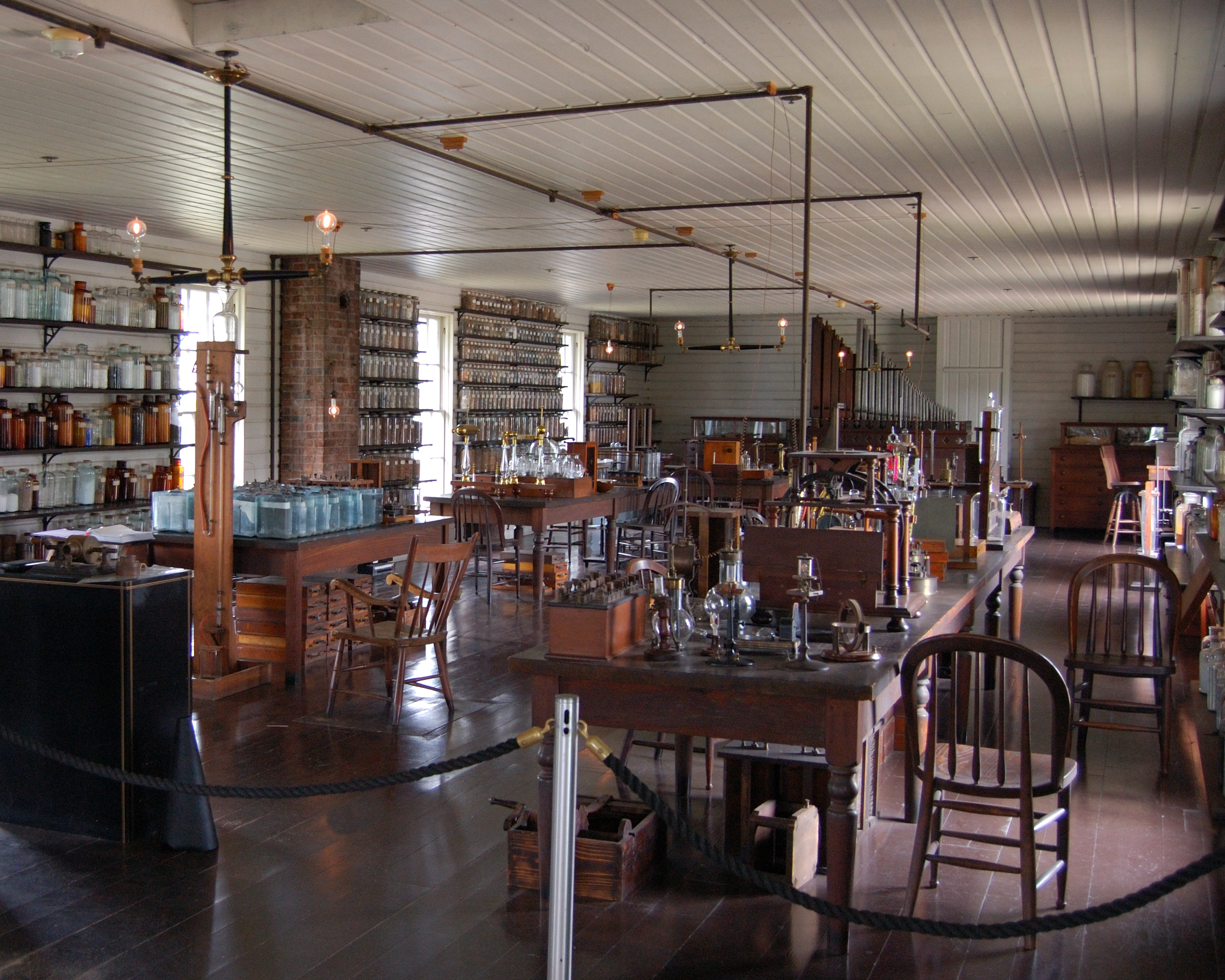
Laboratorio de Menlo Park, organizado por Thomas Alva Edison con un criterio tanto científico-tecnológico como capitalista.

#### Capitalismo industrial y financiero. Segunda revolución industrial
La política de librecambismo reemplazó, al menos en parte, al proteccionismo de la época mercantilista, aunque los intercambios del comercio internacional estaban sobre todo presididos por el llamado pacto colonial que reservaba las colonias como mercado cautivo de sus respectivas metrópolis. Aun así, las barreras para el comercio y la inversión a escala planetaria eran sustancialmente menores que en cualquier época anterior. Los empresarios exitosos ya no estaban limitados por el mercado nacional a la hora de invertir y buscar ganancias.
La industrialización y el desarrollo de nuevas técnicas entró en el último tercio del siglo XIX en una segunda fase de la revolución industrial que abrió nuevos mercados para recursos que hasta entonces carecían de toda utilidad, como el petróleo y el caucho. En determinados casos, la extraordinaria demanda generó verdaderas fiebres (fiebre del salitre en el norte de Chile, tras la guerra del Pacífico, fiebre del caucho en la Amazonia brasileña y peruana). El mundo entero se convirtió así en un enorme y vasto mercado global, creándose así por primera vez una red de comercio internacional de escala literalmente mundial, no solo por su alcance geográfico, sino también por la interconexión entre los distintos productos que se comerciaban a lo largo y ancho del planeta, sirviendo unos como materias primas a otros y alargando las cadenas de producción, haciéndolas más intrincadas e interdependientes.
Las figuras jurídicas de las empresas se sofisticaron, permitiéndose la disolución de la responsabilidad individual del empresario en responsabilidad limitada a su aportación de capital (en el Reino Unido desde 1855, en Francia desde 1863), permitiendo la acumulación de numerosos capitales privados en sociedades anónimas que se constituyeron en grandes corporaciones industriales, mercantiles, ferroviarias, navieras, financieras, etc. que superaban la capacidad de cualquier fortuna familiar, incluso las fabulosas acumuladas por los Baring, los Grosvenor, los Rotschild, los Pereire, los Vanderbilt, etc. La concentración de empresas adquirió formas sofisticadas (cártel, trust, holding) que alejaba cada vez más la propiedad de la gestión (confiada a ejecutivos responsables ante los miembros de los consejos de administración) y de la producción directa.
Las potencias industriales de Europa Occidental empezaron a experimentar la competencia de un espacio de industrialización más tardía, pero mucho más acelerada: Alemania (unificada económicamente desde el Zollverein de 1834 y políticamente desde 1870). Un comportamiento similar tuvieron Japón (desde la restauración Meiji, 1866) y los Estados Unidos (desde la victoria del norte en la guerra civil estadounidense, 1865). Europa Meridional y Oriental tuvieron una industrialización más lenta y localizada en focos aislados (Lombardía en Italia, País Vasco y Cataluña en España, Bohemia en el Imperio austrohúngaro y varios núcleos en la inmensa Rusia).
La ideología individualista y los límites al poder político configuraron a los Estados Unidos, en continua expansión territorial y demográfica, como el lugar más idóneo para el desarrollo del capitalismo industrial y financiero, a pesar de su mayor recelo a la constitución de las figuras jurídicas desarrolladas en Europa. A pesar de ello, las grandes fortunas surgidas en la industria petrolífera y el acero (David Rockefeller y Andrew Carnegie) lograron constituir verdaderos monopolios. Otros poderosos grupos empresariales surgieron en el sector terciario: el imperio periodístico de William Randolph Hearst o los primeros estudios de cine (siendo los más destacados los ubicados en Hollywood). La necesidad de innovación científico tecnológica demandaba la superación de los inventos como una inspiración o genialidad individualista: Thomas Alva Edison fue pionero en la idea de reunir a un grupo de científicos, ingenieros y trabajadores especializados en un verdadero taller de invenciones en el que importaba el proyecto de investigación común, no la figura del inventor. El temor a que los monopolios destruyeran el ideal de libre empresa (empresarios privados de iniciativa individual en el marco de un mercado libre) era ampliamente compartido. La idea de concentración de poder económico era tan amenazadora como la de concentración de poder político, y el monopolio se asociaba a la tiranía. Se dictaron leyes antimonopolios, e incluso Rockefeller fue llevado a juicio. Su firma, la Standard Oil Company (Esso), fue condenada a disgregarse en 1911. Sin embargo, estas acciones no impidieron que en el paso de los siglos XIX al XX se concentrara el capital en manos de un selecto club de multimillonarios, y que se crearan las modernas transnacionales.
La mano de obra de los sectores punteros ya no podía ser el indiferenciado proletariado desprovisto de cualificación profesional de los sectores maduros (que siguieron siendo mayoritarios hasta mucho más adelante). Henry Ford tenía que pagar a los obreros de su cadena de montaje unos salarios muy superiores a los del resto de la industria; argumentaba que era la mejor manera de convertirlos en clientes que pudieran comprar un automóvil, el bien de consumo típico de la segunda revolución industrial (el prototipo de Benz apareció en 1886 y el Ford T comenzó a producirse en 1908 -hasta 1927, más de 15 millones de unidades-).
La aplicación de la electricidad a todos los aspectos de la vida cotidiana, desde el teléfono a la iluminación, cambió incluso la forma y tamaño de las ciudades. Dos nuevas formas de desplazamiento: el ascensor en vertical y el tranvía eléctrico en horizontal (ambas debidas en parte a Frank Julian Sprague, 1887 y 1892), permitieron a las viviendas alejarse de los lugares de trabajo, a los edificios elevarse en alturas insospechadas (los negocios y las viviendas de los ricos ya no se limitaban al primer piso y los áticos, antes reservados a los pobres, pasaron a ser los más cotizados) y a los barrios diversificarse socialmente. Chicago fue la primera ciudad en experimentar el nuevo modelo, gracias a su reconstrucción tras el incendio de 1871. El Metro de Londres (inaugurado en 1863) se electrificó desde 1890, y a partir de entonces se extendió ese modelo de movilidad urbana por las mayores ciudades del mundo. La construcción del Canal de Suez supuso un hito en la ingeniería al ser la primera vía artificial moderna en unir dos mares (el mar Mediterráneo y el mar Rojo), acortando el viaje entre Europa y Asia. La forma del suministro del fluido eléctrico desató una guerra de las corrientes entre Westinghouse (Nikola Tesla) y General Electric (Thomas Edison), uno de cuyos episodios más morbosos fue el patrocinio de la silla eléctrica (1890) por Edison para demostrar los peligros de la corriente alterna generada por su competidor.

#### La cuestión social y el movimiento obrero

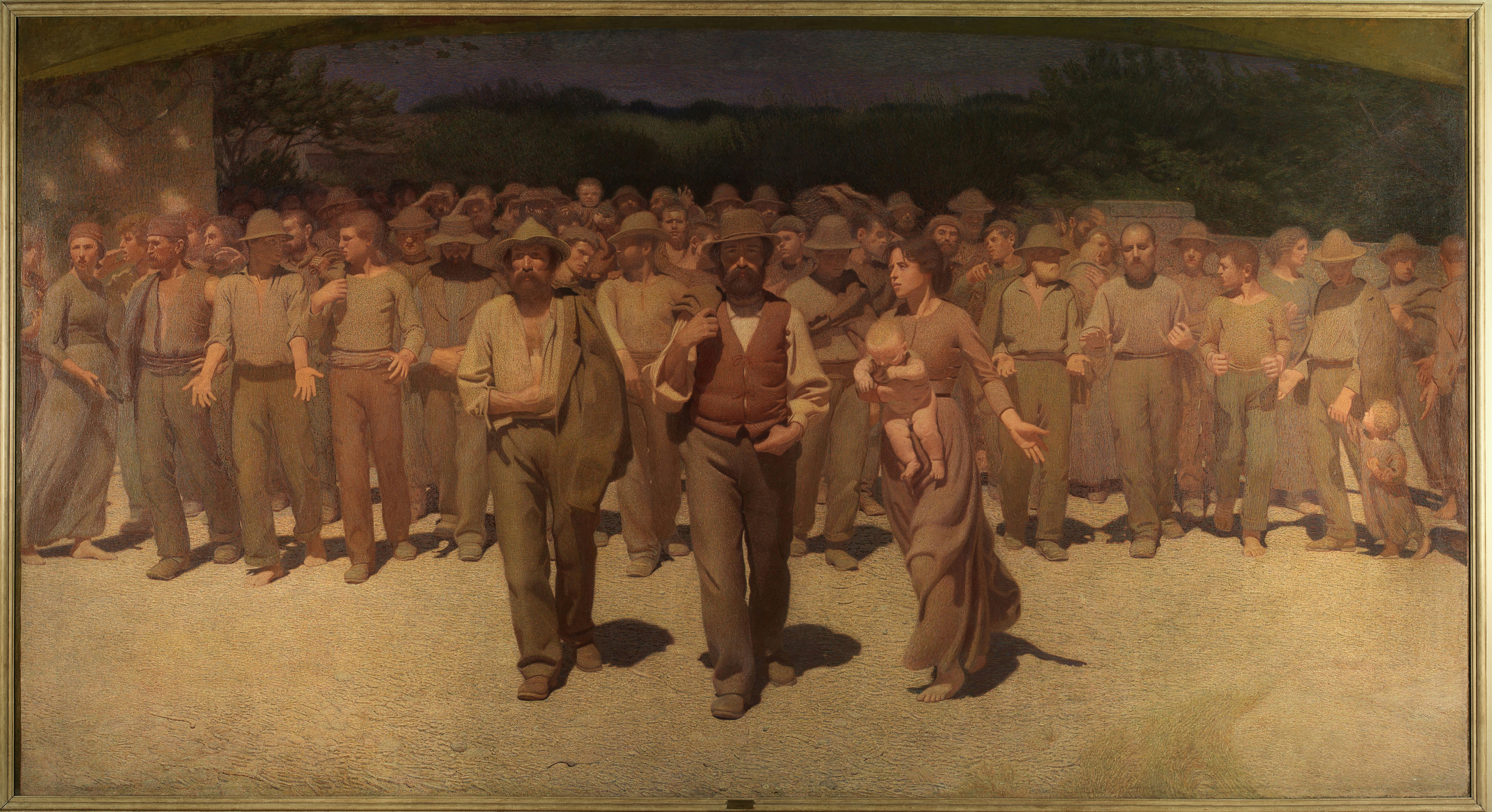
El cuarto estado (Giuseppe Pellizza da Volpedo, 1901). La percepción del papel de las masas populares como agente histórico se hizo evidente para los observadores contemporáneos y para la historiografía desde la Revolución francesa (Jules Michelet), pero quien le dio máxima importancia fue la definición del concepto marxista de clase obrera. En la actualidad se suele considerar que el paradigma del materialismo histórico ha dejado de ser el dominante (como lo fue en el ambiente universitario en las décadas centrales del, hasta años después del mayo francés de 1968); habiendo recibido críticas desde posturas de derecha, así como su revisión desde la propia izquierda. Autores británicos como E. P. Thompson reivindican un menor mecanicismo para el estudio de la formación de la clase obrera y el concepto de conciencia de clase, utilizando las mismas sofisticaciones teóricas que tiene la antropología cultural con las sociedades primitivas.

##### Socialismo y anarquismo
La grave crisis social encontró respuesta a nivel doctrinal en ideologías alternativas al liberalismo.
Un grupo de aquellas respuestas fueron las identificables con el término anarquismo (del griego, ‘sin jefes’). Los anarquistas predicaron que las reglas coactivas en sí eran nefastas, y que debían ser abolidas por completo, en particular el Estado, que se sostendría por la coacción y así logra imponer una economía monopólica burguesa, para derivar a una sociedad en donde los seres humanos se regularan a sí mismos por la vía de contratos enteramente privados. Se dividió en varias vertientes, básicamente las evolucionarias y las revolucionarias. Una de ellas, de índole pacifista, encarnada entre otros por León Tolstói, sostenía que debía llegarse a esa sociedad anarquista por medios no violentos (anarquismo pacifista), e intentaba crear comunidades ejemplares de este modelo de sociedad. Otra vertiente, preconizada por Mijaíl Bakunin o Piotr Kropotkin (anarcocomunismo), sostuvo que los gobiernos debían ser derribados por la fuerza, haciendo de los métodos insurreccionales un método de lucha contra la opresión de los gobiernos, teniendo mayor implantación en la Europa Meridional y Oriental (destacadamente en España, Francia y Rusia) en la segunda mitad del siglo XIX y primera mitad del XX. La utilización de la violencia por individuos o pequeños grupos terroristas que se justificaban en la retórica de la acción directa y la propaganda por el hecho dio lugar a numerosos magnicidios y atentados contra patronos, y sirvió a su vez para justificar la durísima respuesta represiva contra todo tipo de organizaciones obreras (violentas o no) por parte de los estados. La corriente mayoritaria del movimiento anarquista se centró en la estrategia sindical (anarcosindicalismo).
Otras fueron las distintas modalidades del socialismo. A comienzos del siglo XIX, una serie de pensadores o activistas políticos imaginaron utopías sociales para la redistribución de los bienes o diferentes prácticas de producción comunitaria para evitar la diferenciación social (Henri de Saint-Simon, Robert Owen, Charles Fourier, Louis Blanc, Louis Auguste Blanqui, Pierre-Joseph Proudhon, etc.). Karl Marx los calificó despectivamente de socialistas utópicos, por sostener que sus modelos no eran sostenibles en la realidad, en contraposición a sus propias ideas, a las que calificó de socialismo científico. Marx también despreciaba la función intelectual del filósofo (los filósofos han interpretado el mundo de diferentes maneras, pero de lo que se trata es de transformarlo), y buscó el compromiso social con las organizaciones del movimiento obrero, con el que se identificó. Su famoso lema ¡Trabajadores del mundo, uníos!, dentro del Manifiesto comunista que redactó junto a Friedrich Engels, se publicó en Londres el mismo día que estallaba la Revolución de 1848 en París.
A pesar del fracaso inicial del movimiento, continuó con las actividades de formación de la Primera Internacional (1864) en colaboración con Bakunin, del cual finalmente terminaría por separarse por sus profundas discrepancias ideológicas y políticas. Intelectualmente trabajó de forma continuada en su obra clave, El capital, de la que publicó una primera parte y dejó la segunda inacabada. El marxismo, desde un análisis intelectual crítico de la economía política del liberalismo clásico e inspirado filosóficamente en el idealismo alemán (dialéctica de Friedrich Hegel), y socialmente en la crítica social de los utópicos y en la práctica de lucha del movimiento obrero; llegaba a una concepción de la historia (materialismo histórico) que incluía un diseño estratégico de acción y un ambicioso plan de futuro (simplificado en las vulgarizaciones difundidas por propagandistas como Paul Lafargue y sistematizado posteriormente en el materialismo dialéctico soviético): Comenzaría con la toma de conciencia por parte del proletariado (conciencia de clase) de que únicamente él mismo podía ser el protagonista de su propia emancipación, y que esta solo podía provenir de la lucha de clases contra los propietarios de los medios de producción (los dueños del capital o capitalistas: la burguesía). Un determinismo histórico conduciría inevitablemente a la intensificación de las contradicciones inherentes al capitalismo, de modo que los trabajadores se impondrían mediante una revolución proletaria que les daría el poder. Ese poder político, junto con el poder económico que les daría la expropiación de los medios de producción, serían usados para transformar la sociedad mediante la dictadura del proletariado, fase previa a la abolición completa del Estado y la construcción de una sociedad comunista, sin clases sociales, en la que surgiría un hombre nuevo.
Tras la renovación de la Internacional en 1889 (Segunda Internacional), las ideas marxistas fueron adaptadas por numerosos actores políticos desde dos planteamientos opuestos: los revolucionarios (Rosa Luxemburgo en Alemania, Lenin y los bolcheviques en Rusia, posteriormente denominados comunistas soviéticos), que planteaban la necesidad de ir hacia la revolución proletaria mediante una estrategia insurreccional diseñada por una minoría dirigente (el partido) que actuaría como vanguardia revolucionaria; y los revisionistas (Eduard Bernstein) que entendían que la participación política, sin una perspectiva inmediata de revolución proletaria, podía conducir a la mejora de las condiciones sociales en beneficio de la clase trabajadora. En Alemania, como respuesta al régimen de Otto von Bismarck, surgió la socialdemocracia alemana que se encauzó dentro de las vías parlamentarias. En Francia, con la alternancia entre los movimientos monárquicos y republicanos hizo que estos últimos se formara los llamados republicanos moderados, de los cuales serían la base de la izquierda francesa. En Inglaterra, desde similares planteamientos moderados, la Sociedad Fabiana y los sindicatos (Trade Unions) conformarían el laborismo.

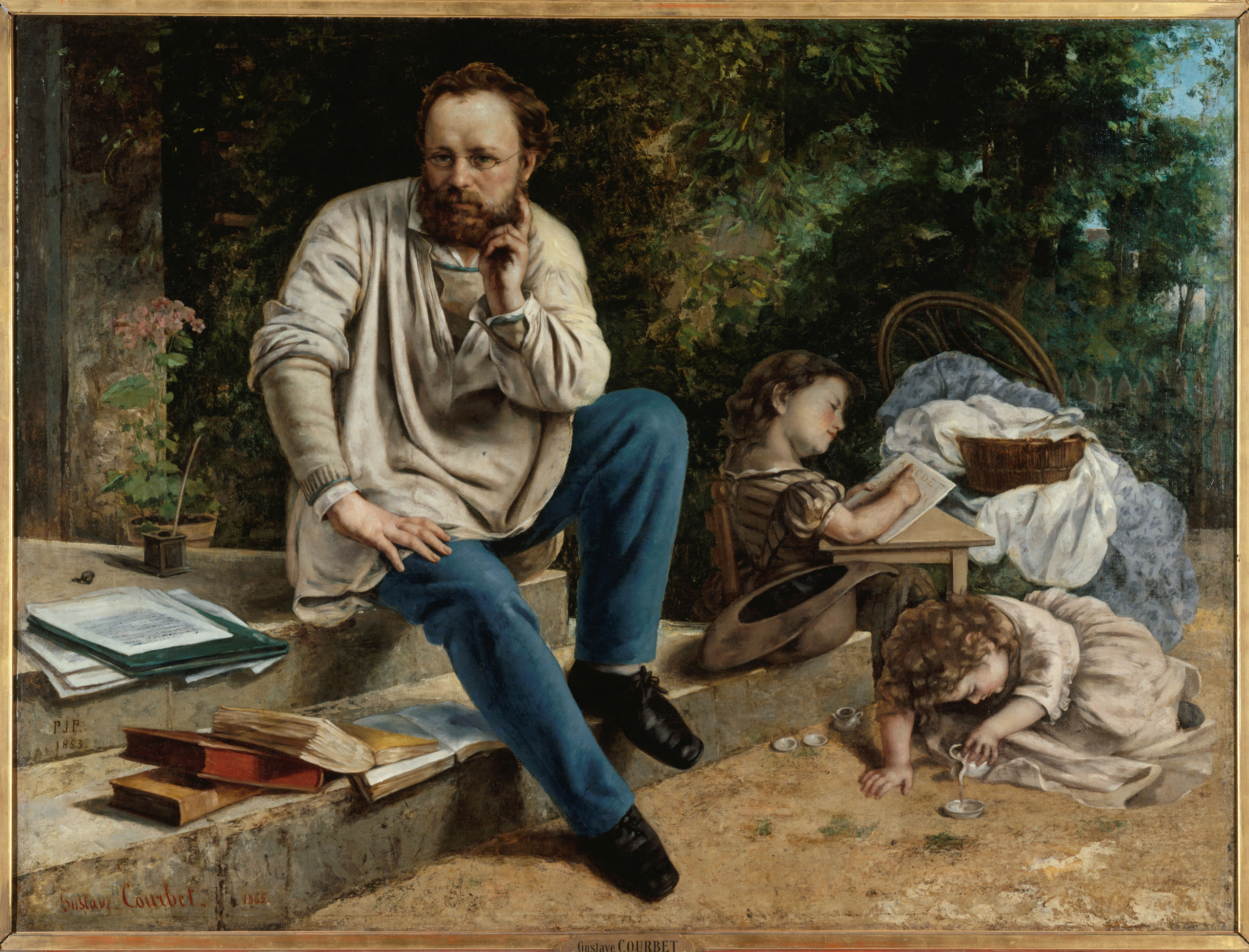
Proudhon y sus hijos, por Gustave Courbet (1865). Era de los considerados socialistas utópicos por los posteriores, autodenominados científicos. Sin embargo la observación científica frente a las ensoñaciones románticas fue uno de los postulados de Proudhon.
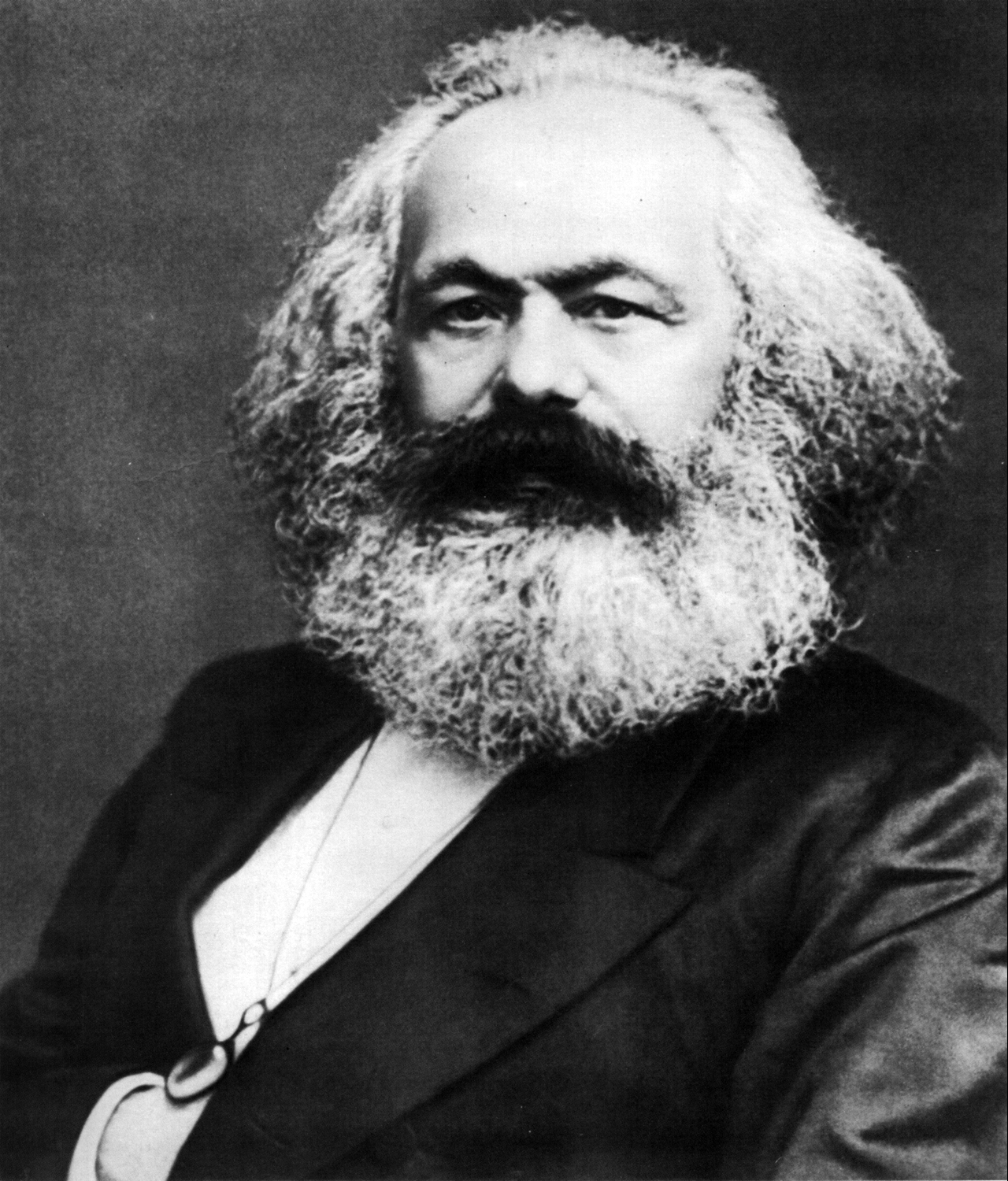
Karl Marx, quien por sus planteamientos sobre la política y la economía del cual fue la base ideológica de los movimientos socialistas en el mundo, se convirtió en el máximo referente del comunismo.
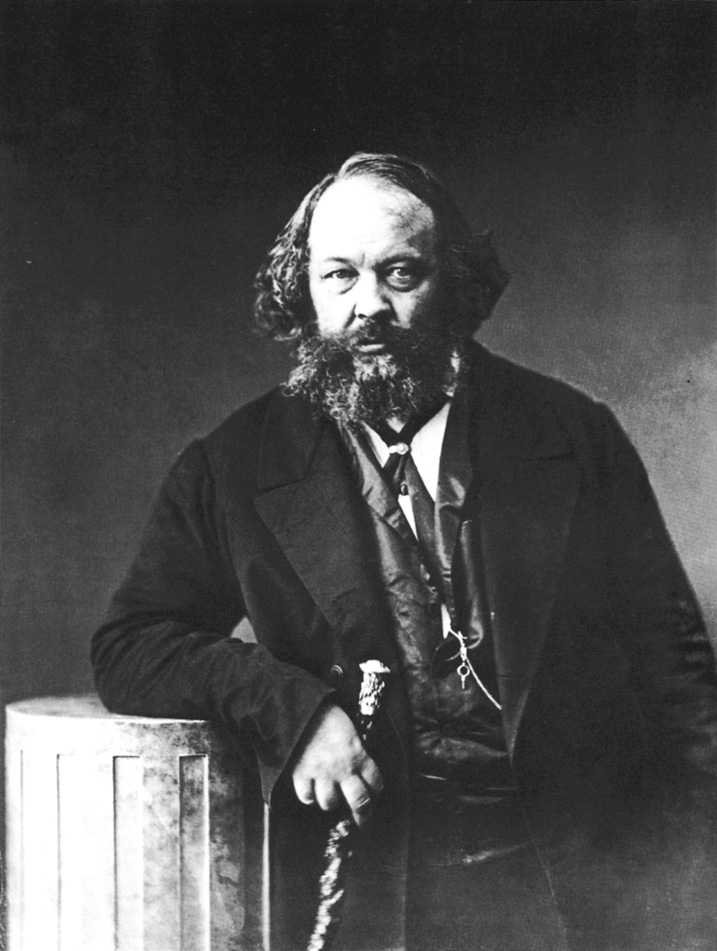
Mijaíl Bakunin, una de las persona más destacadas entre aquellas que plantearon la aplicación del anarquismo.
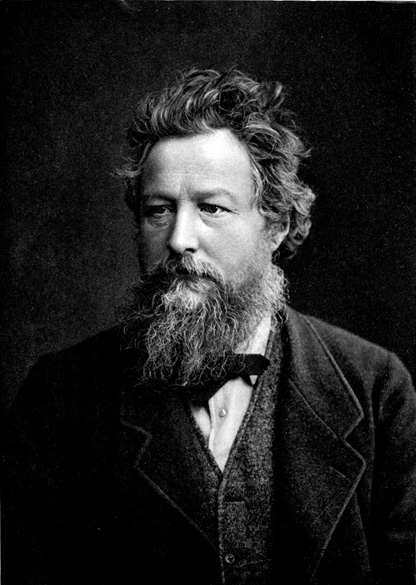
William Morris, artista e intelectual, sin vincularse ideológica ni orgánicamente al marxismo ni al anarquismo, se aproxima al movimiento obrero como muchos otros reformistas sociales.

##### Cuestión social y leyes sociales

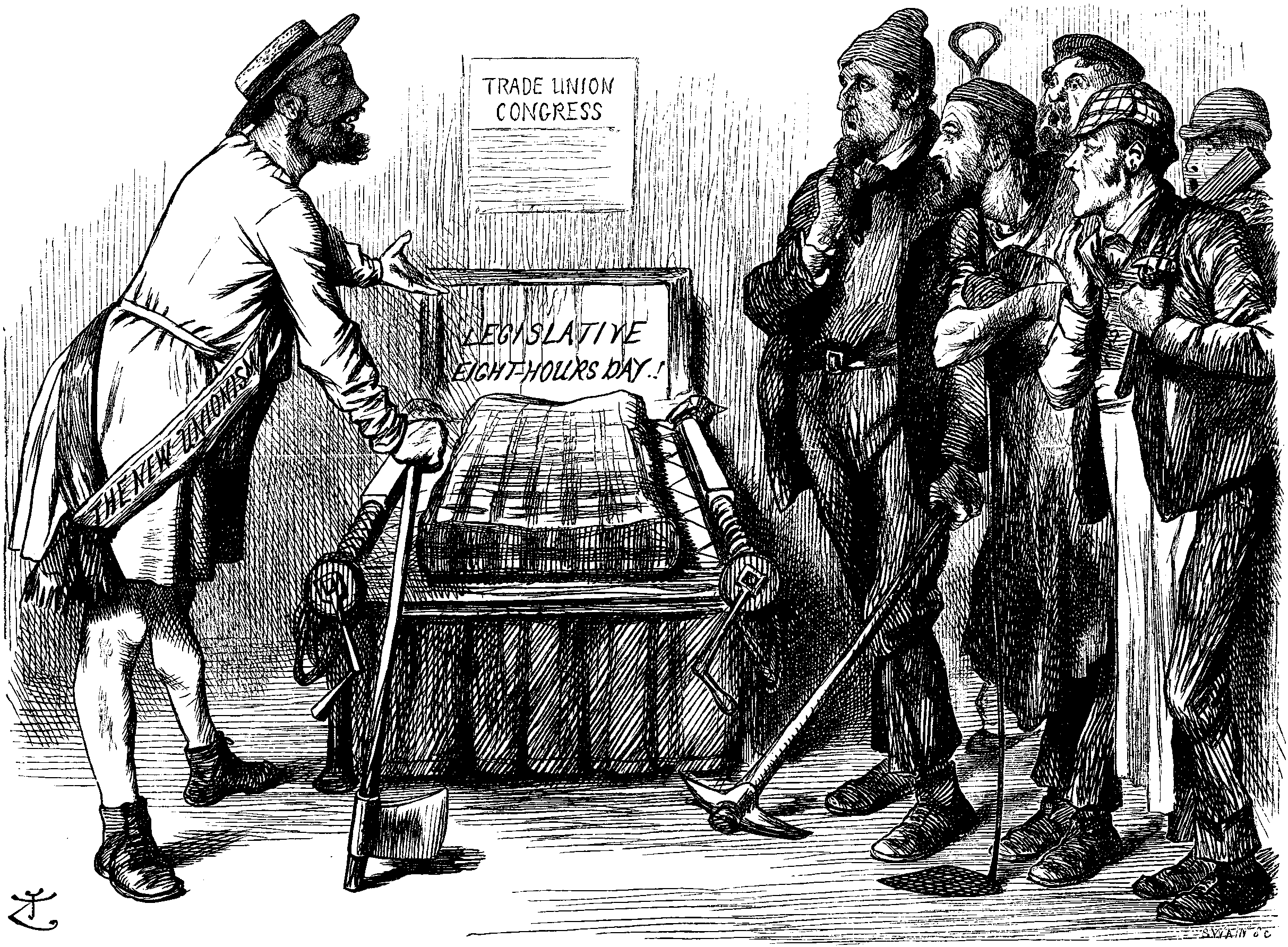
Dibujo satírico de Punch (1891) contra la jornada de ocho horas, reivindicación clásica del movimiento obrero que dio origen a la celebración reivindicativa del Día internacional de los trabajadores en el primero de mayo en honor a los muertos en la revuelta de Haymarket. El personaje enmascarado y con hacha es el nuevo sindicalismo, que presenta una versión socialmente igualitarista del antiguo lecho de Procusto: todos los trabajadores deberán ajustarse a él, alargándose o acortándose aunque no les convenga.

La cuestión social, es decir, la conciencia de la grave situación de las clases bajas, y su percepción como amenaza por parte de las clases medias y altas, se había convertido en un tópico. Los escasos medios paliativos de la caridad tradicional, del paternalismo de muchos empresarios y de las llamadas a la justicia social por parte de instituciones religiosas o de otro tipo de asociaciones humanitarias, no parecían suficientes dada la magnitud de las masas degradadas a la condición del lumpemproletariado. Incluso desde las posiciones políticas burguesas (conservadoras, reformistas o liberales) se planteaba la necesidad de leyes (el derecho laboral) que protegieran a los trabajadores de las consecuencias más graves del pauperismo y la degradación social, a pesar de que tal cosa fuera incompatible con el concepto de estado mínimo liberal o con el respeto a la literalidad de las propuestas de la economía clásica. Desde fechas tan tempranas como 1830, aunque de forma esporádica e inorgánica, se fue prohibiendo o limitando el trabajo infantil; y mucho más adelante se fueron estableciendo diferentes tipos de controles sanitarios o de seguridad laboral e inspección de trabajo. Con la misma lógica, se establecieron descansos en domingos y festivos, jornadas máximas, salarios mínimos y todo tipo de seguros sociales: de invalidez, de enfermedad, de vejez y de desempleo; así como políticas de contenido social como la escolarización obligatoria. En muchos países se fue permitiendo que la actividad sindical, cuya prohibición era un requisito de la libre contratación necesaria para el mercado libre, fuera convirtiéndose en legal (derecho de asociación, derecho de huelga), del mismo modo que se levantaron las prohibiciones a las asociaciones empresariales. En cualquier caso, tanto unas como otras habían tenido acogida en otras instituciones (montepíos, clubes de todo tipo, cámaras de comercio, etc.).
El primer cuerpo orgánico de leyes protectoras de los trabajadores se implantó en Alemania entre 1870 y 1880 por iniciativa de Otto von Bismarck, quien a pesar de su origen social en la aristocracia prusiana y sus apoyos entre la burguesía capitalista, entendió la necesidad de combatir políticamente a los socialistas privándoles de sus principales causas de queja y conseguir la estabilidad social y la cohesión nacional del nuevo estado unificado, que como todos los europeos y americanos, fue implantando el sufragio universal. Un estado que reconoce al más pobre la misma capacidad de decisión política que al más rico, por su propia seguridad se ve obligado a procurar que también pueda ejercer su libertad en mínimas condiciones de dignidad humana. Es el denominado estado social, precedente del estado de bienestar y pieza necesaria de la sociedad de consumo de masas.

#### La sociedad de masas

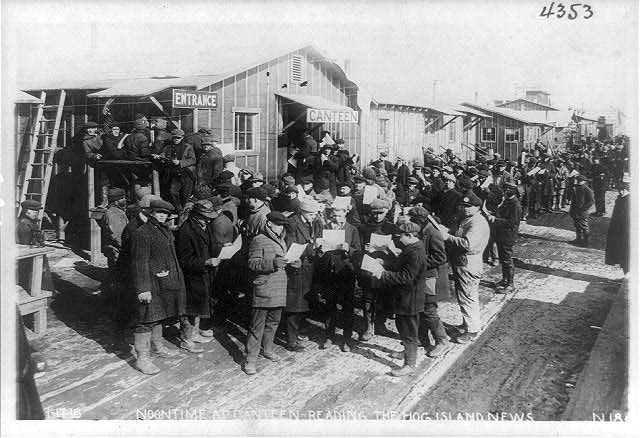
Un grupo de trabajadores en una fotografía rotulada: Mediodía ante la cantina, leyendo The Hog Island News (Filadelfia, Estados Unidos, 1918).

El siglo XIX, como producto de la industrialización, vio el surgimiento de la moderna sociedad de masas, como oposición a la vieja división entre una reducida élite aristocrática y la gran masa del bajo pueblo. Esto ocurrió porque los costos de producción de las mercancías bajaron, quedando la producción a disposición de nuevos actores sociales, la clase media, con nuevos medios económicos provenientes de las profesiones liberales, y que por ende pudieron ascender socialmente. Los nuevos inventos tendrían un impacto en la sociedad sin precedentes, como el envasado de comida en latas (desarrollado inicialmente por Nicolás Appert para el ejército napoleónico), que permitió que las nuevas clases sociales accedieran a nuevas fuentes de alimentación, o el cinematógrafo de Auguste y Louis Lumière, que marcó un antes y un después en la industria del entretenimiento.
A esto contribuyó la implantación, a lo largo del siglo XIX, del sistema de educación primaria obligatoria, que tendió a reducir drásticamente las tasas de analfabetismo en Europa (si bien no a erradicarlo). La mayor cantidad de público lector incentivó el desarrollo de la prensa escrita, incluyendo fenómenos tales como la prensa amarilla. Los modernos métodos de impresión, por su parte, permitieron aumentar la producción de libros. A inicios del siglo XIX, el libro de poemas El corsario de Lord Byron se transformó en el primer libro en la historia con un tiraje inicial superior a los 10 000 ejemplares. También se desarrolló una nueva forma de literatura popular, el folletín, híbrido entre la prensa escrita y la antigua novela, que se publicaba por entregas en los diarios. A través del folletín fueron dadas a conocer obras como Los misterios de París de Eugène Sue, Los tres mosqueteros y El Conde de Montecristo de Alejandro Dumas, Los miserables de Víctor Hugo o David Copperfield y Oliver Twist de Charles Dickens. A finales del siglo, por iniciativa del mencionado Víctor Hugo, surgieron los primeros convenios internacionales sobre derecho de autor.
Todos estos nuevos sucesos, por supuesto, abarcaban tan solo a la sociedad europea, y en medida más reducida a la de América. En el resto del mundo, sometido al dominio colonial europeo, las nuevas condiciones de vida alcanzaban tan solo a la clase social europea, mientras que los nativos proseguían viviendo el magro estilo de vida que habían heredado desde antaño.

#### Moral victoriana, tradiciones inventadas y comunidades imaginadas

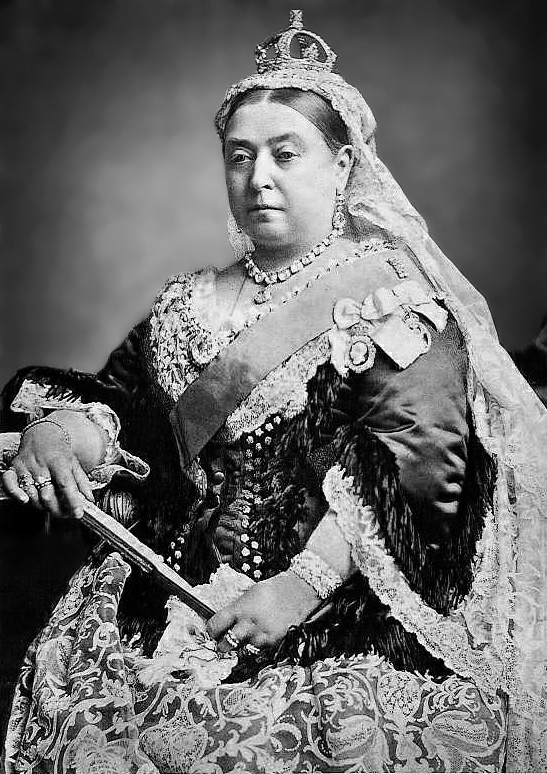
La reina Victoria en su Jubileo (1887).

La característica más notoria de las costumbres sociales de la época fue el puritanismo moral, cuyo símbolo máximo se encarnó en la Reina Victoria (según Lytton Strachey, ese rasgo solamente se acentuó después del fallecimiento de su esposo, el príncipe Alberto de Sajonia-Coburgo, en 1861), caracterizado por una exacerbación de los principios morales, y en la represión sistemática de las pasiones, en particular las de orden sexual.
Cualquier desviación de conducta se calificaba como libertinaje, cuya presencia social era también notoria: es el caso de Oscar Wilde, que pagó su desafío literario y personal a las convenciones sociales con una condena a presidio. La pureza moral como ideal social ocultaba una evidente hipocresía o doble moral, denunciada por el propio Strachey (Victorianos eminentes) y por el fundador del psicoanálisis, el austríaco Sigmund Freud, que interpretó las enfermedades mentales y neurosis como derivadas de la represión sexual. La figura real de Jack el destripador muestra hasta qué punto la sordidez del mundo de la prostitución en callejuelas portuarias no era ajena a los personajes de la alta sociedad londinense. En el mundo de la ficción, la misma realidad dual es genialmente representada con El retrato de Dorian Gray (Oscar Wilde, 1890), El extraño caso del Dr. Jekyll y Mr. Hyde (R. L. Stevenson, 1886) o Drácula (Bram Stoker, 1897).
En Francia, teóricamente de costumbres mucho más relajadas, Gustave Flaubert y Charles Baudelaire tuvieron que enfrentarse a procesos judiciales contra Madame Bovary y Las flores del mal (ambas de 1857). La aparente alegría de vivir y el ambiente de vodevil en el París libertino de Naná (Émile Zola, 1889) no dejaba de presentar también un lado oscuro que empujaba a la búsqueda de Los paraísos artificiales (Charles Baudelaire, 1860) por parte de Los poetas malditos (Paul Verlaine, 1888).
Paradójicamente, las tradiciones en nombre de cuyos valores se ejercía la censura moral o política, y se construían las identidades nacionales de todos los países, eran en buena medida inventadas, y las mismas comunidades, imaginadas. Tal condición no les restaba eficacia, sino todo lo contrario, exigía una gran energía social y la aplicación de mecanismos ideológicos de todo tipo, como los grandes programas monumentales que inmortalizaban en piedra y bronce las glorias nacionales y los ejemplos de vida virtuosa.

#### Abolición de la esclavitud
A inicios del siglo XIX, la esclavitud era una institución en retroceso en el mundo occidental, como corolario lógico del principio ilustrado y revolucionario de la igualdad ante la ley de todos los seres humanos sin excepción. Siguiendo la iniciativa del Reino Unido (1807-1834), motivada por su interés de convertirse en guardián de los océanos, muchas naciones se incorporaron a la campaña para abolir la esclavitud, a través de la prohibición del tráfico de esclavos, el paso intermedio denominado libertad de vientre (los hijos de esclava nacerían ya libres, con lo que la esclavitud se extinguiría con el paso de los años), o la abolición total.

##### Guerra civil de los Estados Unidos
La mayor resistencia contra el movimiento abolicionista se produjo en los Estados Unidos, cuyos estados sureños estaban dominados por una clase dirigente sustentada en la agricultura esclavista de plantación orientada a la exportación del algodón; mientras que los estados del norte habían iniciado la industrialización. Aunque puede discutirse si el abolicionismo fue la causa fundamental de la guerra o un pretexto, lo cierto es que la bandera abolicionista fue enarbolada por el Norte durante la Guerra civil de los Estados Unidos (1861-1865), y rechazada por los estados del Sur, quienes buscaban crear la unión de Estados Confederados de América. Después de esta guerra, la esclavitud fue abolida (Proclamación de Emancipación, promulgada en 1863 y que entró en vigor en 1865), aunque la discriminación racial persistió, mediante una segregación en la práctica institucional (principalmente en los estados derrotados) y la vida cotidiana que no comenzó a superarse decisivamente hasta el movimiento por los derechos civiles de los años cincuenta y sesenta. Como situación de desigualdad social, sigue presente incluso con el primer presidente negro Barack Obama, elegido en 2008.

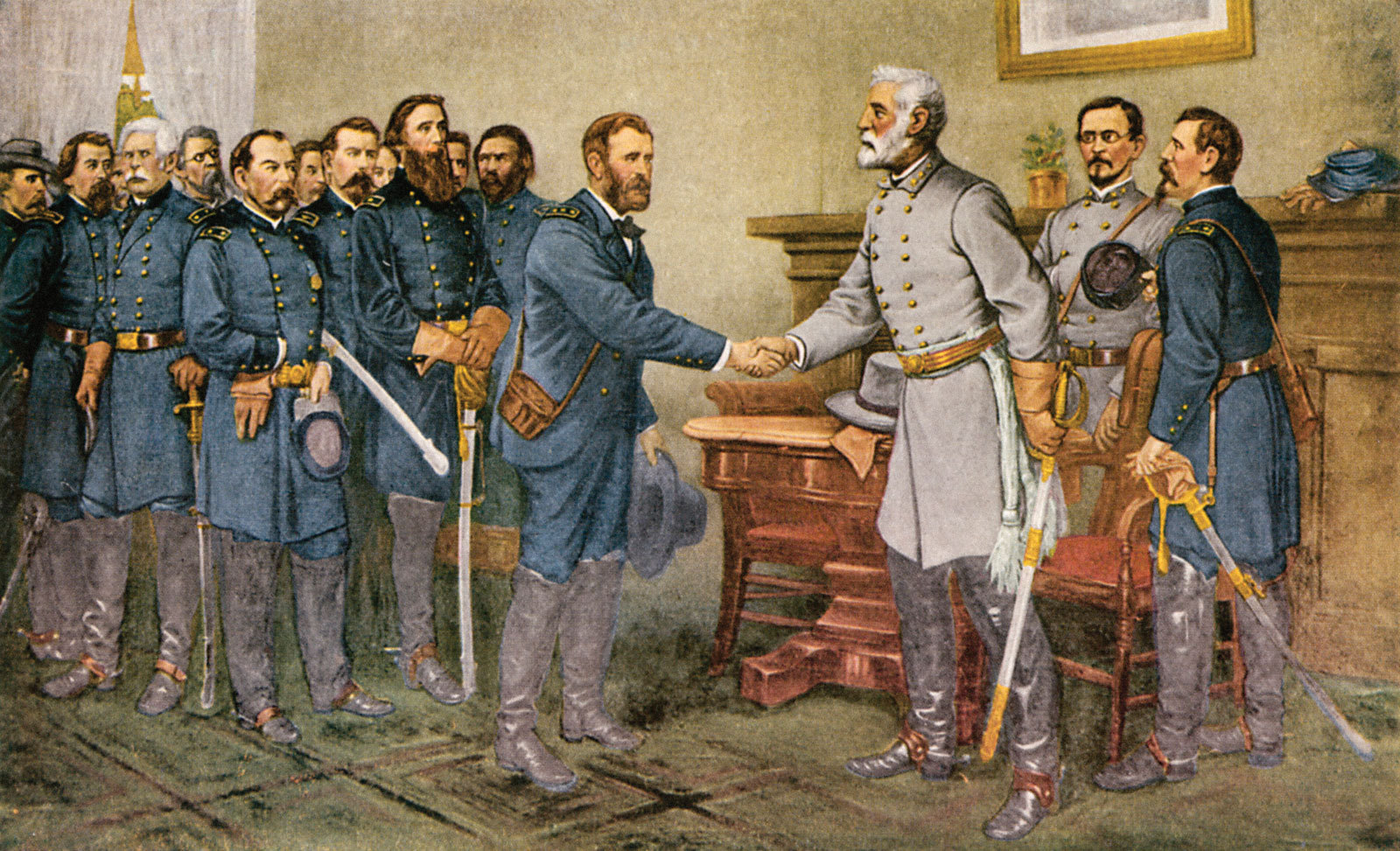
El general Robert E. Lee se rinde formalmente ante el general Ulysses S. Grant el 9 de abril de 1865, poniendo fin a los Estados Confederados de América.
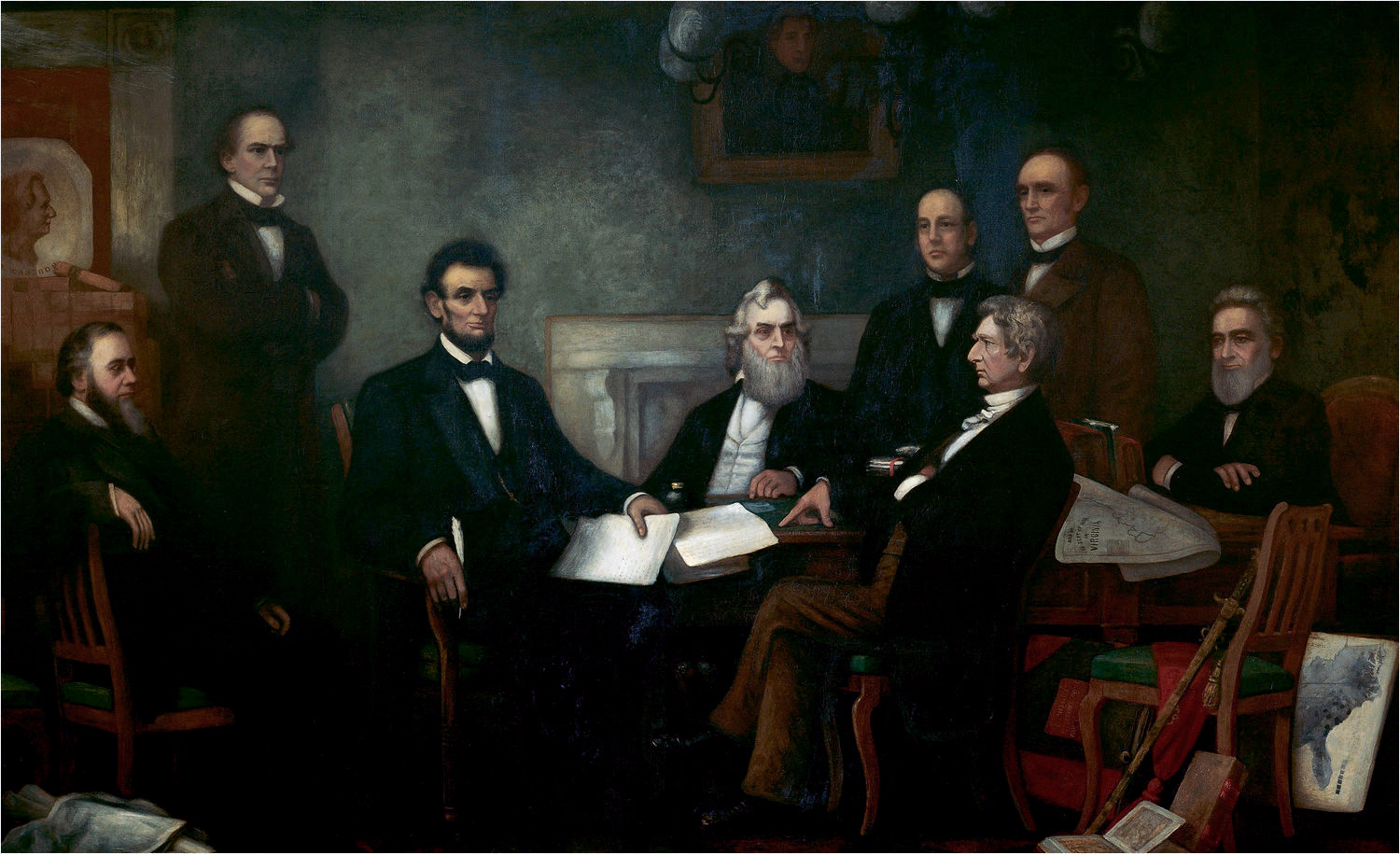
Firma de la ley de emancipación de los esclavos por el presidente Abraham Lincoln durante la Guerra civil estadounidense (cuadro de Francis Bicknell Carpenter, 1864).
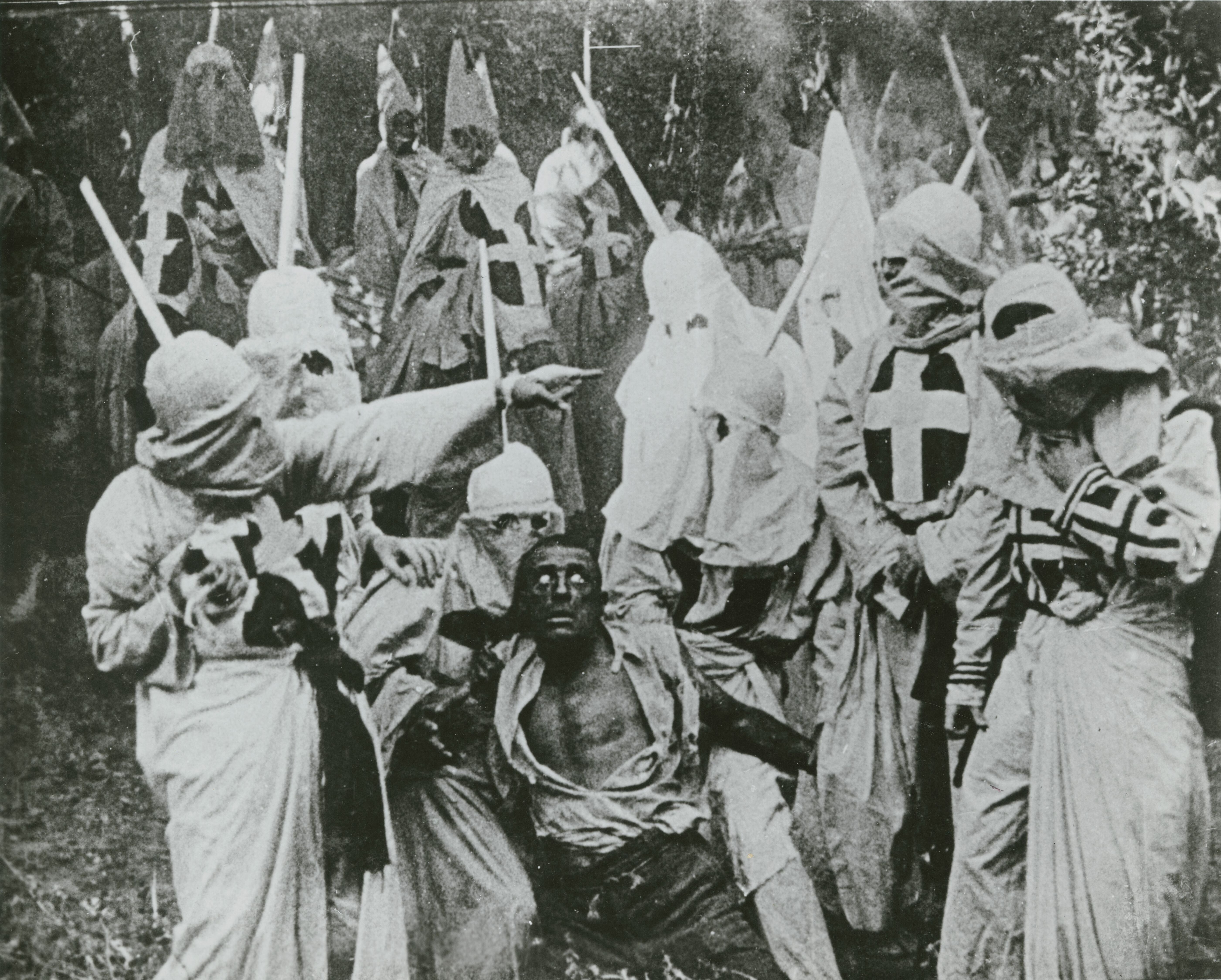
A pesar de la abolición, la situación de los negros, sobre todo en los estados del Sur, no fue de igualdad, tanto por las prácticas sociales como por la promulgación de leyes segregacionistas. Fotograma de la película El nacimiento de una nación (D. W. Griffith, 1915), donde los antagonistas son los negros y los abolicionistas, y protagonistas son las damas y los caballeros del sur, que para defenderse de una infame opresión yanqui forman el Ku Klux Klan.

##### La abolición en otros países
España fue el último de los países avanzados en abolir la esclavitud, parte fundamental de la estructura económica y social de sus colonias de Cuba, Puerto Rico y las Filipinas, sometidas a un proceso independentista en el último tercio del siglo XIX. La ley Moret o de vientres libres es de 1870, y la supresión definitiva de la esclavitud se produjo en 1886.
En Rusia, donde no había esclavos, existía la institución de la servidumbre, que fue abolida por la Reforma Emancipadora de 1861 (zar Alejandro II), no sin problemas y resistencias.
En Brasil al ser abolida la esclavitud mediante la Ley Áurea (1888), presentada por la hija de Pedro II, Isabel I de Bragança, tuvo una fuerte oposición que contribuyó a que grupos republicanos al mando de Deodoro da Fonseca decidieran derrocar a la monarquía, terminando con la Proclamación de la República de Brasil (1889).

#### La emancipación de la mujer

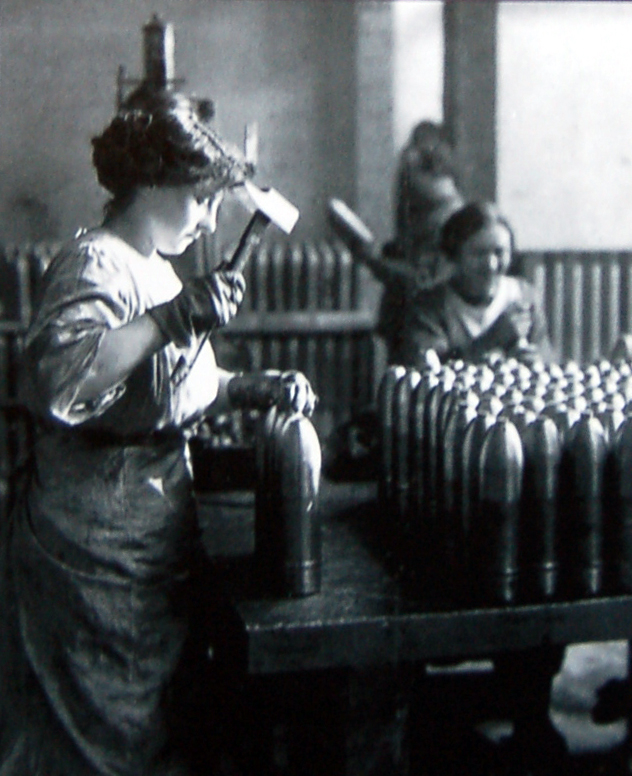
Una mujer fabricando munición durante la Primera Guerra Mundial.

Los cambios demográficos y las necesidades productivas reservaban a la mujer de la sociedad industrial un papel social mucho más activo que en la sociedad preindustrial. No obstante, durante el siglo XIX, persistió su función tradicional relegada al mundo de la casa y la intimidad de la familia, y limitándose su visibilidad pública a ser moneda de cambio en alianzas matrimoniales o vehículo del lujo de los maridos ricos; mientras que las mujeres de clase baja solo accedían a trabajos de menor consideración que los de los varones, y su sumisión conyugal era aún más degradante. La posibilidad de una vida adulta femenina fuera del matrimonio seguía reservándose casi exclusivamente a monjas y prostitutas.
Ya a finales del siglo XVIII hubo mujeres que propugnaban la emancipación femenina, como la escritora inglesa Mary Wollstonecraft, o la revolucionaria francesa Olimpia de Gougues (propuso una Declaración de los Derechos de la Mujer y de la Ciudadana como complemento a la Declaración de los Derechos del Hombre y del Ciudadano). Pero fueron casos aislados y marginales, incluso intensamente combatidos: la hija de la Mary Wollstonecraft, Mary Shelley (autora de Frankenstein) tuvo que escapar de Reino Unido para poder vivir su romance con Percy Shelley. Las mujeres que quisieron publicar (George Sand, Emily Brontë, Fernán Caballero) tuvieron que esconder su condición femenina bajo pseudónimos masculinos; al igual que las primeras universitarias, que tuvieron que travestirse.
A finales del siglo XIX, surgió un intenso movimiento social a favor de la equiparación de derechos entre hombres y mujeres, que encontró su bandera en la conquista del derecho a voto (sufragismo). A partir de 1902 se admitió el derecho a voto femenino en Nueva Zelanda, y luego en otras naciones, sobre todo tras la Primera Guerra Mundial, cuando el movimiento de emancipación femenina cobró verdadera fuerza, al haberse evidenciado su papel clave en el mantenimiento del esfuerzo bélico sustituyendo la mano de obra masculina. No obstante, la defensa de los derechos de la mujer, o su planteamiento literario, por intelectuales progresistas como Bertrand Russell, Bernard Shaw o August Strindberg seguía siendo ácidamente criticada desde la postura social mayoritaria (incluso entre la mayoría de las mujeres). La época en que hombres y mujeres pudieran relacionarse en pie de igualdad comenzaba a vislumbrarse solo entre muy reducidas minorías intelectuales (Virginia Woolf y el Círculo de Bloomsbury).

#### Descristianización y renovación del cristianismo
Gott ist tot
Dios ha muerto.
Frase original de Georg Wilhelm Friedrich Hegel, fue popularizada por Friedrich Nietzsche en Así hablaba Zaratustra, 1883.

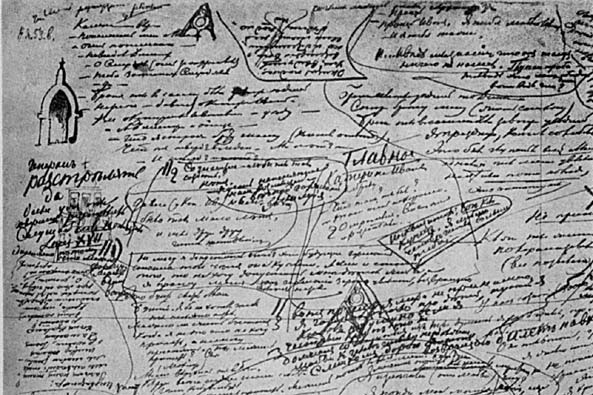
Notas de Dovstoievski para el capítulo 5 de Los hermanos Karamazov, donde aparece su famosa frase: Si Dios no existe, todo está permitido.

En el siglo XVIII, la Iglesia católica había combatido fuertemente a la Ilustración, censurando la Enciclopedia, la totalidad de la obra de Voltaire y otras que se incluyeron en el Index Librorum Prohibitorum (índice de libros prohibidos). La relación con la Revolución francesa fue aún más violenta. En el siglo XIX, el catolicismo se significó como fuerza conservadora (ultramontana), condenando el liberalismo, el racionalismo y otras doctrinas y usos del mundo contemporáneo, del que mostraba distante, proponiéndose como su alternativa mediante el mantenimiento de la tradición. Se definieron como dogma de fe las doctrinas de la infalibilidad del Papa (Concilio Vaticano I, 1869) y la Inmaculada Concepción (1854). La opción por la fe y los milagros quedó manifiesta con el apoyo vaticano a las apariciones de la Virgen de Lourdes (1858, aprobadas en 1862).
Los nuevos descubrimientos científicos que parecían contradecir a las Sagradas Escrituras, como la teoría darwinista (El origen de las especies, 1859; El origen del hombre, 1871), tuvieron gran repercusión, y en este caso fueron mucho más combatidos en el ámbito religioso anglicano y protestante que en el católico; donde no hubo pronunciamiento oficial alguno, e incluso en algunos casos permitió explorar las perspectivas que abrían, aunque no sin problemas (caso del jesuita Teilhard de Chardin). Otro caso de ambigua relación entre ciencia y fe fue la polémica sobre la generación espontánea, paradigma biológico de lo que científicos católicos como Pasteur consideraban como ciencia orientada a la justificación del agnosticismo y cuestionaron con éxito.
En los países católicos del sur de Europa, la desamortización (1836, en España) privó del poder económico a la Iglesia. El movimiento nacionalista italiano finalmente consiguió que los Estados Pontificios desaparecieran para formar parte de una Italia unificada (1870). En Alemania, el Papa estimuló el duro enfrentamiento de los católicos del sur (organizados políticamente en el Zentrum) contra la Kulturkampf dirigida por el prusiano Otto von Bismarck. En Francia, la polarización de la opinión pública en los temas de la separación Iglesia-Estado (ley de 1905) y el antisemitismo del Caso Dreyfus (1894-1906) llevó a una parte considerable de grupos católicos a convertirse en fuerzas de extrema derecha (Action française).
Movimientos religiosos disidentes, muchos de ellos vehículos del activismo social o de la identificación grupal, (metodismo, cuáqueros, mormones, etc.) se extendieron por la cristiandad protestante, cuya unidad nunca había sido monolítica, pero cuyas confesiones mayoritarias se habían institucionalizado como iglesias nacionales identificadas con el poder político y las clases dominantes (episcopalianismo).
En la cristiandad ortodoxa, especialmente en Rusia, también sometida a las dudas de fe de los intelectuales (Fiódor Dostoyevski) y a la difusión entre el pueblo del anticlericalismo del movimiento obrero, los movimientos místicos y milenaristas de antiguo origen (viejos creyentes, jlystý) mantenían su capacidad de movilización popular frente a la mayoritaria Iglesia oficial controlada por el zar, y en alguna ocasión produjeron fenómenos de gran repercusión (Grigori Rasputín).
Aunque el siglo XIX marcó uno de los momentos más débiles del papado, la causa de la religión católica estaba muy lejos de haber sido derrotada, y lo mismo puede decirse de las distintas confesiones protestantes, que también se enfrentaban a los desafíos del materialismo dominante en la sociedad industrial. Más allá de una minoría intelectual de entre los profesionales liberales o de los obreros con conciencia de clase, la gran mayoría de la sociedad, desde las clases dirigentes hasta las clases bajas, pasando por las clases medias, estaban muy lejos de considerarse ateas. Un ingrediente clave de la moral victoriana fue su sustrato religioso, imprescindible para la cohesión social, extremo del que era consciente el propio Marx, autor de la expresión opio del pueblo con la que motejaba a la religión. Incluso se ha argumentado que la religión, como fuerza conservadora, cumplía un papel que vital en la resistencia a la gran transformación que supuso la embestida del mercado contra las instituciones tradicionales. No solo las tradicionales instituciones de caridad, sino la organización del sindicalismo católico y la doctrina social de la Iglesia (Rerum novarum, 1891) se presentaron como una alternativa tanto al capitalismo liberal como al movimiento obrero revolucionario.
Incluso la expansión imperialista europea se justificaba como una manera de llevar la civilización a los salvajes, prolongación de la empresa evangelizadora y similar al utilizado por los justos títulos del dominio español en Hispanoamérica. Tal argumento se empleaba en sentido contrario desde la resistencia al envío de reclutas a Marruecos en la guerra de Melilla durante la Semana Trágica de Barcelona, que degeneró en quema de iglesias por el fuerte carácter anticlerical del movimiento (1909):

Contra el envío a la guerra de ciudadanos útiles a la producción y, en general, indiferentes al triunfo de la cruz sobre la media luna, cuando se podrían formar regimientos de curas y de frailes que, además de estar interesados en el éxito de la religión católica, no tienen familia, ni hogar, ni son de utilidad alguna al país.

### La paz armada y la Belle Époque

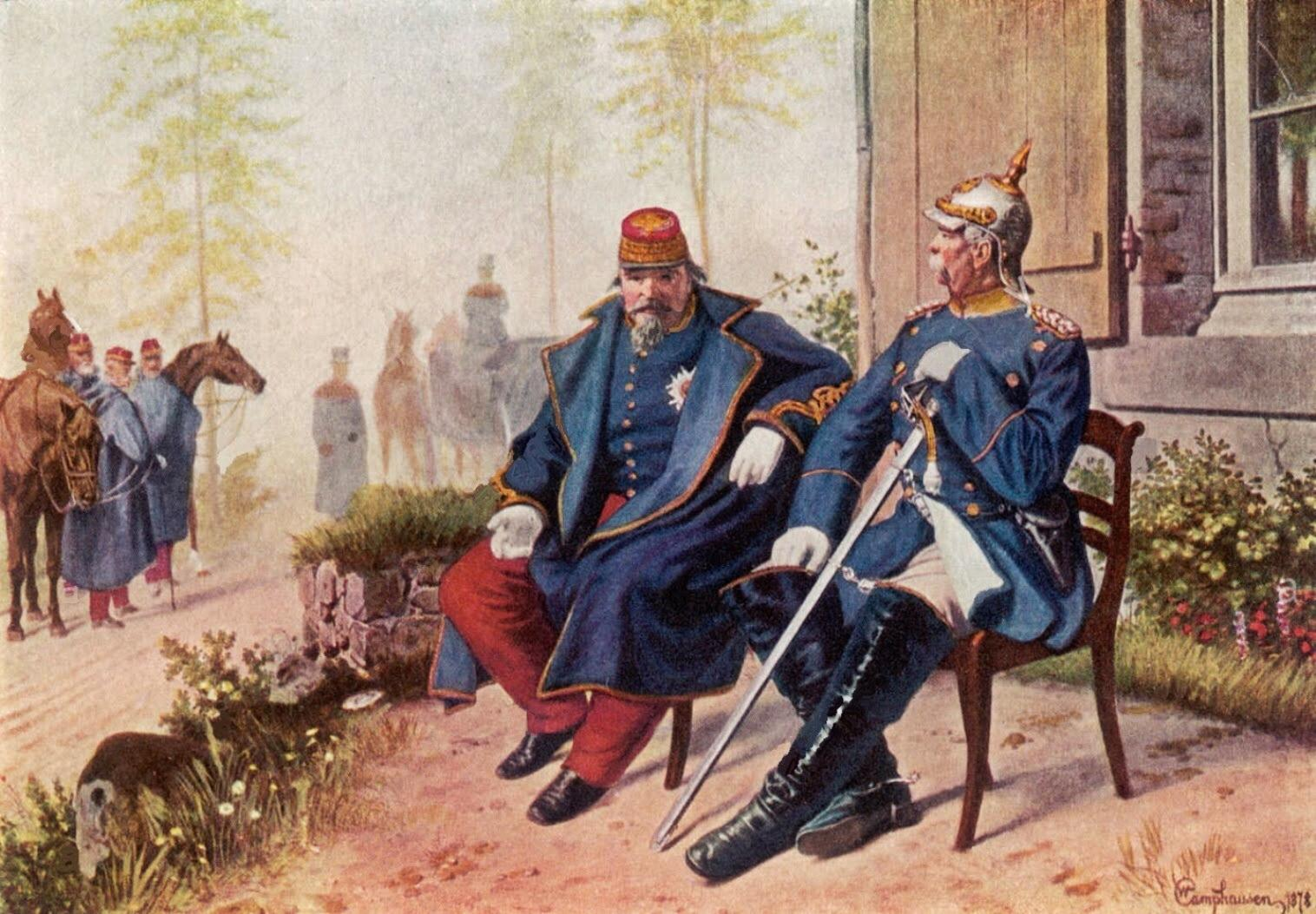
Napoleón III, derrotado tras la batalla de Sedán, se entrevista con Otto von Bismarck (1870).

El fin de la guerra franco-prusiana en 1871, inició una realineación de las fuerzas políticas en Europa. Inglaterra y Francia, enemigos desde la época napoleónica y rivales en la carrera colonial, habían unido fuerzas, en particular desde el final de la Guerra de Crimea en 1856, para sostener al Imperio otomano e impedir la salida de Rusia al mar Mediterráneo. Para contrarrestar esto y evitar el revanchismo francés, Otto von Bismarck, el Canciller de Alemania, tendió lazos con el Imperio austrohúngaro, al que había derrotado en 1866. Cuando Italia se incluyó en el sistema en 1881, nació la llamada Triple Alianza. Bismarck consiguió que el juego de alianzas basadas en la diplomacia secreta, junto con la frecuente convocatoria de congresos internacionales y todo tipo de contactos, imposibilitara un acercamiento de las potencias occidentales a Rusia, con el riesgo para Alemania de una guerra en dos frentes. Este denominado sistema Bismark se rompió a finales de siglo, tras perder el canciller la confianza del nuevo káiser, Guillermo II, partidario de acciones más enérgicas en política exterior, incluso a riesgo de provocar el recelo del Reino Unido, cuya superioridad naval comenzó a desafiar. La Triple Entente entre Francia, Reino Unido y Rusia se estableció desde 1904 (Entente Cordiale) y 1907 (Entente Anglo-Ruso, tras llegar a un acuerdo de áreas de influencia en Asia Central). Así se habían configurado en lo esencial los dos bloques que en pocos años se enfrentarían en la Primera Guerra Mundial.
Los imperios coloniales habían alcanzado su máxima expansión a falta de nuevas tierras por conquistar. Cualquier intento por imponerse a las potencias rivales pasaba por aplastarlas en una guerra total. Entre 1871 y 1914, con la excepción de las guerras de los Balcanes (1912-1913), Europa vivió en una paz conocida como la paz armada. Una veloz carrera armamentista no solo incrementó los efectivos humanos movilizados y en la reserva, el número y tonelaje de los barcos de guerra o los arsenales de armas y equipamientos tradicionales, sino que desarrolló nuevas aplicaciones tecnológicas (ametralladora, alambre de espino, gases tóxicos), que hicieron a la próxima guerra bien diferente, y mucho más demoledora, que las guerras de tipo napoleónico a las que los generales europeos estaban acostumbrados a jugar en sus cuartos de estrategia. La Gran Guerra de 1914 a 1918 acabó definitivamente, no solo con el sistema Bismarck, sino con el equilibrio europeo proveniente del Congreso de Viena y con todas las demás pervivencias parciales del Antiguo Régimen.

(...) sucedió que al cúmulo de guerras de la séptima década del siglo XIX siguió, como a la guerra general de 1792-1815, media centuria de paz también general solo interrumpida por algunas guerras locales de carácter semicolonial: la Guerra ruso-turca de 1877-1878, la hispano-americana de 1898; la sudafricana de 1899-1902; la ruso-japonesa de 1904-1905. Estas últimas guerras de fines del XIX y comienzos del XX no permitieron discernir mayormente la tendencia general de la guerra en el mundo occidental de la época, porque cada una de ellas se libró entre solo dos beligerantes y ninguna en regiones próximas al centro del mundo occidental. De ahí que la terrible transformación del carácter de la guerra llevada a cabo por la introducción de la nueva fuerza propulsora del industrialismo y la democracia, tomase por sorpresa a nuestra generación en 1914. Arnold J. Toynbee, Estudio de la historia

## La «crisis de los treinta años» (1914-1945)
Tal denominación, debida al historiador Arno Mayer (parafraseando el título de un estudio de E. H. Carr prácticamente contemporáneo a los hechos), se refiere a las tres críticas décadas que incluyen las dos guerras mundiales y el convulso período de entreguerras, con la descomposición de los Imperios austrohúngaro, turco y ruso; la agudización de las tensiones sociales que llevaron a conflictos armados como las revoluciones mexicana, la rusa y la llamada Revolución española simultánea a la Guerra civil, y guerras internas como la Guerra anglo-irlandesa, cuyo cese al fuego desencadenó una guerra civil en Irlanda después de haber obtenido la independencia; la crisis del sistema capitalista manifiesta desde el Jueves Negro de 1929; y el surgimiento de los fascismos y sistemas políticos autoritarios; al tiempo que se desarrollan los primeros Estados Sociales de Derecho, como la República de Weimar, prácticas de pacto social como los Acuerdos Matignon, y se aplican las teorías económicas de John Maynard Keynes (divergentes del liberalismo clásico) en los programas intervencionistas del New Deal de Franklin Delano Roosevelt. La correspondiente crisis intelectual se hizo manifiesta en los cambios revolucionarios de paradigmas científicos y en la revolución estética de las vanguardias. Se extendió la conciencia de haber entrado en un mundo radicalmente nuevo, en que el orden social tradicional se había subvertido para siempre, y caracterizado por el protagonismo de las masas ante el que las élites buscaban nuevas formas de control (concepto de Manufacturing consent del periodista Walter Lippmann y Edward Bernays, sobrino de Freud, que aplicó las técnicas del psicoanálisis a la publicidad y las relaciones públicas en la dinámica sociedad estadounidense; obras de gran altura intelectual, como La decadencia de Occidente de Oswald Spengler o La rebelión de las masas de José Ortega y Gasset).

### La Primera Guerra Mundial y sus consecuencias

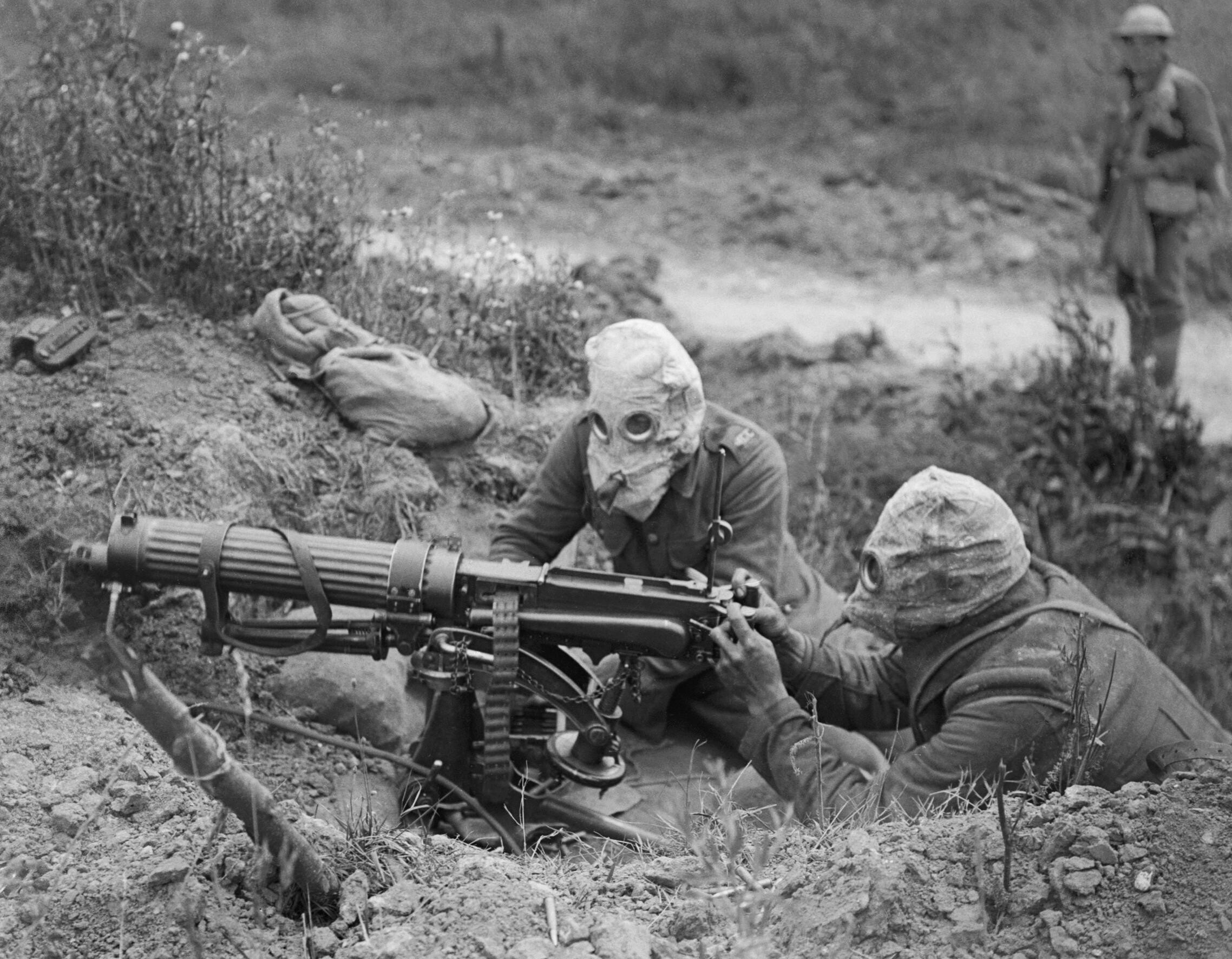
Puesto de ametralladora británico, con los soldados protegidos por máscaras de gas, durante la batalla del Somme (julio de 1916). Las innovaciones técnicas y la llamada guerra de trincheras fueron características del frente occidental europeo durante este devastador conflicto.

El 28 de junio de 1914, un incidente internacional menor, el atentado de Sarajevo (el asesinato del archiduque Francisco Fernando de Austria), provocó una crisis que dio pretexto al Imperio austrohúngaro para presionar a Serbia mediante un ultimátum que desencadenó la activación de una compleja red de pactos defensivos: Serbia lo tenía con Rusia para el caso de una guerra contra Austria-Hungría, esta con Alemania para el caso de una guerra contra Rusia, y esta a su vez con el Reino Unido y Francia para el caso de una guerra con Alemania. En pocos días, las principales potencias estaban inmersas en una guerra general que no se limitó a Europa, involucrando a todos los continentes habitados y que se prolongó hasta 1918.
A pesar de lo autodestructivo que el episodio resultó para todos los agentes implicados, la guerra, largamente preparada y en algunos casos deseada, fue ampliamente popular en su inicio, no resultando difícil la movilización de enormes contingentes de soldados, que acudían al frente en medio de un ambiente festivo. Incluso buena parte del movimiento obrero, doctrinalmente pacifista e internacionalista, se fragmentó siguiendo las fronteras nacionales, apoyando cada partido socialista local a su correspondiente gobierno en el esfuerzo de guerra, y en muchos casos participando activamente en las tareas que les fueron encomendadas bajo gobiernos de concentración. Solo avanzado el conflicto, ante la magnitud de la destrucción física y moral de generaciones enteras de jóvenes (16 millones de muertos, a los que se añadieron los de la llamada gripe española) y un impresionante número de mutilados, además de la desorientación vital, social e intelectual a la que se enfrentaron los supervivientes marcados por tan penosa experiencia, pasó a considerarse la Gran Guerra como la mayor catástrofe sufrida hasta entonces por la humanidad.
El Imperio alemán se jugó la baza del Plan Schlieffen, que implicaba una maniobra de tenazas que acorralara en el frente occidental a los franceses (como había ocurrido en la batalla de Sedán de 1870), después de lo cual podrían volverse para repeler a los rusos en el frente oriental. La invasión de la neutral Bélgica se cumplió con rapidez, pero la penetración en territorio francés quedó frenada por la eficaz resistencia franco-británica (el llamado milagro del Marne, septiembre de 1914). A pesar de que la artillería alemana llegó a bombardear París (los Pariser Kanonen o Gran Berta) el frente quedó estacionario en una desgastante guerra de trincheras cuya puntual intensificación careció siempre de resultados decisivos (batalla de Verdún, diciembre de 1916).
Italia no se consideró obligada a responder a su vinculación a la Triple Alianza, y de hecho un año más tarde declaró la guerra a los Imperios Centrales (denominación del bando formado por Alemania, Austria-Hungría, Bulgaria y el Imperio otomano) en la confianza de obtener algún tipo de incorporación territorial en el frente italiano.
En el frente oriental, el inicial avance ruso fue espectacularmente replicado, en medio de gravísimas dificultades internas que llevaron al estallido de la Revolución rusa de 1917. A pesar de que inicialmente no supusieron la salida de Rusia de la guerra (periodo de Kérenski), se impuso como inevitable en el periodo siguiente (la petición de pan, paz y todo el poder a los soviets era el lema bolchevique, y el propio Lenin había conseguido entrar en Rusia gracias al apoyo alemán, que le permitió cruzar su territorio en un vagón sellado).
La ventaja obtenida con la supresión del frente oriental no llegó a ser decisiva, porque desde el mismo año 1917 Estados Unidos había entrado en el conflicto en apoyo de sus aliados comerciales (Francia y sobre todo Reino Unido), con el argumento de responder a la guerra submarina. Alemania no podía seguir con el esfuerzo bélico y, una vez roto el frente occidental en Bélgica, decidió rendirse (11 de noviembre de 1918) antes de que la guerra afectase a su propio territorio o triunfase una revolución similar a la soviética (el fallido levantamiento espartaquista que finalizó la Revolución de Noviembre). Austria-Hungría, cuya capacidad de resistencia era aún menor, quedó disuelta en entidades nacionales independientes.
En otro escenario clave, la Gran Guerra supuso el hundimiento del Imperio otomano en Próximo Oriente, consiguiendo los británicos la movilización del nacionalismo árabe (Lawrence de Arabia), postura contradictoria con el apoyo simultáneo que se ofrecía a los sionistas (Declaración Balfour) y con los intereses que tenían con los franceses de repartirse la zona (Acuerdo Sykes-Picot), lo que planteará para un futuro uno de los puntos de tensión internacional más importantes, sobre todo por su riqueza en petróleo.

Europa en 1914.
Europa en 1929.

#### Tratado de Versalles y fracaso de la Sociedad de Naciones
El Tratado de Versalles (1919) y los demás negociados en la Conferencia de Paz de París tras el armisticio, no lo fueron en pie de igualdad, sino desde la evidente derrota de los Imperios Centrales (Segundo Reich Alemán, Imperio austrohúngaro e Imperio otomano), que de hecho habían desaparecido como tales entidades políticas. La reducción al mínimo territorial de las nuevas repúblicas de Austria y Turquía imposibilitaba que hicieran frente a la exigencia de responsabilidades (incluyendo fuertes indemnizaciones) que caracterizaba la postura de los vencedores (especialmente la de Francia), con lo que la atribución de la culpa y por tanto de las indemnizaciones recayó principalmente en Alemania, que había sobrevivido como estado, a pesar de la pérdida de las colonias, el recorte territorial (pérdidas de Alsacia y Lorena y Polonia, incluyendo el corredor de Danzig, que dejaba aislada Prusia oriental) y el estricto desarme que se la exigía. La imposición fue percibida como un diktat (dictado), y sus durísimas condiciones contribuyeron al caos económico y político de la recientemente creada República de Weimar.
Se pretendía haber hecho la guerra que acabaría con las guerras, creando un nuevo orden internacional basado en el principio de nacionalidad (identificación de nación y estado), cuestión que debería resolverse con plebiscitos allí donde esa identidad fuera cuestionable (lo que ocurría en la práctica totalidad de Europa, aunque solo se aplicó en pequeño número de casos fronterizos). Se pretendía que las nuevas naciones, al carecer de ambiciones territoriales, renuncian a la guerra como método de resolución de conflictos (propósito explícito que se reflejó incluso en constituciones nacionales como la Constitución de la República Española de 1931). La paz se garantizaría por el principio de seguridad colectiva, administrado por un organismo internacional: la Sociedad de Naciones, cuya sede se fijó en Ginebra. La exclusión de Alemania y la Unión Soviética, más el rechazo del Congreso de los Estados Unidos a su inclusión, limitó de forma grave su eficacia. Incluso entre sus propios miembros, la nula capacidad de hacer cumplir sus decisiones a los estados que no lo hicieran voluntariamente (casos del Japón en Manchuria o de Italia en Abisinia) demostró su práctica inoperancia en cuestiones graves, aunque en otros campos sí desarrolló funciones más o menos importantes (Organización Internacional del Trabajo y otras agencias).
La diplomacia bilateral y multilateral continuó siendo el principal ámbito de las relaciones internacionales, aunque ciertamente se vio influenciada, sobre todo inicialmente, por el nuevo clima de confianza. La proscripción de la diplomacia secreta no tuvo en realidad cumplimiento. El Tratado de Rapallo (1922), los Tratados de Locarno (1925) y el Pacto Briand-Kellogg (1928) marcaron distintas conformaciones de alianzas o declaraciones de buenas intenciones que no consiguieron disipar la desconfianza entre las potencias, incrementada dramáticamente a partir de la crisis de 1929 que proyectó las tensiones internas de cada país al terreno internacional. Su manifestación más grave fue el expansionismo y rearme alemán (Anschluss -anexión de Austria, 1934-, crisis de Renania -1936-, crisis de los Sudetes -1938-). El fracaso de la política de apaciguamiento (acuerdos de Múnich, 1938), más temerosa del peligro comunista que del fascista (Eje Roma-Berlín, octubre de 1936) se repitió en el fracaso de la política de no intervención con que se pretendía paliar los efectos de la guerra civil española (1936-1939). Los definitivos virajes hacia la guerra se hicieron inevitables cuando, a los pocos meses de terminar aquella, Hitler y Stalin sellaron el Pacto Ribbentrop-Mólotov (23 de agosto de 1939) o Pacto de no agresión Germano-Soviético.

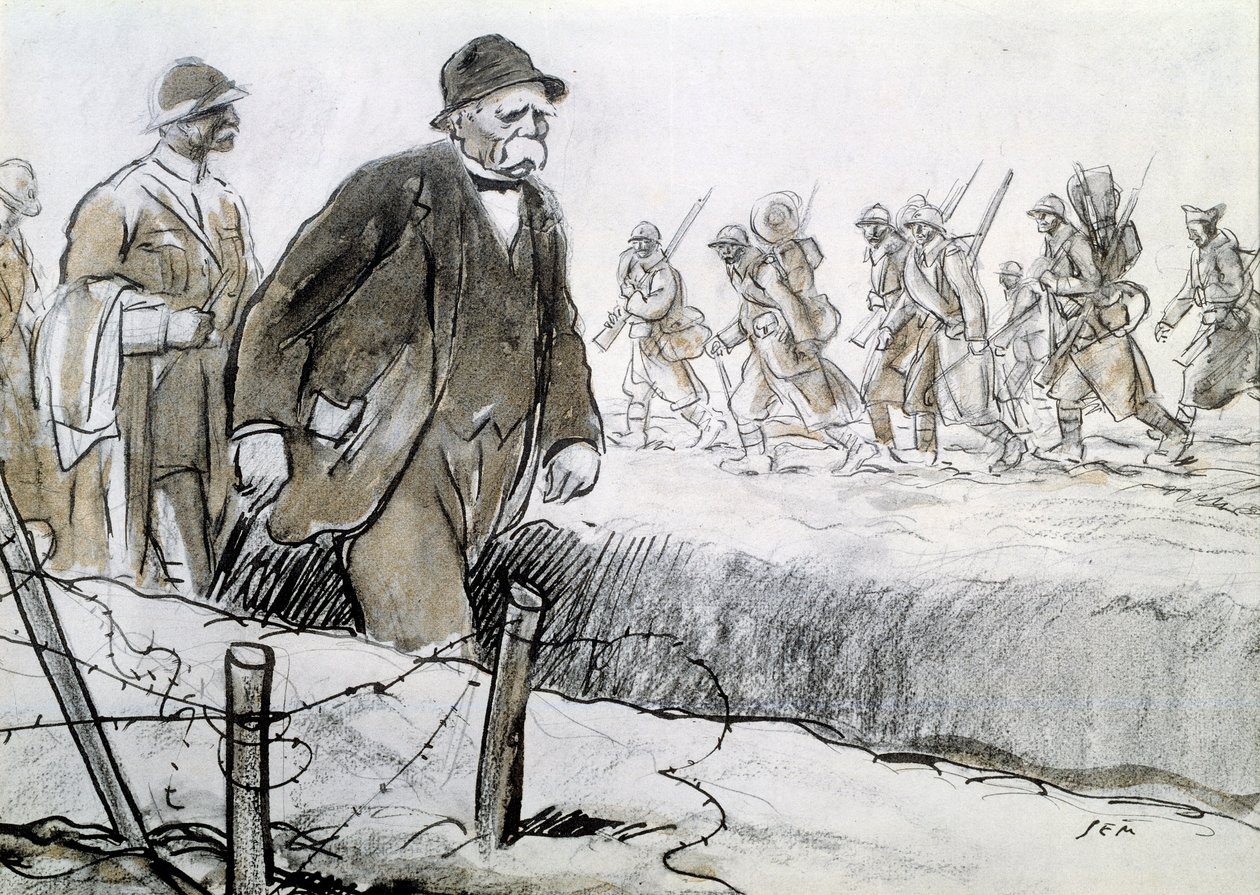
Caricatura del primer ministro francés Georges Clemenceau (el Tigre) en las trincheras. Fue el estadista aliado más partidario de un trato duro a Alemania en el Tratado de Versalles.
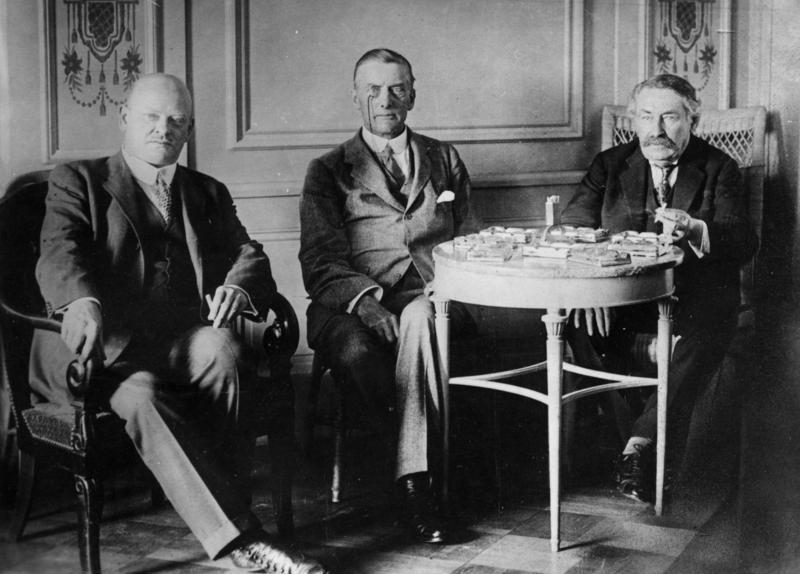
Tres de los principales estadistas europeos de la fase más pacifista del periodo de entreguerras: el alemán Gustav Stresemann, el británico Austen Chamberlain y el francés Aristide Briand, reunidos en Locarno en octubre de 1925.
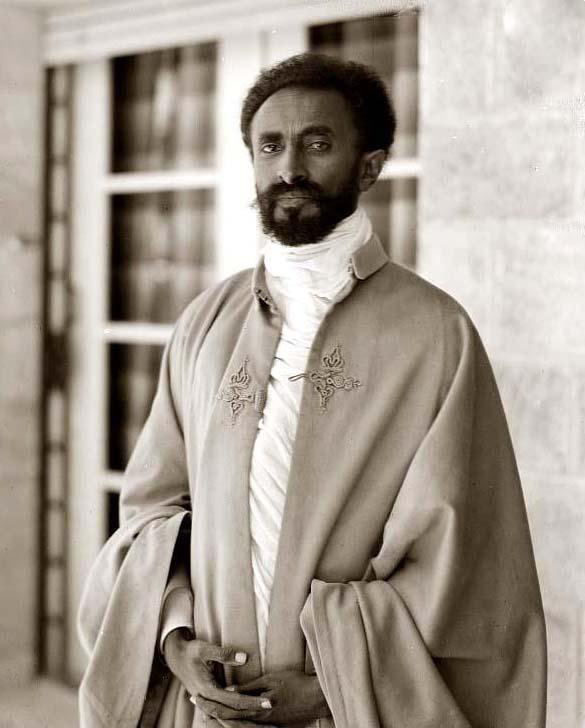
Haile Selassie, el negus de Etiopía, fue destronado por la invasión de la Italia fascista (1936), en lo que fue la última anexión colonialista europea en África y el primer gran fracaso de la Sociedad de Naciones.

#### Surgimiento de los totalitarismos
Свобода для чего?
Libertad ¿para qué?
Vladímir Ilich Uliánov, Lenin.

La única garantía posible de democracia es un fusil en el hombro de cada obrero, ¡Eso debemos decirle a Kérenski cuando nos hable de «democracia»! 
Vladímir Ilich Uliánov, Lenin.

##### Revolución rusa

Discurso de Lenin, líder de la revolución bolchevique, soviética o comunista, la primera experiencia en el mundo de dictadura del proletariado en aplicación de su interpretación del marxismo (denominada marxismo-leninismo). Se convirtió en una figura cuasi-divinizada (en un estado oficialmente ateo), su imagen convertida en icono, su nombre dado a la ciudad de San Petersburgo (Leningrado) y su cadáver embalsamado expuesto en un mausoleo en la Plaza Roja de Moscú, donde era objeto de una veneración ritual permanente a cargo de multitudes que esperaban en una larga cola.

La Revolución de Febrero de 1917 derrocó al gobierno zarista de Nicolás II, cuya gestión de la guerra era catastrófica, y que había perdido el prestigio místico con que el zar se presentaba como padrecito del pueblo. Un conjunto de partidos conservadores, liberales y socialdemócratas (mencheviques, eseritas, etc.) liderados por Aleksandr Kérenski pretendieron construir un estado democrático que mantuviera el esfuerzo bélico junto a los aliados occidentales (Gobierno Provisional Ruso). La situación bélica, económica y social no hizo más que empeorar en los siguientes meses. La rocambolesca llegada de Lenin inició la estrategia insurreccional bolchevique que llegó al poder con la Revolución de Octubre (Asalto al Palacio de Invierno, 25 de octubre según el calendario ortodoxo). Pocos meses después, en enero de 1918, el nuevo gobierno bolchevique disolvió la Asamblea Constituyente Rusa, elegida democráticamente en noviembre de 1917. El poder soviético ignoraba la representación electoral y las libertades, despreciadas por burguesas en beneficio de las asambleas de soldados y obreros que tomaban las fábricas y las unidades militares.
El Tratado de Brest-Litovsk (3 de marzo de 1918) supuso el final de la guerra con las potencias centrales y la renuncia a una gran extensión de territorio (Polonia, Ucrania, el Báltico, Finlandia), pero no trajo la paz, puesto que continuaron las hostilidades, ahora como guerra civil rusa (1917-1923) entre el ejército rojo, liderado por Trotski y el ejército blanco, controlado por oficiales zaristas y tras el final de la Gran Guerra financiado por las potencias vencedoras; el asesinato de la familia Romanov impidió un posible regreso del zar Nicolás II o cualquier familiar suyo al poder. Al mismo tiempo se fue implementando el programa social y económico del comunismo de guerra, que suponía la colectivización de tierras y fábricas, que pasaron a ser controladas por instituciones del nuevo gobierno (cuyos nombres pasaron a convertirse en míticos para el imaginario obrero de todo el mundo: soviet, koljós, sovjós, etc.) teóricamente asamblearias pero fuertemente controladas desde la cúspide por el Partido (que pasará a llamarse comunista, y el estado República Socialista Federativa Soviética de Rusia en 1917 y Unión de Repúblicas Socialistas Soviéticas en 1922). Al igual que había ocurrido durante la fase más exaltada de la Revolución francesa, se produjeron matanzas masivas (por ejecuciones o como consecuencia de las deportaciones según lo estipulado en el Art. 58 del Código Penal) y la salida al extranjero de un gran número de exiliados.
La victoria del ejército rojo consiguió incluso la recuperación de buena parte del territorio cedido en Brest-Litovsk (guerra polaco-soviética, 1919-1921). Con el asentamiento de las fronteras se inició una fase de moderación del proceso revolucionario dirigida por el propio Lenin (Nueva Política Económica, NEP) en la que se consintió la reconstrucción de empresas privadas y la recuperación de la figura del campesino enriquecido (kulak).
Tras la firma del Tratado de Creación de la URSS (1922), las luchas de poder entre León Trotski e Iósif Stalin, partidario el primero de la extensión del proceso revolucionario a otros países (revolución permanente) y el segundo de la construcción y consolidación de un estado proletario (socialismo en un solo país), comenzaron durante la agonía de Lenin (1924) y terminaron cinco años después con la victoria de Stalin, que inició una época de purgas (Gran Purga) con la eliminación de los trotskistas (XV Congreso, 1927), en una intensificación de la represión política que acabó con toda oposición o crítica a su poder personal (Nikolái Bujarin, oposición de derecha), originando un verdadero culto a la personalidad dentro de un sistema totalitario: el estalinismo. La colectivización recibió un impulso definitivo, sustituyendo la liberalización de la NEP por los planes quinquenales a cargo de un Gosplán que centralizaba la totalidad del proceso productivo sin intervención del mercado, decidiendo burocráticamente qué debía producirse, dónde y por quién, y dónde y quién debía consumirlo. Se estimuló el trabajo voluntario a través de la emulación (estajanovismo), aplazando cualquier reivindicación de mejora de condiciones de vida o trabajo para los obreros en cuyo nombre se decía estar construyendo la sociedad comunista, y relegando la producción de bienes de consumo en beneficio de la industria pesada. La Tercera Internacional (Komintern o internacional comunista, que se había creado en 1919) utilizó la disciplinada labor de los partidos comunistas de todos los países del mundo en función de los intereses del régimen soviético. Cualquier desviacionismo detectado, incluso el más inverosímil e imaginario (desde el aburguesamiento a la traición), era advertido al propio afectado, que se veía obligado a ejercer sobre sí mismo la autocrítica y a aceptar la sanción de la justicia revolucionaria.

##### Fascismo

Encuentro de Hitler y Mussolini, führer y duce (guías) de las dictaduras nazi y fascista, que planteaban como una tercera vía contraria tanto al comunismo (la amenaza más visible a las estructuras capitalistas) como a la democracia liberal, tildada de decadente. Establecieron una alianza denominada Eje Roma-Berlín, en cuya órbita figuraron Japón, España, Hungría, Rumanía y los países ocupados durante la Segunda Guerra Mundial. El carisma peculiar de ambos líderes, llevado hasta el histrionismo, fascinaba a las masas que les seguían; pero también fue objeto de parodias contemporáneas, entre las que destacan, por su genialidad y lucidez, El gran dictador de Charles Chaplin (1940) y To be or not to be de Ernst Lubitsch (1942).

En la mayor parte de los países, el desprestigio de la política liberal tradicional y el miedo al comunismo hizo surgir movimientos políticos interclasistas y ultranacionalistas, caracterizados por un liderazgo carismático y algún tipo de parafernalia simbólica agresiva o paramilitar (entre los que destacaba el uso de camisas de ciertos colores). Su evidente similitud y la profundidad de los rasgos comunes con el fascismo italiano ha permitido a la historiografía calificarlos de fascistas, a pesar de la diversidad de nombres y características locales. Únicamente en Alemania, Europa Meridional (Italia, España, Portugal, Grecia) y Oriental (Rumanía, Hungría, Polonia) se establecieron endógenamente en los años veinte y treinta dictaduras que reciben comúnmente la denominación de regímenes fascistas, o bien el calificativo de totalitarios (si consiguieron acabar con todo tipo de discrepancia) o autoritarios (si permitieron un mínimo grado de pluralismo en su propio seno). Durante los años de la Segunda Guerra Mundial se establecieron incluso en Europa occidental gobiernos colaboracionistas en los que la presencia de los fascistas locales o la implantación de medidas políticas de tipo fascista era menos decisivo que el control militar alemán.

###### Surgimiento del fascismo en Italia
En Italia, frustrada en sus ambiciones irredentistas por el Tratado de Versalles, el descontento fue encauzado por los Fasci italiani di combattimento de Benito Mussolini (un antiguo socialista, que había evolucionado hacia un discurso antiliberal, anticomunista, ultranacionalista, irracionalista y exaltador de la violencia) contra cualquier movimiento prerrevolucionario o simplemente huelguístico o reivindicativo de los partidos y sindicatos de izquierda (especialmente a través de grupos paramilitares, squadrismo), aprovechando el miedo de gran parte de la población de que estalle una revolución socialista similar a la rusa en el país (biennio rosso, 1919-1920). Con la Marcha sobre Roma (1922), encabezada por el movimiento de los camisas negras, consiguió que el rey Víctor Manuel III le diera el gobierno fuera de las vías parlamentarias, e inició una dictadura de facto. Planteaba la superación de las divisiones políticas con un partido único y la lucha de clases mediante una política económica corporativista. Consiguió el reconocimiento mutuo con el Papa en los Pactos de Letrán. La necesidad de expansión exterior le llevó a campañas militares en Etiopía y Albania, que le pusieron en dificultades en la Sociedad de Naciones.

###### Alemania y el nazismo
Alemania, tras la Revolución de Noviembre (1918-1919), había experimentado la construcción de un estado social de derecho con la República de Weimar (1918-1933), pero la inestabilidad económica y social no permitió su consolidación en sus primeros años. La radicalización de las posturas más extremistas, enfrentadas violentamente, condujo a la temerosa y empobrecida clase media a optar por la solución más opuesta a la revolución comunista.
Tras un frustrado golpe de Estado (Putsch de Múnich, 1923) y su paso por la cárcel, donde desarrolló su programa en Mein Kampf, Adolf Hitler consiguió llegar al poder por vía electoral tras el Decreto del Incendio del Reichstag (1933), al tiempo que el Partido Nazi o nacionalsocialista, inicialmente un partido minoritario caracterizado por sus enfrentamientos en la lucha callejera contra grupos izquierdistas, iba ocupando cada vez más espacios públicos y privados, restringiendo las libertades y aniquilando toda oposición o manifestación de individualismo (Gleichschaltung) y pluralismo (incluido el de sus propias filas -noche de los cuchillos largos, 1934-). El objetivo de la propaganda nazi, eficazmente utilizada por Joseph Goebbels (repite mil veces una mentira y acabará convirtiéndose en verdad), se centró obsesivamente en responsabilizar a los judíos de todos los males de la gente común (llegando a su máximo punto con sangrientos pogromos -noche de los cristales rotos, 1938-), que acabó convenciéndose de pertenecer al grupo de verdaderos alemanes, los de raza aria, cuyos intereses particulares debían supeditarse a la grandeza de Alemania. Tal grandeza debía recuperarse con la expansión a través de un espacio vital que incluía no solo las dispersas zonas habitadas por gentes de habla alemana, sino la Europa Oriental habitada por los eslavos, presentados como otra raza inferior.
La política de apaciguamiento que Francia y el Reino Unido mantuvieron hasta los acuerdos de Múnich permitieron a Hitler cumplir la parte inicial de su programa expansivo y rearmar una Gran Alemania, convertida en el Tercer Reich.

###### De la Segunda República Española al franquismo
Después de la fallida sublevación de Jaca (1930) contra la dictablanda de Dámaso Berenguer, se puso en duda la legitimidad del rey Alfonso XIII, que para evitar un posible conflicto armado entre monárquicos y republicanos, convocó unas elecciones que no hizo más que aumentar las tensiones, y tras la dimisión del rey, se determinó la proclamación de la Segunda República Española (1931-1939). La Segunda República fue un breve experimento de modernización a cargo de una minoría de intelectuales que pretendían apoyarse entre la base del movimiento obrero y el movimiento liberal-conservador, y que debido a la gran inestabilidad política terminó trágicamente en una guerra civil tras el intento de golpe de Estado de 1936, durante la que se produjo una revolución social en la retaguardia republicana. En la intervención extranjera en la guerra civil española, el apoyo de la Unión Soviética al gobierno republicano del Frente Popular y el de las potencias fascistas a los militares sublevados contrastó con el mantenimiento de una política de no intervención por las democracias occidentales (Comité de No Intervención). La victoria del bando sublevado estableció el régimen franquista (que incorporaba, además de los elementos similares al fascismo de Falange Española -el nacionalsindicalismo-, otros tradicionalistas, conservadores, militaristas y católicos -el nacionalcatolicismo-). De cara al inmediato futuro de Europa, esta primera batalla de la Segunda Guerra Mundial (demostrado en el bombardeo de Guernica, 1937) estimuló los planes de Hitler, en un contexto ya claramente prebélico para todas las naciones.

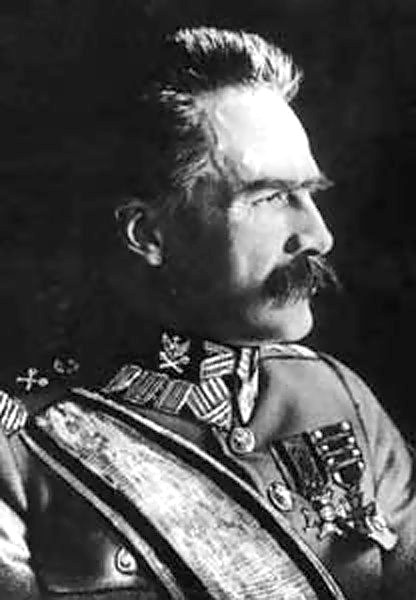
Józef Piłsudski, uno de los generales que participó en la batalla de Varsovia contra los soviéticos en la Guerra polaco-soviética, ejerció un poder dictatorial en la Polonia del periodo de entreguerras, entre las amenazas soviética y alemana.
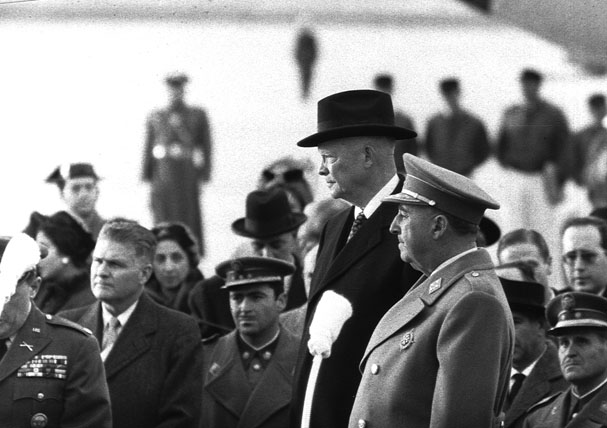
El general Francisco Franco mantuvo en España una de las más duraderas dictaduras europeas, fascista en su origen (Guerra civil española, 1936-1939), que evolucionó hacia el nacionalcatolicismo, el pacto con los Estados Unidos (en esta foto de 1959 aparece con el presidente Dwight D. Eisenhower, también general) y la tecnocracia desarrollista, hasta su muerte en 1975.
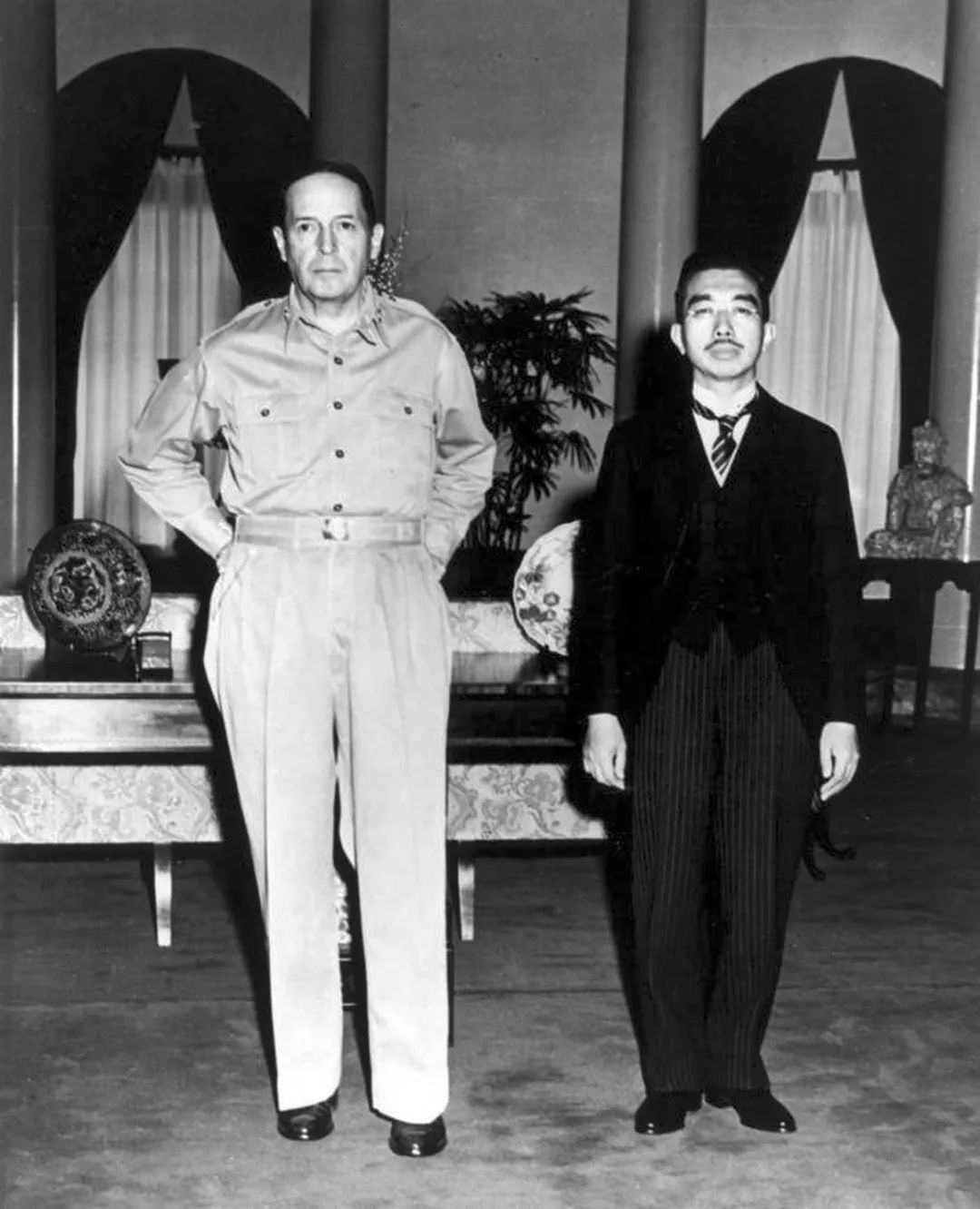
El emperador japonés Hiro Hito empequeñecido físicamente por el general Douglas MacArthur, ya despojado de su divinidad protocolaria tras la derrota de 1945. El expansionismo militarista japonés no había tenido una identificación ideológica con los fascismos europeos, sino más bien una relación estratégica por la convergencia de intereses.

#### Crisis de 1929 y estado del bienestar

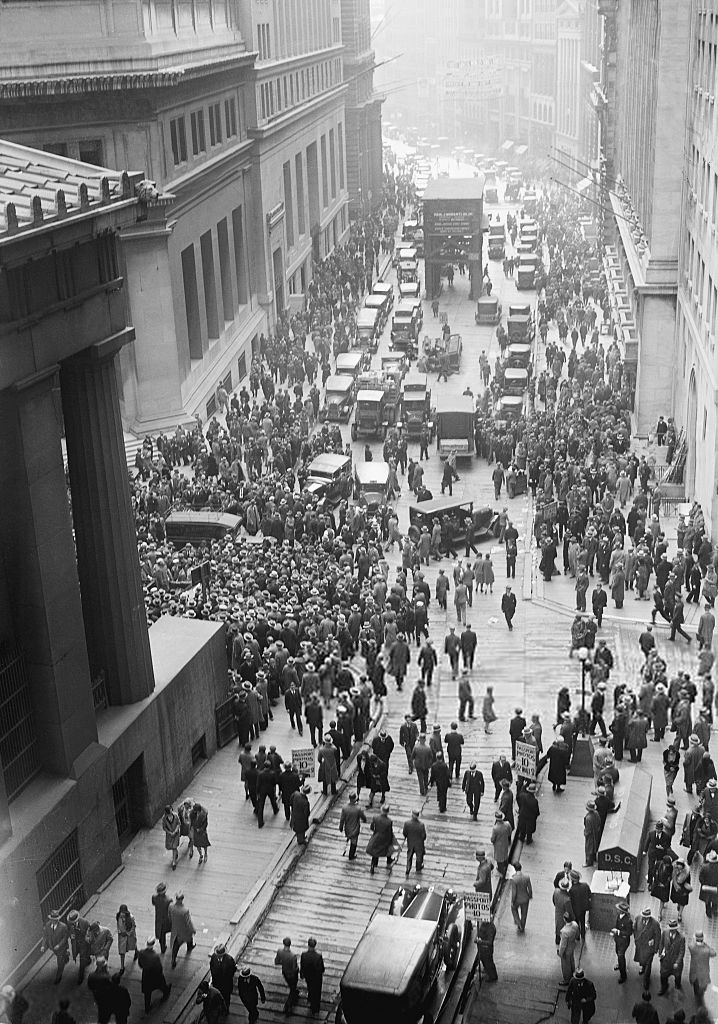
Una multitud se aglomera ante la Bolsa de Nueva York el jueves negro, 23 de octubre de 1929.

Como una reacción a los cambios económicos y políticos en torno a la Primera Guerra Mundial, se sentaron las bases del estado del bienestar. Durante el siglo XIX, el liberalismo económico había concebido al Estado como un mero garante del orden público, sin legitimidad para intervenir en la actividad económica de la nación (estado mínimo). Sin embargo, de manera progresiva, el Estado había tenido que intervenir en la regulación de las condiciones de trabajo, a través de las leyes sociales, creando el moderno Derecho del Trabajo, como una manera de responder a los apremiantes problemas derivados del industrialismo y desactivar la bomba de tiempo que representaban las aspiraciones del movimiento obrero.
Sin embargo, fue después de la Primera Guerra Mundial cuando se produjo el cambio teórico fundamental. El economista John Maynard Keynes observó que la oferta económica es reflejo de la demanda (no al revés, como planteaba clásicamente la ley de Say), y por ende, la manera de levantar una economía deprimida (fase baja del ciclo económico cuya misma existencia era discutida por los teóricos del libre mercado) era subsidiando la demanda a través de una fuerte intervención estatal. Consciente de las consecuencias negativas de las cláusulas económicas del Tratado de Versalles, había predicho que los pagos a que se obligaba a Alemania, junto con el endeudamiento (tanto de esta como de las potencias vencedoras) con Estados Unidos, provocaría un desorden financiero internacional con consecuencias funestas. No obstante, los años veinte fueron los felices años veinte, propicios a la especulación, la compra a crédito y el consumismo, al menos en Estados Unidos (un pollo en cada cazuela y dos coches en cada garaje, era el eslogan electoral de Herbert Hoover), que solo parecía deslucirse por la ley seca y el gansterismo. La crisis de posguerra, fruto de la desmovilización, no tuvo consecuencias muy graves en las economías, a excepción de la alemana, sometida a una terrible hiperinflación. Los consejos de Keynes fueron desoidos, y no se acogieron por parte de los gobiernos hasta después de que la Gran Depresión posterior al crack de 1929 (momento en que estalló la burbuja de especulación financiera) literalmente arrasó el mercado de valores, y tras él el sistema productivo y el mercado laboral generando un pavoroso paro masivo. El recurso generalizado al proteccionismo deprimió aún más el comercio internacional y acentuó la depresión económica.
En la década de 1930, regímenes políticos muy diferentes entre sí emprendieron, como salida a la Gran Depresión, políticas keynesianas, es decir, intervencionistas, de estímulo de la demanda a través de las obras públicas, subsidios sociales y aumento extraordinario del gasto público, con abundante recurso a la deuda pública. La llegada a la presidencia estadounidense del demócrata Franklin Delano Roosevelt emprendió esas medidas con la denominación de New Deal (Nuevo acuerdo o Nuevo reparto de cartas). La economía dirigida del corporativismo fascista podía considerarse hasta cierto punto similar, y concretamente el rearme alemán proporcionaba una solución tanto al ejército de parados como a la industria pesada. La Unión Soviética de Stalin ya era una economía planificada desde el Estado, y su sistema económico no capitalista, aislado del circuito financiero, la hacía inmune a los efectos del Crack de 1929.

#### Empequeñecimiento de Europa y protagonismo de nuevos continentes
La adopción por parte del mundo extraeuropeo de ideas, tecnologías, sistemas políticos y socioeconómicos originados en Europa, llevó a la paradoja de que la misma Europa se vio reducida en tamaño e importancia en el concierto mundial. En adelante debió conformarse con ser un actor más en un escenario geopolítico que se había hecho mucho más vasto.

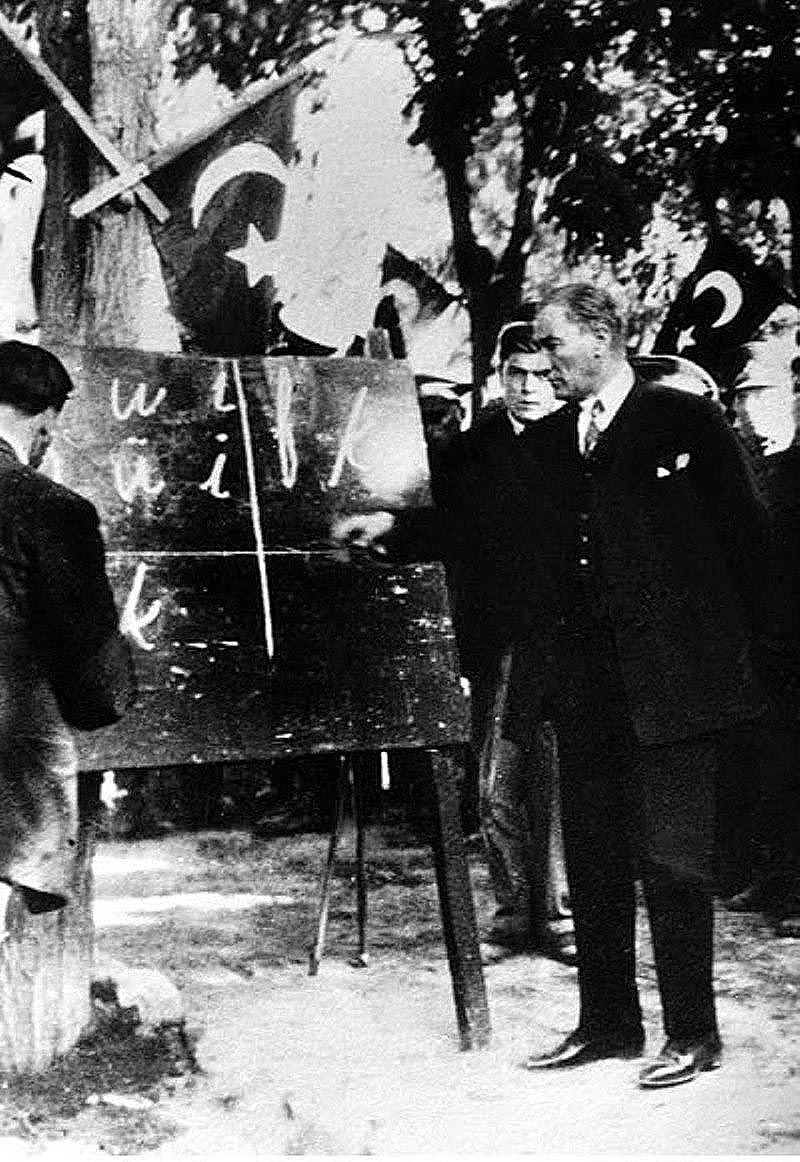
Atatürk, el 20 de septiembre de 1928, explica el nuevo alfabeto en una pizarra, bajo la bandera turca.

##### Kemalismo en Turquía
El periodo final del Imperio otomano ya estaba gobernado por una élite occidentalizadora (los Jóvenes Turcos, quienes obtuvieron el poder en la Revolución de los Jóvenes Turcos en 1908). La disolución del Imperio otomano se fue diseñando en las conversaciones diplomáticas de la Conferencia de París (1919) que culminaron en el tratado de Sèvres, en medio de un escenario estratégico que amenazaba incluso con hacer inviable la continuidad de ninguna nación turca, o reconocer otros estados que finalmente no se consolidaron, como la Armenia Wilsoniana, intento de definición de una nación armenia tras los traumáticos hechos que diezmaron a su pueblo durante la Primera Guerra Mundial, de denominación controvertida en la propia Turquía -genocidio armenio-.
La reacción nacionalista liderada por Mustafá Kemal (denominado Atatürk o padre de los turcos) expandió militarmente las fronteras del estado residual en que se había convertido la nueva República de Turquía (guerra de Independencia turca, 1919-1923). El programa occidentalizador que impulsó desde ese momento incluyó la sustitución del alfabeto árabe por el latino y la del traje tradicional por una moda homologable a la que se veía en las calles de París o Londres. Su sistema político (el kemalismo), que nunca dejó de ser autoritario, se construyó explícitamente a imitación de los europeos en un eclecticismo que pretendía reunir elementos de tan distintas y opuestas procedencias como la democracia liberal, el estado social y los totalitarismos fascista y soviético.

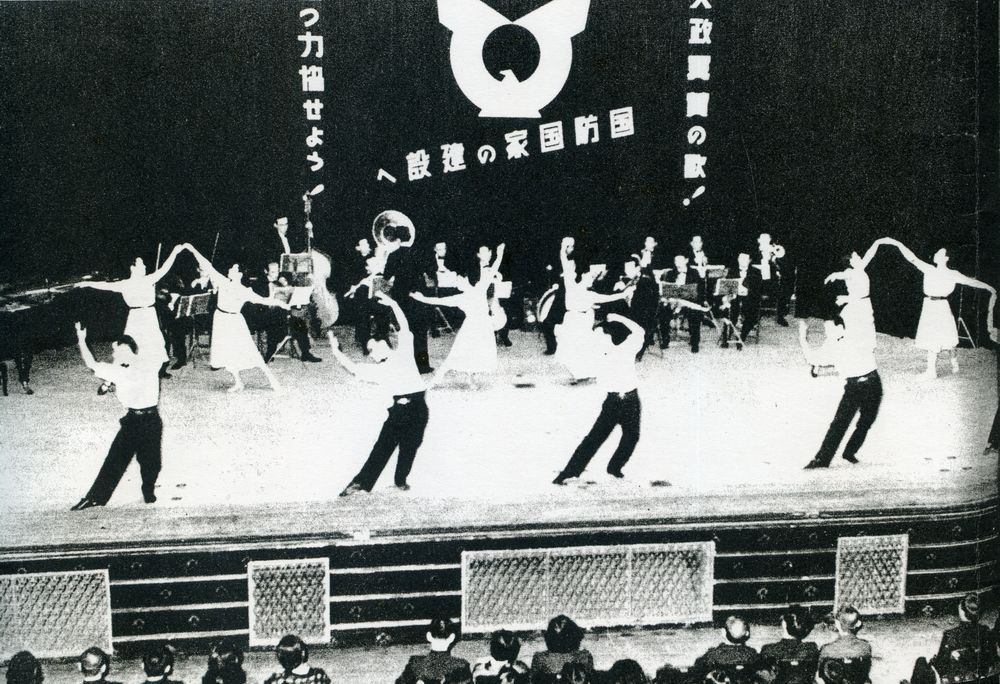
Ceremonia de creación del Taisei Yokusankai (1940), movimiento de encuadramiento político y social de tipo totalitario y militarista, organizado desde el gobierno, que presidió la vida japonesa hasta 1945.

##### De la restauración Meiji al militarismo japonés
La posibilidad de que una civilización ajena al cristianismo y étnicamente no europea se desarrollara había sido demostrada por la historia contemporánea de Japón desde la llamada Restauración Meiji. El Shogunato Tokugawa había sido derrocado en 1869 en la Guerra Boshin, y a partir de la Era Meiji los sucesivos emperadores impulsaron una profunda occidentalización (Constitución Meiji), que para 1905 había conseguido sobrepasar en eficacia al Imperio ruso (guerra ruso-japonesa, 1904-1905). En la Primera Guerra Mundial rentabilizaron su postura a favor de la Triple Entente apoderándose de varias colonias alemanas en el Pacífico que retuvieron después del conflicto. A pesar de la experimentación de mecanismos propios del liberalismo democrático (durante la Era Taishō, 1912-1926), la vida política, social y económica estaba dominada por el denominado militarismo japonés, con unas fuerzas armadas construidas desde finales del siglo XIX bajo el modelo prusiano. El expansionismo japonés se proyectó en China, no limitándose a las concesiones puntuales que habían caracterizado la presencia occidental, sino mediante una presencia militar masiva y conquistas territoriales, que desde Manchuria (invasión japonesa de Manchuria, 1931) se extendieron al sur por China oriental (guerras chino-japonesas, la primera en 1894-95 y la segunda en 1937-45, ya en la Era Shōwa). La pretensión de desplazar a los blancos (británicos, franceses, neerlandeses y estadounidenses) como colonizadores de Asia se llegó a desarrollar ideológicamente (Asia para los asiáticos), en una pretensión que parecía sólidamente cimentada en un crecimiento económico solo limitado por la escasez de materias primas que caracterizaba al suelo japonés. La necesidad de ese espacio vital (en terminología nazi) empujó a Japón a la alianza con Alemania y le conduciría a la Segunda Guerra Mundial en un escenario inédito en la historia bélica: la guerra del Pacífico (1937-1945). La responsabilidad en la política japonesa de un complejo entramado de intereses políticos, industriales y militares, encabezado por el general Hideki Tōjō, diluyó la del propio emperador Hiro Hito lo que permitió la continuidad de este en el trono tras la ocupación estadounidense (que le consideraba clave para el mantenimiento de la cohesión social japonesa) hasta su muerte en 1989.

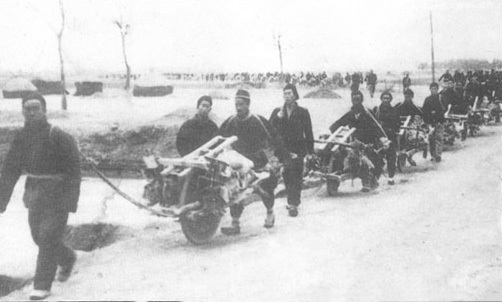
Campesinos chinos acarreando material para el ejército comunista en una fecha indeterminada de los años treinta. La prolongada Larga Marcha forjó una peculiar vinculación entre las masas campesinas y los cuadros del Partido Comunista Chino de Mao Zedong.

##### Revolución china
La dinastía Qing dirigida por el emperador Puyi fue derrocada en 1911 después de un largo período de guerras civiles que significaron el fin de un Imperio milenario. Sun Yat-Sen emprendió un proceso de modernización occidentalizadora de la República de China, que se vio imposibilitado tanto por la intervención externa (principalmente la japonesa) como por fuertes divisiones internas, con zonas enteras independizadas en la práctica y gobernadas por señores de la guerra locales, y la cada vez mayor presencia comunista entre las masas urbanas y campesinas. La matanza de Shanghái contra opositores del gobierno dio comienzo a la guerra civil china, que duró de 1927 hasta 1950. El conflicto bélico incluyó el periodo de la Segunda Guerra Mundial y la mítica Larga Marcha protagonizada por el líder comunista Mao Zedong, que terminó proclamando la República Popular China en 1949, mientras que el nacionalista Chiang Kai-shek resistía en Taiwán protegido por la flota estadounidense.

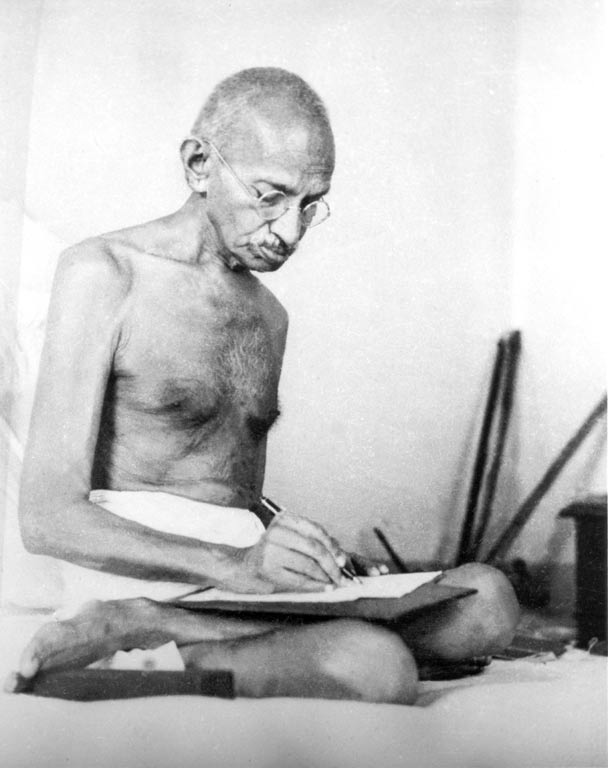
Mahatma Gandhi, líder inspirador de la independencia de la India, fue víctima a su vez de la terrible violencia que la caracterizó.

##### Violencia y no violencia en India
El movimiento de independencia indio tenía precedentes anteriores, como la declaración de Bal Gangadhar Tilak del swaraj (autogobierno) como derecho, pero no fue hasta después de la Primera Guerra Mundial, y bajo el liderazgo de Mohandas Gandhi (apodado Mahatma o «alma grande» en sánscrito) y su propuesta de resistencia no violenta (ahimsa), que los nacionalistas se hicieron cada vez más fuertes. Tras la masacre de Amritsar (1919) los británicos se vieron obligados a iniciar un lento proceso de negociaciones (Reformas de Montagu-Chelmsford), que pese a que la represión se siguió manteniendo (cuya resistencia india se vio fortalecida en protestas como la Marcha de la sal), culminó en su independencia tras el nuevo paréntesis de la Segunda Guerra Mundial.

##### El mundo anglosajón no europeo
Los dominios británicos de Canadá, Australia y Nueva Zelanda, cada vez más independientes de hecho, incrementaron espectacularmente su economía y población.
Estados Unidos emergió como gran potencia mundial después de la Primera Guerra Mundial. Sin embargo, cuando Woodrow Wilson remitió al Congreso la aprobación del ingreso en la Sociedad de Naciones (una de sus propias ideas para la paz -catorce puntos de Wilson-), fue ampliamente rechazada, prefiriendo la clase política estadounidense la tradicional política de aislacionismo. No obstante, la íntima conexión del capitalismo industrial, comercial y financiero estadounidense con el resto del mundo hizo imposible el mantenimiento de esa postura en los años cuarenta.

##### América Latina en el mundo
Algunas naciones de América Latina, sobre todo las zonas con gran emigración europea (Argentina y Brasil, y en menor medida Chile, Colombia, Cuba, Perú, Uruguay y Venezuela), también se convirtieron en agentes internacionales activos a pesar de no intervenir en la Primera Guerra Mundial, neutralidad que incluso las benefició, por el aumento de la demanda de materias primas y todo tipo de productos durante el periodo bélico. México, en cambio, experimentó una especial coyuntura histórica.

###### Revolución mexicana
En México, las fuertes tensiones entre una oligarquía positivista (Porfirio Díaz) y una amplia base campesina desprotegida llevaron finalmente a la revolución mexicana (1910-1920), en la que líderes campesinos como Emiliano Zapata y Pancho Villa y políticos opositores como Francisco I. Madero se rebelaron y pusieron en jaque al viejo orden. En medio de este proceso se promulgó la Constitución de 1917, que fue pionera entre los documentos de su tipo en el mundo, por incorporar en su articulado diversas garantías sociales para la población. De todos modos, el restablecimiento de la paz social fue dificultoso, y la nueva institucionalidad solo puede considerarse establecida y consolidada bajo la Presidencia de Lázaro Cárdenas (1934-1940).

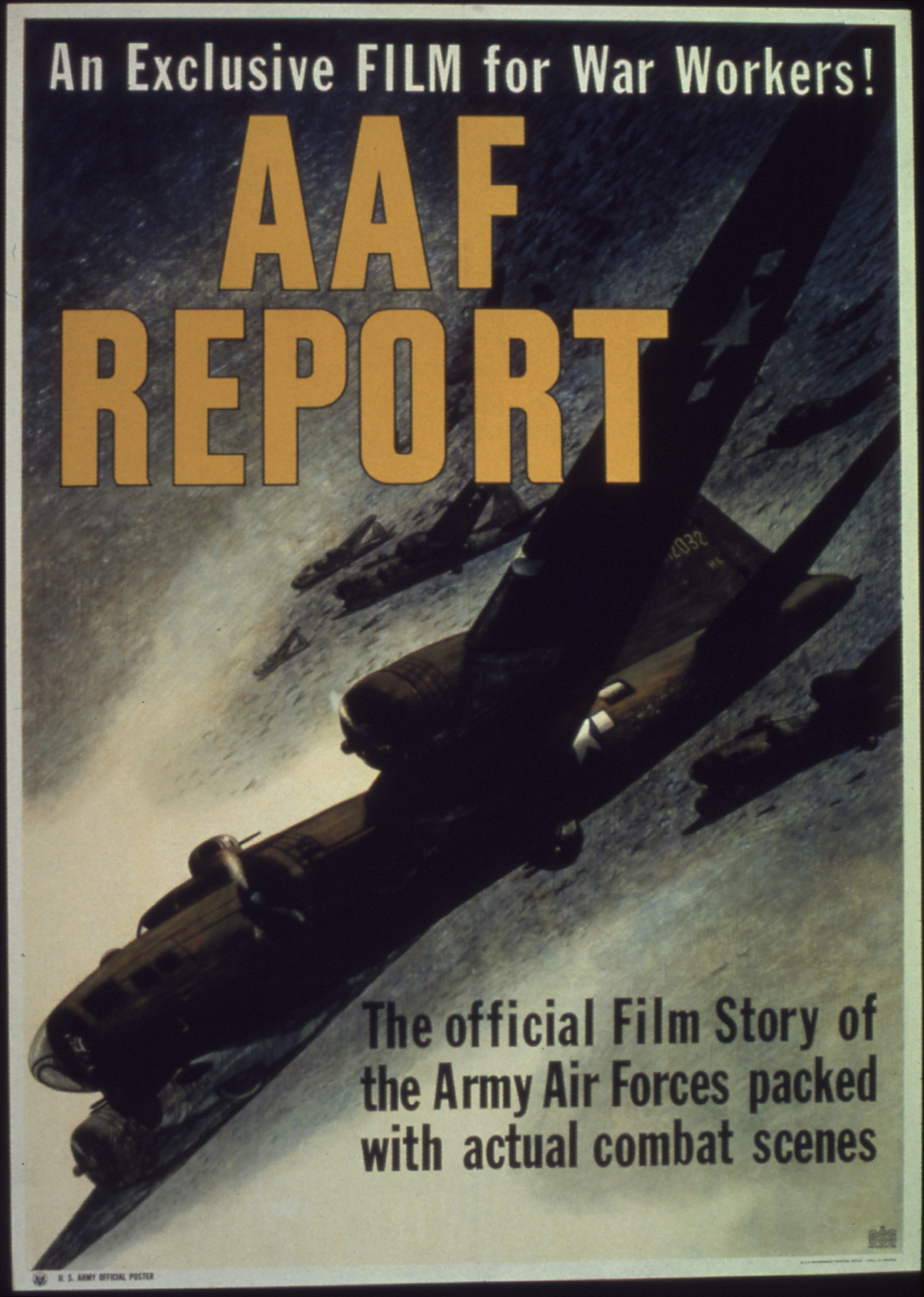
Cartel propagandístico. Tanto la aviación como la propaganda fueron masivamente utilizadas en la Segunda Guerra Mundial, a una escala no igualada en ninguna otra contienda anterior, y difícilmente comparable a las posteriores. La orientación de todas las fuerzas productivas de cada nación hacia la denominada economía de guerra significó de hecho el final de las consecuencias de la Gran Depresión y la consolidación del papel keynesiano de los estados como agentes económicos decisivos. Estados Unidos reconvirtieron temporalmente su gigantesca industria automovilística para la fabricación de 300 000 aviones. El resto de los países fabricaron 480 000 más. Las extraordinarias dimensiones relativas del esfuerzo productivo japonés, alemán o soviético fueron comparativamente mayores incluso. La capacidad de llevar la guerra a la retaguardia enemiga, junto con otras penosas condiciones, hicieron que la mayor parte de las víctimas fueran civiles, y que la destrucción de equipamiento (estratégico o no) fuera muy superior a la del material de uso propiamente militar. La escala de las operaciones logísticas llegó a ser tan extraordinaria (desembarco de Normandía) que necesitó la aplicación de las primeras computadoras (como la Máquina Enimga alemana de Arthur Scherbius o la Máquina de Turing británica de Alan Turing), que también se destinaron a la criptografía. Algunas innovaciones tecnológicas aplicadas durante el conflicto demostraron ser decisivas, como el RADAR británico y el arma atómica estadounidense; aunque otras no tuvieron oportunidad de desarrollarse en toda su capacidad, como el programa alemán de misiles (V-1 y V-2).

### Segunda Guerra Mundial
Garantizada la colaboración de Stalin por el Pacto Germano-Soviético, Hitler se decidió (1 de septiembre de 1939) a la incorporación de una de sus reivindicaciones expansionistas más delicadas: el pasillo de Danzig, que implicaba la invasión de la mitad occidental de Polonia; la mitad oriental, junto con Estonia, Letonia y Lituania fue ocupada por la Unión Soviética, mientras que Finlandia logró mantener su independencia de los soviéticos (Guerra de Invierno). El Reino Unido y Francia le declararon la guerra a Alemania, que esperaban como una repetición de la guerra de trincheras (Guerra de broma) para la que habían tomado toda clase de precauciones (Línea Maginot) que demostraron ser del todo inútiles. Las maniobras espectaculares de la blitzkrieg (guerra relámpago) proporcionaron en pocos meses a Alemania el control de Noruega, Dinamarca, los Países Bajos, Bélgica y la propia Francia, mientras el ejército británico escapaba in extremis desde las playas de Dunkerque durante la batalla de Francia. La mayor parte del continente europeo estaba ocupado por el ejército alemán o por sus aliados, entre los que destacaba la Italia fascista, cuya aportación militar no fue muy significativa (batalla de los Alpes, guerra greco-italiana).
La batalla de Inglaterra, la primera completamente aérea de la historia, mantuvo durante el periodo siguiente la presión sobre el nuevo gobierno de Winston Churchill, decidido a la resistencia (sangre, sudor y lágrimas) y que finalmente venció, entre otras cosas gracias a una innovación tecnológica (el RADAR) y al decisivo apoyo estadounidense, que negoció en varias entrevistas con Franklin D. Roosevelt (Carta del Atlántico, 14 de agosto de 1941).
En 1941 la necesidad estratégica de ocupar los campos petrolíferos del Cáucaso llevaron a la invasión alemana de la Unión Soviética (operación Barbarroja), inicialmente exitosa, pero que se estancó en la batalla de Moscú y los sitios de Leningrado y Stalingrado. Al mismo tiempo, Japón en su campaña por expandirse por Asia (comenzado con las hostilidades con China que los llevó a la segunda guerra chino-japonesa, iniciado en 1937 y considerado como preludio de la Segunda Guerra Mundial en Asia, y que siguió con la invasión de Indochina, en 1940) y en venganza por el embargo económico que el gobierno estadounidense les impuso atacaron Pearl Harbor (7 de diciembre de 1941), provocando la entrada de Estados Unidos en la guerra. Pocos meses después, la batalla de Midway (en julio de 1942) marcó un punto de inflexión en la guerra del Pacífico ante el debilitamiento de la capacidad de combate japonesa frente a los estadounidenses. En el norte de África, los británicos frenaron el avance de los Afrika Korps alemanes desde Libia hacia Egipto en la batalla de El Alamein (1942), después de la invasión italiana al Canal de Suez (1940).
El periodo final de la guerra se caracterizó por las complejas operaciones necesarias para los desembarcos aliados en Europa (Sicilia; en julio de 1943, Anzio; en enero de 1944, Normandía, en junio de 1944) y el hundimiento del frente oriental en el que se dieron las más masivas operaciones de tanques de la historia (Kursk, especialmente en Projorovka, julio de 1943), mientras en el frente occidental los alemanes experimentaban armas tecnológicamente muy desarrolladas (V-1, V-2), y soportaban bombardeos destructivos sobre sus ciudades a una escala nunca antes vista (bombardeo de Dresde, en febrero de 1945) y la destrucción total de su capital (batalla de Berlín, entre abril y mayo de 1945).
En el Frente del Pacífico los estadounidenses tuvieron que desalojar isla a isla a los japoneses, tanto en el sur del Pacífico (Guadalcanal, en agosto de 1942) como en Filipinas (Manila, en febrero de 1945), dándose las mayores batallas navales de la historia (batalla del Mar del Coral, en mayo de 1942; batalla del Golfo de Leyte, en octubre de 1944), hasta llegar a tierras niponas (Iwo Jima, en febrero de 1945 y Okinawa, en abril de 1945), culminando con los bombardeos atómicos sobre Hiroshima y Nagasaki en agosto de 1945.
A diferencia de la Primera Guerra Mundial, la rendición (tanto la japonesa como la alemana) se produjo por derrota total, sin que fuera posible ningún tipo de negociación. Las conversaciones decisivas fueron las que plantearon la división de Europa en zonas de influencia entre los aliados, y que se negociaron en sucesivas cumbres (conferencia de Teherán, el 1 de diciembre de 1943, conferencia de Yalta, en febrero de 1945, conferencia de Potsdam, en julio de 1945).

### Revoluciones científicas y estéticas
La primera mitad del siglo XX vio también una serie de revoluciones científicas sin precedentes, que marcaron un cambio de paradigma fundamental en el pensamiento científico.
A principios de siglo se redescubrió el trabajo de Gregor Mendel sobre la herencia genética, que en el tiempo de su publicación había pasado desapercibido; las investigaciones bioquímicas posteriores llevaron al descubrimiento de la estructura y función del ADN para el código genético en los años cincuenta. El descubrimiento de los grupos sanguíneos posibilitó la generalización de la transfusión sanguínea y los avances en cirugía que llevaron a la era de los trasplantes. Las investigaciones de Santiago Ramón y Cajal abrieron el camino de las neurociencias; mientras que el descubrimiento de la penicilina por Alexander Fleming (1928) y su dificultosa elaboración posterior (no fue posible hasta los años cuarenta) llevaron al desarrollo de los primeros antibióticos.
La historia de la electricidad entró en un periodo decisivo para su implicación en todo tipo de procesos productivos. Por su parte, la química orgánica y la producción de plásticos significaron una revolución en los materiales disponibles.
Una serie de hallazgos, inicialmente controvertidos y expuestos a todo tipo de fraudes (aceptación de la veracidad de las pinturas de Altamira, 1879-1902, comprobación de la falsedad del Hombre de Piltdown, 1912-1953), permitió a los paleontólogos empezar a vislumbrar a grandes rasgos el complejo árbol de la evolución humana (Hombre de Spy, 1886, Hombre de Java, 1891, mandíbula de Mauer, 1907, Hombre de La Chapelle-aux-Saints, 1908, Hombre de Pekín, 1921, Australopithecus, 1924). Mientras un importante grupo de cultivadores de la antropología física se implicó en una deriva hacia el racismo, la antropología cultural sofisticó su metodología con las aportaciones de James Frazer (La rama dorada, 1890-1922) o Bronisław Malinowski (Los argonautas del Pacífico Occidental, 1922).

#### Revolución relativista

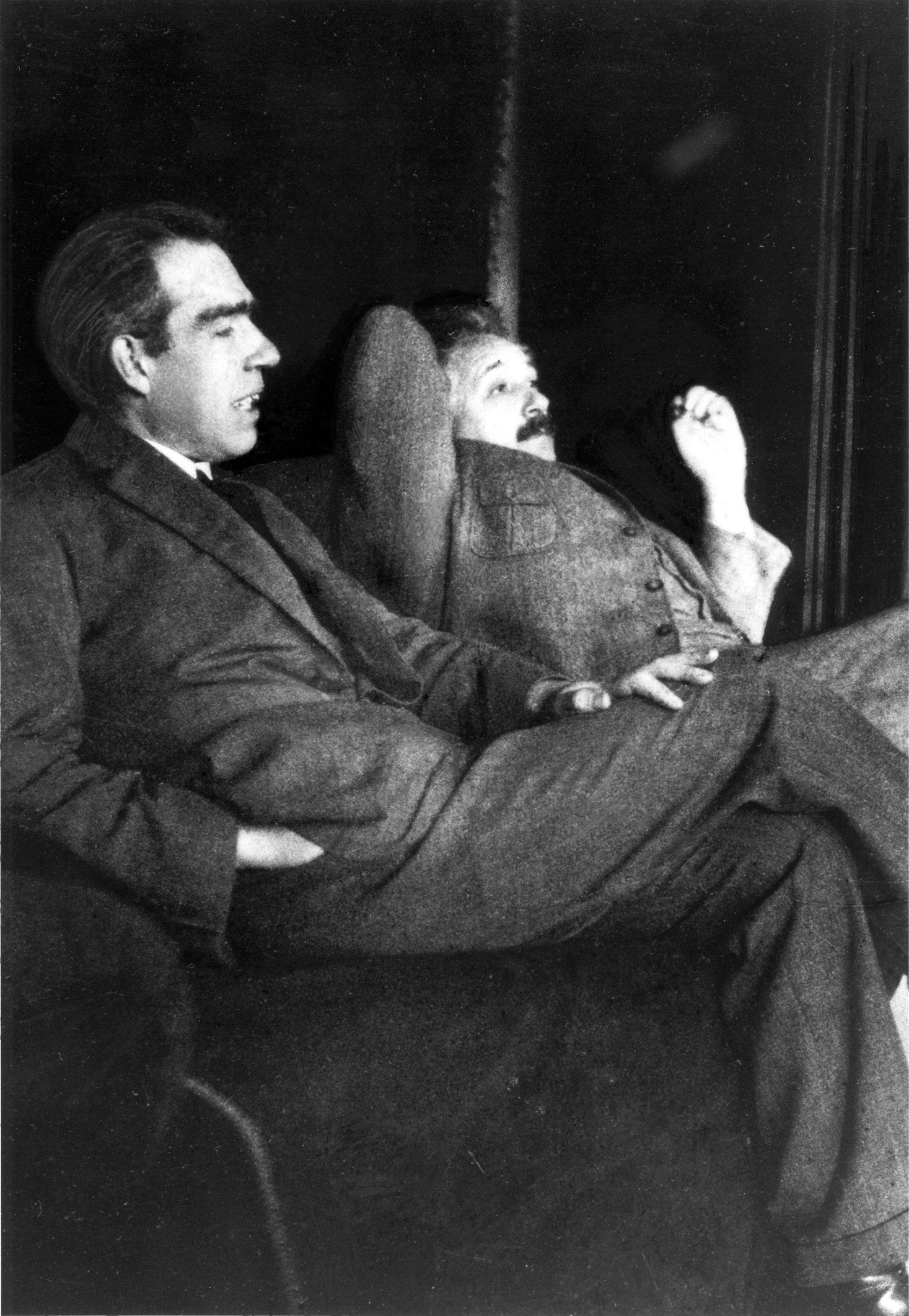
Niels Bohr y Albert Einstein (1925).

La mayor de las revoluciones de dicho período se produjo en el campo de la Física. Durante el siglo XIX se habían acumulado desafíos a la continuidad del paradigma científico de la mecánica newtoniana, que se veía forzada a adaptarse a los datos observados con recursos cada vez más artificiosos, como la teoría del éter.
En 1900, el físico Max Planck estableció que la luz no podía desplazarse en cualquier cantidad, sino solo en «paquetes» de un tamaño pequeño, pero determinado e indivisible: los quanta. Se inició el espectacular desarrollo posterior de la física cuántica, exigiendo conceptos de imposible encaje en la forma tradicional de percibir y entender la naturaleza (por ejemplo, la identidad dual del fotón, como onda y como partícula a la vez). La concepción de la estructura íntima de la materia cambió con rapidez, con la proposición de diversos modelos atómicos (Niels Bohr, Ernest Rutherford, etc.) que reproducían una estructura íntima cada vez más compleja que se podía estudiar experimentalmente (desde la producción del electrón en los rayos catódicos hasta el estudio de la radiactividad -esposos Curie (Marie y Pierre Curie)- y los reactores atómicos -Enrico Fermi-). La enunciación del principio de incertidumbre (Werner Heisenberg, 1927), junto con otras formulaciones de indeterminación, indecidibilidad o indiferencia en campos científicos (teoremas de la incompletitud de Gödel, 1930, paradoja de Schrödinger, 1935), que implicaban la renuncia a entender la realidad de forma determinista, trascendieron de lo meramente científico, y se convirtieron en una característica extensible a la producción intelectual, la visión del mundo y la experiencia vital en el convulso siglo XX: la revolución relativista, que se había iniciado con los cinco artículos que el joven físico Albert Einstein publicó en 1905. La física mecanicista de Isaac Newton, con sus conceptos absolutos de espacio y tiempo, quedaba restringida a un caso particular (si bien el más aplicable en la experiencia humana cotidiana) de la física relativista que identificaba tiempo y espacio (relativos en función del observador), materia y energía (con la popularizada fórmula E=mc²). La posición del hombre en un universo en expansión (Ley de Hubble, 1929), poblado de innumerables galaxias, se empequeñecía y relativizaba; al tiempo que se ponía en su mano la posibilidad de utilizar una capacidad de destrucción cuyas consecuencias éticas quizá no estuviera en condiciones de valorar.

#### Vanguardias artísticas y literarias
Un automobile ruggente, che sembra correre sulla mitraglia, è più bello della Vittoria di Samotracia.
Un automóvil rugiente, que parece correr sobre la metralla, es más hermoso que la Victoria de Samotracia.
Filippo Tommaso Marinetti, 1908

La rebelión del arte independiente de la segunda mitad del XIX, que llevó a la revolución pictórica del impresionismo, exaltaba la libertad individual del artista frente a las convenciones academicistas. La voluntad constante de buscar la originalidad y la provocación frente a un mundo también cambiante se plasmó en la rápida sucesión de las vanguardias. Incluso la arquitectura, el arte más conservador por su propia naturaleza estable y su dimensión económica y funcional, sufrió una transformación radical en el primer tercio del siglo XX.
Encontrando un valor en la incomprensión social, el malditismo de los artistas tendía hacia formas cada vez más rebuscadas y elitistas (decadentismo, simbolismo, etc.). Marinetti (Manifiesto futurista, 1908) vio las innovaciones técnicas y sociales tan dignas para material artístico y literario como los temas antiguos o clásicos. Marcel Proust (En busca del tiempo perdido, 1908-1923), pretendía captar la realidad en sus más mínimos detalles, no con el compromiso político o el contacto con la realidad social del realismo literario y el naturalismo del siglo XIX, vías agotadas prosaicas para los escritores vanguardistas. George Orwell (Rebelión en la granja, 1945), denunciaba de manera muy satírica el autoritarismo aplicado después de como un grupo obtenía el poder y de qué forma eso afectaba a la población por la que se decía luchar. James Joyce, inspirándose en la Odisea de Homero, compendió las técnicas literarias experimentales (corriente de la conciencia o monólogo interior) en su Ulysses (1922), novela que llegó a ser prohibida por pornográfica.
La literatura popular continuó con la fascinación por el folletín, de tradición romántica. Se sentaron las bases, entre otros géneros, de las modernas novela policiaca y novela negra. A pesar de reflejar en su temática rocambolesca y morbosa las tensiones propias del período y de no carecer de innovaciones formales, era mucho más conservadora; sobre todo por la imposición del gusto kitsch del público al que se dirigía, las masas, mientras que la literatura experimental se dirigía a una élite selecta e ilustrada.

## La «historia inmediata» del «mundo actual»: hacia la globalización

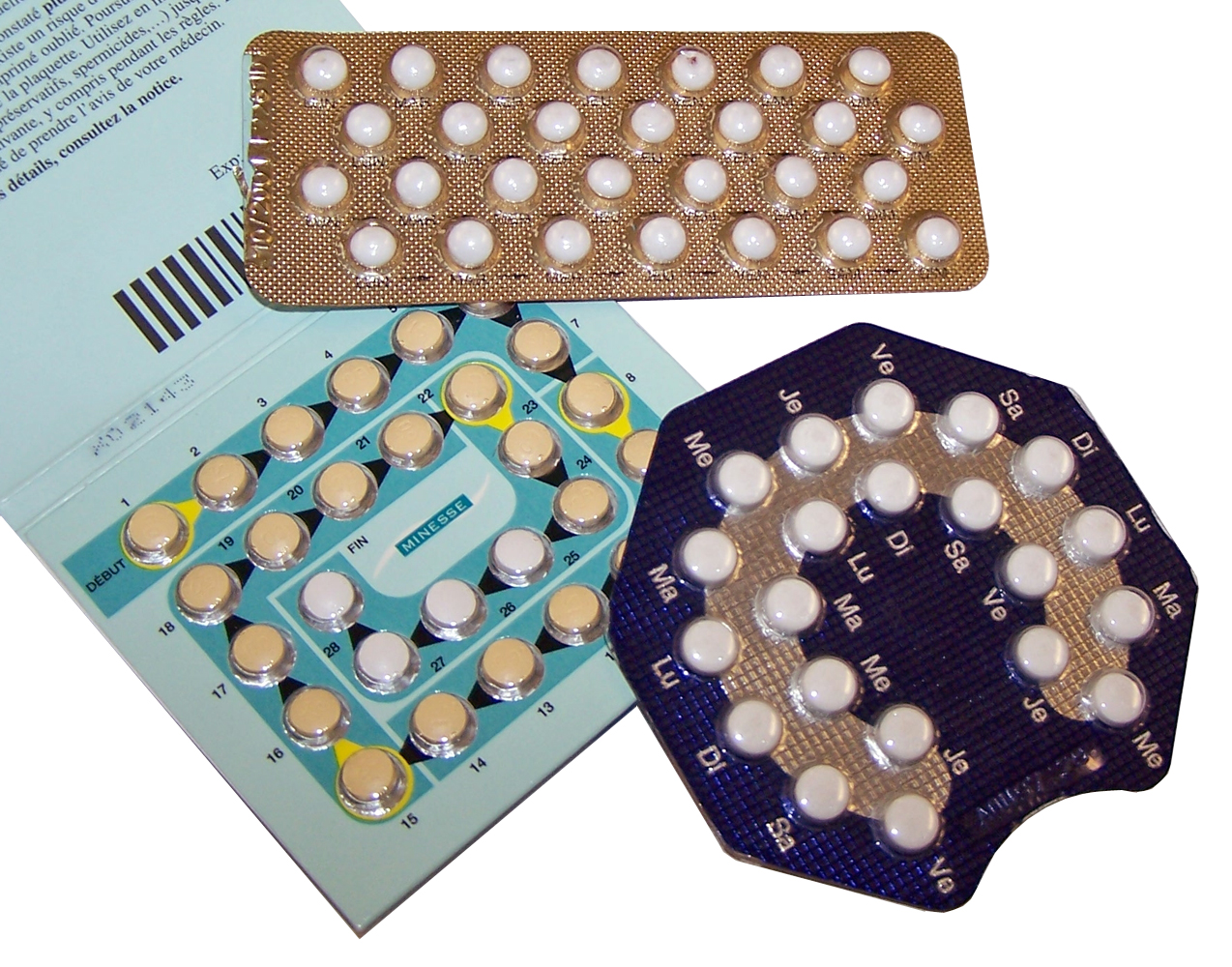
Diferentes presentaciones farmacéuticas de la píldora anticonceptiva. El código de barras y el blíster, con sus ligeras láminas de plástico transparente y de aluminio, son también innovaciones tecnológicas de la segunda mitad del.

Las diferentes etiquetas metodológicas para designar la historia del mundo actual, del tiempo presente o inmediata, no han llegado a un consenso académico sobre su hito de origen, aunque el final de la Segunda Guerra Mundial, con el espectacular inicio de la era atómica y la política de bloques de la Guerra Fría, fue considerado, al menos hasta finales de siglo XX, como matriz del tiempo presente.
También son de uso denominaciones que se refieren a las transformaciones tecnológicas, energéticas y de los materiales propias de la tercera revolución industrial; y que bautizan como era nuclear a la que sigue a la era de la electricidad o era del petróleo (propias de la segunda revolución industrial, como la era del vapor lo fue de la primera), a pesar de que los combustibles fósiles siguieron siendo los dominantes, incluso tras la crisis energética de 1973. La era del plástico, que había comenzado con las innovaciones de la química orgánica de comienzos de siglo, se materializó efectivamente en sus décadas centrales (celofán, plexiglás, nailon, etc.). La píldora anticonceptiva (1960) revolucionó la demografía y la sociedad; al mismo tiempo que la revolución verde parecía haber encontrado la solución al dilema malthusiano de la disparidad de crecimiento entre población y recursos.
Los límites al desarrollo y al consumismo aparecieron en forma de crisis energéticas y ambientales (contaminación de suelos, aguas y atmósfera, adelgazamiento de la capa de ozono, calentamiento global), mientras la gestión de los residuos se convertía en un problema grave y a los problemas sanitarios tradicionales, ligados al hambre y al bajo nivel de vida se sumaban los derivados de la obesidad y otros trastornos alimentarios, el estrés, el tráfico derivado de la intensa motorización y la cada vez mayor presencia de tóxicos y carcinógenos de todo tipo en los alimentos y el medio ambiente. Los mismos antibióticos, de uso generalizado desde los años cincuenta, que parecían haber dotado a la medicina del arma definitiva contra las infecciones, demostraron ser solo un remedio temporal cuyo abuso degeneró en resistencia bacteriana.
La era de la información, con su correlato embrutecedor (sociedad del espectáculo y otros conceptos vinculados a la televisión y su gigantesco impacto cultural y social) y su correlato enriquecedor (la evolución hacia las denominadas economía del conocimiento y era digital surgidos de la Revolución digital) marcan un plano de innovaciones socioeconómicas aún más decisivas de un mundo cada vez más terciarizado e integrado tras las sucesivas fases del proceso de la globalización, especialmente las producidas con la institucionalización de la economía internacional por los acuerdos de Bretton Woods (1944-1946), con la apertura de las amplias zonas antes restringidas al comercio colonial (descolonización hacia 1960), y por último con la transición al capitalismo del bloque socialista (hacia 1990).
La rivalidad ideológica entre los bloques no fue tan irreconciliable como se desprendía de las declaraciones retóricas, incluso durante la distensión (Nikita Jrushchov planteaba que la misión del comunismo era esperar a ser el enterrador del capitalismo). Algunos teóricos, como Maurice Duverger, detectaron incluso la convergencia de ambos en torno distintos grados de desarrollo de un estado planificador y de la ampliación de los derechos individuales; puntos que también eran los que marcaban el campo de discrepancia de los paradigmas económicos en que se movían los socialdemócratas y los liberal-conservadores dentro de Occidente, especialmente en los Estados miembros de la Unión Europea. La pragmática evolución de China hacia la economía de mercado se suele interpretar en un sentido similar, aunque sus gigantescas dimensiones y el mantenimiento de su sistema político plantean incógnitas no resueltas. La interpretación más optimista es la que ve esta evolución como un fin de la historia (Francis Fukuyama). La interpretación más pesimista prevé un inevitable choque de civilizaciones (Samuel Huntington), sobre todo entre la occidental y la islámica. El panorama mundial se completa con el ascenso de otros espacios antes subdesarrollados: los tigres asiáticos y otros NIC (nuevos países industrializados) entre los que destacan Brasil e India, además de la nueva Rusia postcomunista (los denominados BRICS). La resistencia a la globalización (altermundialismo) denuncia el ahondamiento de la brecha del desarrollo entre países ricos y pobres, especialmente evidente en la tragedia continuada del África negra, y en el cuarto mundo de la pobreza en el primer mundo, enquistada en la marginación y la inmigración (ya sea ilegal o no).

### El mundo posterior a la Segunda Guerra Mundial (1945-1973)

#### Las superpotencias y el equilibrio del terror: la Guerra Fría

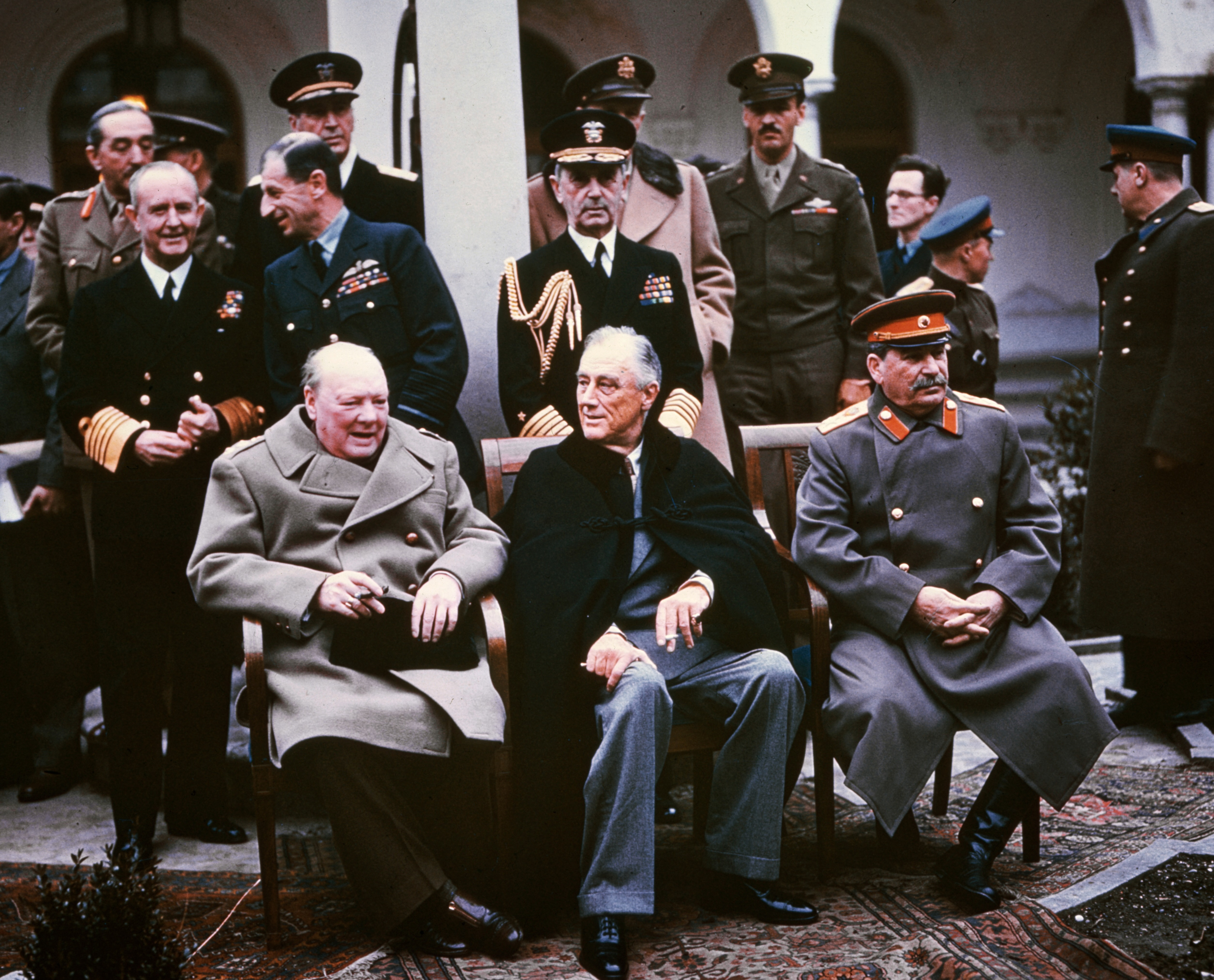
Conferencia de Yalta (febrero de 1945): Iósif Stalin, Franklin D. Roosevelt y Winston Churchill, en vísperas de la derrota de Alemania, diseñaron las líneas maestras que regirían el mundo posterior a la guerra incluyendo la división de Europa en zonas de influencia.

Sobre las ruinas de la Segunda Guerra Mundial, se definió un nuevo orden mundial en que las viejas potencias europeas, muy dañadas, incluso las victoriosas, tuvieron que renunciar al mantenimiento de sus vastos imperios en los que se impuso la descolonización, lo que aumentó el número de actores políticos mundiales desde una cincuentena hasta aproximadamente doscientos, en menos de medio siglo.
Sin embargo, este proceso no significó que los nuevos países adquirieran una independencia real, pudiéndose hablar de un neocolonialismo; y una alineación general en dos bloques liderados cada uno por una superpotencia. Tanto los Estados Unidos como la Unión Soviética habían superado la guerra en condiciones de disputarse la supremacía mundial; carrera en la que los Estados Unidos partía con una clara ventaja.
Su enfrentamiento no solo se debía a cuestiones de equilibrio internacional, sino a sus opuestas estructuras económicas, sociales y políticas, y a su divergente ideología y propaganda: Estados Unidos identificado con el liberalismo político y económico, que se autodefinía como líder del mundo libre y campeón de la democracia; mientras que la Unión Soviética era presentada como la alternativa totalitaria comunista (estalinismo, Pacto de Varsovia, Kominform, KGB), agresiva y expansionista, que imponía regímenes de partido único sometidos al centralismo democrático mediante la represión política y con un rígido sistema económico negador de la libertad económica. La Unión Soviética, por su parte, se exhibía como el socialismo realmente existente caracterizado por la colectivización y la planificación estatal, propiciadora de la extensión revolucionaria de las democracias populares que superarían a través de la colaboración y el internacionalismo proletario la sumisión a las viejas potencias o a la nueva encarnación del imperialismo: los Estados Unidos, presentado como una entidad militarista, racista y opresora (macarthismo, discriminación racial), y proyectada al exterior por oscuras instituciones (la OTAN, la CIA, la trilateral).

El mundo dividido por la Guerra Fría en torno a 1959. En rojo la Unión Soviética y sus aliados, en azul los Estados Unidos y los suyos. En verde los territorios coloniales, en vísperas de la descolonización.

##### Telón de acero, macarthismo y espionaje
Un Telón de Acero (metáfora debida a Winston Churchill) dividió Europa, y por extensión el mundo, separándolo en dos bloques, entre los que se situaban de varias zonas de influencia disputada y que se transformaron en puntos de fricción internacional. Ante el temor de suscitar crisis que amenazaran con desencadenar un enfrentamiento directo, como podría haber ocurrido durante el bloqueo de Berlín (1949) o la crisis de los misiles en Cuba (1962); la lógica de la Guerra Fría planteaba conflictos en zonas periféricas, de gran violencia, pero que no significaban un choque directo entre las dos superpotencias, como la guerra de Corea (1950-1953) y la guerra de Vietnam (1958-1975). No obstante, las sucesivas ampliaciones de la zona de influencia soviética (victoria del bando comunista en la guerra civil china, 1949, Revolución cubana, 1959, descolonización africana) fue vista con preocupación desde el bloque occidental (teoría del dominó), que justificó la necesidad de intervenir en todo tipo de conflictos donde se identificase la posibilidad de avance soviético (doctrina Truman). De hecho, la obsesión por la infiltración comunista se aplicaba al interior de los Estados Unidos, donde entre 1950 y 1956 se desató una caza de brujas (macarthismo) entre políticos, científicos, artistas e intelectuales. La propaganda y contrapropaganda, la intoxicación o desinformación, el espionaje y contraespionaje (tanto de inteligencia militar como político o industrial), las figuras del agente encubierto y del agente doble, fue parte esencial de la diplomacia de la época (KGB, CIA, UKUSA, Echelon, NSA etc.). Las novelas y películas de espías se convirtieron en un género popular (El tercer hombre, Carol Reed, 1949; Ian Fleming y su personaje James Bond, etc.).

##### Carrera espacial y carrera de armamentos

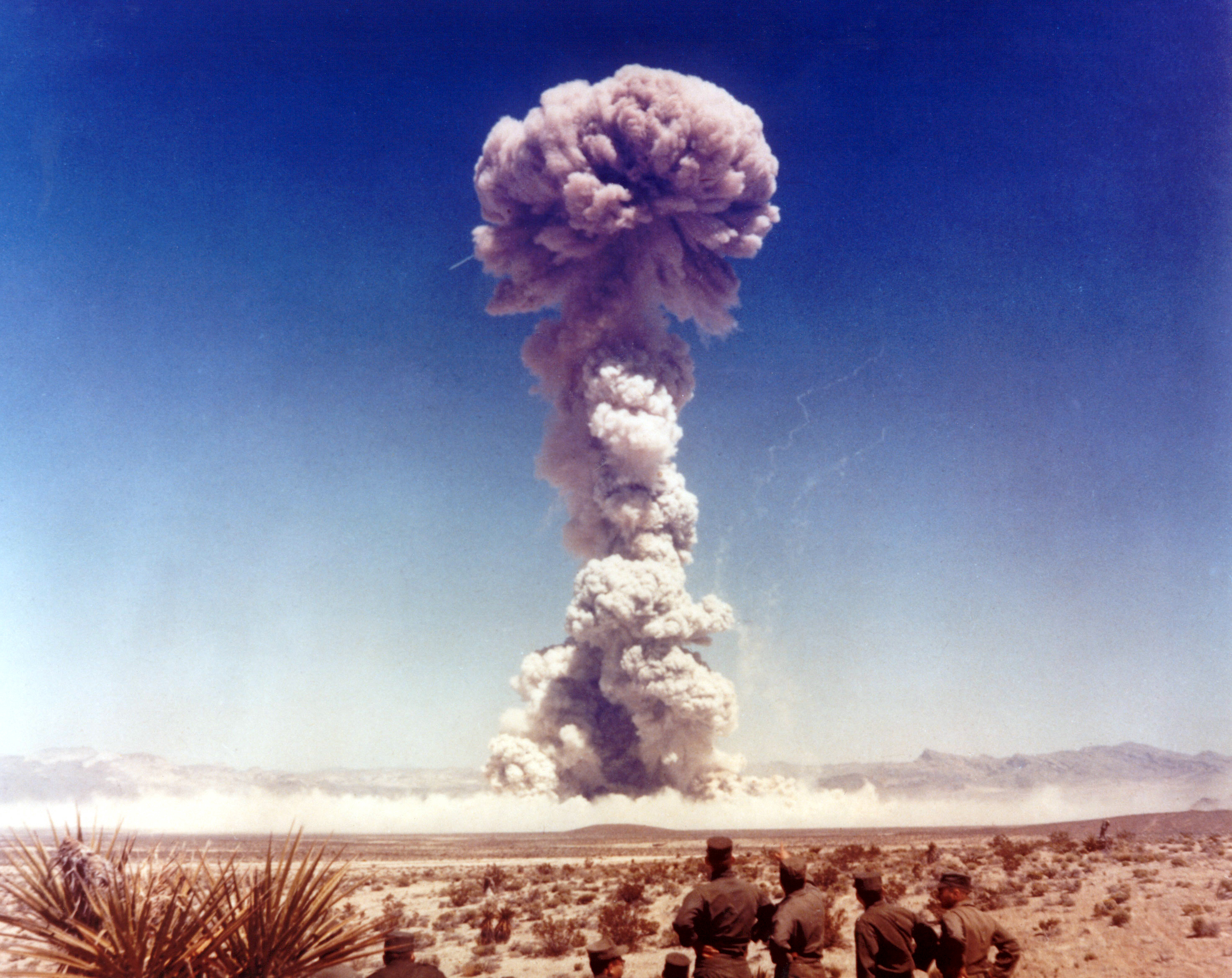
Prueba nuclear en el Polígono de Pruebas y de Entrenamiento de Nevada, 1951.

La rivalidad entre las superpotencias desató una carrera de armamentos centrada en la posesión del arma nuclear, que los Estados Unidos desarrollaron en el último año de la Segunda Guerra Mundial a través del Proyecto Manhattan (1945) y posteriormente compartieron con los británicos (1952). El proyecto soviético de la bomba atómica culminó en 1949 (en parte gracias al espionaje). Francia desarrolló su propia arma atómica en 1960 y China en 1964. La firma del tratado de no proliferación nuclear en 1968 limitó la incorporación de nuevos miembros al selecto club nuclear, al que solo se añadieron, con un esfuerzo del que se resintió su desarrollo económico, India en 1974 y Pakistán en 1998 (a la tradicional cañones o mantequilla, atribuida a Woodrow Wilson, se añadió en la época el comeremos hierba, atribuida a Benazir Bhutto). Mientras que todos estos países declararon abiertamente su condición de potencia nuclear, como parte esencial del efecto disuasivo estratégico que tal arma tiene; otros países, en cambio, han optado por la ambigüedad en ese terreno, como Israel y la República Sudafricana, que posiblemente obtuvieron armas nucleares en los años setenta (Centro de Investigación Nuclear del Néguev, Incidente Vela).
La posesión de capacidad nuclear en ambos bloques así como de vectores eficaces para alcanzar casi instantáneamente el corazón del territorio del enemigo (misil balístico, superbombardero y submarino nuclear) hacían imposible que ni siquiera el agresor pudiera sobrevivir al primer ataque, supuesta la represalia automática. Esta Destrucción mutua asegurada recibió un acrónimo de humor negro: MAD (loco, por sus siglas en inglés), originando un «equilibrio del terror» que suscitó el interés de los matemáticos que estaban creando la teoría de juegos (John Forbes Nash, que planteaba las ventajas de la colaboración incluso con el rival -dilema del prisionero-, y John von Neumann, partidario de una estrategia radicalmente agresiva, representado como Dr. Strangelove en la película Dr. Strangelove or: How I Learned to Stop Worrying and Love the Bomb, de Stanley Kubrick, 1964).
Simultáneamente, se desarrolló una frenética competición de aspecto no menos amenazador, aunque su manifestación ante la opinión pública mundial fue casi deportiva: la carrera espacial; en la que los iniciales éxitos soviéticos fueron contestados por un gigantesco esfuerzo presupuestario estadounidense, cuya superioridad económica permitió ganar la apuesta de Kennedy: llevar un hombre a la Luna antes de 1970. El retorno tecnológico de la aventura espacial permitió avances espectaculares en múltiples campos productivos.
Para ambas carreras (la militar y la espacial), fue imprescindible la inicial contribución de los ingenieros alemanes responsables de la principal innovación balística de la época (la V2) que fueron capturados al final de la Segunda Guerra Mundial: Wernher von Braun en Estados Unidos (NASA) y Helmut Gröttrup en la Unión Soviética, aunque el programa espacial soviético estuvo fundamentalmente a cargo de Serguéi Koroliov.

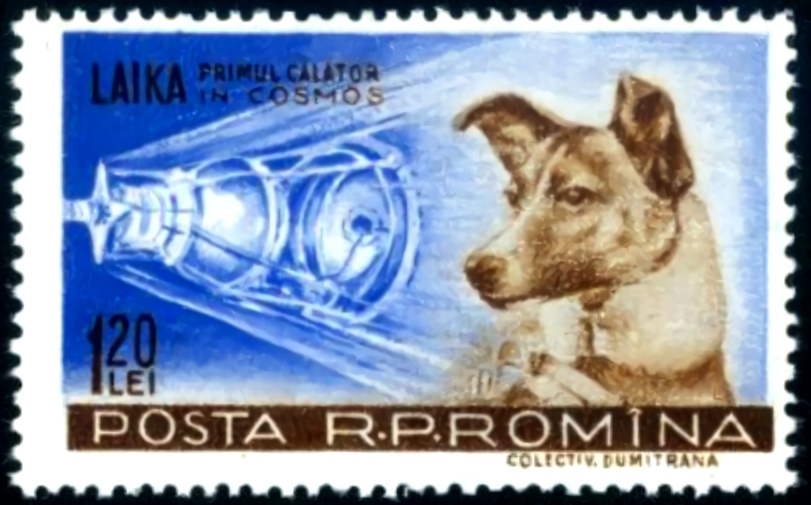
Laika, el primer ser vivo lanzado al espacio, en el Sputnik 2, 1957. El Sputnik 1 había sido el primer satélite artificial, puesto en órbita un mes antes.
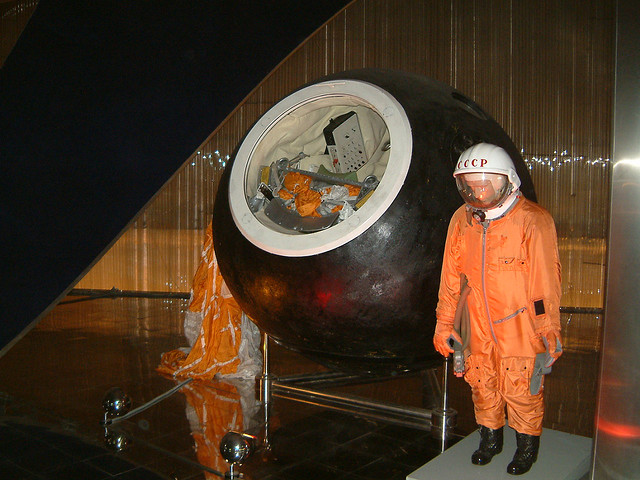
Cápsula y traje con los que Yuri Gagarin realizó el primer vuelo espacial tripulado por un humano (Vostok 1, 12 de abril de 1961).
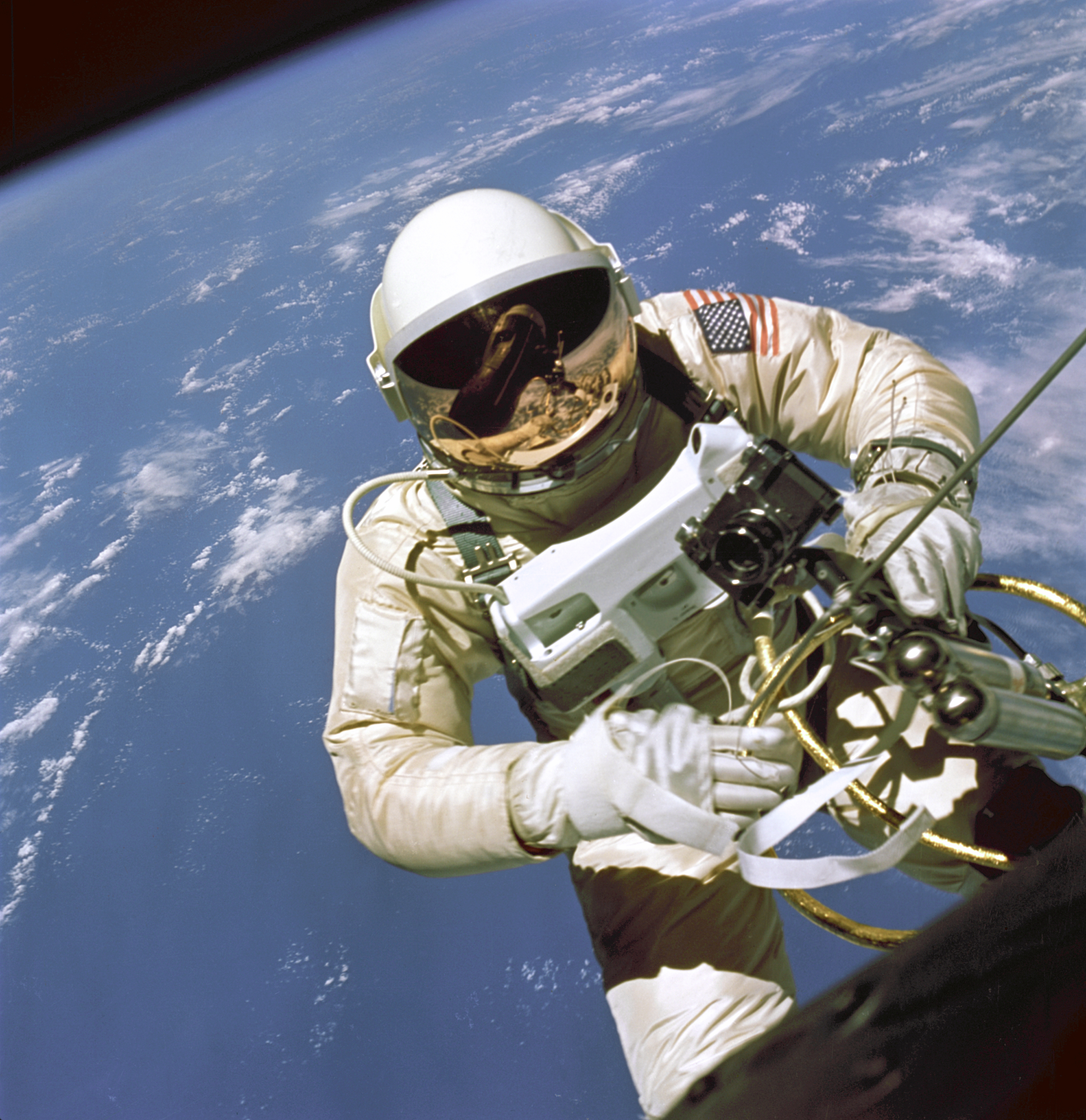
Edward Higgins White II, dando un paseo espacial, en el Gemini 4, en 1965; Alekséi Leónov había sido el primer hombre en hacerlo, en el Vosjod 2, dos meses antes.
- Neil Armstrong, el primer hombre en llegar a la superficie lunar, en el Apolo XI, 1969.

##### Socialismo realmente existente, Plan Marshall y «milagro económico» europeo
Europa, dividida por el Telón de Acero en zonas de influencia mutuamente reconocidas de las dos superpotencias, cumplió el papel de escaparate donde competían sus dos sistemas, antagónicos en todos los aspectos (ideológico, político, social y económico). La reconstrucción de posguerra fue muy diferente en cada caso.
Los Estados Unidos lanzaron el Plan Marshall (1947-1951), un paquete económico de ayuda a la reconstrucción europea que los países de la órbita soviética rechazaron, con el argumento de que supondría caer en la dependencia. Como alternativa, fundaron el COMECON (Consejo de Ayuda Mutua Económica), que reguló los intercambios bajo criterios de economía planificada y el liderazgo soviético; de un modo similar a cómo políticamente los partidos comunistas locales establecían regímenes denominados democracias populares (repúblicas populares o repúblicas democráticas) que, aunque nominalmente autorizaran algún partido no obrero (como los partidos campesinos) eran de hecho regímenes de partido único. La resistencia popular a la dominación soviética, ejercida directamente o a través de gobiernos títere, llegó a estallar en revueltas duramente reprimidas (sublevación de 1953 en Alemania del Este, revolución húngara de 1956, protestas de Poznań de 1956, Primavera de Praga de 1968, Ley Marcial en Polonia de 1981); o alternativamente, encauzadas en periodos de mayor tolerancia (octubre polaco, revolución de terciopelo, legalización del sindicato Solidarność) coincidentes con ciertas señales emitidas por el propio Kremlin (desestalinización, distensión, y finalmente la perestroika).
La rapidez del desarrollo de Alemania Occidental e Italia justificó el uso de las expresiones milagro alemán y milagro italiano, solo comparables al milagro japonés. De hecho, las potencias derrotadas experimentaron menos dificultades que Francia o Reino Unido, vencedoras, pero sometidas a traumáticos y prolongados procesos de independencia en sus colonias de ultramar. El enorme diferencial acumulado (en niveles de producción y sobre todo de consumo) con los países comunistas del este europeo fue decisivo para la caída de esos regímenes a partir de 1989.

#### Mercado Común y Unión Europea

Las sucesivas incorporaciones a las Comunidades Europeas han caracterizado su medio siglo de historia, entre 1957 y 2013.

La Unión Europea había tenido ya en 1949 el exitoso precedente del Benelux (unión comercial de Bélgica, los Países Bajos y Luxemburgo), modelo que se aplicó a la Comunidad Europea del Carbón y del Acero (CECA), el Euratom y la Comunidad Económica Europea del tratado de Roma de 1957 (esos tres pequeños países más tres grandes: Francia, Alemania e Italia), ampliada sucesivamente a nueve (Reino Unido, Irlanda y Dinamarca, 1973), doce (Grecia, 1980, España y Portugal, 1982) y quince países (Suecia, Austria y Finlandia, 1995). El Espacio Económico Europeo (EEE) se planteó como librecambista e integrador hacia el interior, como la mejor manera de garantizar la convergencia de niveles de vida y la comunidad de intereses que impidiera nuevas guerras (especialmente entre Francia y Alemania, protagonistas de repetidos enfrentamientos desde 1870), mientras que hacia el exterior era fuertemente proteccionista, especialmente en una agricultura generadora de excedentes que garantizaba la estabilidad de la población rural.
La primitiva comunidad económica gestó un germen de unidad política, con la elección de un Parlamento Europeo desde 1979, de competencias ampliadas paulatinamente desde el Acta Única Europea de 1986 y el Tratado de Maastrich de 1992 hasta el Tratado de Lisboa de 2007. La incorporación de los países de transición al capitalismo se hizo en dos fases: primero los más desarrollados y estables (en 2004: Polonia, República Checa, República Eslovaca -anteriormente unidas en Checoslovaquia-, Hungría, la ex-yugoslava Eslovenia y las antiguas repúblicas soviéticas de Estonia, Letonia y Lituania, -junto a las islas mediterráneas de Chipre y Malta-), y después Rumanía y Bulgaria, siendo su última incorporación la de Croacia (2013). La integración de Noruega, negociada en varias ocasiones, se ha pospuesto en cada una de ellas por oposición interna en ese país, que dispone de recursos naturales cuya explotación autónoma podría verse comprometida. La de Islandia, por razones similares (las llamadas Guerras del Bacalao de los años 1950 y 1970) no se había planteado seriamente hasta la gravísima crisis que afectó a ese país entre 2008 y 2009. La candidatura de Turquía, planteada desde 1963 y repetidamente postergada, es objeto de fuertes discrepancias sobre la posibilidad de que su condición de país musulmán, su gran población y su diferencial de desarrollo afecten a la misma personalidad de la Unión.
El principal reto económico del siglo XXI ha sido intensificar la integración, que incluyó la adopción del euro como moneda común; a la que no todos los países se han sumado, destacadamente, entre los más reticentes se encontraba el Reino Unido, país que abandonó la unión en 2020, donde se opusieron a la mayor parte de las políticas integradoras y donde se ha popularizado y extendido el euroescepticismo en preferencia por su relación «transatlántica» con la superpotencia americana. El fracaso en la aprobación de la Constitución Europea ha obligado a reformular en varias ocasiones los proyectos más ambiciosos de aumentar la dimensión política de la Unión.
Otras instituciones de integración europea, como la Asociación Europea de Libre Comercio y el Consejo de Europa, han perdido significación como consecuencia del éxito de las instituciones comunitarias, que son un ejemplo de organización supranacional imitado por otros proyectos de integración económica en el mundo.

#### Las nuevas organizaciones internacionales

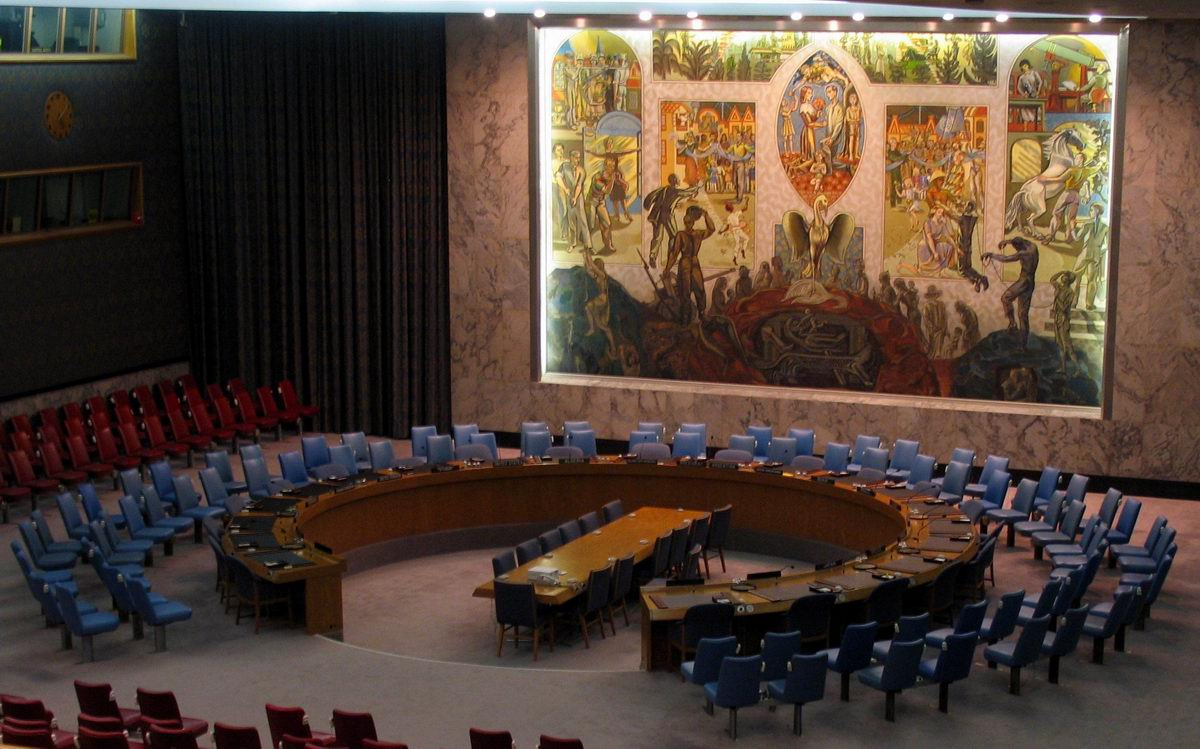
Sala del Consejo de Seguridad de Naciones Unidas, el foro decisivo en las relaciones internacionales desde su fundación, donde las cinco potencias mantienen su derecho de veto: Estados Unidos, Unión Soviética (luego Federación Rusa), China (inicialmente la China Nacionalista de Chang Kai Chek, luego la República Popular China de Mao Zedong), Reino Unido y Francia.

Ante el fracaso de la Sociedad de Naciones para evitar la Segunda Guerra Mundial, la Conferencia de San Francisco (1945) reemplazó a este organismo por la Organización de las Naciones Unidas (ONU), que en 1948 proclamó la Declaración Universal de los Derechos Humanos. El derecho internacional, fuertemente soberano, evolucionó para recoger estas nuevas tendencias, que incluyen nociones como el principio de justicia universal y el respeto a los derechos humanos sobre las jurisdicciones nacionales.
Además de mantener una destacada actuación política como foro mundial de las naciones, la ONU desarrolló una serie de organismos paralelos que tendieron a mejorar las condiciones de vida en todo el mundo. A la ya fundada Organización Internacional del Trabajo (OIT), absorbida ahora por la ONU, se sumaron la Unesco, la FAO, la Organización Mundial de la Salud (OMS), etcétera.

#### Descolonización
El nacionalismo, surgido en la Europa del siglo XIX e impuesto como principio de nacionalidad, una de las principales inspiraciones de las relaciones internacionales a partir de los catorce puntos de Wilson, se contagió al resto del mundo: a lo largo de los vastos imperios coloniales, más de un centenar de comunidades étnicas tradicionales o meros agregados coyunturales resultado del trazado artificial de fronteras coloniales fueron identificadas como naciones por concienciadas élites autóctonas que empezaron a buscar activamente la independencia.
En 1947, el Imperio británico abandonó la India en medio de un sangriento conflicto interno, que originó la creación de tres estados: uno de mayoría hindú (India), otro de mayoría budista (Sri Lanka) y otro de mayoría musulmana (Pakistán), del que posteriormente se independizó el enclave oriental (Bangla Desh, 1971). En 1948, el sionismo vio llegado el momento de imponer la fundación del Estado de Israel en parte del Mandato Británico de Palestina después de la guerra civil, iniciando un conflicto de larga duración con la población árabe local (pueblo palestino) y los estados árabes vecinos. Indonesia se independizó de los Países Bajos debido a la presión internacional generada por el intento neerlandés de reocupación después de la invasión japonesa (1945-1949). Filipinas, que se había independizado de España en 1898, no obtuvo la plena soberanía hasta 1946 con la firma del Tratado de Manila que puso fin a casi medio siglo de dominio estadounidense. La Indochina francesa inició una guerra de independencia que, mediante la Conferencia de Ginebra (1954), originó el dividido estado de Vietnam (Vietnam del Norte, 1955-1976; y Vietnam del Sur, 1955-1975), que continuó en guerra civil y con intervención extranjera, en la que los estadounidenses sustituyeron a los franceses (guerra de Vietnam). Las únicas colonias europeas supervivientes en Asia fueron los pequeños enclaves de Hong Kong y Macao (entregados a China a finales del siglo XX).
En África, los imperios coloniales se fueron abandonando, a veces con independencias pactadas, como la de Ghana (1957), Nigeria (1960), Malí y Senegal (independizadas como un solo país y separadas en 1960), y otras en medio de sangrientas guerras, como la Guerra de Argelia contra Francia (1954-1962), la Rebelión del Mau Mau en Kenia (Jomo Kenyatta y los Mau Mau) contra el Reino Unido (1952-1960, independiente en 1963), o las guerras de independencia de Angola y Mozambique contra Portugal (guerra colonial portuguesa, 1961-1974). En Sudáfrica se pactó que los colonos europeos votaran en un referéndum (1960), tras la victoria de la independencia se intensificó la política segregacionista del apartheid (que se había aprobado tras las elecciones generales de 1948) que provocó un conflicto armado entre el gobierno minoritario blanco y manifestantes pacíficos y grupos paramilitares de las mayorías negras y otros grupos étnicos que duraría hasta 1994 con las elecciones de aquel año del que salió elegido el pacifista Nelson Mandela. La descolonización del Sahara español originó un nuevo conflicto entre el nuevo ocupante (desde 1975 el reino de Marruecos, que se había independizado previamente de España y Francia en 1956) y el Frente Polisario. El último territorio abandonado por una potencia europea fue la Somalia francesa (Yibuti, 1977), aunque las últimas variaciones fronterizas se dieron entre la secesión de las mismas naciones africanas con las independencias de Eritrea frente a Etiopía (1993) y Sudán del Sur frente a Sudán (2011) respectivamente.
Se generaron enormes problemas políticos. el principio del uti possidetis para delinear a los nuevos estados no podía ocultar que las fronteras de los dominios coloniales habían sido trazadas para conveniencia de los imperios europeos, separando o juntando etnias y naciones de manera completamente arbitraria. Los nuevos estados cayeron pronto en la inestabilidad política o en férreas dictaduras, lo que originó catástrofes sociales, el genocidio de etnias minoritarias y desplazamientos masivos de refugiados. La pobreza empeoró sobre el ya precario nivel del pasado colonial, y se desencadenaron hambrunas y epidemias.

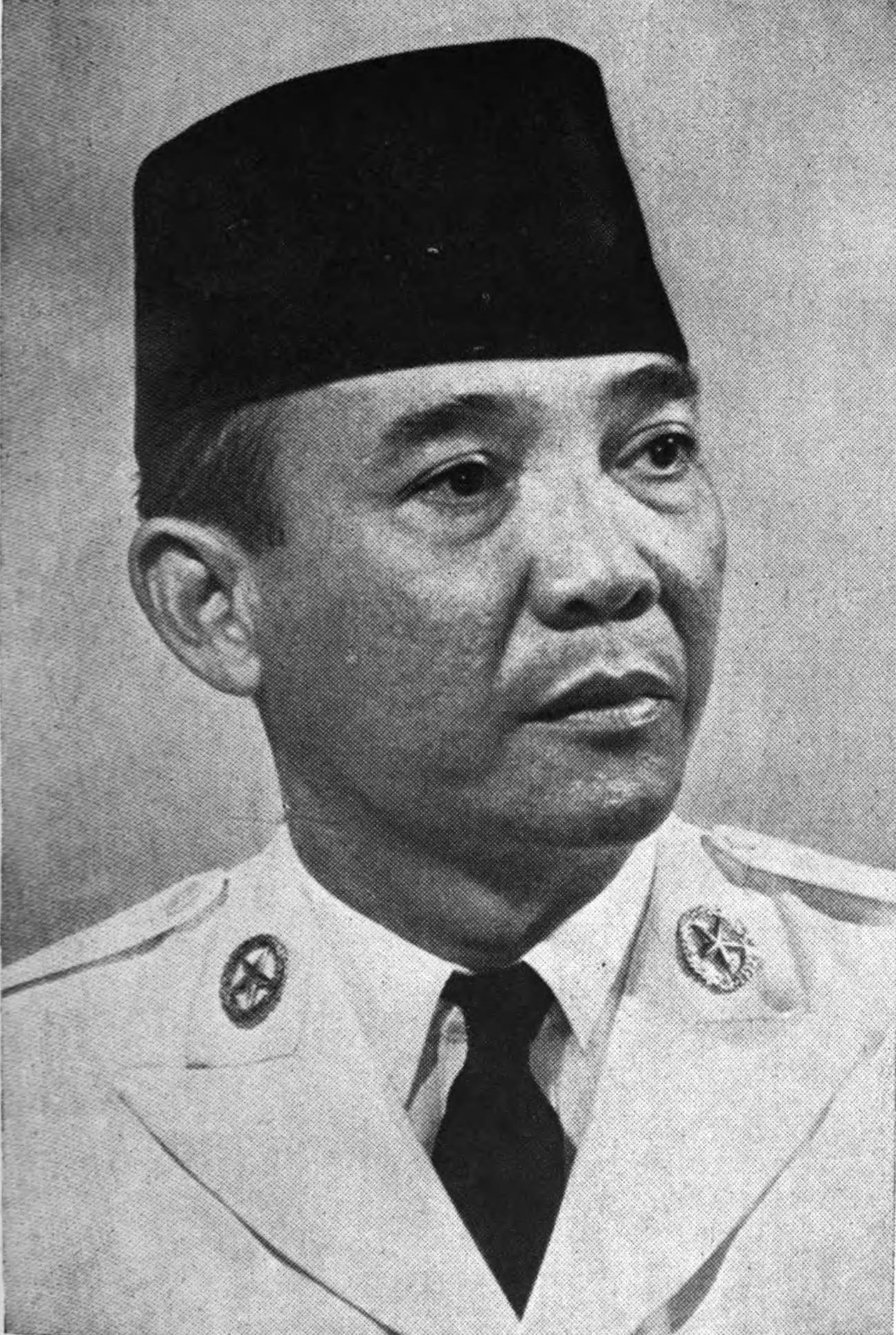
Sukarno lideró la independencia de Indonesia y acogió la conferencia de Bandung, inicio del Movimiento de Países No Alineados o tercermundismo.
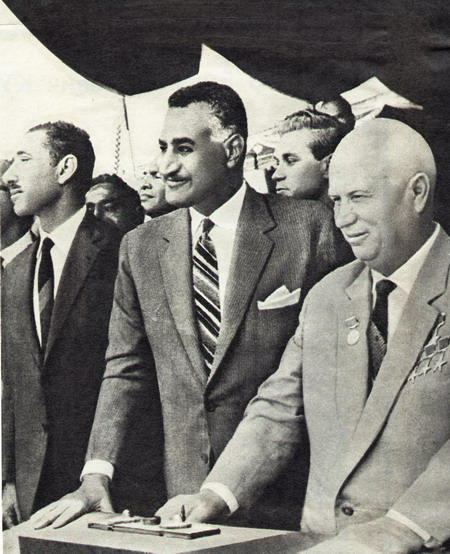
Otro líder tercermundista, el presidente egipcio Gamal Abdel Nasser, uno de los militares que encabezó la revolución egipcia de 1952 que puso fin a la monarquía pro-británica de Faruq I, junto con el líder soviético Nikita Jrushchov, que apoyó financiera y técnicamente a la construcción de la presa de Asuán. Previamente la Unión Soviética también había apoyado la nacionalización del Canal de Suez durante la llamada crisis de Suez.
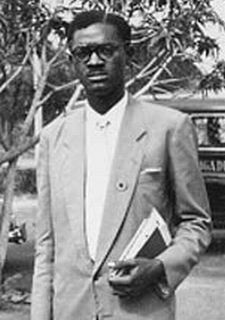
Patrice Lumumba, líder de la independencia de la República Democrática del Congo, cuyos intentos de mantener una política no alineada o acercarse a la Unión Soviética fueron frustrados entre golpes de estado e intentos secesionistas (Crisis del Congo). La responsabilidad de su asesinato aún no está aclarada.
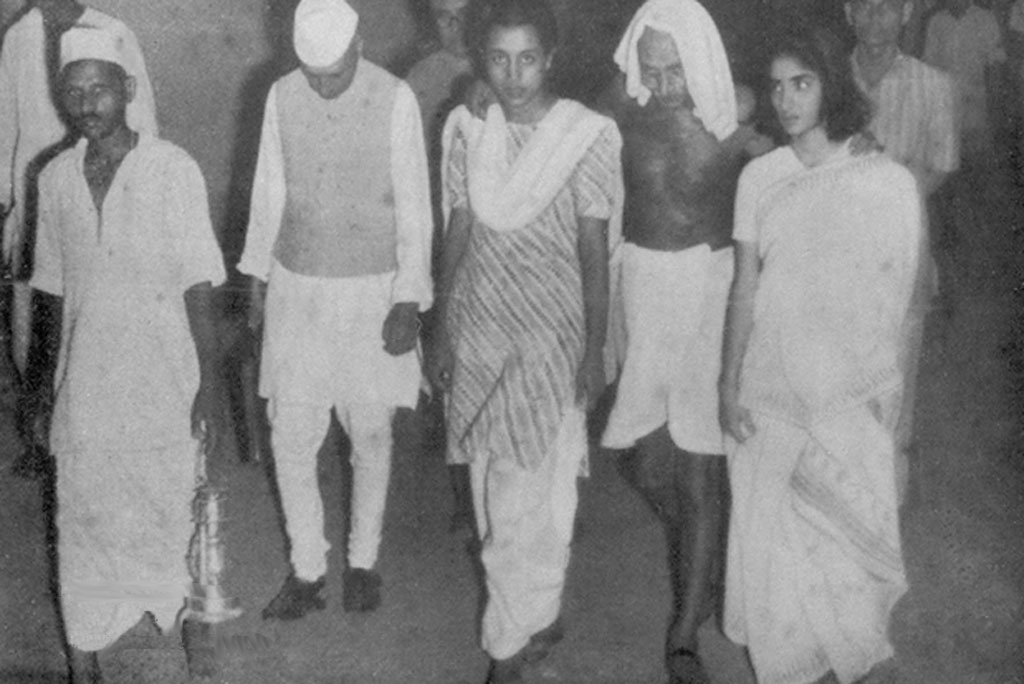
Tres generaciones de líderes indios: Mohandas Gandhi marcha apoyándose en Sri Pandit Jawaharlal Nehru e Indira Gandhi. Esta última no fue la única mujer que llegó a liderar uno de los nuevos países independizados en Asia (Golda Meir en Israel), antes que los países desarrollados donde la liberación de la mujer estaba más avanzada.

#### Tercermundismo
Las nuevas naciones, aunque económica y socialmente subdesarrolladas, representaban a la mayor parte de la población de la Tierra, y su gran número las permitía controlar la Asamblea General de las Naciones Unidas (órgano en realidad poco decisivo). La conferencia de Bandung (1955) intentó articular al margen de la voluntad de las superpotencias a los países no alineados o tercer mundo, expresión con la que se les quería comparar con el papel revolucionario del Tercer Estado en 1789 y que terminó siendo equivalente a la de países pobres o subdesarrollados. A los países asiáticos y africanos que originalmente formaron parte del movimiento se les vinieron a sumar los países de América Latina e incluso algunos europeos: la comunista Yugoslavia (cuyo líder Josip Broz Tito se había desvinculado del bloque soviético en la experimentación del denominado socialismo autogestionario después de la Ruptura Tito-Stalin) y la capitalista Suecia (tradicionalmente neutral y muy desarrollada económicamente).
Con fines de integración regional, se fundaron la Organización para la Unidad Africana (1963) y el Pacto Andino (1967).

#### Populismo latinoamericano y revolución cubana
Con la controvertida etiqueta de populismo se suelen designar diversos regímenes y partidos políticos latinoamericanos de mediados del siglo XX (Juan Domingo Perón en Argentina, Getúlio Vargas en Brasil, el denominado Gobierno Revolucionario de las Fuerzas Armadas en Perú -pero también una de sus fuerzas opositoras: el APRA-, etc.) incluyendo destacadamente el prolongado ejercicio del poder por el PRI mexicano y la alternancia de poder entre liberales y conservadores en Colombia. Más allá de ciertas similitudes con rasgos de las ideologías más opuestas (fascismo y comunismo), difiere radicalmente de ellas por su pragmatismo y su opción clara por el reformismo. Se han señalado como características propias su carácter de movimiento nacionalista y de resistencia contra el neocolonialismo, un anticapitalismo más retórico que efectivo, la movilización popular, la desconfianza al sistema tradicional de partidos políticos, la constitución de liderazgos carismáticos y el intervencionismo estatal, que intentaba superar la dependencia económica mediante una industrialización acelerada. El populismo latinoamericano sería la respuesta a la decadencia de los grupos oligárquicos como factor de poder, que llevó a la ampliación institucional de las bases sociales del estado, del que demanda su conversión en un «estado regulador».
Tras una guerra de guerrillas contra la dictadura de Fulgencio Batista, en 1959 llegó al poder en Cuba un grupo de revolucionarios de confusa ideología, liderados por Fidel Castro y el internacionalista Che Guevara. La política hostil de Estados Unidos, vinculado económica y políticamente al anterior régimen y refugio de un cada vez mayor número de exiliados cubanos, así como la propia dinámica interna del nuevo régimen, llevó a este a un acercamiento cada vez mayor a la Unión Soviética y a la definición de la revolución como marxista leninista, dirigida por el Partido Comunista de Cuba.

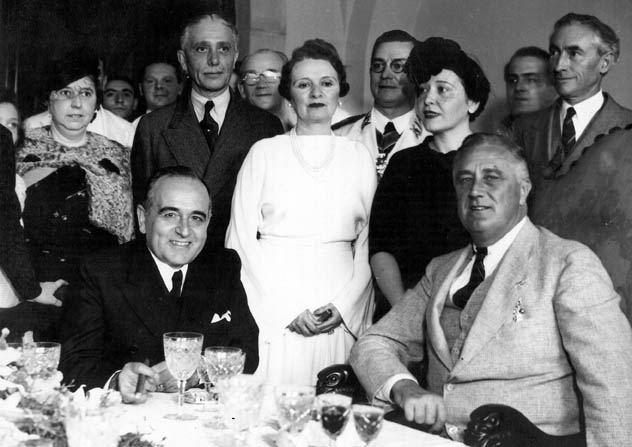
Getúlio Vargas, presidente populista de Brasil, con el presidente norteamericano Franklin D. Roosevelt (1936)
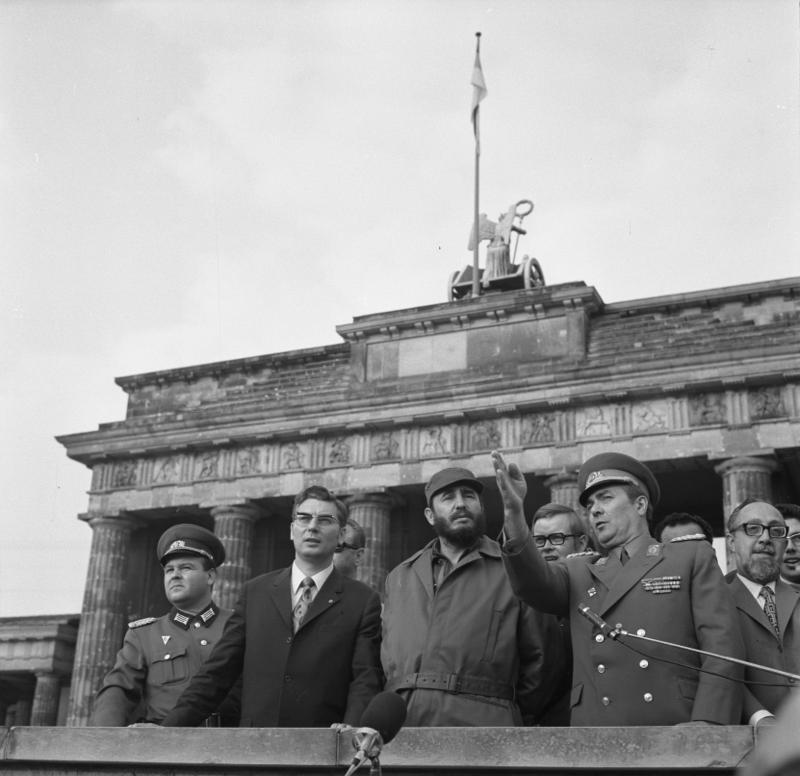
El líder de la revolución cubana Fidel Castro, inicialmente populista que evolucionó al comunismo, en la tribuna de un acto en Berlín Oriental en 1972, con dirigentes de la República Democrática Alemana.

#### Medio Oriente y el petróleo
La zona de conflicto más activa en todo el periodo fue el Medio Oriente. Las inmensas reservas petrolíferas del Golfo Pérsico la hacían estratégicamente decisiva en la geopolítica petrolera. La desintegración del Imperio otomano en la Primera Guerra Mundial la sometió a una atomización en zonas de colonización francesa (Siria y Líbano) y británica (Jordania e Irak) que se independizaron tras la Segunda Guerra Mundial. Tanto las nuevas naciones como Egipto, Arabia Saudí e Irán, eran presionados para su alineación política y el mantenimiento de la presencia económica de las multinacionales petroleras, en el que incluso se llegó al punto de que se organizaron operaciones encubiertas contra los gobiernos de esos países, como en el golpe de Estado en Irán de 1953.
El nacionalismo árabe se encontró con su principal enemigo en el sionismo, que desde la Declaración Balfour había iniciado la emigración judía al protectorado británico de Palestina con la clara pretensión de obtener un Estado Nacional judío, y pese a la revuelta árabe de 1936-1939 que demostró el descontento local, se proclamó unilateralmente en 1948. Israel y el mundo árabe libraron hasta 1973 cuatro guerras abiertas (la consecuente a la descolonización en 1948, la suscitada por la invasión anglofrancesa del Canal de Suez en 1956, la guerra de los Seis Días en 1967 y la guerra de Yom Kipur en 1973) que incrementaron sustancialmente el territorio controlado por el estado judío y provocó la salida de un gran contingente de refugiados palestinos (Nakba). La Organización para la Liberación de Palestina (OLP) se organizó como movimiento de resistencia, en cuyo seno surgieron varios grupos armados calificados de terroristas, rivales entre sí.
El dominio de los países árabes en la Organización de Países Exportadores de Petróleo (OPEP) convirtió a esta en un instrumento de presión política internacional en su beneficio, coordinando su producción para controlar los precios en el mercado, e incluso retirando el suministro a los aliados de Israel, lo que estuvo en el origen de la crisis de 1973. El enriquecimiento de las minorías dirigentes de las monarquías del Golfo no conllevó un desarrollo interno de la zona, sino la exportación de capitales (petrodólares) a los países desarrollados.

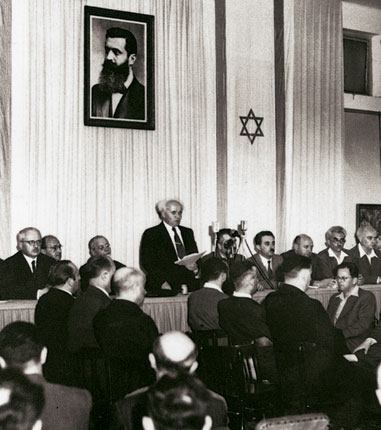
David Ben-Gurión declara formalmente la constitución del Estado de Israel (1948).
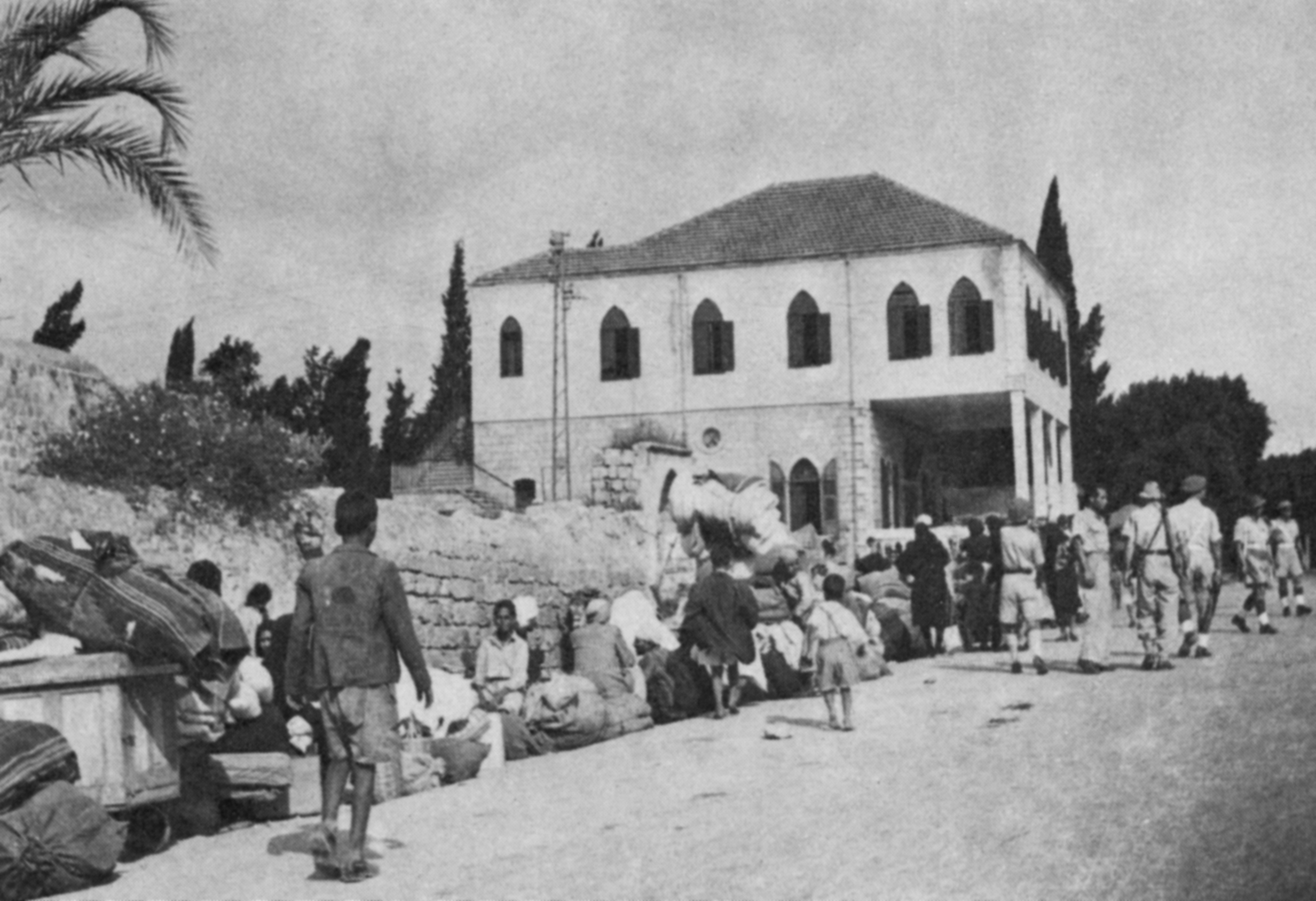
Civiles palestinos siendo expulsados de Ramla tras la toma de la ciudad por parte de los soldados israelíes (1948).
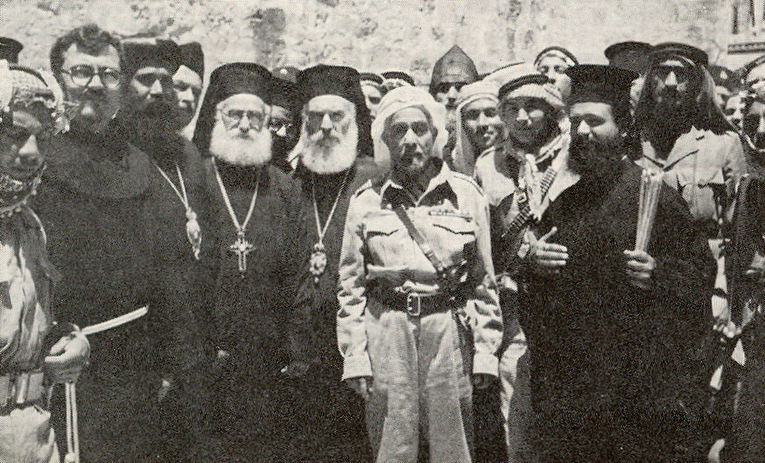
El rey jordano Abdalá I detrás de la Iglesia del Santo Sepulcro durante la batalla de Jerusalén (1948).
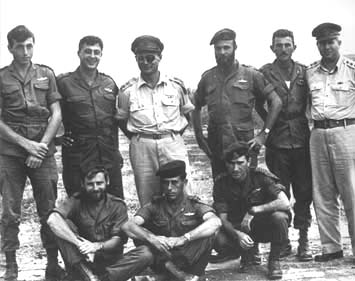
Moshé Dayán, principal estratega israelí en la Guerra de los Seis Días y la de Yom Kipur, junto a otros militares israelíes en 1955.

#### Contracultura y contestación juvenil. Nuevos movimientos sociales. Las protestas de 1968

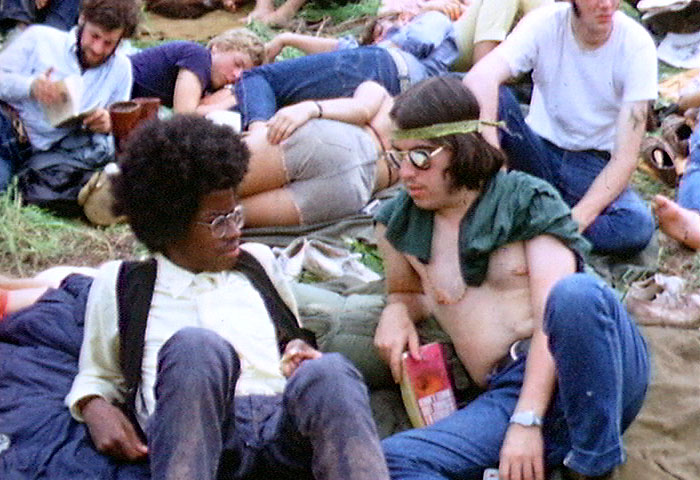
En el festival de Woodstock, más allá del fenómeno musical, se visualizó un nuevo tipo de comportamiento social atractivo para muchos jóvenes, que rompía las convencionalismos tradicionales: liberación sexual, convivencia interracial, utilización de drogas, desprecio de la ética del trabajo.

Simultáneamente a la escalada de la tensión política mundial, los años cincuenta se caracterizaron en la vida cotidiana de Occidente por la bonanza material y una cierta actualización de los valores tradicionales, identificados con la familia nuclear (lo equívoco de ese término, identificable con la amenaza atómica, fue objeto de alguna reflexión) protagonista del fenómeno del baby boom. El final de las penurias de la Segunda Guerra Mundial y la posguerra incluyó la incorporación masiva de los electrodomésticos y la televisión.
Las imágenes idealizadas que transmitían los seriales televisivos y las comedias cinematográficas de Hollywood no supusieron en realidad que la confianza en el futuro fuera generalizada. Esa década tuvo su lado pesimista en la popularización del existencialismo y del movimiento beatnik, críticas más estética que socialmente de izquierdas al capitalismo, el imperialismo y el american way of life. Los miedos presentes en ese tiempo (la Era del Miedo, según Albert Camus) se expresaban en el cine de serie B (con productos que iban desde Godzilla -1954- hasta La noche de los muertos vivientes -1968-). Una selecta minoría, cada vez más amplia, de jóvenes en busca de autoconocimiento (en muchas ocasiones claramente autodestructivo) se lanzó al camino de los viajes que les proporcionaban la vida en la carretera (moteros, mochileros, autostop), el amor libre y las drogas, imitando a Jack Kerouac (On the Road, 1957) o inspirados por las obras de Aldous Huxley (Un mundo feliz, 1932; Las puertas de la percepción, 1954). La brecha generacional que se abrió entre ellos y sus padres provocó de hecho una mayor represión y puritanismo frente a los años cuarenta, como puso de manifiesto la cruzada emprendida contra el cómic desde la publicación de La seducción de los inocentes de Fredric Wertham (1954). La rebeldía juvenil pretendía rechazar el mundo conservador y tradicionalista de los adultos, y se identificaba en productos que, paradójicamente, le ofrecía la propia industria del cine, como James Dean (Rebelde sin causa, 1955). Los jóvenes de los cincuenta y los sesenta percibían como un desafío generacional la lectura de libros como El guardián entre el centeno y acudir a proyecciones de películas de arte y ensayo (Nouvelle vague francesa); o provocativo el escribir literatura experimental o realizar happenings y otras manifestaciones de arte contemporáneo; transgresiones que estaban al alcance de todos, independientemente de su sofisticación intelectual, solo con leer los cómics de Marvel y DC o escuchar formas cada vez más sofisticadas de rock and roll (de Bill Haley a Elvis Presley, Jimi Hendrix, The Beatles, The Rolling Stones, The Doors o The Who).
La acumulación de presión social desde las nuevas generaciones estalló en verdaderas revueltas en la década de los sesenta, marcada por la contracultura del movimiento hippie, basado en ideales tales como el regreso a la naturaleza, la simplificación vital, el pacifismo y el rechazo al materialismo y el consumismo en nombre de un espiritualismo de base oriental (Maharishi Mahesh Yogi), indígena americana (Carlos Castaneda) o africana (Marcus Garvey y los rastafaris) más o menos genuino; que no obstante terminaron siendo asimilados como pseudovalores integrables por el mismo sistema que pretendían subvertir. La llamada revolución de las flores o flower power dejó su impronta en movimientos tales como el megaconcierto de Woodstock (1969), la psicodelia y muy diversas sectas, comunas y otros experimentos de mayor o menor proyección.
El activismo político, el otro lado de la moneda de la desmovilización hippie o psicodélica, también caracterizó a gran parte de la juventud de la época. La movilización contra la guerra de Vietnam, extendida por los países occidentales, fue especialmente fuerte entre la juventud estadounidense, simultáneamente al movimiento por los derechos civiles, protagonizado por los afroamericanos, pero de carácter interracial (Martin Luther King, Malcolm X, John y Robert Kennedy, todos ellos asesinados entre 1963 y 1968). Las movilizaciones estudiantiles de 1968, iniciadas en el mayo francés y extendidas por Europa Occidental (Alemania Occidental, Gran Bretaña, España, Italia, Suecia, etc.) y América (Estados Unidos, México, Jamaica, Brasil, etc.), tuvieron tan confuso carácter ideológico que podían emparentarse tanto con la Primavera de Praga en Checoslovaquia como con la Revolución Cultural de la China maoísta, y popularizaron a pensadores tan opuestos como Martin Heidegger y Herbert Marcuse.
La contestación juvenil y los nuevos agentes sociales generaron nuevos movimientos sociales superadores de los movimientos sociales tradicionales, como el movimiento obrero. Entre ellos estaban el ecologismo y la conciencia de los límites del crecimiento (Primavera silenciosa, Rachel Carson -1962-, informe del Club de Roma que propugnaba el crecimiento cero -1970-, Greenpeace -1971-), el movimiento antinuclear, el movimiento por los derechos del consumidor (Inseguro a cualquier velocidad, 1965, Ralph Nader), el feminismo y otros movimientos relacionados con la revolución sexual (movimiento LGTB), la revolución o renovación educativa (Libro rojo del cole, 1969), la antipsiquiatría, los derechos de los discapacitados y a la vida independiente (Ed Roberts), y muchos otros a menudo opuestos entre sí, que iban desde el movimiento pacifista hasta el terrorismo y otras formas de violencia (Charles Manson, Patricia Hearst).

#### Aggiornamento de la Iglesia católica
Ni siquiera la Iglesia católica permaneció ajena a la fiebre juvenil. La necesidad del aggiornamento (puesta al día) que demandaban las denominadas comunidades cristianas de base quedaba evidenciada por la crisis de vocaciones que vaciaba los seminarios, mientras una minoría creciente de sacerdotes se acercaba a distintos movimientos de contestación de la autoridad, como los curas casados o los curas obreros. El breve pontificado de Juan XXIII abrió la oportunidad de que la parte más aperturista de la jerarquía eclesiástica, entre la que se contaba la Compañía de Jesús, impusiera sus tesis en el Concilio Vaticano II. Cuestiones doctrinales de difícil plasmación práctica, como el ecumenismo, se acompañaron de otras mucho más visuales y cercanas a la sensibilidad juvenil, como la misa en lengua vernácula o el estímulo a la utilización de música moderna en el culto. Las relaciones entre ciencia y fe, que habían alejado al catolicismo de la modernidad desde tiempos de Galileo, recibieron un impulso notable, que de hecho sobrepasó la posición más recelosa de la mayor parte de las confesiones protestantes en un punto clave como el evolucionismo.
La sucesión de Pablo VI continuó con los mismos parámetros, pero limitó las expectativas de los grupos más radicales al condenar el uso de los métodos anticonceptivos y no suavizar la moral sexual católica ante el desafío que suponía la generalización social de las relaciones prematrimoniales y el divorcio. Mientras una minoría de los clérigos más tradicionalistas llegaba a amenazar con el cisma (Marcel Lefebvre), los teólogos progresistas como Hans Küng, Hélder Câmara o Leonardo Boff profundizaron la implicación del pensamiento cristiano en la realidad social desde un compromiso muy distinto al que representaba la Democracia Cristiana, situada en el centro-derecha político. En América Latina la denominada opción preferencial por los pobres de la Teología de la Liberación acercó a muchos clérigos a los movimientos de izquierda, llegando a verse el caso de curas guerrilleros.

### El fin de la Guerra Fría (1973-1989)
不管白猫黑猫,捉住老鼠就是好猫

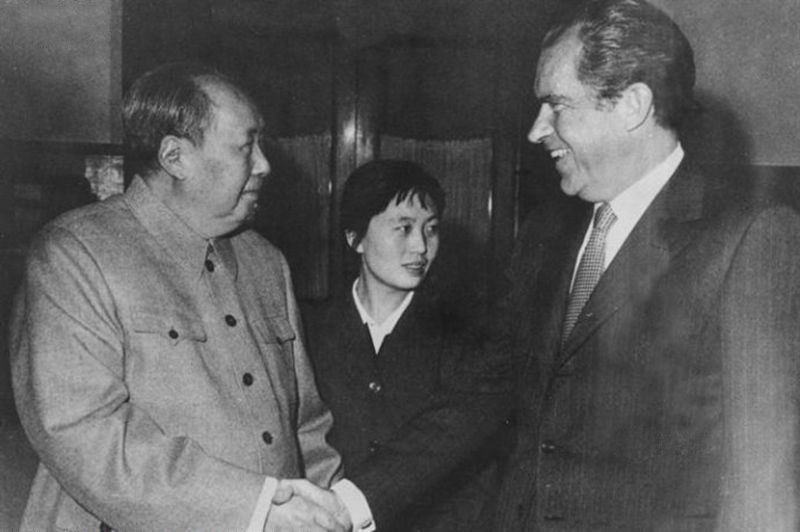
La entrevista entre Mao Zedong y Richard Nixon (29 de febrero de 1972) marcó el comienzo de un acercamiento estratégico entre Estados Unidos y China, uno de los elementos decisivos para entender la evolución mundial hasta la actualidad.

No importa si es un gato blanco o un gato negro, mientras cace ratones, es un buen gato.
Deng Xiaoping

Después de conflictos como la Crisis de Berlín de 1961 o la Crisis de los Misiles de 1962 en Cuba, que habían puesto a la humanidad al borde de la Tercera Guerra Mundial, Estados Unidos y la Unión Soviética buscaron formas más conciliadoras de manejar la política mundial, incluyendo el famoso teléfono rojo. El resultado fue la llamada distensión. Henry Kissinger, secretario de estado del Presidente Richard Nixon inició diversas maniobras de intervención sin utilización directa del ejército estadounidense para contrarrestar la influencia soviética con una reorientación de su política internacional en un sentido pragmático; destacando el patrocinio de las dictaduras militares en América Latina, Asia y África y el acercamiento a la China comunista de Mao Zedong (diplomacia del ping-pong). Se puso fin a la guerra de Vietnam (la guerra odiada por su propia juventud) en lo que supuso la aceptación de una verdadera derrota militar (firma de los Acuerdos de paz de París de 1973). La distensión hacia la Unión Soviética, cuya vertiente bilateral consistió en lentas negociaciones de desarme nuclear, de colaboración en el espacio y de incentivación de los intercambios comerciales (la alimentación soviética pasó a depender en buena medida de los excedentes cerealistas estadounidenses); incluyó una iniciativa multirateral: la conferencia de Helsinki (1973-1975), que por un lado confirmaba las fronteras y esferas de influencia surgidas de Yalta, pero que con el tiempo demostró ser un eficaz disolvente interno del bloque soviético, pues otro de sus pilares era el respeto a los derechos humanos, lo que significó la visibilización internacional de los disidentes (el más conocido, Aleksandr Solzhenitsyn, Premio Nobel de Literatura en 1970, había sido deportado en 1974 y publicó entre 1973 y 1978 las tres partes de su obra de denuncia Archipiélago Gulag). Por la misma época, los partidos comunistas de Europa Occidental se fueron distanciaron de la anterior dependencia de la Unión Soviética, en lo que se denominó eurocomunismo.
Frente al alejamiento de la religión que caracterizó hasta entonces a la Edad Contemporánea, y que habían alcanzado su punto álgido con la contracultura y los movimientos surgidos de las protestas de 1968, comenzaban a observarse síntomas contrarios. André Malraux había pronosticado el siglo XXI será religioso o no será. Además de la extensión del fundamentalismo religioso en muy distintos ámbitos y religiones; se produjo una reacción conservadora o un auge de movimientos conservadores en todo el mundo, que de una u otra forma pretenden un retorno o una actualización de los valores tradicionales que deberían imponerse socialmente, por voluntad de una mayoría moral, existente o por construir, que lo habría de propiciar. Su modelo político, económico, social e ideológico para los países occidentales se desarrolló en el Reino Unido entre 1979 y 1990: el thatcherismo. Margaret Thatcher (líder tory, la primera mujer en el cargo de primer ministro, conocida como la dama de hierro) emprendió una política claramente liberal en lo económico y contraria a lo que consideraba excesos del estado de bienestar y a la fuerte influencia de los sindicatos (que respondieron con movilizaciones huelguísticas que fracasaron), construyéndose una nueva realidad social bautizada como sociedad de mercado, basada intelectualmente en las formulaciones de filósofos y economistas como Karl Popper, Friedrich Hayek y Milton Friedman. Para designar a ese movimiento político se utilizaron las etiquetas aparentemente contradictorias de neoliberalismo y neoconservadurismo. El nuevo ideal vital de amplias capas sociales pasó a ser no el joven hippie melenudo del 68, sino el joven yuppie encorbatado de los ochenta. Se habla de una era postmoderna que Gilles Lipovetsky define como Era del Vacío ligada a la crisis, caracterizada por un individualismo (existencia a la carta, narcisismo, estallido de lo social, disolución de lo político) que elude la rebelión y el disentimiento característicos de los años de expansión transformando las manifestaciones de la violencia.

#### Crisis de 1973 y tercera revolución industrial
La crisis de 1973, desencadenada por la utilización del petróleo como arma política por la OPEP en el conflicto árabe-israelí, significó el comienzo de un ciclo de dificultades económicas para los países occidentales (la denominada stagflación: inflación simultánea a un estancamiento de la producción, con altas cifras de desempleo), que se agravaron en los primeros años ochenta. El keynesianismo, paradigma económico dominante desde la Gran Depresión, pasó a ser cuestionado por alternativas denominadas neoliberales (Milton Friedman y la Escuela de Chicago), que planteaban como solución la reducción del papel del estado en la economía y la recuperación del papel prioritario de la iniciativa privada y del mercado libre sin interferencias ni planificación.

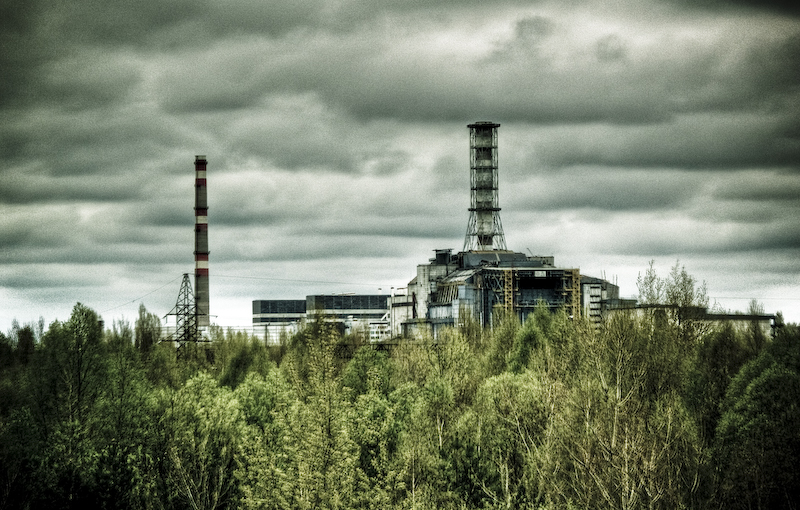
La central nuclear soviética de Chernóbil sufrió en 1986 el accidente más grave de la llamada era nuclear.

La revolución industrial había entrado en una tercera fase o revolución científico-técnica. Aunque el petróleo siguió siendo la fuente de energía dominante, la crisis (una crisis energética recurrente que se manifestaba según la coyuntura política, como demostró en 1980 la guerra Irán-Irak y en 1990 la guerra del Golfo) evidenció la necesidad de sustituirla por fuentes de energía alternativas, unas renovables y otras no renovables, como la energía nuclear (muy rechazada por el movimiento ecologista, que algunos países desarrollaron intensivamente para conseguir el autoabastecimiento energético -Francia-). Para otros, el encarecimiento del petróleo tuvo como efecto la posibilidad de explotación de reservas hasta entonces antieconómicas (plataformas marinas del Mar del Norte para Reino Unido y Noruega).
Las estructuras industriales más obsoletas, especialmente las más intensivas en mano de obra, sufrían un proceso de deslocalización hacia lo que por entonces se llamaba países en vías de desarrollo y a finales de siglo se llamarán nuevos países industriales, mientras que los antiguos países industrializados avanzan en un proceso de terciarización, en el que cada vez tenían más peso la aplicación de nuevas tecnologías basadas en las telecomunicaciones, la informática, la robótica y la denominada economía del conocimiento.

#### Caída de las dictaduras mediterráneas europeas y golpes de estado en América Latina
El golpe de los coroneles griegos (1967) había sumado ese país a las dos dictaduras del sur europeo que se prolongaban desde la época fascista: el Portugal de Oliveira Salazar y la España de Francisco Franco. Durante los denominados años de plomo, parecía que incluso la democracia italiana estaba en peligro de involución.
La tendencia se revirtió con la Revolución de los Claveles portuguesa (1974), en la que el ejército colonial, enfrentado a la inutilidad de su sacrificio en las guerras de independencia de Angola y Mozambique, dio paso a un régimen multipartidista que, tras unos primeros años de agitación social, se encauzó como una democracia equiparable a las europeas. La transición española a partir de la muerte de Franco, sucedido por Juan Carlos I (1975), tuvo un recorrido más estable pilotado por el centrismo de Adolfo Suárez (1976-1981). También en Grecia se produjo la restauración democrática después de violentas revueltas (1974). En los tres casos, la incorporación al Mercado Común Europeo sancionó la consolidación de la democracia.
En cuanto a Turquía, involucrada bélicamente en la guerra civil de Chipre que estalló tras el golpe militar contra el Gobierno de Makarios III (1974), el predominio de los militares en la vida pública siguió siendo decisivo; teniendo un revés después de sufrir su tercer golpe de Estado que la sumergió en una dictadura(1980-1989). Los regímenes del Mediterráneo árabe (de Egipto a Marruecos) tampoco se vieron afectados por transformaciones políticas decisivas, variando su grado de alineación o enemistad con Occidente o la retórica panarabista o árabe socialista, pero desde sistemas esencialmente autoritarios.
En el Cono Sur sudamericano se produjo un recurso generalizado al autoritarismo para evitar la posibilidad del establecimiento de gobiernos izquierdistas como el chileno de Salvador Allende, contrarios a los intereses de las clases dominantes y de los Estados Unidos (que apoyó los golpes de estado e incluso formaba teóricamente a sus protagonistas en la Escuela de las Américas). A las dictaduras militares ya existentes (el paraguayo, 1954-1989, el brasileño, 1964-1985, y el boliviano, 1964-1982) se sumaron la uruguaya (1973-1985), la chilena de Augusto Pinochet (1973-1990) y la argentina (1976-1983).

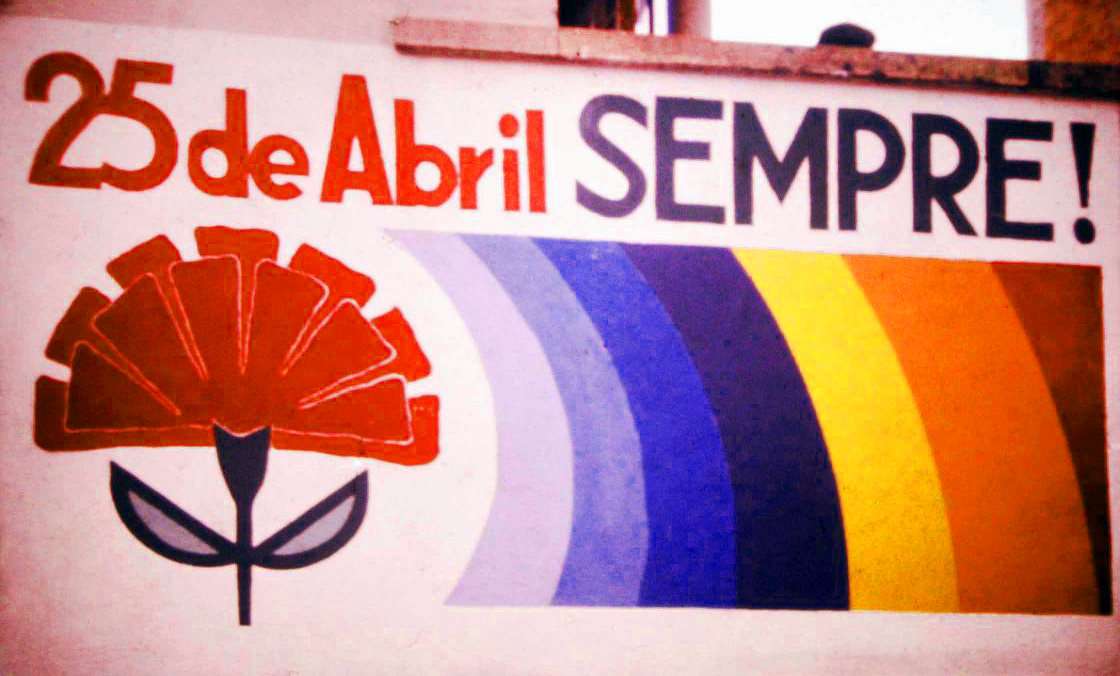
Pintada alusiva al 25 de abril de 1974, la Revolución de los Claveles en Portugal.
Una manifestación de las Madres de Plaza de Mayo por la aparición de sus hijos y nietos durante la dictadura argentina, 1982.Una manifestación de las Madres de Plaza de Mayo por la aparición de sus hijos y nietos durante la dictadura argentina, 1982.
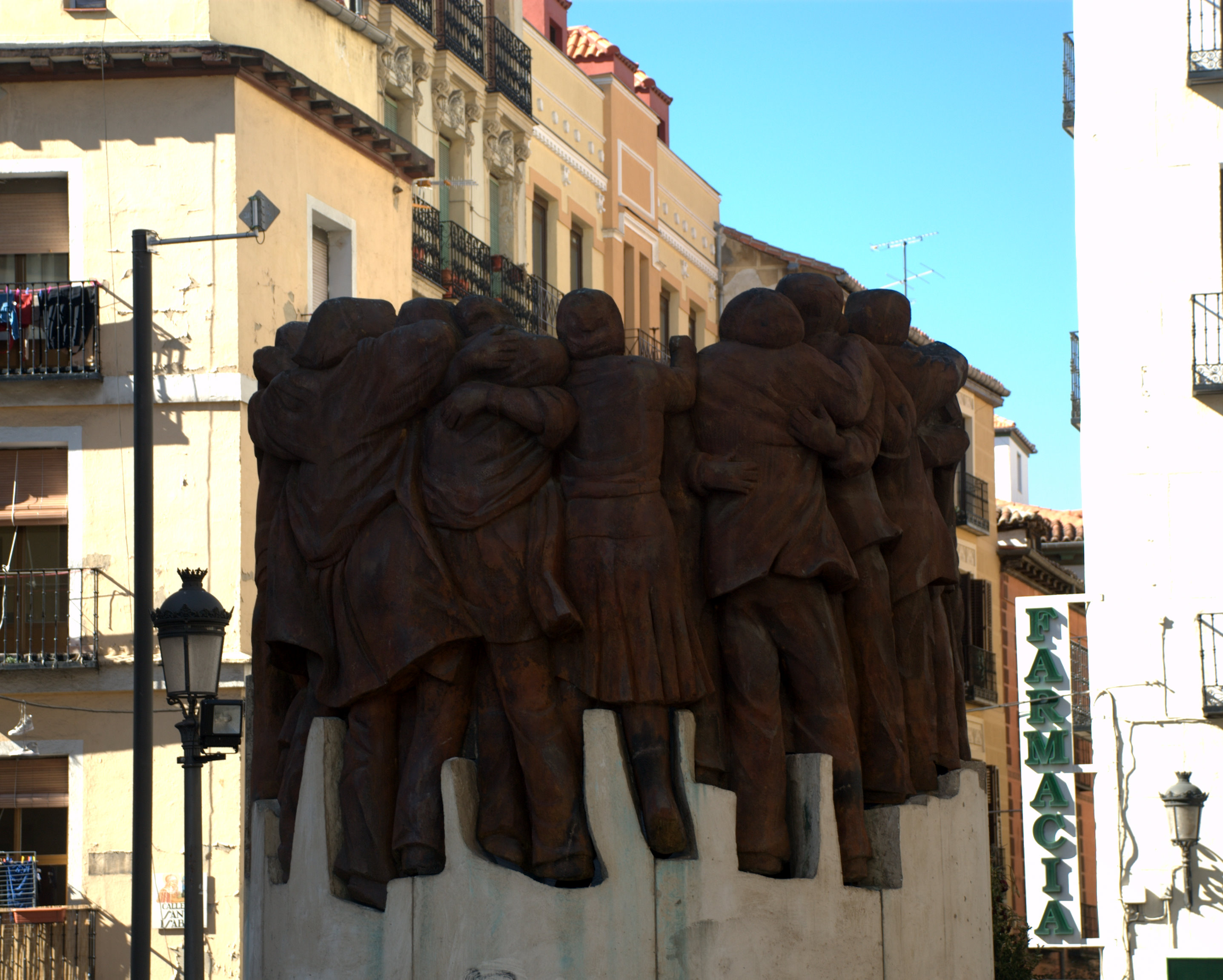
Monumento a los Mártires de Atocha, un episodio violento de la transición española.

#### Estados Unidos tras el Watergate
En Estados Unidos, tras el escándalo Watergate que retiró a Richard Nixon de la presidencia (1974), el mandato del demócrata Jimmy Carter (1977-1981) se caracterizó por sufrir los efectos más penosos de la crisis iniciada en 1973, por un retroceso de la influencia en América Latina (revolución sandinista en Nicaragua) y otras zonas del Tercer Mundo (Camboya, Yemen del Sur, Etiopía, Angola, Mozambique, Somalia, Congo, etc.) y por significativas humillaciones internacionales (crisis de los rehenes en Irán, 1979-1981). Frente a lo que consideraban pérdida de valores tradicionales, excesos de permisividad y anomia social, se organizó un poderoso grupo de presión visibilizado por los telepredicadores religiosos y la denominada mayoría moral, que consiguió dos presidencias republicanas consecutivas (tres mandatos: los de Ronald Reagan, 1981-1988, y Bush padre, 1989-1992). Con una política abiertamente agresiva hacia la Unión Soviética, a la que denominó «Imperio del mal», Reagan proponía un final victorioso a la Guerra Fría mediante un enfriamiento de las relaciones bilaterales y el inicio de investigaciones para un posible futuro establecimiento en el espacio exterior de un sistema de intercepción de misiles balísticos, la llamada Iniciativa de Defensa Estratégica (bautizada por la prensa como «Star Wars» en alusión a la contemporánea serie de películas de George Lucas) y un más concreto despliegue de misiles nucleares de alcance intermedio en Europa (euromisiles, respuesta a una iniciativa soviética similar -SS-20-), en una reactivación de la carrera nuclear que los soviéticos no estuvieron en condiciones de seguir. En América Latina, tras el ciclo de golpes de estado militares de los años setenta (Chile y Uruguay, 1973; Argentina 1976), desde la época de Carter se pretendía oficialmente el sostenimiento de los regímenes nominalmente democráticos, lo que en la época de Reagan se concretó en la intensificación del sostenimiento de los gobiernos aliados frente a las guerrillas izquierdistas y el apoyo velado a los movimientos hostiles a los gobiernos no propicios (como la contra nicaragüense), llegando a la intervención directa (invasión de Granada -1983-, invasión de Panamá -1989-).

Margaret Thatcher y Ronald Reagan encabezaron la reacción neoconservadora de los años ochenta, neoliberal en economía y agresiva tanto en el interior (recortes al estado del bienestar) como en política exterior (Guerra de las Malvinas, despliegue de los euromisiles, etc).
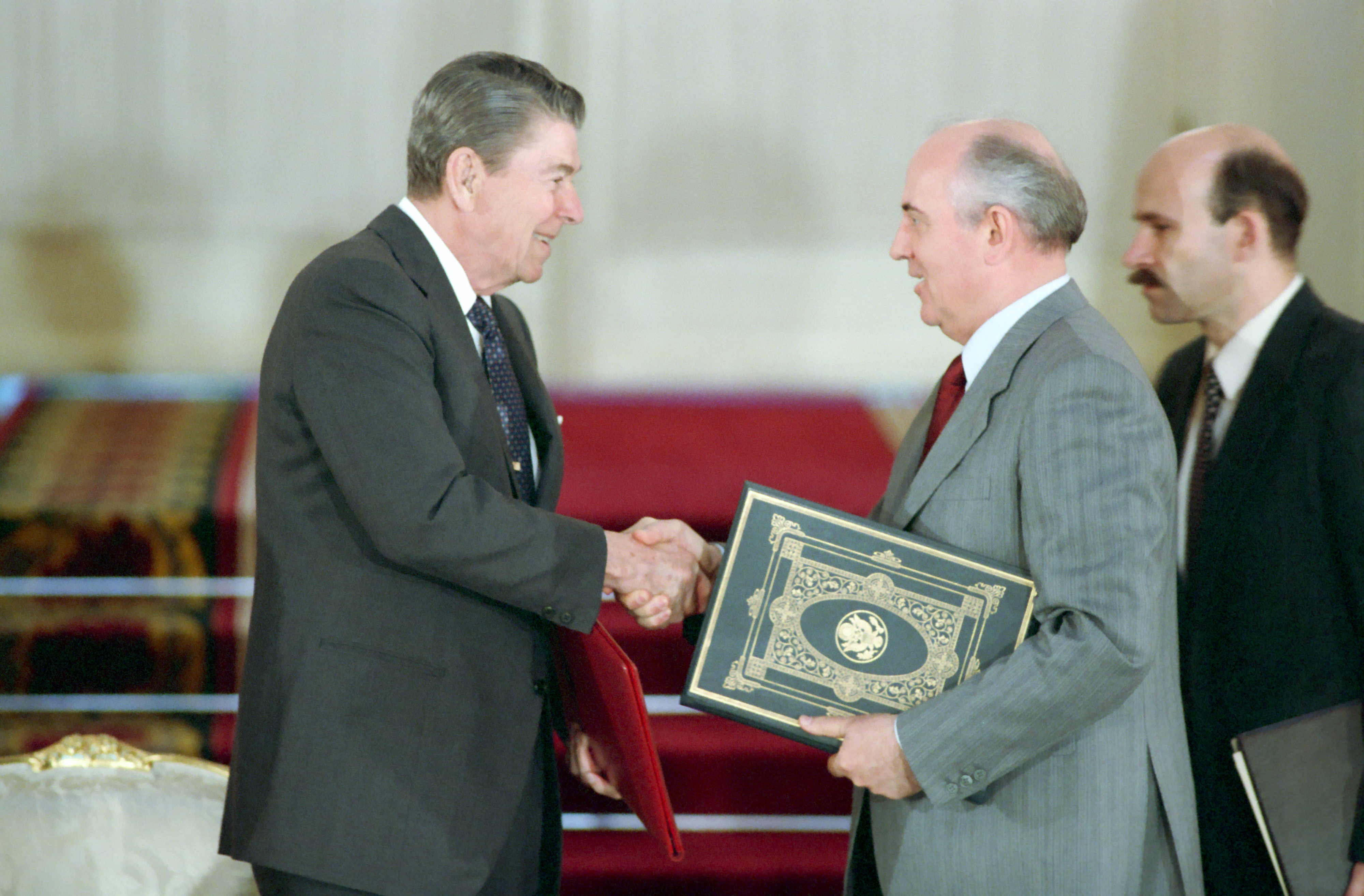
Mijaíl Gorbachov (último líder de la Unión Soviética y consciente de la imposibilidad de esta para mantener la carrera de armamentos) y el presidente norteamericano Reagan llegaron a puntos de acuerdo que significaron el fin de la Guerra Fría. En la foto, la firma del tratado INF (1 de junio de 1988)
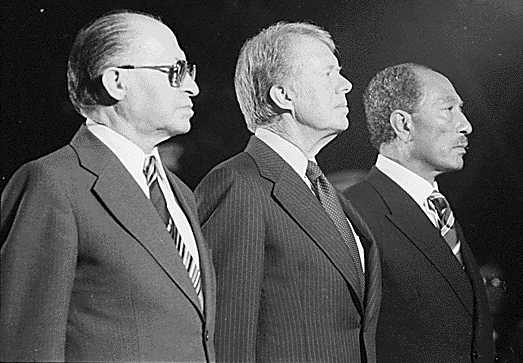
El presidente norteamericano Jimmy Carter, el egipcio Anwar el Sadat y el israelí Menájem Beguín en los acuerdos de Camp David (1978), que trajo la paz entre Israel y Egipto.

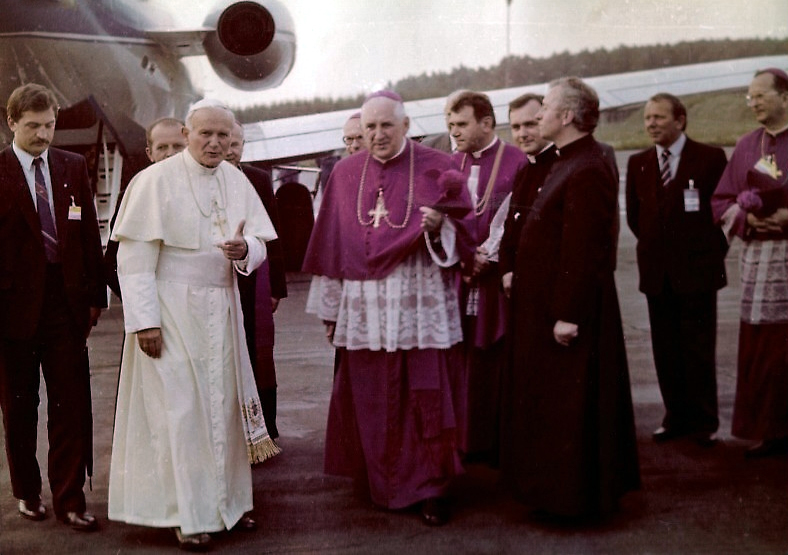
Juan Pablo II, primer papa polaco y el más viajero de la historia, durante uno de sus viajes a Polonia (1987). Tuvo un importante papel en el estímulo al movimiento opositor (sindicato Solidarność de Lech Wałęsa) que contribuyó a la crisis del sistema comunista en el este de Europa.

#### Reacción conservadora católica
En la Iglesia católica se produjo un fortalecimiento de la tendencia conservadora a partir de Juan Pablo II, que revisó los planteamientos más progresistas del Concilio Vaticano II y los pontificados anteriores (Juan XXIII, Pablo VI, y el efímero de Juan Pablo I), reprimió la teología de la liberación, muy activa en Latinoamérica (fue muy evidente su malestar por la entrada del sacerdote Ernesto Cardenal en el gobierno sandinista de Nicaragua) y se apoyó en movimientos conservadores como el Opus Dei (a cuyo fundador, Josemaría Escrivá de Balaguer beatificó y canonizó con gran rapidez) frente a la anterior preferencia por la Compañía de Jesús (entre cuyas filas estaban Ignacio Ellacuría y los demás asesinados en El Salvador en 1989).

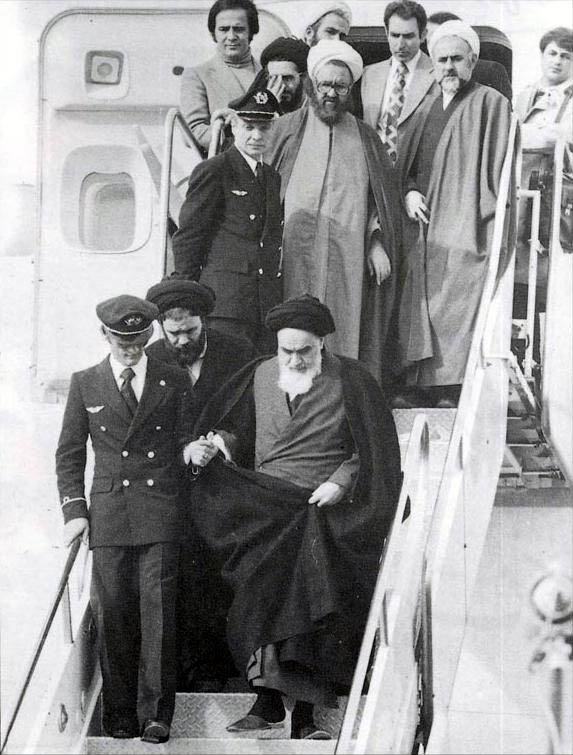
Ruhollah Jomeini desciende del avión que le traía a Teherán desde el exilio (1 de febrero de 1979).

#### Revolución islámica
A partir de la Revolución iraní (derrocamiento del proestadounidense sah Reza Pahlaví, por un movimiento integrista liderado por el ayatolá Ruhollah Jomeini, 1979) se produjo en todo el mundo islámico (tanto entre los chiítas como entre los mayoritarios sunnitas), y entre las numerosas colonias de inmigrantes islámicos en Europa, el llamado despertar islámico o revolución islámica, cerrando el ciclo que desde la descolonización identificaba la causa árabe con el nacionalismo de izquierdas o tercermundista. Los gobiernos y las clases dominantes de los países musulmanes hubieron de optar por tres posibles estrategias: frenar el movimiento (como en Argelia, que anuló las elecciones que iban a ganar los islamistas, desencadenando una violentísima reacción armada en 1991); coexistir en un precario equilibrio (los países denominados moderados, los más firmes aliados de Estados Unidos, como las monarquías del Golfo -encabezadas por Arabia Saudí, que logró contener un levantamiento armado en el Incidente de la Gran Mezquita-, Egipto, Marruecos o Turquía -cuyo laicismo oficial convive desde 2003 con la presencia en el poder de Recep Tayyip Erdoğan, un islamista moderado-, y los países más poblados y lejanos del ámbito árabe: Pakistán, Malasia e Indonesia); o unirse a él (Sudán, 1983).
El apoyo estadounidense a los talibanes afganos para la expulsión de los soviéticos de Afganistán (1979-1989) tras la Revolución de Saur (1978) terminó convirtiendo a este país en el más claro refugio del denominado terrorismo islámico, y originando los conflictos del inicio del siglo XXI. Otra de las maniobras occidentales para intentar contener el extremismo islámico, la utilización del régimen iraquí de Sadam Huseín contra Irán (guerra entre Irán e Irak, 1980-1988) también tuvo resultados totalmente contraproducentes para esa estrategia: intensificó el integrismo iraní y propició la deriva antioccidental del dictador iraquí, lo que originó también nuevas guerras en el periodo siguiente. La clave del enfrentamiento islamista contra occidente continuó siendo la persistencia del conflicto árabe-israelí, y la identificación de Estados Unidos como el principal apoyo del Estado judío.

#### Glasnost y Perestroika
En 1985 Mijaíl Gorbachov fue nombrado secretario general del Partido Comunista de la Unión Soviética, en una renovación generacional de la cúpula dirigente que llevó a la liquidación de la Guerra Fría y a reformas liberalizadoras en el interior del régimen soviético, que recibieron los nombres de perestroika (reestructuración) y glásnost (apertura o transparencia). El tratado de desarme de 1987 significó el final de la carrera armamentista. Entre tanto, aumentaba la agitación interna, desatada tanto por las resistencias de los partidarios del mantenimiento intacto de las prácticas estalinistas (nostálgicos o conservadores) como por la impaciencia de los antiguos disidentes y los oportunistas que vieron llegado el momento de optar por cambios radicales (que para algunos se limitarían al establecimiento de un socialismo democrático y para otros deberían significar la transición a un sistema liberal-capitalista homologable con Occidente). Las tímidas reformas económicas no solucionaron los tradicionales problemas de abastecimiento y aumentaron el descontento de la población, que ya no se ocultaba como en épocas anteriores de mayor penuria. En los países de la órbita comunista, la pérdida de confianza entre los regímenes locales y los nuevos dirigentes soviéticos estimuló los movimientos cada vez más atrevidos de la oposición clandestina.

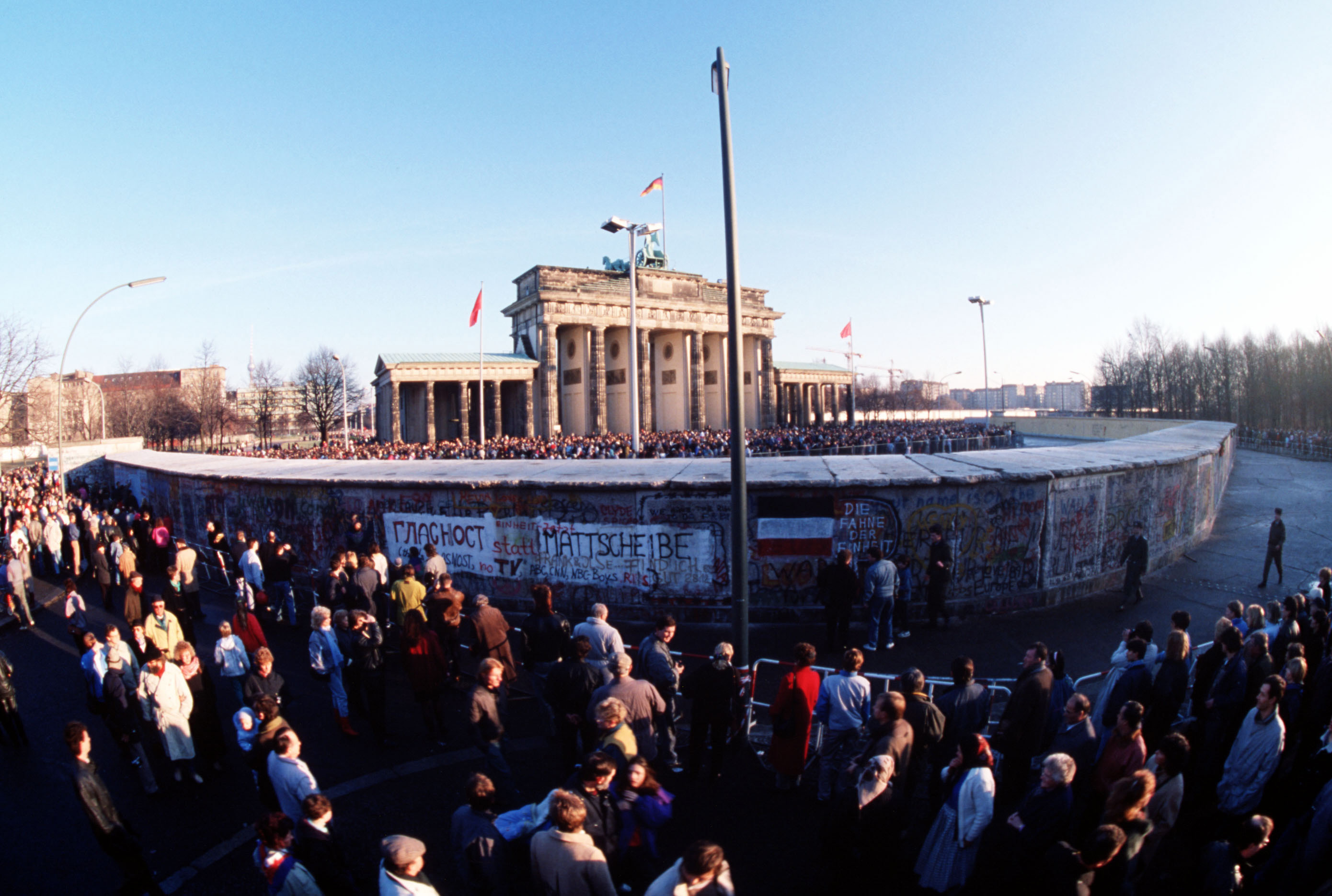
Paso libre a través del Muro de Berlín, frente a la Puerta de Brandemburgo (1 de diciembre de 1989). La presión popular consiguió precipitar el final del régimen prosoviético de Alemania Oriental, abandonado a su suerte por Gorbachov.

##### Revoluciones de 1989
En 1989, la acumulación de energías llegó al punto necesario para el estallido revolucionario. En Alemania Oriental, la evidente pérdida de apoyo soviético a los dirigentes comunistas locales, les enfrentó a una movilización popular que, a diferencia de ocasiones anteriores, no fue reprimida, y cuya fuerza mediática, simbolizada en los martillazos de la multitud festiva derribando el Muro de Berlín llegó a los receptores de televisión de todo el mundo (Die Wende). Los hechos más violentes tuvieron lugar en Rumania (Revolución rumana de 1989), donde la represión fue más dura por la resistencia a abandonar el poder por parte de Nicolae Ceaușescu (el dirigente más autónomo del bloque del este, que hasta entonces gozaba de una especial consideración de mediador ante los occidentales) que fue fusilado sumariamente en lo que igualmente fueron otras imágenes mundialmente difundidas.
Las relaciones entre los dos bloques evidenciaron el final de la Guerra Fría por la victoria del occidental, con hitos como la Cumbre de Malta (2 y 3 de diciembre de 1989) y la Carta de París (19-21 de noviembre de 1990).

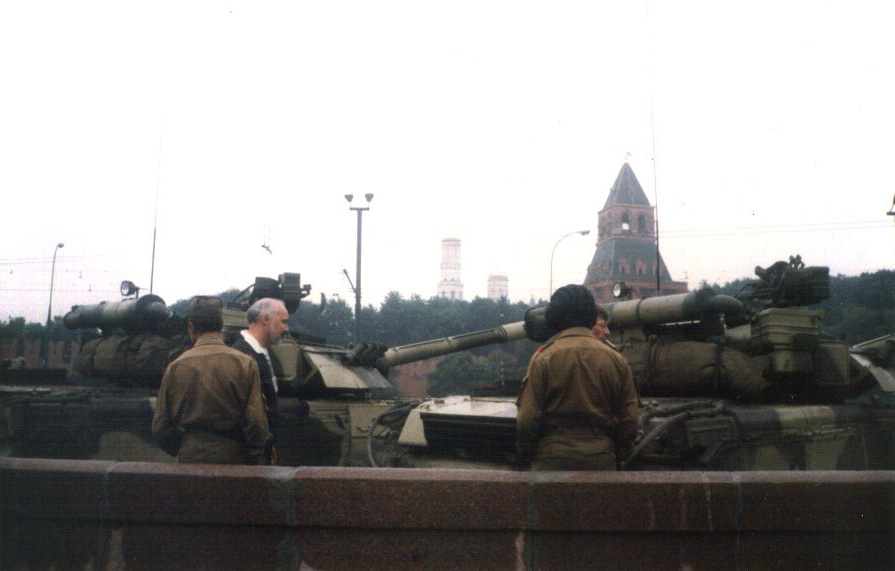
Tanques de los golpistas en la Plaza Roja durante el golpe de Estado en la Unión Soviética.

##### Disolución de la Unión Soviética
La propia Unión Soviética se encaminaba hacia su disolución, quedando cada vez más claro que los nuevos espacios de visualización de la disidencia soviética (simbolizada en Andréi Sájarov) no funcionaban como un apoyo de la reforma del sistema, sino como una fuerza disolvente, sobre todo los de las repúblicas soviéticas no rusas; mientras que los partidarios de una vuelta a las prácticas estalinistas. Después del referéndum de la Unión Soviética de 1991, y durante un intento de golpe de Estado promovido contra Gorbachov para evitar la firma del Nuevo Tratado de la Unión, un reformista radical, Borís Yeltsin, consiguió hacerse con el poder y promovió un hondo proceso de reformas liberales, incluyendo la disolución del Partido Comunista de la Unión Soviética. Las repúblicas bálticas ya habían conseguido la independencia de hecho; las demás se apresuraron a declararse independientes, pasando varias de ellas a constituirse en precarias superpotencias nucleares. El régimen comunista terminó así de desplomarse en medio de un caos económico en que la gran mayoría de la población caía en la pobreza y las propiedades y empresas socializadas o construidas desde la Revolución se privatizaban (cada ciudadano recibió una especie de bono que podía vender en el mercado libre), mientras los antiguos dirigentes de la nomenklatura y el KGB formaban grupos económicos formales o informales (algunos incluso delictivos, la denominada mafia rusa) que se afianzaron con el control económico y político de la nueva Rusia, cuyo nombre institucional pasó a ser Federación de Rusia después de la firma del Tratado de Belavezha. Muchos otros rasgos del pasado zarista que el comunismo se había jactado de eliminar, como el nacionalismo y la religión ortodoxa, volvieron a desarrollarse.

### ¿«Fin de la Historia» o «Choque de civilizaciones»? (1989-actualidad)

#### Nuevo orden posterior a la caída del muro de Berlín
La caída del bloque comunista o del Este provocó un reorganización del sistema internacional. El más espectacular de los cambios ocurrió en Europa, donde se produjo el estallido del statu quo mantenido desde Yalta, y que a muchos observadores, incluyendo a la buena parte de los estadistas (destacadamente, Margaret Thatcher y François Mitterrand), parecía inamovible o al menos de no conveniente vulneración. Dentro de su propio ámbito, la rigidez del sistema político comunista y la interiorización de la represión había disimulado la persistencia de problemas étnicos y religiosos, que a partir entonces se expresaron en toda su dimensión.

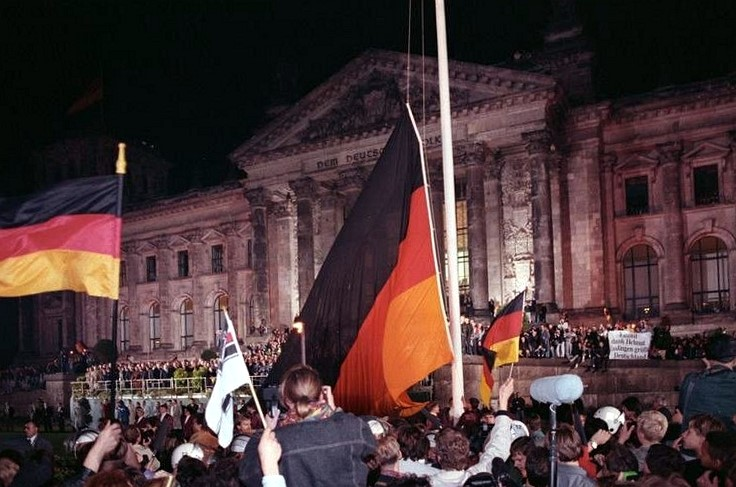
Celebración de la reunificación alemana junto al Reichstag, 3 de octubre de 1990.

##### Reunificación alemana
La caída del Muro de Berlín fue el punto de inflexión que debilitó al gobierno de Alemania Oriental al mando de Egon Krenz (quien entró al poder tras la dimisión de Erich Honecker). El Die Wende (también llamado Revolución Pacífica) provocó una crisis política en Alemania Oriental que ante la presión popular condujo a que se celebraran las primeras elecciones libres en 1990. En dichas elecciones la derrota del partido socialista incentivó a que el canciller de Alemania Occidental Helmut Kohl comenzara a entablar las negociaciones con los dirigentes de la Alemania Oriental para empezar el proceso de adhesión de Alemania Oriental a Alemania Occidental, terminando con la firma del Tratado de Unificación de Alemania el 9 de agosto de 1990. Para garantizar la plena soberanía de la Alemania reunificada Kohl negoció con los gobiernos de las potencias vencedoras de la Segunda Guerra Mundial, y pese al recelo de Margaret Thatcher y François Mitterrand, se firmó el Tratado Dos más Cuatro (9 de septiembre de 1990) en el que los Estados Unidos, la Unión Soviética, el Reino Unido y Francia renunciaron a sus derechos sobre la soberanía en territorio alemán. Con la entrada en vigor del Tratado de Unificación de Alemania el 3 de octubre del mismo año, se formalizó la reunificación de las dos Alemanias.

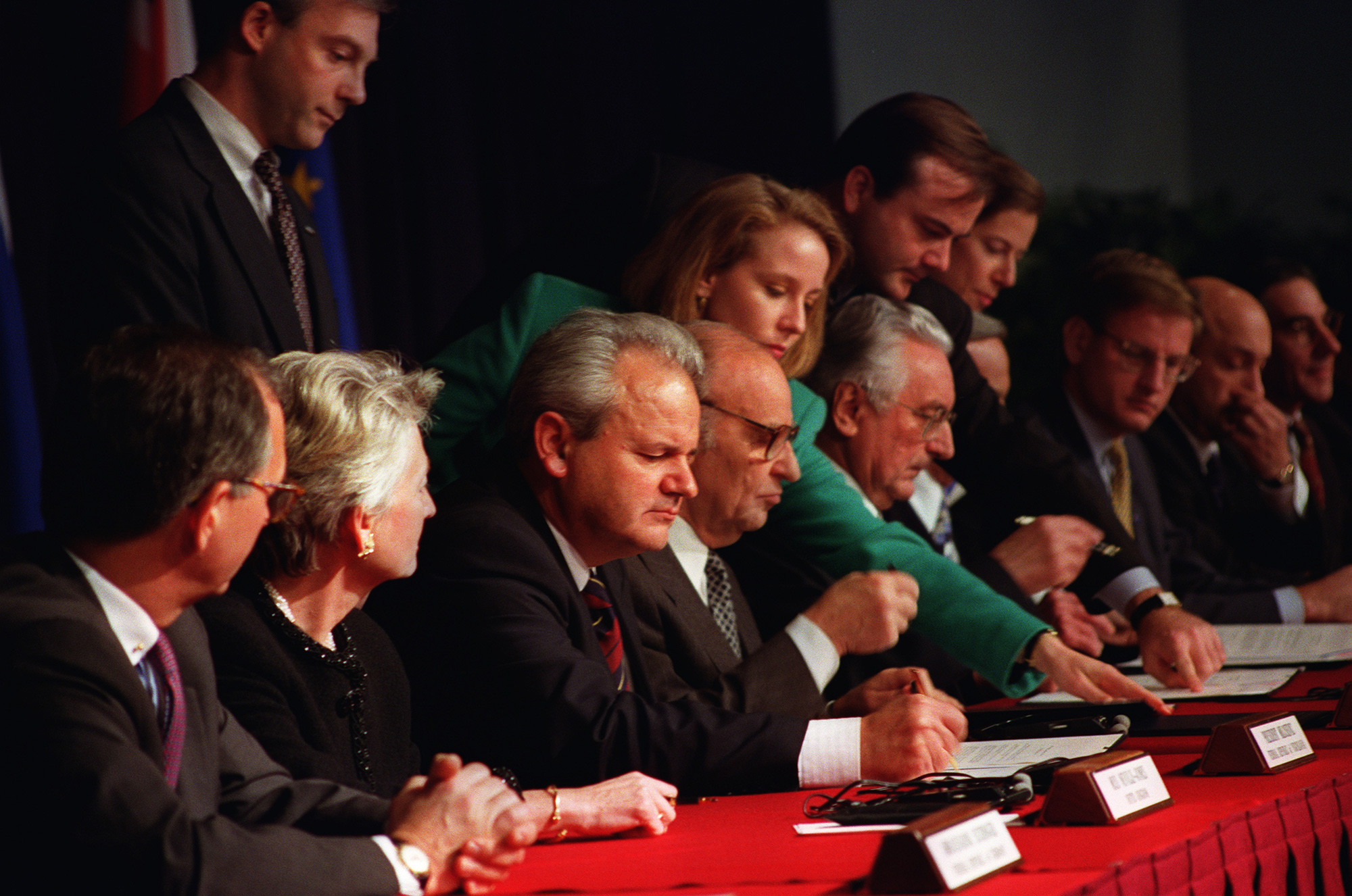
Firma de los Acuerdos de Dayton, 1995, por los presidentes de Serbia (Slobodan Milošević), Bosnia-Herzegovina (Alija Izetbegović) y Croacia (Franjo Tuđman).

##### Guerras yugoslavas
Paradójicamente, fueron los estados europeos menos vinculados a la Unión Soviética los que más violentamente sufrieron la caída del muro. El sistema comunista más aislado del mundo, Albania, se desintegró en medio de la anarquía, mientras que Yugoslavia, ignorando las poco decididas peticiones de mantenimiento de la unidad por parte de la comunidad internacional, se fragmentó en las repúblicas que componían su confederación (el derecho a la secesión estaba reconocido en su constitución). Las más decididamente separatistas fueron Eslovenia y Croacia, católicas y declaradamente pro-occidentales (explícitamente buscando el decisivo apoyo alemán), mientras que Serbia (ortodoxa y pro-rusa) pretendía la continuidad de una República Federal de Yugoslavia (desde 1992) bajo el liderazgo del comunista Slobodan Milošević, con una postura cada vez más nacionalista serbia. Los conflictos más graves surgieron en Bosnia-Herzegovina (de composición étnica muy mezclada entre serbio-bosnios, bosnio-croatas y bosnio-musulmanes) y la provincia serbia de Kosovo (mayoritariamente poblada por albaneses). La intervención internacional, liderada por los Estados Unidos, sancionó la derrota serbia en ambos conflictos (guerra de Bosnia y guerra de Kosovo).

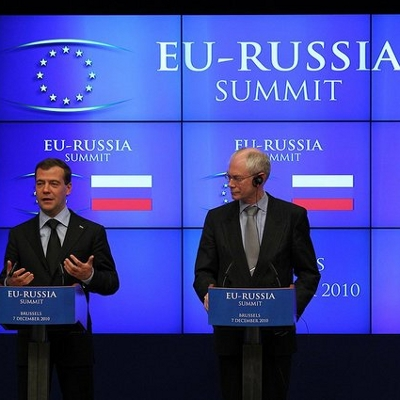
Dmitri Medvédev y Herman van Rompuy en una cumbre UE-Rusia en Bruselas (2010).

##### Las antiguas repúblicas soviéticas
La separación de las repúblicas bálticas fue radical, y llevó a su integración en Occidente (OTAN y Unión Europea), mientras que la de las repúblicas del Asia Central no lo fue tanto, permaneciendo fuertes vínculos con la reorganizada Federación Rusa. Lo mismo ocurrió en Bielorrusia, donde se estableció un régimen autoritario. Ucrania, sobre todo tras la revolución naranja (2004-2005), se ha mantenido en un difícil equilibrio, no sin conflictos de naturaleza económica, como las denominadas guerras del gas. En la zona del Cáucaso se produjo la independencia de las repúblicas del sur (Georgia, Azerbaiyán y Armenia), mientras que el norte permaneció dentro de la Federación Rusa. En ese entorno se han producido los enfrentamientos más violentos, como el de Chechenia (Primera y segunda guerra chechena, 1994-1996 y 1999-2009 respectivamente), duramente reprimido por los nacionalistas rusos. Rusia pasó sus primeros años como país democrático con inestabilidad política, llegando a su punto crítico con la crisis constitucional de 1993 y la crisis financiera de 1998, en el que tras esta última y con la renuncia de Borís Yeltsin (1999) dio comienzo al período del gobierno de Vladímir Putin (2000). Ciertos vínculos institucionales entre las antiguas repúblicas soviéticas se han mantenido en una Comunidad de Estados Independientes (CEI), de entidad poco más que simbólica.

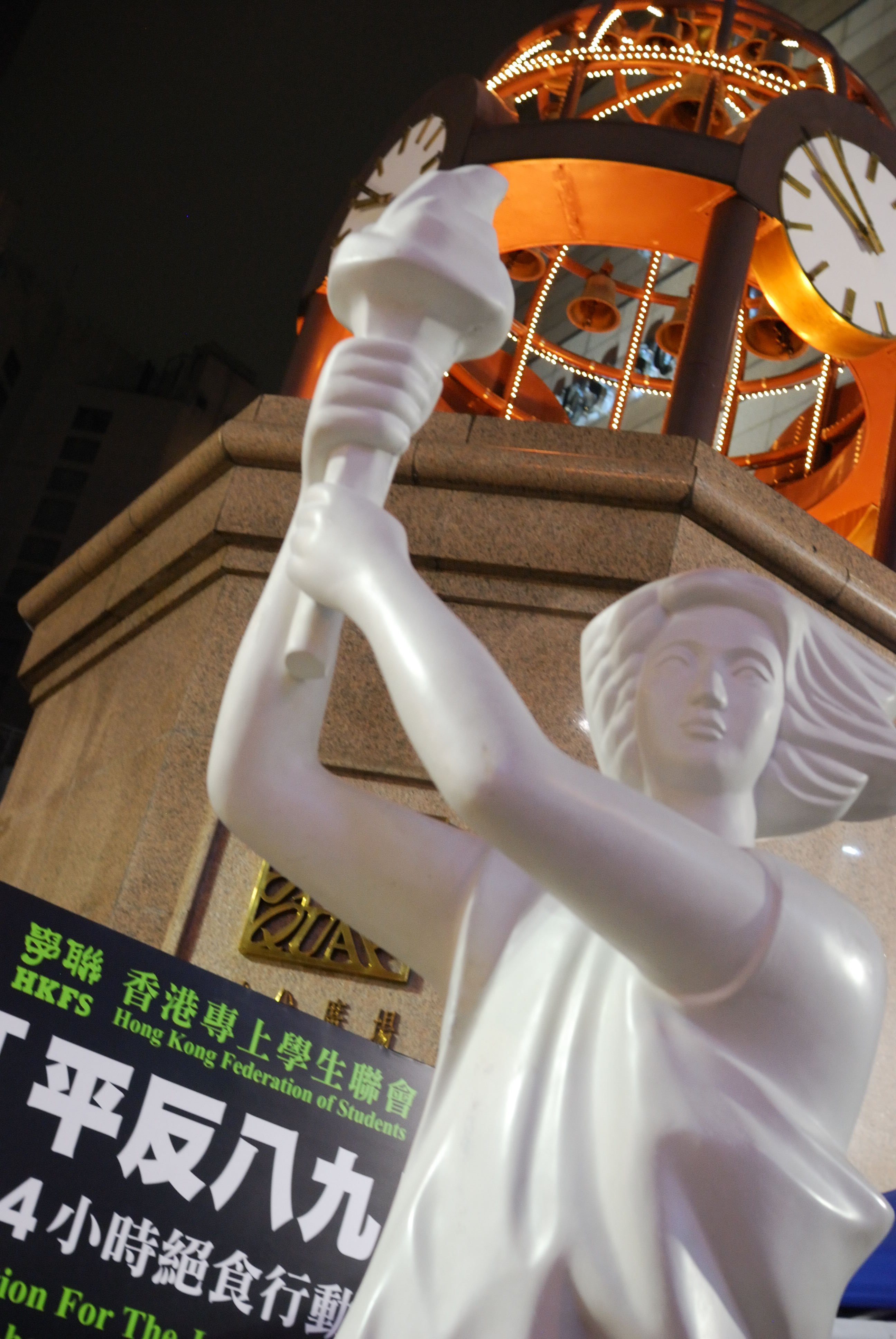
Una réplica de la diosa de la democracia, la escultura utilizada durante las protestas de 1989, empleada en la manifestación que tuvo lugar en Hong Kong para conmemorar el vigésimo aniversario (2009).

##### El despertar de China
Se atribuye a Napoleón la frase dejad que China duerma, cuando China despierte... el mundo temblará. Si el «despertar» de China se ha venido produciendo desde la Revolución, su impacto en el mundo no se produjo decisivamente hasta finales del siglo XX, y bajo criterios muy distintos a los del maoísmo. La República Popular venía transformándose desde el proceso a la denominada banda de los cuatro que siguió a la muerte de Mao Zedong (1976). Se produjo una apertura en el régimen comunista chino, que bajo el liderazgo de Deng Xiaoping y su política de un país, dos sistemas, intentó generar una economía de mercado sin sacrificar el régimen político comunista de partido único, cuyo carácter totalitario quedó evidenciado con la represión de las protestas de la Plaza de Tian'anmen de 1989. El continuado crecimiento económico ha convertido a China en una potencia de cada vez mayor importancia. Los productos chinos cada vez tienen mayor presencia en el comercio internacional, así como sus inversiones, orientadas sobre todo a la búsqueda de materias primas y recursos energéticos por todo el mundo; aunque su papel en el sistema financiero y monetario internacional es mucho menor. La tecnología china ha permitido colocar en órbita a su propio taikonauta (Yang Liwei en la misión Shenzhou 5, 2003). El alcance de su creciente capacidad militar es una incógnita que aún no ha sido puesta a prueba, pero su presencia en el concierto internacional quedó evidenciada de forma clara desde la recuperación de Hong Kong (1997) y Macao (1999).

##### La Unión Europea tras la reunificación alemana

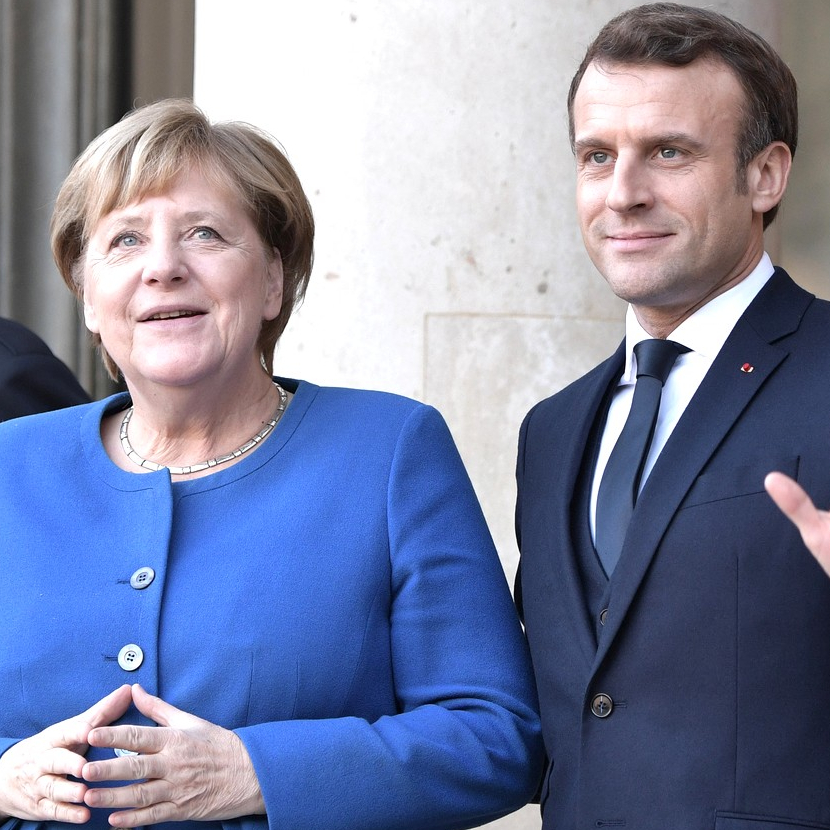
La canciller alemana Angela Merkel y el presidente francés Emmanuel Macron, líderes de los países más influyentes de la unión, en 2019.

La reunificación de las dos Alemanias, la transformación de las Comunidades Europeas en la Unión Europea y su expansión hacia los países del este en transición al capitalismo, convirtieron a Europa, ya sin el adjetivo de occidental, en un «gigante económico», cuya divisa, el euro, equilibró eficazmente el anterior monopolio del dólar en los mercados monetarios internacionales. No obstante, las dificultades entre los Estados miembros de la Unión para profundizar las partes no económicas de la unión, las cuales presentan un desafío para los partidarios de la autonomía estratégica de la organización, y la falta de coordinación exterior la dejaron como un «enano político», a pesar de su crecimiento burocrático e institucional (Tratado de Lisboa, 2007). La iniciativa en los foros internacionales y en las intervenciones militares siguieron dejándose en manos de los Estados Unidos, como mucho coordinados a través de la OTAN, incluso para conflictos en el mismo corazón del continente, como las guerras yugoslavas.
En ausencia de una única autoridad común, el denominado eje franco-alemán, mantenido por los líderes de ambas naciones más allá de las personas o partidos que fueron sucediéndose en el poder, funcionó como el más evidente núcleo de poder decisorio en la Unión. Así, ambos países líderan la refundación de la Unión Europea, un proyecto iniciado en 2017 que busca su reforma institucional. La iniciativa comenzó dentro del contexto creado tras el referéndum sobre la permanencia del Reino Unido en la UE —que luego de varios años de incertidumbre condujo a la salida de dicho país de la UE en 2020— y la dinámica consecuente a la postura de relativa ruptura planteada por el gobierno estadounidense de Donald Trump respecto a la UE y los Estados miembros de la organización. No obstante, a partir de 2020, la crisis de la pandemia de COVID-19 se convirtió en el principal catalizador que impulsó una serie de cambios de considerable magnitud en el bloque comunitario.

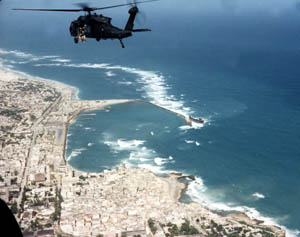
Un helicóptero estadounidense sobrevolando Mogadiscio en 1993. Su derribo por una fuerza irregular en la Batalla de Mogadiscio, reflejado en Black Hawk Down de Ridley Scott, ocasionó un escándalo y el replanteamiento de la estrategia de Estados Unidos.

##### El «poder blando» de Estados Unidos
La victoria en la Guerra Fría dejó a Estados Unidos como única superpotencia, no solo en lo militar, sino en el denominado poder blando que se concreta en la difusión de sus productos culturales y tecnológicos (destacadamente los ligados a la informática e internet) y la universalización de la particular ideología, identificada con el American way of life que considera indivisibles la libertad política y económica (capitalismo democrático). La presidencia pasó de los republicanos (Ronald Reagan, 1981-89 y Bush padre, 1989-93) a los demócratas durante los mandatos de Bill Clinton (1993-2001), para volver a los republicanos con Bush hijo (2001-2009).

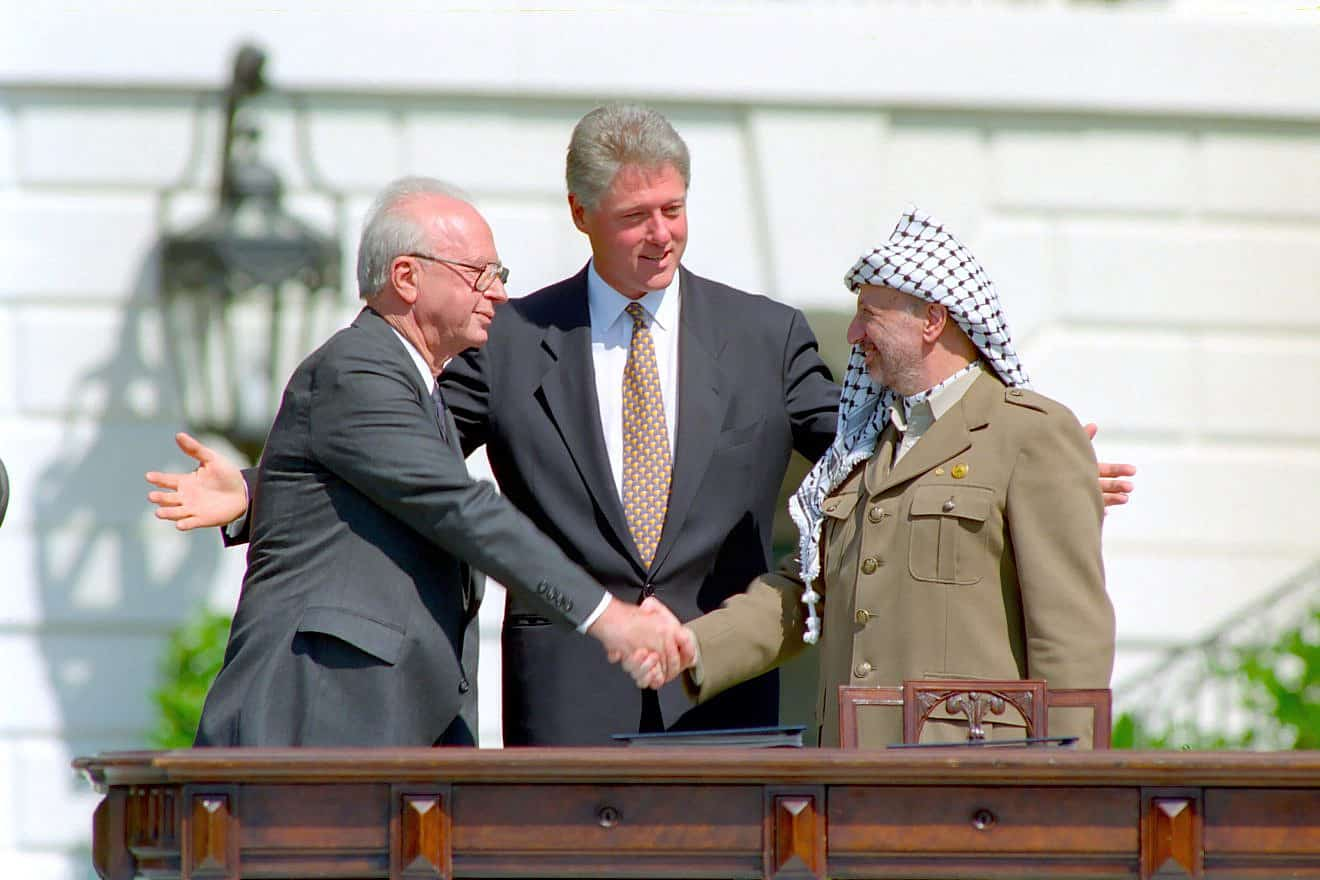
El líder palestino Yasir Arafat, el israelí Isaac Rabin y el presidente estadounidense Bill Clinton, en rondas de paz que fracasaron por la oposición de los grupos radicales.

A pesar de su continuidad indiscutida en la cúspide de la riqueza económica, el poder militar y el predominio ideológico, o bien precisamente por la frustración de las expectativas suscitadas por ello; las interpretación más común del sistema internacional suele hablar de un declive de Estados Unidos, incluso de un fracaso en cuanto a la gestión de su liderazgo frente los problemas mundiales: calentamiento global (negativa a firmar el protocolo de Kioto), proliferación nuclear (problemática respuesta a los desafíos nucleares de Corea del Norte e Irán, tras la utilización del argumento de las armas de destrucción masiva para justificar la guerra de Irak), terrorismo, incapacidad para responder a las crecientes demandas de resolución de conflictos en estados fallidos o crisis humanitarias (especialmente en África, donde la fracasada intervención en Somalia -1993- llevó a la no intervención en el Genocidio de Ruanda -1994- o en el Conflicto de Darfur -2003-); y un empeoramiento de su imagen internacional (antiamericanismo). Su propia opinión pública interna se caracterizaba (al menos hasta el 11-S) por una doble y contradictoria exigencia: la de intervenir en el exterior para solucionar todo tipo de problemas mundiales, y la intolerancia a asumir el riesgo de pérdida de vidas no solo propias, sino también del enemigo. Tales exigencias llevaron a una extremada tecnologización de la guerra y a todo tipo de cautelas mediáticas (la guerra del Golfo -1991- fue retransmitida en directo por la CNN prácticamente sin imágenes de heridos o cadáveres).
Los conflictos internos dentro de Estados Unidos, superada la fase más combativa de la lucha por los derechos civiles, se expresaron en un aumento de la actividad de grupos ultraconservadores y una preocupante difusión de la violencia grupal o individual (disturbios de Los Ángeles en 1992, masacre de los davidianos de Waco y atentado del World Trade Center -1993-, atentado de Oklahoma City -1995-, atentados antitecnológicos de Unabomber -hasta 1996-, masacre del instituto Columbine -1999-) denunciada por un famoso documental de Michael Moore.

##### Democratización de América Latina

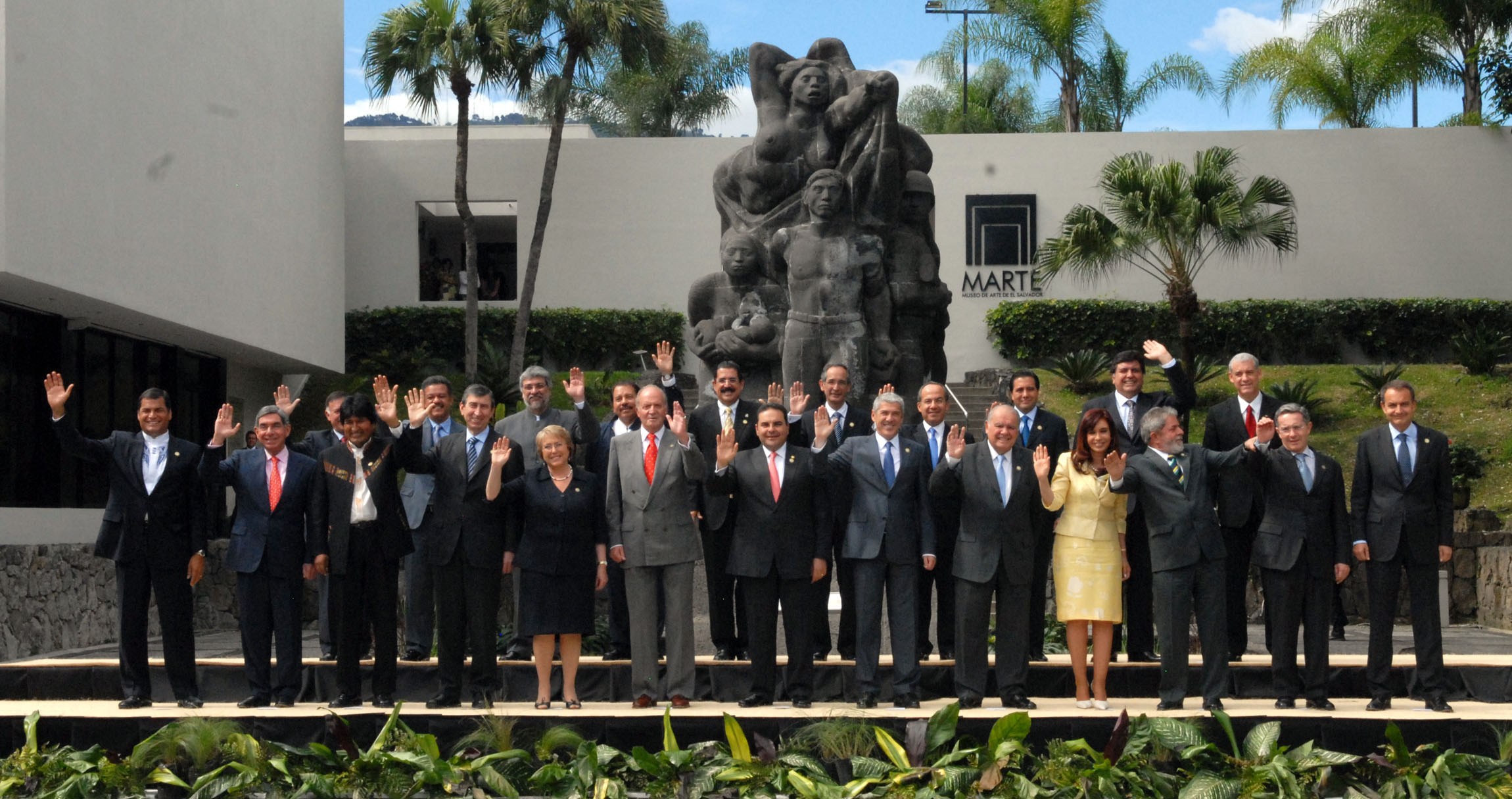
Cumbre Iberoamericana de 2008.

La desaparición de la Unión Soviética rompía toda posible vinculación entre los movimientos izquierdistas locales de América Latina (las FARC en Colombia, Sendero Luminoso en Perú, etc.) y cualquier superpotencia hostil a Estados Unidos; lo que había sido la principal causa para su apoyo a las dictaduras militares de los años setenta y ochenta. Las últimas intervenciones estadounidenses, con utilización abierta de fuerza armada, fueron la invasión de Granada, 1983 y la de Panamá de 1989. Cuba estaba sometida a un riguroso aislamiento internacional y una crisis económica (Período especial), acentuado por un embargo comercial por parte de Estados Unidos que no consiguió debilitar en el interior al régimen de Fidel Castro pese a las grandes manifestaciones que se desataron contra el gobierno en 1994, llamado Maleconazo. En el Cono Sur (Brasil, Argentina, Chile, Bolivia, Uruguay y Paraguay), se produjo la reconstrucción de los regímenes democráticos a finales de los años ochenta, no sin dificultades, fundamentalmente por sucesivas crisis financieras que tensionaron las denominadas transiciones a la democracia (por ejemplo, el corralito durante la crisis argentina de 2001).

#### Globalización y antiglobalización

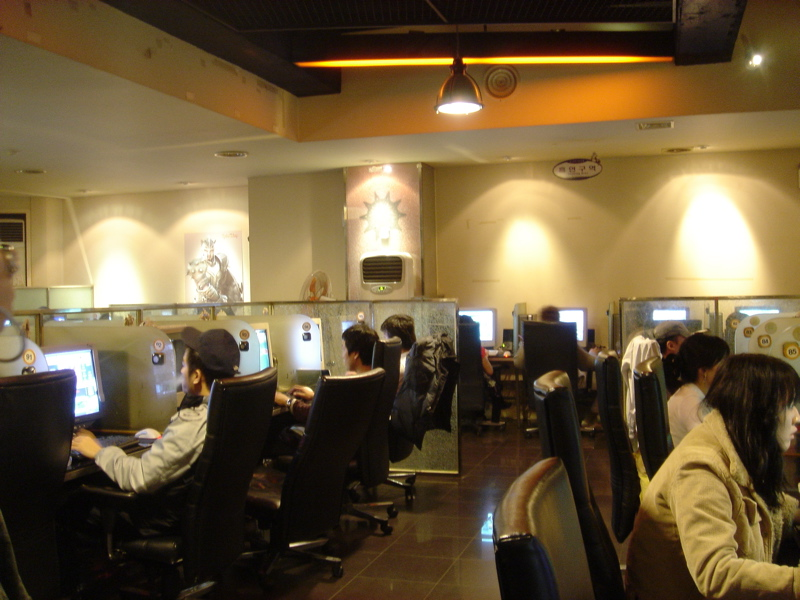
Cibercafé en Seúl.

Los medios de comunicación, especialmente los medios de comunicación de masas (prensa, cine, radio, televisión) habían permitido desde el inicio del siglo XX la difusión mundial del poder blando de la cultura estadounidense (americanización) en todos sus contenidos, tanto la ideología subyacente todo tipo de información, cultural, anecdótica o embrutecedora, o la misma publicidad, teniendo impacto directo en la cultura popular. La revolución informática, la telefonía móvil e internet han llevado el proceso a su extremo en la década final del siglo XX y la primera del siglo XXI (blogosfera, web 2.0, etc.).
La intensificación de los movimientos migratorios (cuya necesidad, represión o control es objeto de intensos debates), la mejora tecnológica en el transporte de mercancías (logística, normalización de contenedores), la cada vez más libre circulación de capitales y la caída o liberalización de las barreras comerciales por el fin de los bloques y las sucesivas rondas del GATT y la Organización Mundial de Comercio; han llevado la antigua economía-mundo del siglo XVI a un grado de integración nunca antes conocido.
La homogeneización de estilos de vida parece haber confirmado la hipótesis de Marshall MacLuhan, que hablaba de la aldea global en los años sesenta. La descentralización que implica el concepto de red hace que sean cada vez más habituales los contenidos alternativos al dominante (la televisión árabe Al Yazira y la rusa RT como competencia de la estadounidense CNN, los documentales de la BBC, las películas de Bollywood o el manga japonés). La aceleración en el ritmo de cambio de las modas, las tendencias y los referentes culturales los hace efímeros y de difícil seguimiento fuera de cada tribu urbana identificada con alguno de ellos. En múltiples campos se generan efectos insospechados de la aplicación del concepto de la simultaneidad posibilitada por el intercambio masivo de información en tiempo real. Los movimientos sociales tradicionales se están transformando de un modo decisivo, incluso las convocatorias para las manifestaciones y protestas han dejado de hacerse por los medios tradicionales para realizarse de forma autónoma y espontánea por las propia dinámica generada en las redes sociales. La comunidad científica (en cuyo seno surgió la World Wide Web como un mecanismo de colaboración entre grupos de investigación) ha llevado a cabo programas de potencia insospechada, como el Proyecto Genoma Humano (1984-2000) y los avances en ingeniería genética, que podrían cuestionar el mismo concepto de ser humano (transhumanismo).
Los partidarios de la globalización argumentan que facilita el libre intercambio de ideas, la expresión individual y el respeto por los derechos de las personas, además de ser inevitable, como lo es el progreso tecnológico. Sus detractores denuncian que la globalización es unilateral y promueve el predominio de una cultura particular (la estadounidense) que acabaría imponiéndose a todo el planeta acabando con las minorías culturales, lingüísticas y religiosas, y que los defensores de la globalización en realidad defienden sus propios intereses económicos, como la sumisión de los estados a una competencia suicida por la deslocalización el dumping social y el dumping ecológico.
No existe una unidad de intereses ni de expresión en estos movimientos, que incluyen desde la defensa del proteccionismo agrario (José Bové) hasta las más clásicas protestas sociales antes expresadas en el movimiento obrero, el ecologismo y el pacifismo. Paradójicamente, la respuesta a la globalización se ha organizado en torno a redes sociales dinámicas permitidas por el propio proceso de globalización, con el denominado movimiento antiglobalización o altermundialismo, iniciado de forma más o menos espontánea en las manifestaciones de Seattle (1999) como respuesta a la reunión del FMI y en la Contracumbre del G8 en Génova (2001) e institucionalizado en torno al Foro Social Mundial de Porto Alegre (organizado de forma alternativa a los mismos y a los elitistas encuentros del denominado Hombre de Davos). Han generado el lema otro mundo es posible.

#### El mundo posterior al 11-S

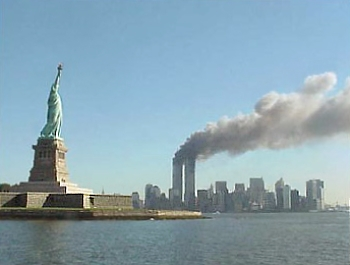
Perspectiva desde la Estatua de la Libertad hacia las Torres Gemelas del World Trade Center de Nueva York, en el momento del atentado.

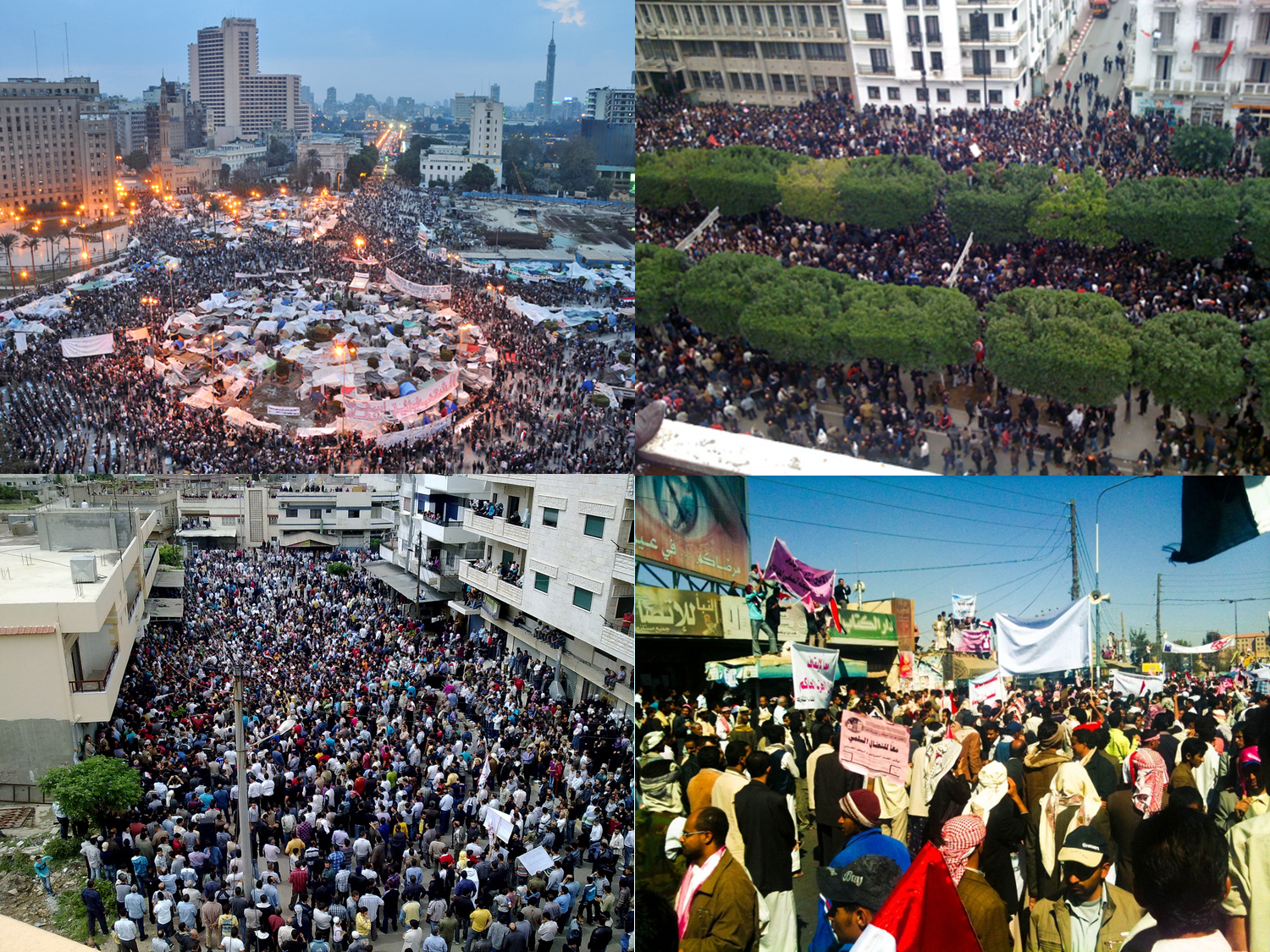
Protestas en Egipto, Túnez, Yemen y Siria durante la Primavera Árabe (2010-2012), pidiendo más democracia.

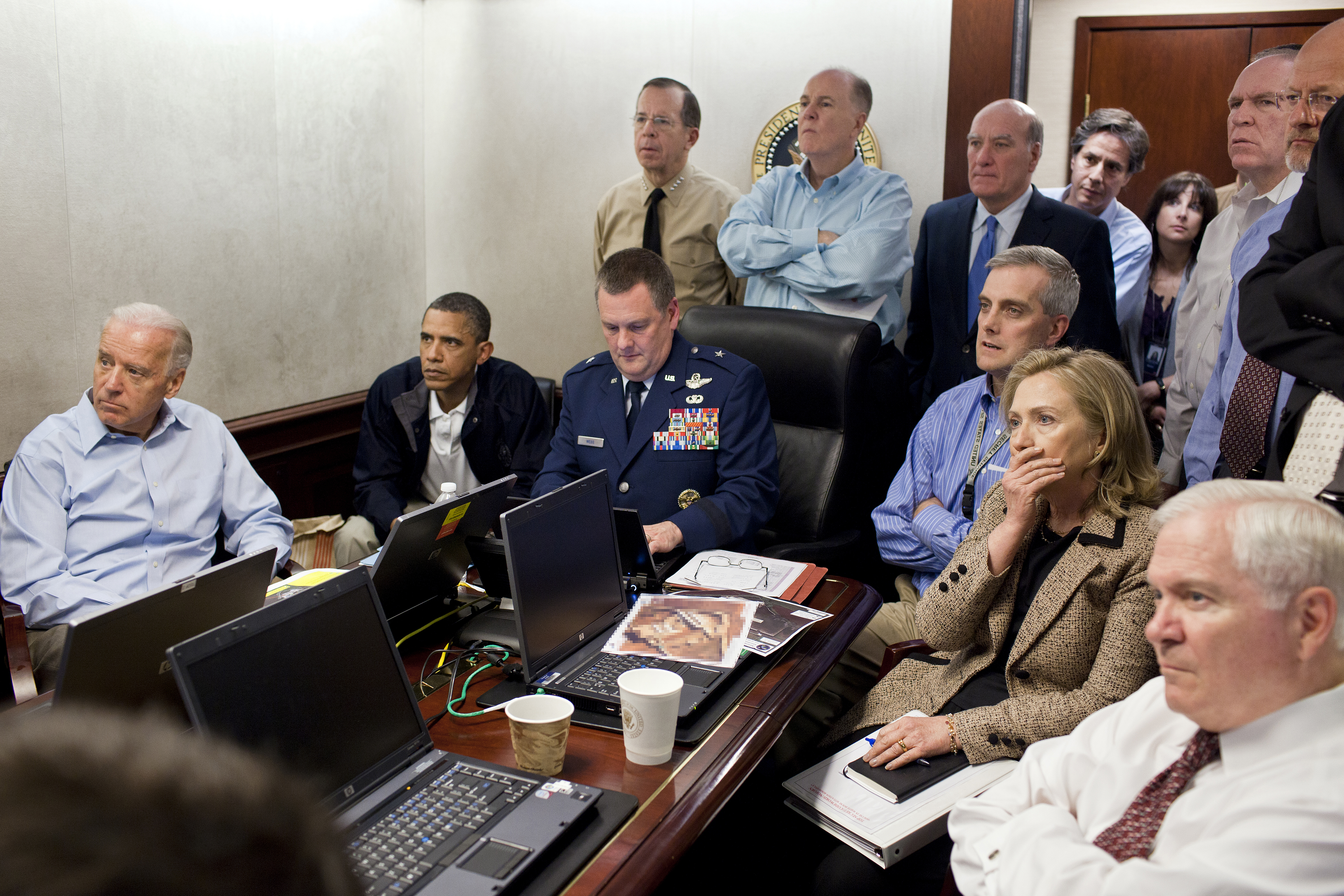
El presidente estadounidense Barack Obama junto a miembros de su gabinete y distintos mandos militares presenciando en directo la operación "Lanza de Neptuno" a través de las cámaras de aviones no tripulados sobre el complejo de Bin Laden.

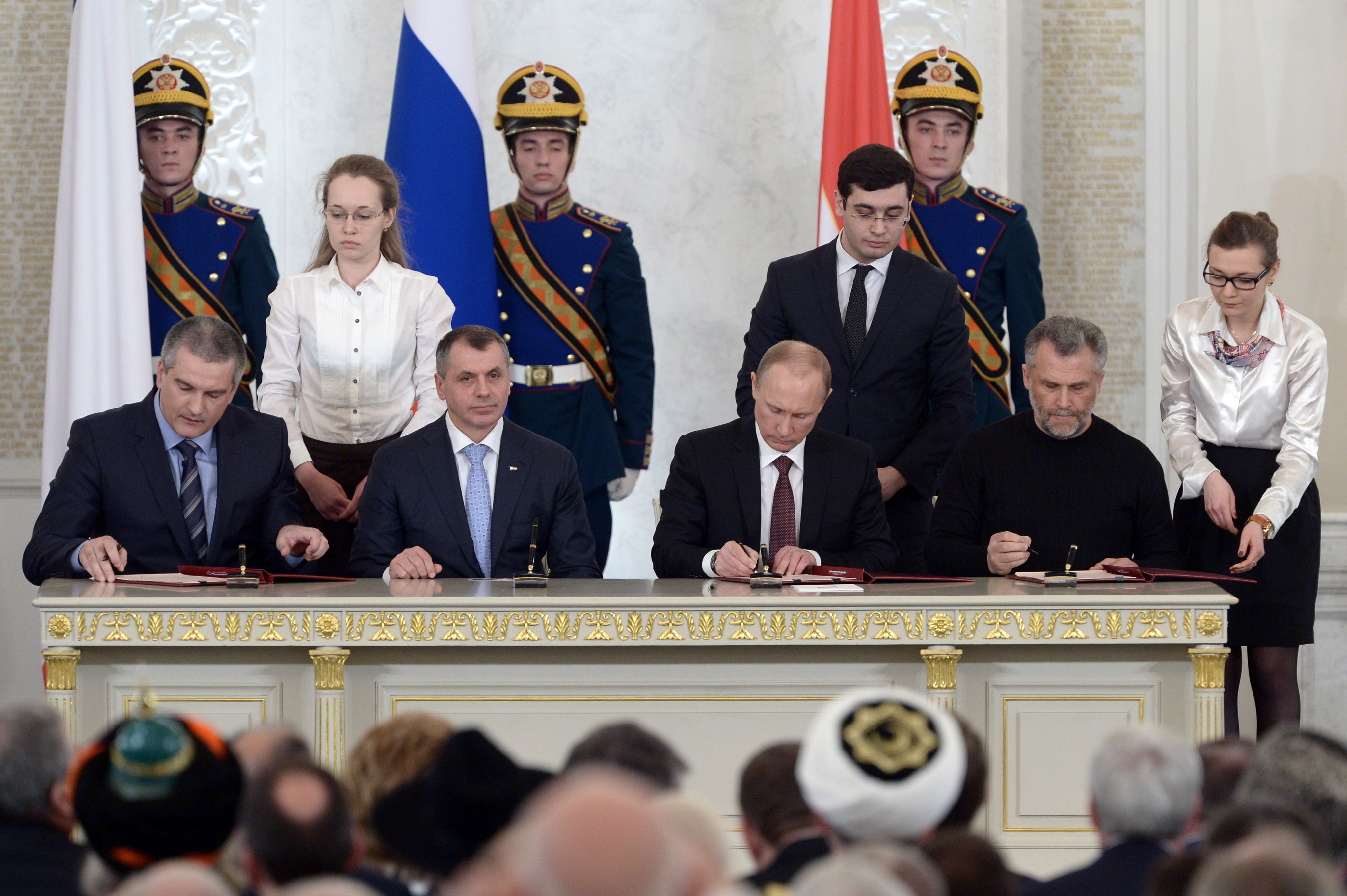
Vladimir Putin firmando la anexión oficial de Crimea y Sebastopol a Rusia. La anexión, la guerra en el este de Ucrania y la intervención rusa en Siria muestra la vuelta rusa al escenario político internacional.

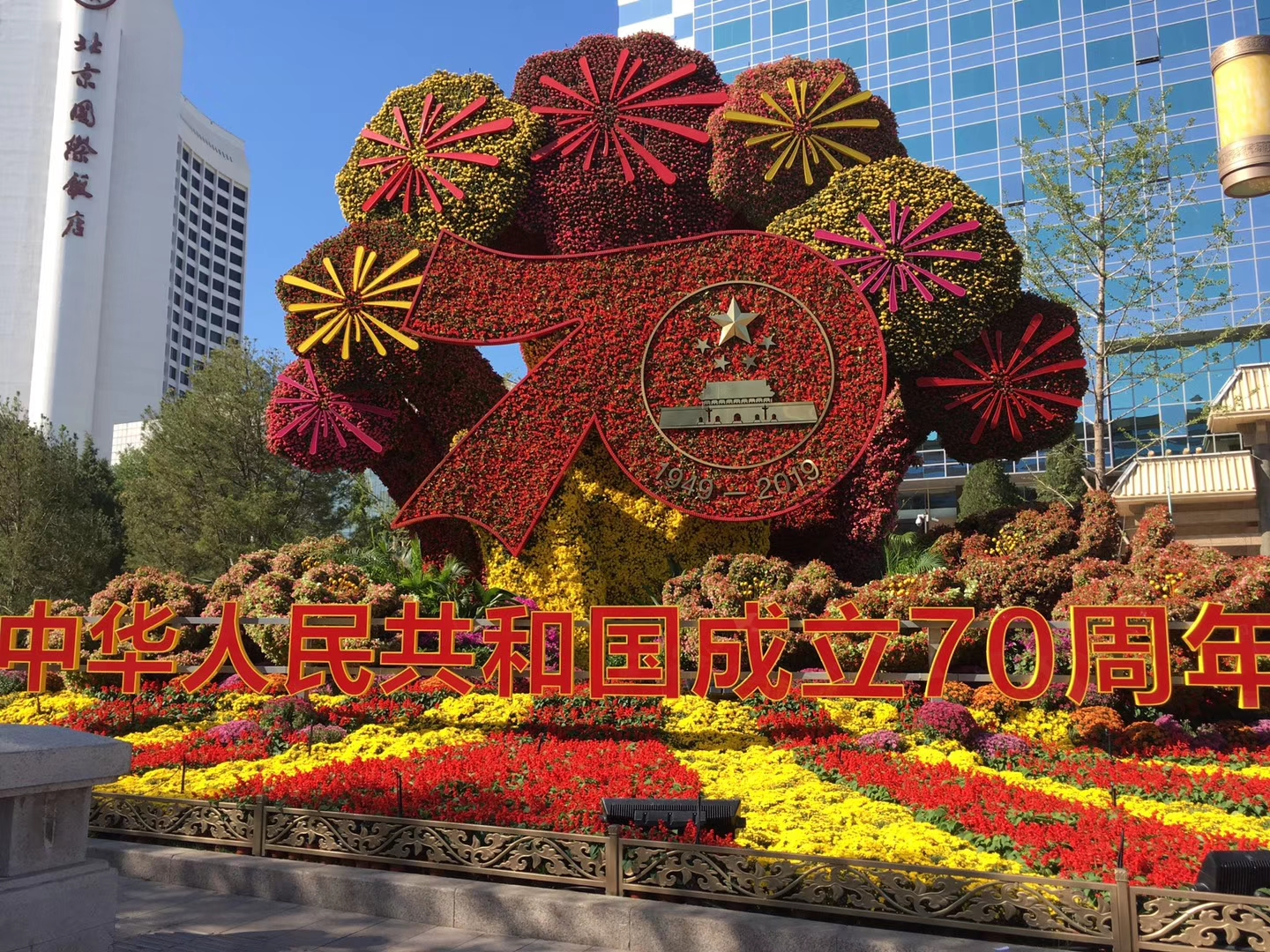
70.° aniversario de la República Popular China, el país asiático consolida su poder desde las políticas económicas de las Cuatro Modernizaciones.

Los atentados que llevó a cabo Al Qaeda (red de terrorismo islamista fundada y organizada por Osama bin Laden) contra el World Trade Center en Nueva York y El Pentágono en Washington D. C. el 11 de septiembre de 2001, y la reacción estadounidense posterior (guerra contra el terrorismo), liderada por el presidente George W. Bush (guerra de Afganistán y guerra de Irak), evidenciaron la existencia de un nuevo tipo de conflicto global que Samuel Huntington había previamente denominado con el término choque de civilizaciones (teoría construida en polémica con Francis Fukuyama, quien había proclamado, en los tiempos de la caída de la Unión Soviética, que la historia tendía ineludiblemente hacia sistemas liberales, y que cuando estos se conseguían, estábamos ante el Fin de la Historia). Los atentados evidenciaron la vulnerabilidad del sistema occidental ante los grupos con voluntad de utilizar en su contra las posibilidades que una sociedad abierta les permitía, y lo contradictorio de reaccionar con la restricción de las libertades (Acta Patriótica) o la criminalización social de las minorías islámicas, prácticas que de haberse llevado a un extremo habrían constituido el éxito más claro de los agresores. La reacción exterior, más allá de su éxito o fracaso relativo, demostró la gigantesca capacidad de respuesta de Estados Unidos y la solidez de su alianza con un gran número de países (OTAN, Japón, Corea del Sur, Australia, México, Israel, gobiernos de los países islámicos denominados moderados -monarquías del Golfo Pérsico, Marruecos, Jordania, Pakistán-), al tiempo que Rusia y China evitan comprometerse y algunos países del denominado eje del mal efectuaban acercamientos a Occidente (Libia, Siria).
No obstante, las divisiones existentes en la vasta coalición prooccidental se expresaron en la diferente actitud de cada uno de los países aliados de Estados Unidos: divergencia entre la opinión pública y los gobiernos, sobre todo en los países musulmanes (que al cabo de los años -a comienzos de 2011- llevó al estallido de revueltas simultáneas en los países árabes cuestionando la estabilidad de un gran número de regímenes autoritarios que los países occidentales consideraban valiosos contra el islamismo radical); resistencia de Francia y Alemania (denominados vieja Europa frente a la nueva Europa de los aliados más firmes de Estados Unidos -los antiguos países comunistas del Este de Europa, la España de José María Aznar y la Italia de Silvio Berlusconi-) a implicarse en la guerra de Irak, o la salida de las tropas españolas (tras el atentado del 11 de marzo de 2004 y la inmediata victoria electoral de José Luis Rodríguez Zapatero). Tampoco dentro de los mismos Estados Unidos las posiciones eran unánimes, sobre todo tras no encontrarse las armas de destrucción masiva que se había afirmado que poseía Sadam Huseín (hecho que se había aducido como casus belli para el ataque preventivo, algo característico de la Doctrina Bush) y otros escándalos (torturas en la prisión de Abu Ghraib y detención sin plazo ni juicio de los denominados combatientes ilegales en el centro de detención de Guantánamo, que Barack Obama -primer presidente negro de los Estados Unidos, 2009- se había comprometido a cerrar). Uno de los mejores logros del país durante su mandato fue una misión liderada por la armada estadounidense que resultó en la muerte del líder de Al-Qaeda, Osama bin Laden en la ciudad de Abbottabad, Pakistán, el 2 de mayo de 2011.
El predominio de Estados Unidos, única superpotencia de la escena internacional tras la desaparición de la Unión Soviética, se ve contestado, al menos nominalmente, por las declaraciones en favor de un mundo multipolar en vez de unipolar. En eso suelen coincidir, aunque en muy distintos términos, desde la postura común de la política exterior de la Unión Europea hasta la más agresiva del Irán de Mahmud Ahmadineyad (expresión del islamismo radical) y la Venezuela de Hugo Chávez (y otros líderes latinoamericanos que en algunos casos reciben la denominación de indigenistas -Evo Morales en Bolivia-), o la cautelosa de la Rusia de Vladímir Putin y la China de Xi Jinping.
La crisis económica de 2008 (denominada como Gran Recesión), que surgió como consecuencia del estallido de una burbuja financiera-inmobiliaria, ha puesto en cuestión las bases del sistema financiero internacional y desatado el temor a una profunda recesión que cuestione la continuidad del sistema capitalista y el propio sistema democrático, identificados ambos en lo que se ha llegado a denominar capitalismo democrático; y no solo del concepto de Estado nacional, cuestionado desde hacía tiempo, sino del de integración supranacional, evidenciada la grave vulnerabilidad de la eurozona a la crisis monetaria de 2010, agravada en los meses siguientes con las sucesivas crisis de la deuda soberana de los países periféricos, siendo los más países afectados Grecia, España, Portugal e Irlanda. Durante el año 2011, a raíz de la revolución tunecina, se produjeron revueltas populares con características innovadoras en los países árabes (Primavera Árabe), simultáneamente al surgimiento de nuevos movimientos sociales en los países más desarrollados (indignados en España, occupy Wall Street en Estados Unidos, etc.); todos ellos caracterizados por su impacto viral en las redes sociales y medios de comunicación junto a la ocupación física de espacios públicos emblemáticos.
El estallido de la guerra contra el Estado Islámico empeoró la inestabilidad política en gran parte del mundo árabe (Invierno Árabe), siendo su epicentro en las zonas donde el Estado Islámico comenzó el conflicto por los enfrentamientos bélicos que esos países sufrían (Siria e Irak). La guerra civil siria alteró el equilibrio internacional en beneficio de Turquía (pese a que sufrió un intento de golpe de Estado que no logró debilitar el poder de Erdoğan y desencadenó matanzas contra opositores) y Rusia (que por otro lado se expande a costa de Ucrania -anexión de Crimea, 2014 y apoyo a los secesionistas durante la guerra del Dombás- mientras afrontaba un severo conflicto político -crisis ucraniana- lo que generaría tensiones que llevarían a la invasión rusa a Ucrania en 2022); y conllevó a una crisis de refugiados que alteró la propia estabilidad de la Unión Europea. Simultáneamente David Cameron, primer ministro del Reino Unido, se comprometió en dos referendos sucesivos (el primero sobre la independencia de Escocia -2014- y el segundo sobre la salida de la Unión Europea -Brexit, 2016-) que, como otros celebrados en otros lugares de Europa y del mundo (acuerdos de paz en Colombia y la reforma constitucional de Italia) independientemente de su resultado, evidenciaron una extraña situación de alejamiento entre los cuerpos electorales y lo que se venía considerando como «corrección política» en los medios tradicionales, y que se ha designado con el neologismo «posverdad», también aplicado al deshielo cubano (2014-2016), la llegada del extravagante Donald Trump a la presidencia de los Estados Unidos (2017) o la devastadora crisis del Coronavirus.

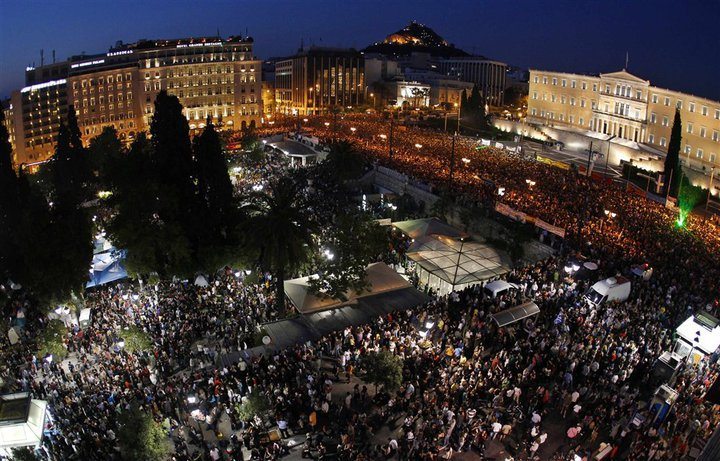
Protestas de trabajadores en Grecia (2011) por las medidas de austeridad económica tomadas por su gobierno, así como otros gobiernos, para intentar afrontar las secuelas de la Gran Recesión de 2008.
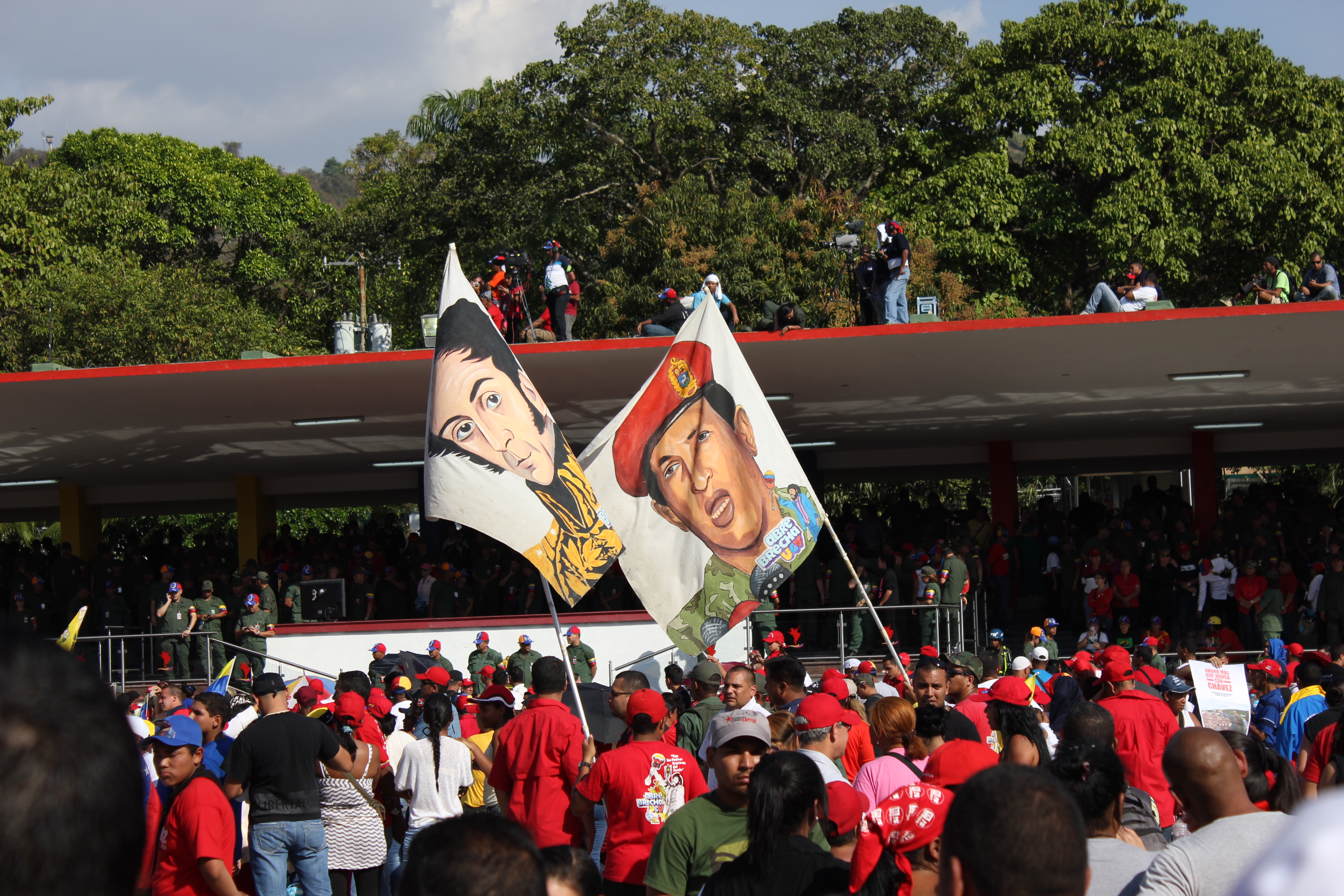
Rostros del presidente venezolano Hugo Chávez y la figura histórica Simón Bolívar durante el funeral del primero (2013): Chávez había creado la revolución bolivariana, un movimiento socialista y nacionalista relacionado al Socialismo del siglo XXI que buscaba una transformación post-soviética de la izquierda.
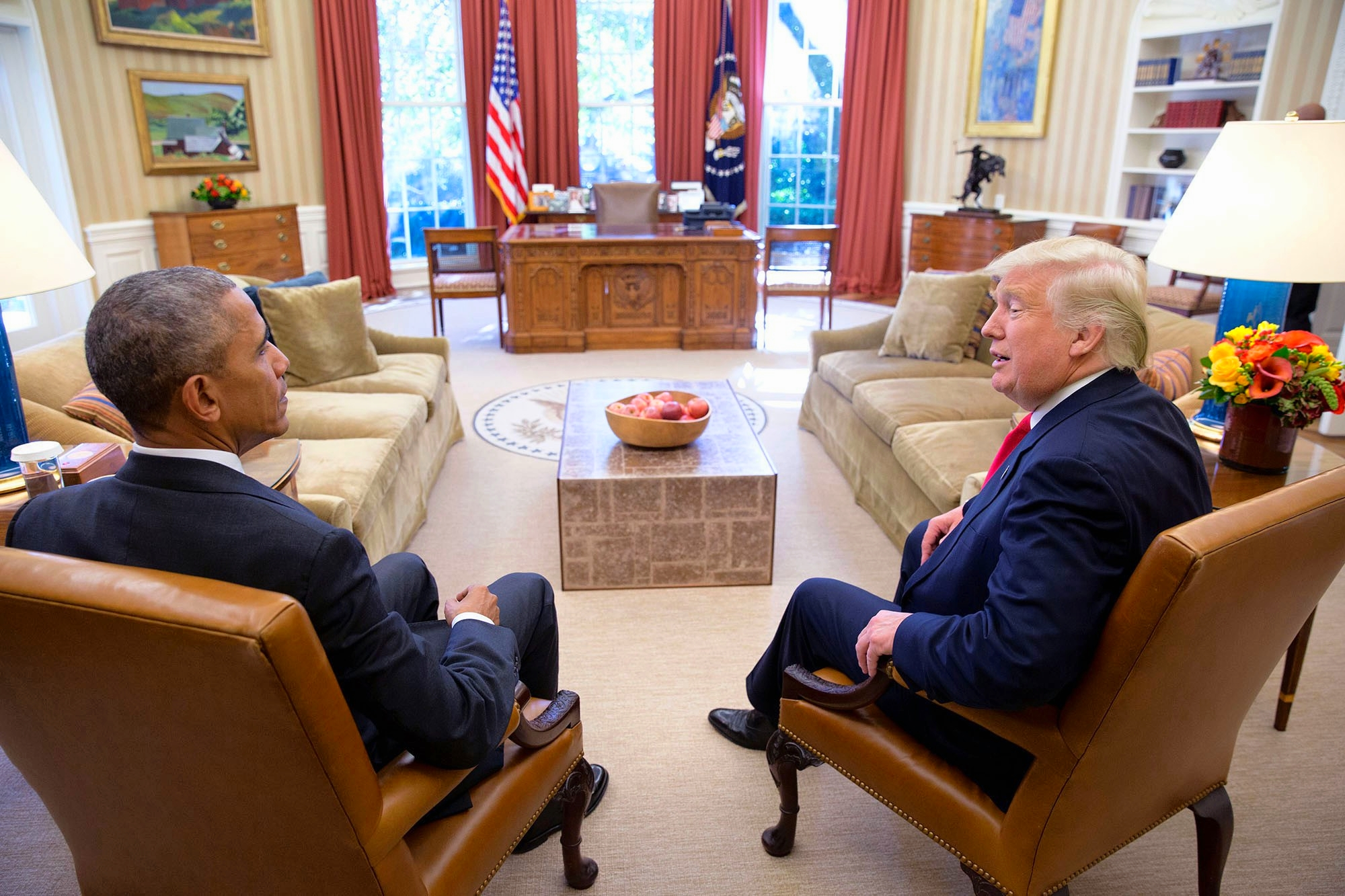
El presidente electo Donald Trump y el entonces presidente Barack Obama (2016), la llegada al poder e Trump significó un descontento con la política tradicional en los Estados Unidos, también el crecimiento del movimiento populista de derecha alternativa.
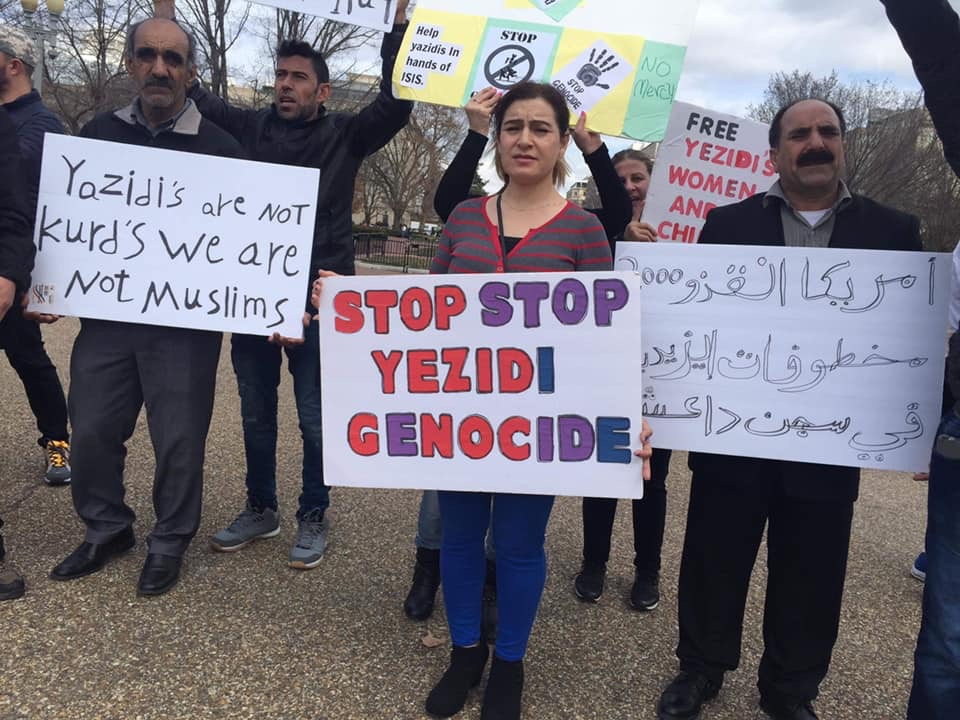
Yazidíes protestando por el genocidio en su contra por parte del autoproclamado Estado Islámico de Irak y el Levante (2019), una organización terrorista independizada de Al Qaeda, se originó ante el fracaso de la primavera árabe en algunos países como Irak, Siria, Libia, entre otros conocido como el invierno árabe, la organización terrorista perseguía a minorías como cristianos, coptos, y drusos (religioso); kurdos y yazidíes (étnico) y chiitas (otras ramas musulmanas). Así mismo la liberación de Mosul (2017) de las manos terroristas representó un gran golpe a Estado Islámico a nivel de oriente medio.

El paso del tiempo demostrará si la historiografía futura entiende la evolución histórica de los últimos o próximos años (caída de la Unión Soviética, atentado contra las Torres Gemelas, u otros hechos que estén por producirse) como el desarrollo de las mismas características propias de toda la Edad Contemporánea, o como una nueva época completamente distinta que justifique una nueva periodización de la historia o una renovación metodológica; aunque mientras los hechos y procesos están en curso, tales tareas no corresponden a la historiografía, sino a la prospectiva.

## Cronología
- Tabla cronológica de la Edad Contemporánea. Cuadro comparativo de los principales hechos políticos, científicos y artísticos.

### Departamentos universitarios de historia contemporánea
- Universidad Complutense de Madrid
- Universidad Autónoma de Madrid
- Universidad Autónoma de Barcelona
- Universidad del País Vasco
- Universidad de Alcalá de Henares (Historia II: Moderna y Contemporánea)
- Universidad de Granada (Programa de la asignatura y bibliografía Archivado el 21 de abril de 2009 en Wayback Machine.)
- UNED

### Recursos educativos sobre historia contemporánea
- Recursos para Historia Contemporánea de 1.º de bachillerato Geoeduca.
- Directorio web en historiasiglo20.org
- Historia de las relaciones internacionales durante el siglo XX en historiasiglo20.org
- Directorio web del Departamento de Historia Contemporánea de la UCM
- Recursos clasificados en florentinorodao.com
- Historia contemporánea de Europa. Siglo XX en usal.es

- Contenidos
- Textos de historia del siglo XX

- Historia mundial contemporánea (Nivel secundario para adultos. Módulos de Enseñanza Semipresencial) Ministerio de Educación de Argentina.

| Predecesor: Edad Moderna | Periodos de la Historia Edad Contemporánea | Sucesor: - |

- Datos: Q6495391
- Multimedia: Contemporary history / Q6495391